# Figuren in den Donkey-Kong-Spielen

Donkey-Kong-Logo

Dieser Artikel enthält alle wichtigen Figuren des Donkey-Kong-Universums. Er geht insbesondere auf die Rolle der Figuren in den einzelnen Donkey-Kong-Spielen ein, beschreibt ihr Erscheinungsbild, stellt die Beziehungen unter den Charakteren dar und nennt wissenswerte Kleinigkeiten über die Spielcharaktere (Trivia). Bei den Nebencharakteren wird auf eine Untergliederung verzichtet, vielmehr werden diese allgemein dargestellt. Grundsätzlich sind die Darstellungen alphabetisch geordnet, die Aufzählung der Endgegner und Tikis sind allerdings nach deren Auftritten in den jeweiligen Spielen sortiert. Alle Angaben und Namen beziehen sich grundsätzlich auf die deutschen beziehungsweise die PAL-Versionen der Spiele. Nur im Einzelfall wird bei Relevanz auf ausländische beziehungsweise die Original-Namen hingewiesen.
Im Artikel werden die zumindest die häufig erwähnten Hauptspiele der Donkey-Kong-Serie zur Erleichterung des Leseflusses des Öfteren abgekürzt. Dabei steht DK für Donkey Kong (Arcade), DKC für Donkey Kong Country, DKC2 für Donkey Kong Country 2: Diddy’s Kong Quest, DKC3 für Donkey Kong Country 3: Dixie Kong’s Double Trouble!, DKCR für Donkey Kong Country Returns, DKCTF für Donkey Kong Country: Tropical Freeze, DK64 für Donkey Kong 64, DKJR für Donkey Kong Jet Race, DKL für Donkey Kong Land, DKL2 für Donkey Kong Land 2, DKL3 für Donkey Kong Land 3 und DKA für Donkey Kongs Abenteuer.
Wird im Artikel von „offiziellen Quellen“ gesprochen, so sind – neben den Donkey-Kong-Spielen selbst – insbesondere sämtliche Angaben gemeint, die von den Spieleentwicklern und Publishern selbst veröffentlicht wurden. Daneben werden Angaben aus renommierten Fachzeitschriften und -webseiten sowie aus der Fachliteratur dazu gezählt. Stammen Angaben aus den Spielen selbst, wird dies allenfalls im Fließtext erwähnt, auf gesondert angegebene Einzelnachweise jedoch verzichtet.

## Kong-Familie
Als Kong-Familie (teilweise auch andersherum Familie Kong genannt) sind die zwölf Affen gemeint, die in den Donkey-Kong-Spielen als primäre Spielfiguren oder Gehilfen auftreten. Teilweise wird auch der in Donkey Kong Country auftretende Gegner Manky Kong wegen des identischen Nachnamens zur Familie Kong gezählt. Der Affe Manky Kong tritt aber lediglich in DKC in Erscheinung, hat auch dort keinen nennenswerten Auftritt und ferner nennen keine der offiziellen Quellen eine Verbindung zur Kong-Familie. Es ist daher eher davon auszugehen, dass der Nachname Kong nur allgemein auf die Spezies der Affen anspielen soll, Manky Kong aber nicht der Kong-Familie angehört. Diese Argumentation kann identisch auf die sogenannten Kong-Endgegner aus dem Spiel Donkey Kong Jungle Beat übertragen werden, die zwar ebenfalls mit dem Nachnamen Kong auftreten, aber von den Entwicklern nicht als Mitglieder der Familie Kong dargestellt werden.
Der Nachname Kong stammt bereits aus dem ersten Arcadespiel Donkey Kong von 1981 und wurde später auf die anderen Affen der Familie übertragen. Erfinder des Spiels (und des Namens) Donkey Kong ist der 1952 geborene Entwickler beim japanischen Videospielunternehmen Nintendo Shigeru Miyamoto. Wie genau dieser Name zustande kam, ist nicht bekannt. Überwiegend werden zwei Ansätze vertreten: Einigen Stimmen zufolge hat Miyamoto, der damals kaum Englisch sprechen konnte, nach einer englischsprachigen Entsprechung für „sturer Affe“ gesucht. In einem Japanisch-Englisch-Wörterbuch soll er mit „Donkey“ ein Äquivalent für „stur“ entdeckt haben („donkey“ englisch für „Esel“). Der Ausdruck „Kong“ wurde in Japan wiederum generell mit Gorillas in Verbindung gesetzt. Einer anderen Ansicht nach soll ursprünglich der Name Monkey Kong vorgesehen gewesen sein („monkey“ englisch für „Affe“). Allerdings soll dann durch einen Übersetzungsfehler oder fehlerhafte Kommunikation der Name „Donkey Kong“ daraus entstanden sein.
„Kong“ stellt nicht nur den Nachnamen der entsprechenden Figuren dar, sondern dient auch als generelle Bezeichnung derer gesamter Spezies. Das Wort wird in den offiziellen Quellen überwiegend maskulin verwendet („der Kong“), teilweise aber auch feminin („die Kong“). Als Plural von Kong wird durchgängig „die Kongs“ angegeben.

### Candy Kong
Candy Kong (jap. キャンディーコング, hep. Kyandī Kongu, gesprochen ˈkandē) ist der erste in einem Donkey-Kong-Spiel auftretende weibliche Kong.

#### Auftritte
Ihren ersten Auftritt hatte Candy Kong 1994 im SNES-Klassiker Donkey Kong Country. Dort kann man in jeder Spielwelt in „Candys Speicher“ (im Original „Candy’s Save Point“) durch einen Sprung in ein Sternfass den Spielfortschritt kostenlos abspeichern. Im Game-Boy-Color-Remake von Donkey Kong Country wird das Spiel allerdings nach jedem erfolgreich absolvierten Level automatisch abgespeichert, so dass das Speicherfass nicht mehr benötigt wird. Hier leitet Candy Kong das sogenannte „Kuschelfass“, in dem der Spieler durch Bewältigen von anspruchsvollen Aufgaben Items für Link- und Bonusspiele gewinnen kann.
In den SNES-Versionen von Donkey Kong Country 2 und Donkey Kong Country 3 ist Candy Kong nicht zu sehen. Allerdings hat sie in den Game-Boy-Advance-Umsetzungen der Spiele Cameo-Auftritte. In der GBA-Version von DKC2 besteht dieser darin, dass Candy in Swanky Kongs Goldgrube als eine Art Hostess auftritt und das Spielgeschehen begleitet. In der GBA-Umsetzung von DKC3 wiederum tritt sie in dem von Funky Kong abgehaltenen Minispiel „Beschützer“ in Erscheinung, in dem sie neben anderen Kong vor Angriffen der Kremlings beschützt werden muss.
In Donkey Kong 64 leitet sie einen Musikladen, in dem sie den Kongs individuelle Instrumente verkauft und immer wieder verbessert. Diese Instrumente sind in der Lage, Gegner auszuschalten und insofern sie auf einer sogenannten Musikplatte abgespielt werden, verschiedene Aktionen herbeizuführen, welche vom Öffnen von Türen bis hin zum Erhalt von goldenen Bananen reichen. Bei den Instrumenten handelt es sich für Donkey Kong um Bongos, für Diddy Kong um eine E-Gitarre, für Tiny Kong um ein Saxophon, für Lanky Kong um eine Posaune und für Chunky Kong um eine Triangel. Diese Instrumente verbrauchen abseits von Musikplatten Energie und können in Candys Musikladen oder über ihre in den Leveln verteilten Candy-Kopfhörer wieder aufgeladen werden. Außerdem erhält man von Candy Kong im Laufe des Spielgeschehens zwei weitere Melonen, die im Spiel als Lebensenergieleiste der Kongs fungiert.
Im Spiel Donkey Kong Jet Race für die Nintendo Wii bietet Candy Kong insgesamt 32 Missionen an, welche in vier Stufen mit je acht Missionen eingeteilt sind. Dabei sind verschiedene Missionsziele zu erreichen, wie das Absolvieren eines Rennens oder das Zerstören einer bestimmten Anzahl von Fässern in einer vorgegebenen Zeit. Je höher die gewählte Stufe ist, desto schwieriger gestalten sich auch die Missionen. Schafft man alle Missionen, erhält man als besonderen Preis den sogenannten „Ultra Jet Donkey Kong“. Bei diesem ist Donkey Kong mit einem besonderen Antrieb ausgestattet, so dass er bei allen Eigenschaften fünf Sterne besitzt.
Sie tritt auch in Donkey Kong: King of Swing in Erscheinung, allerdings sind ihre Auftritte dort marginal. Sie ist lediglich kurz und nebensächlich in der Introsequenz, im Abspann und auf einer Seite der Spieleanleitung zu sehen, Aufgaben oder aktive Rollen übernimmt sie im Spiel keine. In dem Nintendo-DS-Spiel Donkey Kong: Jungle Climber tritt Candy Kong in ähnlich geringem Umfang auf, da sie dort lediglich diverse Minispiele präsentiert und erläutert. Sie gibt dabei synchronisierte Laute von sich, die von der japanischen Synchronsprecherin Satsuki Tsuzumi stammen.
Candy Kong ist auch in der Fernsehserie Donkey Kongs Abenteuer zu sehen und arbeitet dort in Bluster Kongs Fassfabrik. Ihr Charakter wirkt in der Serie leicht reizbar, egoistisch und rechthaberisch. In einigen Episoden versucht King Kroko (King. K. Rool) die Kongs mit einem Candy-Kong-Roboter-Klon zu überlisten. Dieser ist zwar äußerlich mit Candy Kong identisch, allerdings ist die Programmierung des Roboters fehlerhaft, so dass King Kroko seine Pläne nie verwirklichen kann. Synchronisiert wurde sie in DKA von Christin Marquitan.

#### Erscheinungsbild
Candy Kong ist eine relativ große Affendame mit blonden Haaren, der allgemein eine erotische Ausstrahlung unterstellt wird. In DKC trägt sie eine Art pinken Badeanzug, eine pink-weiße Schleife im Haar und ist auffällig geschminkt und barfuß. In der Game-Boy-Advance-Neuauflage von Donkey Kong Country 2 ist Candy Kong mit einem langen, blauen Ballkleid angezogen, trägt jedoch keine Schuhe, sondern ist wiederum barfuß. In der Game-Boy-Advance-Umsetzung von DKC3 sieht sie ähnlich aus wie in Donkey Kong Country, wobei nicht ihr ganzer Körper zu erkennen ist, da sich die Hälfte davon unter Wasser befindet.
In Donkey Kong 64 tritt sie mit einem kurzen, pinken Oberteil auf dem ihr Name zu lesen ist, bauchfrei, einer pinken Hot Pants und violett-weißen Plateauschuhen in Erscheinung. Sie wird dabei von den Entwicklern mit auffällig großen Brüsten dargestellt, was teilweise auf Kritik stieß. Allgemein seien weibliche Spielfiguren „mit einem im Kontext des gängigen Schönheitsbildes ‚idealen Körper‘ ausgestattet, also dünn, mit großen Brüsten und einem betont wohlgeformten Hinterteil, […]“. Dies wird von Manchen im Hinblick auf die Ungleichstellung und die Stereotypisierung der Frau kritisch gesehen. Auch durch ihren lasziven Gang und ihre teilweise recht zweideutige Wortwahl wurde bei Candy Kong in DK64 von manchen Kritikern ein Sexualbezug hergestellt und die Freigabe des Spiels ab 0 Jahren (USK) spöttisch hinterfragt.
In Donkey Kong King of Swing, Donkey Kong Jet Race und den Trophäen aus den Super-Smash-Bros.-Spielen ist sie im Grundsatz ähnlich bekleidet wie in DK64, trägt aber keine Schuhe mehr, sondern ist wie in DKC barfuß und hat rosa lackierte Zehennägel. Ferner ist der Schriftzug auf ihrem Oberteil verändert worden. In der Spieleanleitung von DK: King of Swing wird sie vom Entwicklerstudio Paon nach vorne gebeugt und einen sinnbildlichen Handkuss zuwerfend dargestellt, so dass sich ihr Dekolleté unweigerlich in den Vordergrund drängt. Auch hier wird also ähnlich wie in Donkey Kong 64 eine recht sexualisierte Darstellung deutlich. Das Aussehen aus Donkey Kong King of Swing und Donkey Kong Jet Race zugrundelegend votierte die US-amerikanische Webseite für Computerspielejournalismus GamesPro Candy Kong auf Platz 2 der Top Zehn der beunruhigend sexuell dargestellten Spiel-Charaktere (Im Original: „Top Ten Disturbingly Sexual Game Characters“).
In Donkey Kongs Abenteuer ist Candy Kong die einzige Figur, deren Aussehen gegenüber den Donkey-Kong-Spielen stark abweicht. So wurde ihr Charakter mit einem weißen Oberteil und einer blauen kurzen Hose bekleidet und trägt offene Schuhe sowie grünen Kopfschmuck. Jedoch hat sich nicht nur die Kleidung geändert, sondern die gesamte Figur tritt mit einem neuen Erscheinungsbild auf.

#### Familiärer und sozialer Umgang
Candy Kong ist höchstwahrscheinlich mit Donkey Kong liiert. In der Spieleanleitung der SNES-Version von Donkey Kong Country wird sie als Donkey Kongs Schwarm bezeichnet und betont, dass sich die übrigen Inselbewohner fragen, warum die beiden noch nicht verheiratet seien. Dies indiziert zwar eine Liebesbeziehung, stellt sie jedoch nicht klar. Auch in der Trophäenbeschreibung der Candy-Kong-Throphäe von Super Smash Bros. Brawl wird zwar die Beziehung von Candy Kong zu Donkey Kong angesprochen, jedoch ebenfalls nicht bestätigt:

„Gerüchten zufolge ist Candy Kong die Freundin von Donkey Kong. Mit ihrer Anmut und Eleganz verdreht sie sämtlichen Dschungelbewohnern den Kopf. In Donkey Kong: Jet Race gibt es einen Modus, in dem Candy Kong ihrem Freund Donkey Kong Aufgaben stellt, die er zu erfüllen hat. Candy war in der Vergangenheit auch schon stolze Besitzerin eines Musikladens.“

In der Serie Donkey Kongs Abenteuer wird genauer auf die Beziehung von Donkey Kong und Candy Kong eingegangen. Auch wenn Candy Kong des Öfteren von „Leonardo DiAffrio“ (Anspielung auf den US-amerikanischen Schauspieler Leonardo DiCaprio) schwärmt sind die beiden dort offensichtlicher als in den Donkey-Kong-Spielen liiert. So tauschen sie immer wieder Küsse aus, außerdem bezeichnet Donkey Kong Candy in einem Gespräch mit Diddy Kong als seine „feste Freundin“. Ferner feiern die beiden ihren Jahrestag. In Folge 2x7, Die verpatzte Hochzeit (im Original Titre français inconnu), soll sogar eine Hochzeit der beiden stattfinden. Die Idee zu dieser stammt von Candy Kong, wobei der Eindruck erweckt wird, sie wolle Donkey Kong nur vermeintlich zur Hochzeit drängen, um insbesondere Bluster Kong zu beweisen, wie sehr DK sie liebt. Donkey Kong sträubt sich anfangs dagegen, stimmt am Ende der Folge jedoch zu. Allerdings findet letzten Endes trotzdem keine Heirat statt, da Donkey Kong die Kristallkokosnuss beschützen muss und Candy Kong ihren Entschluss mit der Erwägung überdenkt, erst einmal ihre Karriere voranzutreiben.
Ganz vereinzelt stellt Nintendo Candy Kong auch als Donkey Kongs Cousine dar. Es ist aber davon auszugehen, dass es sich hierbei um einen redaktionellen Fehler seitens Nintendo handelt, da Candy Kong in nahezu allen offiziellen Quellen nicht als Donkey Kongs Cousine bezeichnet wird. Laut Donkey-Kong-64-Spieleberater hat sie ein Musikstudium absolviert und ist Musiklehrerin von Beruf. Darüber hinaus habe sie Kenntnisse im Musikinstrumentenbau. Ihr Hobby sei Aerobic, ihr Lieblingsfilm „Kongdance – What a Feeling“ (Anspielung auf den Musikfilm Flashdance) und ihr Vorbild „Jerry Kong-Jagger“ (Anspielung auf die Ex-Ehefrau von Mick Jagger, Jerry Hall).

#### Trivia
Candy Kong ist neben Swanky Kong das einzige Mitglied der Familie Kong, das noch nie in einem Donkey-Kong-Spiel aktiv spielbar war. Von ihr gibt es eine schon angesprochene Trophäe im Spiel Super Smash Bros. Brawl. Auch in Super Smash Bros. for Nintendo 3DS und Super Smash Bros. for Wii U sind Trophäen von ihr enthalten. In Super Smash Bros. Ultimate stellt Candy Kong den Geist Nummer 142 (Sub-Geist, Rang Profi) dar und kann unter anderem im Abenteuermodus in ihrem Speicherfass auf der DK-Insel erhalten werden. Das englisch Wort candy bedeutet übersetzt „Süßigkeit(en)“ beziehungsweise „Nascherei(en)“. Neben dem Namen Candy Kong waren bei der Entwicklung von Donkey Kong Country auch die Namen „Blondie Kong“ und „Honey Kong“ im Gespräch.

### Chunky Kong
Chunky Kong (jap. チャンキーコング, hep. Chankī Kongu, gesprochen ˈCHəNGkē) ist ein sehr kräftiger Gorilla.

#### Auftritte
Chunky Kongs primärer Auftritt ist der in Donkey Kong 64. Er wird dort als letzter Kong in der Fabrik Fatal befreit und sammelt fortan von den individuellen Items (Bananen, Bananenmünzen und Blaupausen) die grünfarbenen ein. Ferner wie jeder andere Kong in jedem Level je fünf goldene Bananen. Sein von Candy Kong zur Verfügung gestelltes Instrument ist die sogenannte „Terror-Triangel“. Als Waffe erhält er von Funky Kong den sogenannten „Ananas-Atomisator“, eine Bazooka-ähnliche Waffe, die mit Ananasmunition schießt. Durch Supertränke von Cranky Kong ist er in der Lage, sich durch die Chunky-Platte über eine gewisse Zeitspanne unsichtbar (diese Fähigkeit heißt „Astralavista Baby“ als Anspielung auf den Ausspruch „Hasta la vista, baby!“, einem Filmzitat aus Terminator 2 – Tag der Abrechnung) zu machen und durch das Chunky-Fass stark zu vergrößern (sogenannter „Giga Gorilla“), was jedoch Kristallkokosnüsse verbraucht. Außerdem kann er den „Primaten-Punch“ erlernen, einen äußerst kräftigen Schlag, der auch starke Gegner außer Gefecht setzen oder versperrte Wege aufbrechen kann.
Er ist wohl der stärkste der Kongs, was auch dadurch untermauert wird, dass er in Donkey Kong 64 als einziger Kong in der Lage ist, schwere Felsbrocken zu heben. Chunky wird jedoch trotz seiner Kraft von Rare sehr ängstlich dargestellt. So wird er als einziger der Kongs im Tauschfass so animiert, dass er offensichtlich keine Lust auf seinen Einsatz hat. Er winkt erschrocken ab und sagt auf Englisch und synchronisiert „Eh-eh, eh-eh…Me?…Tiny!“ und versucht dem Spieler so zu verdeutlichen, lieber Tiny Kong als ihn auszuwählen. Auch in den Zwischensequenzen und Animationen wirkt er oft so, als würde er Angst verspüren.
Außer seinem Auftritt in DK64, hatte er einen kleinen Cameo-Auftritt im GBA-Remake von Donkey Kong Country 3: Dixie Kong’s Double Trouble! inne. Er muss dort in dem von Funky Kong abgehaltenen Minispiel „Beschützer“ neben anderen Kong vor Angriffen der Kremlings beschützt werden. Der Name „Chunky Kong“ tauchte ferner bereits vier Jahre vor der eigentlichen Figur im 1995 erschienenen Donkey Kong Country 2: Diddy’s Kong Quest auf. Dieser war eine falsche Antwortmöglichkeit auf eine Frage in Swanky Kongs Goldgrube. Außerdem stellt sein „Ananas-Atomisator“ ein Item in Donkey Kong Jet Race dar. Mit diesem kann man Gegner abschießen.

#### Erscheinungsbild
Chunky Kong ist mit einer blau-grünen Weste über einem weißen T-Shirt bekleidet. Er trägt außerdem einen Gürtel mit einer gelben Schnalle und ein verkehrt herum aufgesetztes rotes Basecap. In der Introsequenz von Donkey Kong 64, dem sogenannten DK Rap (das dazugehörige Lied wird auf der Soundtrack-CD als „DA bANANA bUNCh“ betitelt), ist Chunky Kong mithin kurzzeitig mit einem lilafarbenen Anzug, rosa Handschuhen und einer Afrofrisur zu sehen.

#### Familiärer und sozialer Umgang
Chunky Kong ist der ältere Bruder von dem bereits drei Jahre früher auftretenden Kiddy Kong. Ferner ist er der Cousin von Tiny und Dixie Kong. Zudem ist Lanky Kong sein Onkel zweiten Grades, Chunky also dessen Neffe. Sein Beruf wird im Spieleberater von Donkey Kong 64 als Ringer angegeben, sein Vorbild sei „Kong Hogan“ (Anspielung auf den ehemaligen US-amerikanischen Wrestler, Schauspieler, Reality-TV-Teilnehmer und Musiker Hulk Hogan), seine Hobbys Triangel spielen sowie essen und sein Lieblingsfilm „Karate Kong 3“ (Anspielung auf den US-amerikanischen Film Karate Kid 3).

#### Trivia
Eine Auffälligkeit an Chunky Kong ist, dass er von sich selbst meist in der 3. Person spricht und einen falschen Satzbau verwendet. Befreit man ihn in Donkey Kong 64 aus seinem Verlies, sagt er beispielsweise (angezeigt durch eine Sprechblase): „Chunky jetzt frei! […] Chunky kann grüne Bananen sammeln! Ich warten in Tauschfass bis du Hilfe brauchen!“ Das englische Adjektiv chunky bedeutet so viel wie „klobig“, „stämmig“, „klotzig“ oder „untersetzt“. In Super Smash Bros. Ultimate ist Chunky Kong als Geist Nummer 149 (Primär-Geist, Rang Profi) vorhanden. Im Film Der Super Mario Bros. Film hat Chunky Kong einen Cameo-Auftritt als Zuschauer des Kampfes zwischen Donkey Kong und Mario.

### Cranky Kong
Cranky Kong (jap. クランキーコング, hep. Kurankī Kongu, gesprochen ˈkraNGkē) ist ein meist schlecht gelaunter, in die Jahre gekommener Affe.

#### Auftritte

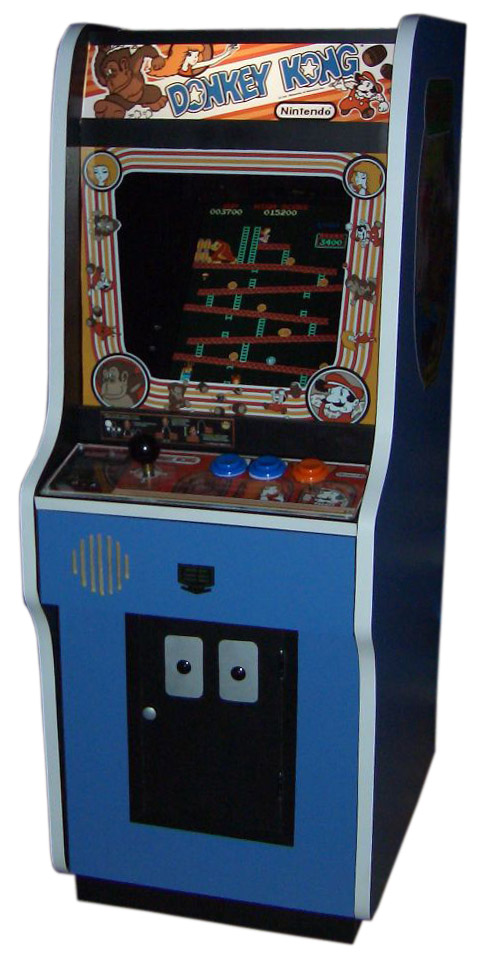
Donkey Kong (Arcade-Automat 1981), bei dem Cranky Kong, damals noch als Donkey Kong, als Protagonist auftritt

Cranky Kong ist der „originale“ Donkey-Kong-Charakter aus den Arcade-Spielen aus den 1980er Jahren. Er wurde später in Cranky Kong umbenannt, um Verwechslungen mit dem heutigen Donkey Kong zu vermeiden. In Donkey Kong aus dem Jahr 1981 tritt er als Antagonist von Jumpman (dem heutigen Super Mario) auf. Dieser arbeitet dort als Zimmermann und hat sich Donkey Kong als Haustier zugelegt. Donkey Kong ist zwar nicht böse, fühlt sich aber erniedrigt, weil er einer durchschnittlichen Person untergeordnet ist und weil er von Jumpman nicht gut behandelt wird. Deswegen bricht er aus, nimmt Jumpmans Freundin als Geisel und versteckt sich mit ihr auf einer Baustelle. Jumpman muss insgesamt vier Level absolvieren um Donkey Kong zu besiegen, wobei er Fässern, Feuern und Trampolinen ausweichen muss. Auch in den Arcadespielen Donkey Kong Jr., Donkey Kong Jr. Math sowie dem Game-Boy-Spiel Donkey Kong tritt noch der „alte“ Donkey-Kong-Charakter auf, also sprich der heutige Cranky Kong.
Seinen ersten Auftritt als Cranky Kong hatte er 1994 in Donkey Kong Country. Er gibt dort in jeder Spielwelt in „Crankys Koje“ (im Original „Cranky’s Cabin“) Tipps und Hinweise zum Spielgeschehen beziehungsweise zu Fundorten von Bonusspielen. Im Game-Boy-Color-Remake von Donkey Kong Country leitete Cranky neben seiner Koje auch das Minispiel „Crankys Crash“, in dem Kremlings abgeschossen werden müssen.
Im Nachfolger Donkey Kong Country 2: Diddy’s Kong Quest steht er Diddy und Dixie Kong in „Crankys Affenmuseum“ (im Original „Cranky’s Monkey Museum“) mit meist kostenpflichtigen Ratschlägen, ebenfalls zu Bonusspielfundorten, zur Seite. Ferner hält er später das Ranking Cranky’s Video Game Heroes (zu deutsch „Crankys Videospielhelden“) ab, bei dem die vom Spieler gefundenen DK-Münzen (maximal 40) ausgewertet werden und mit der Leistung von Super Mario (39 DK-Münzen), Yoshi (29 DK-Münzen) und optional Link (19 DK-Münzen) verglichen werden. Diese DK-Münzen (auch Crankys Videospielhelden-Münzen genannt) hat Cranky Kong in den Leveln versteckt. Je Level ist eine solche Münze zu finden. Außerdem hält Cranky Kong am Ende des Spiels eine Ansprache über die Leistung von Diddy und Dixie Kong. Im GBA-Remake von Donkey Kong Country 2 gibt Cranky Kong wie im SNES-Vorbild Tipps in seinem Affenmuseum, außerdem kann man bei ihm die neu dazugekommenen und in jedem Level zu findenden goldenen Federn abgeben und damit den Tierhelfer Expresso „stärken“, mit dem man im GBA-Spiel Rennen absolvieren kann. Cranky hält in der Advance-Version zudem nach jedem Besiegen eines Endgegners eine kurze Ansprache.
Im dritten Teil der Donkey-Kong-Country-Serie, Donkey Kong Country 3: Dixie Kong’s Double Trouble! spielt Cranky Kong nur die Nebenrolle als Gegner bei den von Swanky Kong abgehaltenen Minispielen. Außerdem ist Cranky Kong in der am Ende eingeblendeten Bestenliste mit einer Zeit von 04:22 für einen Spielstand von 103 % aufgeführt. Benutzt man in DKC3 den Konsolencode „TUFST“, kann man das Spiel mit einem Spielstand von 105 % beenden. Schafft man dies, wird in der Bestenliste das Wort „Superaffe!“ und eine Cranky-Kong-Trophäe eingeblendet, bei der dieser ein Karateoutfit trägt. Im Game-Boy-Advance-Remake von Donkey Kong Country 3 sind weder Swanky Kongs Glücksspielzelt, noch Wrinkly Kongs Speicherhöhle vorhanden. Vielmehr befindet sich an den Stellen, an denen sich im SNES-Vorbild Wrinklys Speicherhöhle befindet, nun „Crankys Dojo“, in dem Cranky laut Spieleanleitung für sein Videospiel-Comeback trainiert. In diesem Dōjō muss der Spieler Cranky Kong steuern und durch Führen eines Schildes Gegner abwehren. Wird man von einem Gegner getroffen, ist das Spiel beendet. Maximal können 30 Gegner abgewehrt werden, wird man vorher getroffen, wird ein Highscore gespeichert. Für das Abwehren erhält man Preise wie Bananen, Bärenmünzen oder Luftballons, die sich nach der Anzahl der getroffenen Gegner staffeln. Neben seinem Auftreten im Dōjō, hält Cranky – wie im GBA-Remake von DKC2 – nach jedem Sieg über einen Endgegner eine kurze Ansage. Ferner ist Cranky Kong auch im GBA-Spiel in der Bestenliste aufgeführt – seine beträgt Zeit 4:00 Stunden für den Maximalspielstand.
In dem auf Donkey Kong Country basierenden Handheld-Spiel Donkey Kong Land ist Cranky Kong nicht zu sehen, allerdings spielt er in der Hintergrundgeschichte des Spiels eine tragende Rolle und gibt dem Spieler in der Spieleanleitung von DKL unter der Rubrik „Opas Tips“ einige Ratschläge und Tipps zum Spielgeschehen. In den Fortsetzungen der Donkey-Kong-Land-Reihe, Donkey Kong Land 2 und Donkey Kong Land 3 taucht Cranky Kong nicht auf.
Seinen nächsten größeren Auftritt hatte Cranky Kong 1999 im Spiel Donkey Kong 64. Dort übernimmt er die Rolle eines Professors und er hilft den Kongs Donkey, Diddy, Tiny, Lanky und Chunky Kong im Kampf gegen King K. Rool, indem er ihnen in „Crankys Labor“ Zaubertränke verkauft, die zum Bewältigen vieler Aufgaben unabdingbar sind. Ferner ist es ab einem bestimmten Spielfortschritt möglich, in Cranky Kongs Labor das unter der Leitung von Tim und Chris Stamper von Ashby Computers and Graphics (heute Rare) für den Sinclair ZX Spectrum entwickelte Computerspiel JetPac zu spielen. Dort muss man 5000 Punkte erspielen, um die Rareware-Münze zu erhalten, welche neben der Nintendo-Münze benötigt wird, um den letzten Bossschlüssel einsammeln zu können.
Auch in den Musikspielen Donkey Konga und Donkey Konga 2 tritt Cranky Kong auf. Spielbar ist er jedoch nur im dritten Teil, Donkey Konga 3, welcher nur in Japan erschien.
Cranky Kong ist ferner neben Donkey und Diddy Kong das einzige Mitglied der Kong-Familie, das in Donkey Kong Country Returns und Donkey Kong Country Returns 3D auftritt. Dort ist er Eigentümer eines Ladens, in dem er wertvolle Gegenstände wie Extraleben oder Schlüssel verkauft.
In dem 2014 erschienenen fünften Teil der Donkey-Kong-Country-Reihe, Donkey Kong Country: Tropical Freeze, stellt Cranky neben Donkey, Diddy und Dixie Kong eine spielbare Figur dar. Seine Fähigkeit ist das Benutzen seines Gehstocks als eine Art Pogostab. Mit diesem kann er auf stachelige Gegner und Böden springen und einen hohen Absprung ausführen. Seine Spezialfähigkeit liegt darin, alle Gegner in Bananenmünzen zu verwandeln. Im Mehrspieler und Extraschwer-Modus kann er außerdem den sogenannten „Gebiss-Wurf“ als Distanzangriff einsetzen.
In Donkey Kong Jet Race stellt Cranky Kong einen spielbaren Charakter dar. Er hat folgende Eigenschaften: Beschleunigung: ☆☆☆☆, Höchstgeschwindigkeit: ☆☆☆☆, Handling: ☆☆☆☆. Freischalten kann man ihn, indem man die 24. Candy-Mission erfolgreich absolviert. Außerdem gibt er im Spiel in seiner Flugschule in insgesamt acht Lektionen Tipps und Erklärungen zur Steuerung und zum Gameplay von Donkey Kong Jet Race.
In den Handheld-Spielen Donkey Kong: King of Swing und Donkey Kong: Jungle Climber unterstützt Cranky den Spieler ebenfalls mit Tipps und Erklärungen.
Auch in der Fernsehserie Donkey Kongs Abenteuer ist Cranky Kong zu sehen. Sein Name wurde in der deutschen Synchronfassung in Bubbles (teilweise auch eingedeutscht „Bubbels“ geschrieben)
geändert. In der amerikanischen Version heißt er aber weiterhin Cranky Kong. Er wird in der Serie als sarkastisch und meist schlecht gelaunt dargestellt. Am Beschützer der Kristallkokosnuss Donkey Kong übt er regelmäßig Kritik, hilft diesem aber in diversen Situationen weiter. In der – in deutscher Sprache nicht veröffentlichten – Folge 1x5, Le singe qui rétrécit, wird Bubbles in jungen Jahren dargestellt. Zunächst unterhält sich Bubbles mit einem Hologramm seines 40 Jahre jüngeren Ichs, welches durch die Kristallkokosnuss erscheint. Danach verwandelt er sich durch einen Zaubertrank kurzzeitig in dieses. Sein jüngeres Ich sieht dabei Donkey Kong sehr ähnlich, allerdings ist es mit Bubbles typischer Weste und Brille bekleidet. Er wurde in der Serie von Hasso Zorn gesprochen.

#### Erscheinungsbild

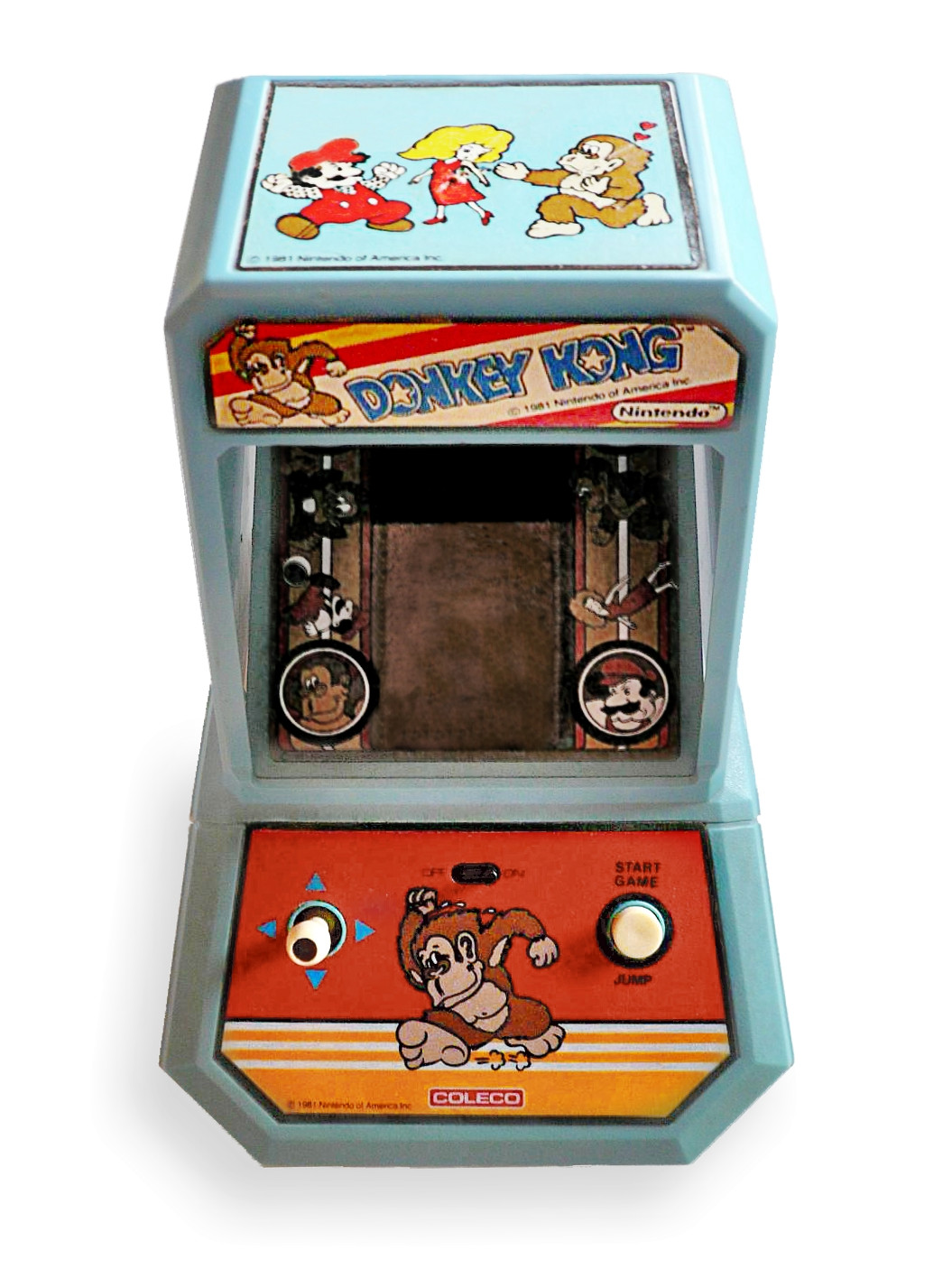
Ein Donkey-Kong-Tabletop-Spiel, auf dem die Charaktere des Spiels Jumpman, Pauline und Donkey Kong zu sehen sind

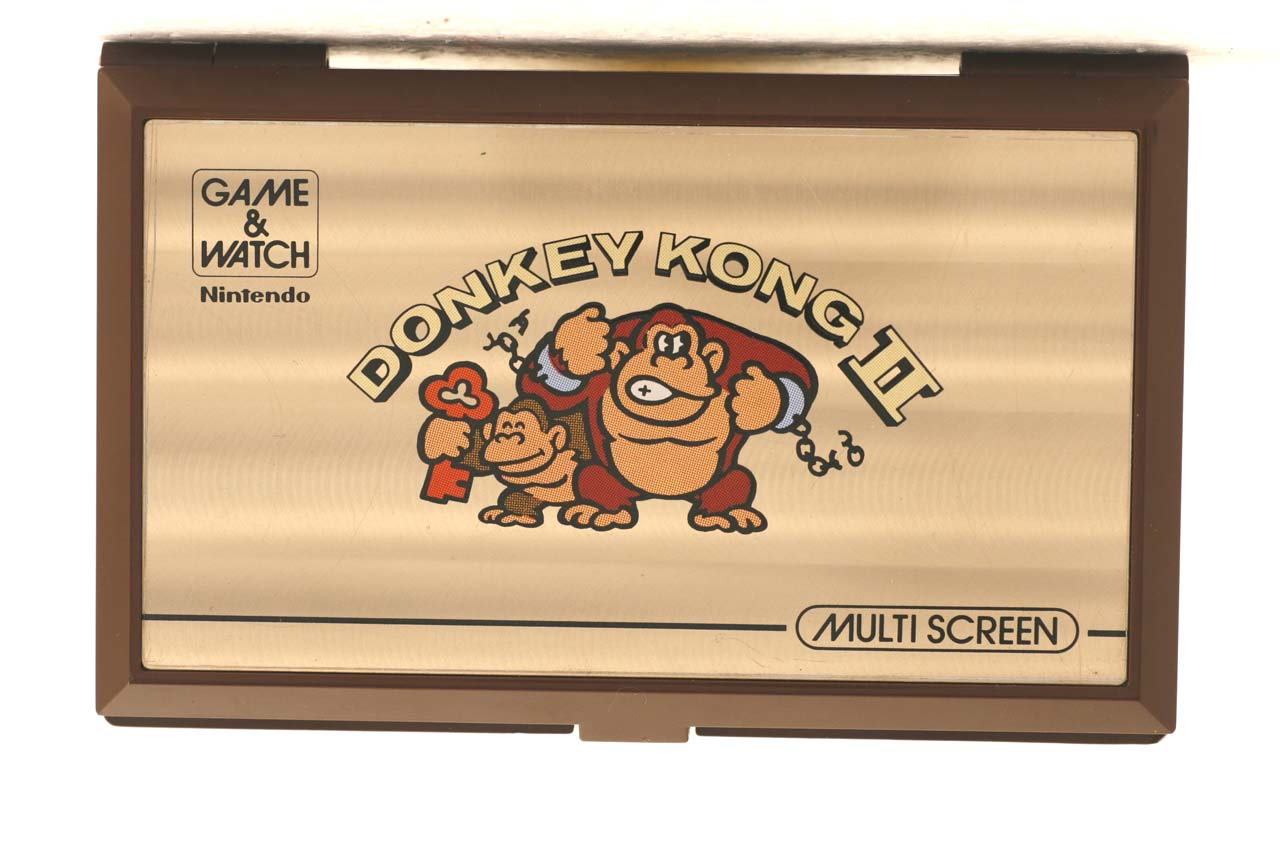
Der ursprüngliche Donkey-Kong-Charakter (der heutige Cranky Kong) mit seinem Sohn Donkey Kong Jr., abgebildet auf einem Game & Watch mit dem Spiel Donkey Kong II

Als der ehemalige Donkey-Kong-Charakter tritt Cranky Kong gänzlich unbekleidet auf. Er hat ein braunes Fell Donkey Kong und sieht so dem heutigen Donkey-Kong recht ähnlich, wobei dessen charakteristische rote Krawatte mit den gelben DK-Initialen grundsätzlich fehlt. Anders ist dies in einigen Artworks zum Game-Boy-Spiel Donkey Kong, bei denen der ursprüngliche Donkey-Kong-Charakter die Krawatte bereits trägt. Die ersten Entwürfe dieser Krawatte stammen von Donkey-Kong-Erfinder Shigeru Miyamoto.
Im Arcade-Spiel selbst wird Donkey Kong relativ groß dargestellt, wobei er jedenfalls Jumpman deutlich überragt. Auf Artworks kommt dieser Größenunterschied zum Teil nicht zum Ausdruck. Vielmehr werden die drei Charaktere Donkey Kong, Jumpman und Pauline nahezu gleich groß gezeigt.
Als Cranky Kong ist er stets mit einer ärmellosen Weste bekleidet, wobei deren Farbe in den unterschiedlichen Spielen variiert (zumeist ist sie grau oder grün). Sein Alter wird durch einen langen weiß-gräulichen Bart dargestellt, außerdem hat er immer ein oder zwei Gehstöcke bei sich. Seine Haltung ist leicht gekrümmt. In Donkey Kong Country wird er fast ausschließlich in einem Schaukelstuhl sitzend dargestellt. Dies sogar im Abspann des Spiels, in dem sich Cranky Kong eigentlich bewegt. Er wird aber von den Entwicklern sodann in seinem Schaukelstuhl vorbeischwebend animiert. In DK64 ist er mit einem Kittel bekleidet, zudem trägt er ein Stethoskop auf dem Kopf. Im GBA-Remake von DKC3 ist Cranky Kong im Dōjō mit einem Karateanzug bekleidet, im restlichen Spiel mit seiner typischen (grünen) Weste.

#### Familiärer und sozialer Umgang
Cranky Kongs Ehefrau ist die erstmals in Donkey Kong Country 2: Diddy’s Kong Quest auftretende Wrinkly Kong.
Cranky Kong steht in einer nahen verwandtschaftlichen Beziehung zum heutigen Donkey Kong, diese wird jedoch in den einzelnen Spielen unterschiedlich dargestellt. In der gesamten Donkey-Kong-Country-Reihe wird Cranky Kong als der Großvater von Donkey Kong bezeichnet. In Donkey Kong 64 wird DK von Cranky Kong wiederum als sein „nichtsnutziger Sohn“ angesprochen. Da die Darstellung als Vater, jedenfalls in den Donkey-Kong-Spielen, nur in Donkey Kong 64 auftaucht und die übrigen offiziellen Quellen Cranky Kong als Donkey Kongs Großvater angeben, ist naheliegend, dass die Schilderung in der Donkey-Kong-Country-Reihe die richtige ist und dass es sich bei der Bezeichnung in Donkey Kong 64 schlicht um einen Übersetzungsfehler handelt. In Der Super Mario Bros. Film treten sowohl Cranky Kong als auch Donkey Kong in Erscheinung, dort wird der Verwandschaftsgrad indes auch als Vater-Sohn-Verhältnis beschrieben.
Sicher bekannt ist, dass es sich bei Donkey Kong Jr. (Junior) um Cranky Kongs Sohn handelt. So ergibt sich aus den verschiedenen Darstellungen des Verwandtschaftsgrades von Cranky Kong und dem heutigen Donkey Kong folgendes: Ist die Darstellung aus der Donkey-Kong-Country-Reihe korrekt, so handelt es sich bei Donkey Kong Jr. um einen vom heutigen Donkey Kong unterschiedlichen Charakter. Donkey Kong Jr. ist vielmehr dessen Vater oder Onkel. Stimmt wiederum die Bezeichnung in Donkey Kong 64, liegt nahe, dass es sich bei Donkey Kong Jr. entweder um den heutigen Donkey Kong in jungen Jahren handelt oder um dessen Bruder. Auf der offiziellen Internetpräsenz zu der GBA-Version von Donkey Kong Country gibt Nintendo der zweiten Ansicht den Vorrang:

„Bei Donkey Kong Country, das zuerst 1994 erschien, spielen Donkey Kong und Diddy Kong die Hauptrollen. Der Donkey Kong von 1994 ist jedoch eigentlich der inzwischen erwachsen gewordene Donkey Kong Jr. von 1982, während der ursprüngliche Donkey Kong von 1981 zum mürrischen Rentner Cranky Kong gealtert ist, der in diesem Dschungelspaß ebenfalls einen Kurzauftritt hat.“

In Episode 2x12 von Donkey Kongs Abenteuer, Mein Freund der Feind (im Original Les ennemis intimes), erfährt man, dass Bubbles in seinen jungen Jahren mit dem eigentlichen Erzfeind der Kongs King Kroko (King K. Rool) gut befreundet war und mit diesem anderen Personen auf der Insel immer wieder teils derbe Streiche gespielt hat. Im Laufe der Zeit zerstritten sich die beiden jedoch, insbesondere auf Grund von King Krokos Schummelei bei einem Wettstreit der beiden, bei dem der Bessere von ihnen ermittelt werden sollte. Seither leben die beiden größtenteils in Feindschaft; auch eine später kurz wiederaufkeimende Freundschaft ging sodann in die Brüche.
Ur-Großonkel des ehemaligen Donkey-Kong-Charakters – also des heutigen Cranky Kongs – soll die in mehreren Filmen auftretende fiktive Affenfigur King Kong sein.

#### Trivia
In vielen Spielanleitungen von Donkey-Kong-Spielen sind an einigen Stellen vermeintlich von Cranky Kong formulierte bissige Kommentare eingefügt, in denen er meist versucht, das jeweilige Spiel schlechtzumachen (Beispiel: „Es muss Monate gedauert haben, sich all diese überflüssigen Helfer auszudenken. Dennoch viel Glück! Du wirst es brauchen!“). In einem Mario-Spiel kam Cranky bisher noch nicht vor, allerdings gibt es Cranky-Trophäen in Super Smash Bros. Brawl, Super Smash Bros. for Nintendo 3DS und Super Smash Bros. for Wii U. In Super Smash Bros. Ultimate stellt er den Geist Nummer 140 (Primär-Geist, Rang Ass) dar. In Der Super Mario Bros. Film kommt Cranky Kong eine nicht unerhebliche Rolle zu; er ist dort König des sogenannten „Dschungel-Königreichs“. Mario und Prinzessin Peach ersuchen ihn um Hilfe gegen Bowser durch Bereitstellung der Kong-Truppen, was Cranky Kong zunächst pauschal ablehnt. Nachdem Mario Donkey Kong in einem Zweikampf besiegen konnte, sagt er schließlich zu. Er wurde in dem Film von Bernhard Völger synchronisiert, im Original von Fred Armisen.
Sein Name wird vom englischen Adjektiv cranky hergeleitet, welches mit „launenhaft“, „schrullig“, „verschroben“ oder „unleidlich“ übersetzt werden kann.
Laut seiner eigenen Aussage in dem Donkey-Kong-Comic Banana Day 24, ist Cranky Kong der Erfinder des Hundertjährigen Kalenders.

### Diddy Kong
Diddy Kong (jap. ディディーコング, hep. Didī Kongu, gesprochen ˈdɪdɪ, teilweise selbst in offiziellen Quellen fälschlicherweise als „Didi“, „Diddi“ beziehungsweise „Diddie“ betitelt) ist ein kleiner Schimpanse. Er wurde wie an sich alle Kongs nicht von Nintendo selbst, sondern von Rare entwickelt, am Design von ihm war insbesondere der heutige Creative Director des Unternehmens Gregg Mayles maßgeblich beteiligt. Die Rechte an Diddy und den anderen von Rare erschaffenen Kongs, liegen aber, auch nach Verkauf von Rare an Microsoft, weiterhin bei Nintendo.

#### Auftritte
Seinen ersten Auftritt hatte er bereits 1994 im Super-Nintendo-Spiel Donkey Kong Country. Er ist dort neben Donkey Kong die zweite aktiv steuerbare Spielfigur. Er ist kleiner und leichter als DK, weshalb er schneller rennen und weiter springen kann als dieser. Im Gegenzug ist er nicht in der Lage, besonders starke Gegner durch einen Sprung auf den Kopf auszuschalten.
1995 war er in Donkey Kong Country 2: Diddy’s Kong Quest Namensgeber des Zusatztitels und Hauptcharakter des Spiels. Zusammen mit Dixie Kong ist er dort wiederum die aktive Spielfigur. Donkey Kong tritt in Donkey Kong Country nicht aktiv auf, sondern stellt den zu rettenden Charakter dar. Er wurde von Captain K. Rool entführt und einsperrt, wird aber mit dem Erreichen des Spielziels wieder befreit.
Im dritten Teil der Donkey-Kong-County-Reihe spielt Diddy Kong nur eine kleinere Nebenrolle. In diesem Teil wird er zusammen mit Donkey Kong von Baron K. Roolenstein entführt und als „Kraftquelle“ für dessen Kampfroboter KAOS eingesetzt. Diddy Kong taucht nur in der Hintergrundgeschichte und im Abspann des Spiels auf.
In dem im Jahr 2010 erschienenen von Retro Studios entwickelten Donkey Kong Country Returns sowie im drei Jahre später erschienenen Nintendo-3DS-Ableger Donkey Kong Country Returns 3D ist Diddy Kong ebenfalls als spielbarer Charakter vorhanden. Direkt spielbar ist er jedoch nur im Zwei-Spieler-Modus des Spiels. Er wird darin vom zweiten Spieler gesteuert. Im Ein-Spieler-Modus ist Diddy Kong zwar ebenfalls vorhanden, er sitzt jedoch nur auf Donkey Kongs Rücken und dient hauptsächlich dazu, durch Einsatz seines Raketenrucksacks einen weiteren Sprung ausführen zu können.
Ferner ist Diddy Kong neben Donkey, Dixie und Cranky Kong eine auswählbare Spielfigur in Donkey Kong Country: Tropical Freeze für die Wii U. Seine Spezialfähigkeit ist dort, dass sich alle Gegner in rote Luftballons verwandeln.
Außerhalb der DKC-Reihe, tritt Diddy Kong insbesondere in Donkey Kong 64 in Erscheinung. Er kann dort von Donkey Kong im Level Tropen Trubel befreit werden, indem dieser drei Schalter aktiviert und ist fortan als zweiter Kong spielbar. Von den individuellen Items (Bananen, Bananenmünzen und Blaupausen) sammelt Diddy Kongs die roten ein. Sein Instrument ist eine E-Gitarre mit dem Namen „Krawall-Klampfe“, von Funky Kong erhält er zudem die Waffen „Peanut-Pistolen“, zwei kleinere Pistolen, die mit Erdnüssen (englisch „peanut“) schießen. Diese Pistolen besitzt er auch in Donkey Kong Country Returns und Donkey Kong Country: Tropical Freeze. Auch in Super Smash Bros. Brawl kann er die Peanut-Pistolen einsetzen, außerdem gibt es dort eine Throphäe von diesen. Auch in Super Smash Bros. Ultimate für die Nintendo Switch kann Diddy Kong eine der beiden Peanut-Pistolen verwenden, diese wird dort allerdings als „Erdnusswerfer“ bezeichnet. Mit Hilfe von Crankys Supertränken kann Diddy durch die Diddy-Platte einen extrem hohen Sprung ausführen (sogenannter „Primaten-Sprung“), durch Benutzen des Diddy-Fasses erhält er den sogenannten „Raketen Rocker“, einen Raketenrucksack, mit dem er durch die Luft fliegen kann. Außerdem kann er den „Schimschu-Rempler“ erlernen, eine Attacke, mit der er beispielsweise Knöpfe an der Wand aktivieren kann.
In Donkey Kong Jet Race kann er als Fahrer eingesetzt werden. Er hat folgende Eigenschaften: Beschleunigung: ☆☆☆☆, Höchstgeschwindigkeit: ☆, Handling: ☆.

Diddy Kong ist mithin neben Donkey Kong das einzige Mitglied der Kong-Familie als Namensgeber eines kompletten Spieltitels. 1997 wurde Diddy Kong Racing für den Nintendo 64 veröffentlicht, 2007 folgte der Ableger Diddy Kong Racing DS für den Nintendo DS. Dort muss Diddy Kong zusammen mit anderen Fahren wie zum Beispiel dem Bären Banjo, welcher später durch die Banjo-Kazooie-Reihe bekannt wurde, dem böswilligen Schwein Wizpig das Handwerk legen. In Diddy Kong Racing DS wurden zwar aufgrund Lizenzproblemen viele Fahrer durch andere ersetzt, der namensgebende Diddy Kong blieb aber erhalten. Für das Spiel überließ Nintendo Rare die Entscheidung, ob sie Diddy oder Donkey Kong als Leitfigur einsetzten. Zu der letztendlichen Entscheidung für Diddy Kong gab Mitentwickler am Spiel Lee Musgrave in einem Interview an:

„Nintendo enjoyed the fact that we chose Diddy Kong over Donkey Kong! I think that it was us trying to build on the fact that Diddy was ours, and DK was theirs.“

Frei übersetzt als:

„Nintendo mochte die Tatsache, dass wir Diddy Kong und nicht Donkey Kong gewählt haben! Ich denke wir wollten auf der Tatsache aufgebauen, dass Diddy uns gehörte, und DK ihnen.“

Diddy Kong tritt ferner in verschiedenen Handheldtiteln auf. Er ist neben Donkey Kong der einzige Kong im 1995 erschienenen Donkey Kong Land für den Game Boy. Im zweiten Spiel der Donkey-Kong-Land-Reihe, Donkey Kong Land 2, stellt er den Protagonisten dar und sollte ursprünglich wie beim SNES-Vorbild DKC2 Namensgeber des Zusatztitel „Diddy’s Kong Quest“ sein. Der Zusatztitel von DKL2 wurde aber vor Veröffentlichung verworfen, da die Entwickler der Meinung waren, dass er den falschen Eindruck erwecken würde, dass es sich bei DKL2 um eine Direktumsetzung von DKC2 handeln würde. Im dritten Teil der Serie, Donkey Kong Land III, trat Diddy Kong nicht auf, wurde aber namentlich in der Hintergrundgeschichte des Spiels erwähnt. In Donkey Kong: King of Swing ist Diddy Kong zunächst in den Urwaldparty-Modi spielbar. Er ist von Anfang an auswählbar und weist als Sprungeigenschaft einen Wert von 4/5 und als Angriffeigenschaft einen Wert von 2/5 auf. Spielt man den Abenteuer-Modus mit Donkey Kong einmal komplett durch, wird ferner der sogenannte Diddy-Modus freigeschaltet. Man kann sodann den gesamten Abenteuer-Modus erneut mit Diddy Kong absolvieren, wobei keine Kokosnüsse mehr gesammelt werden müssen, allerdings auch keine frei sammelbaren Bananen mehr vorhanden sind. Schafft man den gesamten Diddy-Modus mit Einsammeln aller 24 Medaillen, wird der Charakter Bubbles in den Urwald-Modi freigeschaltet. Im Nachfolger Donkey Kong: Jungle Climber unterstützt Diddy Kong DK ebenfalls in einigen Leveln, in denen DK-Fässer verteilt sind. Öffnet man ein solches Fass, erscheint Diddy Kong und klettert auf Donkey Kongs Rücken; führt man ihn bereits mit sich, so erhält man 20 Rubine in Form eines roten Rubins. Aktiv gesteuert werden kann Diddy Kong nicht, vielmehr besteht seine Fähigkeit zunächst daraus, bei einer doppelten Angriffsattacke weit nach oben zu springen und dadurch entfernte Gegner auszuschalten. Ferner kann er hochgelegene Ebenen erreichen, in denen er sich sodann parallel zu Donkey Kong bewegt und so verborgene Gegenstände einsammeln kann. Zudem gibt es in den Leveln immer wieder Gegenstände, die nur mit der Hilfe von Diddy Kong eingesetzt werden können: Den Hammer kann Diddy Kong durch seinen Schweif kreisförmig schwingen und damit Gegner ausschalten, versperrte Ebenen öffnen und sonst unzerstörbare Gegenstände beseitigen. Die Federn bestehen aus einer großen und einer kleinen Feder, die Diddy Kong in seiner rechten beziehungsweise linken Hand hält und die unabhängig voneinander gesteuert werden können. Mit diesen kann der Spieler durch das Level schweben und sonst unerreichbare Ebenen ansteuern. Mit der Lötlampe kann Diddy Kong durch einen Feuerstrahl an sich unzerstörbare Eis- und Schneeblöcke schmelzen und Gegner ausschalten. Alle diese Fähigkeiten sind nur eine bestimmte Zeitspanne lang einsetzbar und können durch spielinterne Cheats verbessert werden. Letztlich kann Diddy Kong in Leveln die durch Nebel undurchsichtig sind eine Karte halten, auf der die Plattformen durch Schatten angezeigt werden.
In einem Spiel des Super-Mario-Universums agierte Diddy Kong erstmals im Jahr 2003 in Mario Kart: Double Dash!!. In Mario Kart: Double Dash!! besitzt wie alle anderen Fahrer auch Diddy Kong ein eigenes Kart, welches den Namen „Kokoloko“ trägt und einer Lokomotive ähnelt. Freigeschaltet werden kann es, indem der Gold-Pokal im Stern-Cup in der Motorklasse 150 cm³ gewonnen wird. Das Kart kann nur von den leichten Fahrern genutzt werden. Die Kokoloko kommt auch in Mario Kart 7 vor. Sein Spezialitem in Mario Kart: Double Dash!! ist die sogenannte „Megabanane“, eine sehr große Banane, die nach dem Überfahren in vier kleine Bananen aufgeteilt wird. Nach seinem Auftritt in Mario Kart: Double Dash!! war Diddy Kong in diversen weiteren Mario-Spielen wie Mario Strikers Charged Football, Mario Party 9 oder Super Mario Party zu sehen. Er ist zudem ein wählbarer Kämpfer in Super Smash Bros. Brawl, in Super Smash Bros. for Nintendo 3DS, Super Smash Bros. for Wii U & Super Smash Bros. Ultimate und Fahrer in Mario Kart Wii, Mario Kart Arcade GP und Mario Kart Arcade GP 2.
Diddy Kong tritt auch in der Fernsehserie Donkey Kongs Abenteuer auf, gesprochen wurde er dort von Juana von Jascheroff.

#### Erscheinungsbild

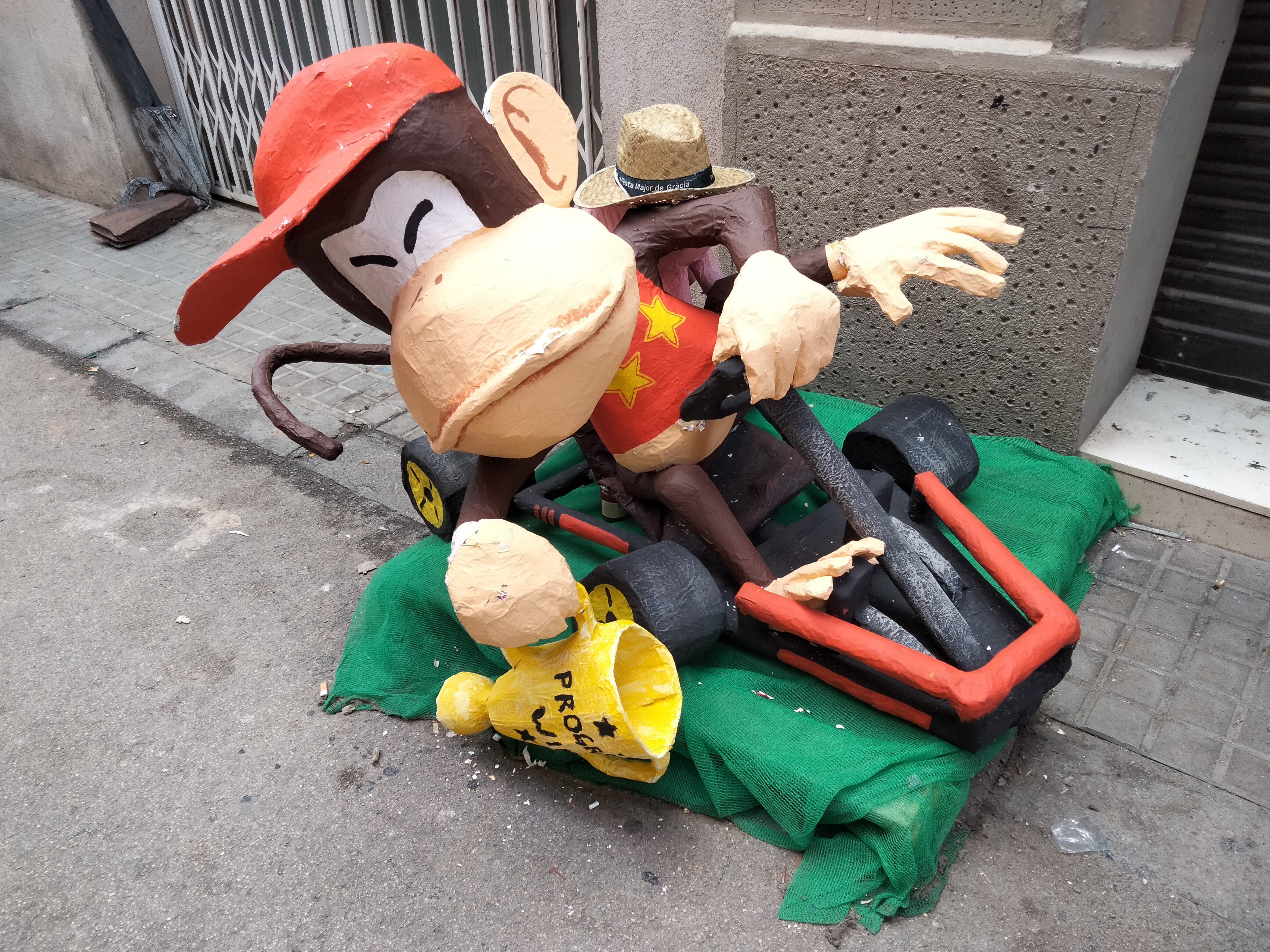
Diddy Kong als Pappfigur, sitzend in einem Kart aus der Mario-Kart-Reihe

Diddy Kong ist ein kleiner Schimpanse, der als einziges Mitglied der Familie Kong einen Schweif hat. Er trägt ein rotes Oberteil mit vier gelben Sternen darauf und ein rotes Basecap mit dem Nintendologo darauf. Die gelben Sterne und das Nintendologo wurden jedoch erst bei Donkey Kong Country 2 eingefügt, bei Donkey Kong Country war die Kleidung nur einfarbig rot. Diese rote Kleidung wurde bei der Entwicklung von Donkey Kong Country hauptsächlich deswegen entworfen, um Diddy Kong besser von den zumeist grünen und braunen Hintergründen der Spiellevel abzuheben. Ferner sollte es mit der roten Krawatte von Donkey Kong harmonieren. Letztlich lag der Kleidungsidee auch ein Werbespot aus dem vereinigten Königreich der Teemarke PG Tips zugrunde, in dem Schimpansen mit roten Pullovern auftraten. Sein Cap mit dem Nintendologo gilt als sein Markenzeichen und wurde auch nach dem Verkauf von Rare an Microsoft nicht verändert. Bei der Entwicklung zu Donkey Kong Country 2 stellte Shigeru Miyamoto zwar einige Vorschläge für eine neue Gestaltungen der Kopfbedeckungen von Diddy und Dixie Kong vor, die von Rare jedoch allesamt verworfen wurden. Im Zwei-Spieler-Contest von DKC2 ist seine Kleidung bei Spieler Zwei blau anstatt rot. In den Super-Smash-Bros-Spielen und in den Urwaldparty-Modi von DK: King of Swing kann die Farbe von Diddy Kongs Kongs Fell und Kleidung geändert werden.
Ein weiteres Item aus den Donkey-Kong-Spielen, das allgemein mit Diddy Kong in Verbindung gebracht wird, ist sein Raketenrucksack (der sogenannte „Raketen Rocker“), den er in Donkey Kong 64 von Cranky Kong erhält. Diesen Rucksack kann er auch in Donkey Kong Country Returns und Donkey Kong Country: Tropical Freeze einsetzen. In Super Smash Bros. Ultimate kann er diesen verwenden, um seinen Ultra-Smash – den sogenannten „Hyper-Raketenrocker“ – auszuführen. Bei diesem vervielfacht sich Diddy Kong, fliegt in der Stage herum und greift dabei Gegner an; am Ende des Ultra-Smash schleudert er den am stärksten beschädigten Feind in die Luft. Zudem kann er ihn für eine herkömmliche Spezialattacke einsetzen, mit der gerade nach oben fliegt.
In Diddy Kong Racing wird Diddy Kong gegenüber den übrigen Donkey-Kong-Spielen etwas verniedlicht dargestellt. So wurden seine Iris von schwarz zu blau geändert und vergrößert. Ferner wird sein Fell deutlich bauschiger dargestellt. In Diddy Kong Racing DS wurde die Verniedlichung von den Entwicklern nicht vorgenommen.

#### Familiärer und sozialer Umgang
Diddy Kong ist Donkey Kongs bester Freund, immer wieder ist in den offiziellen Quellen auch von Kumpel die Rede. Ganz vereinzelt wird er auch als Donkey Kongs Neffe beschrieben, wofür sich jedoch in nahezu keinen offiziellen Quellen Nachweise finden lassen. Mit Dixie Kong führt Diddy eine Liebesbeziehung. Dies ergibt sich vor allem aus den offiziellen englischen Quellen, in denen Dixie Kong des Öfteren als Diddy Kongs „girlfriend“ (feste Freundin) betitelt wird.
Von Beruf ist Diddy Kong laut Donkey-Kong-64-Spieleberater Rennfahrer, sein Vorbild sei „Manki Lauda“ (Anspielung an den österreichischen Automobilrennfahrer, Unternehmer und Pilot Niki Lauda) und sein Lieblingsfilm „Banana Jones 2“ (Anspielung an den US-amerikanischen Film Indiana Jones 2).

#### Trivia
Im Brettspiel Nintendo-Monopoly repräsentiert Diddy Kong die gelbe Original-Straße „Schillerstraße“, in Monopoly Gamer stellt er einen von acht zusätzlichen Spielfiguren dar, die mit „MONOPOLY Gamer Power Packs“ erworben werden können. Ferner erschien er am 19. Dezember 2014 erstmals als amiibo-Figur (Super Smash Bros. Collection), am 4. November 2016 folgte ein weiteres amiibo von ihm (Super Mario Collection). Außerdem gibt es von ihm diverse Trophäen in der Super-Smash-Bros.-Reihe und den Geist Nummer 135 (Spieler-Geist) in Super Smash Bros. Ultimate. Im Film Der Super Mario Bros. Film hat Diddy Kong einen Cameo-Auftritt als Zuschauer des Kampfes zwischen Donkey Kong und Mario, in dem er Donkey Kong anfeuert. Synchronisiert wurde er von Patrick Baehr, im Original von Eric Bauza.
Ursprünglich sollte Diddy Kong nicht als eine gänzlich neu eingeführte Figur, sondern lediglich als eine überarbeitete Version von Donkey Kong Jr. auftreten. In dem Konzeptbuch Donkey Kong And The Golden Bananas, welches ursprüngliche Ideen zu Donkey Kong Country zeigt und das im Jahr 2015 von Rareentwickler Gregg Mayles via Twitter der Öffentlichkeit zugänglich gemacht wurde, ist Diddy Kong in seiner damals geplanten Version mit einer Oberbekleidung zu sehen, auf dem das „J“ für „Junior“ abgedruckt ist. Dies wurde letztlich nicht beibehalten, sondern man entschied sich bei Rare nach Rücksprache mit Nintendo schließlich für die Erschaffung eines gänzlich neuen Charakters, für deren finales Design hauptsächlich der Rareentwickler Kevin Bayliss verantwortlich war. Diddy Kong wurde unter anderem eingeführt, weil der Spieler bei einem Treffer durch einen Gegner eine zweite Chance erlangen sollte, ohne das Level von vorne beginnen zu müssen. Dafür holte man sich bei Rare auch Inspiration von der Gestaltung von Super Mario in Super Mario World, der bei einem Treffer schrumpft und als sogenannter kleiner Mario im Level fortschreiten kann. Bei der Entwicklung zu Donkey Kong Country waren neben Diddy Kong auch die Namen „Diet DK“, „DK Lite“ und „Titchy Kong“ im Gespräch. Der Name Diddy leitet sich vom englischen Adjektiv diddy ab, was „klein“ bedeutet.

### Dixie Kong
Dixie Kong (jap. ディクシーコング, hep. Dikushī Konguist, gesprochen diksi) ist ein weiblicher Kong.

#### Auftritte
Dixie Kong trat zum ersten Mal im Jahr 1995 in Donkey Kong Country 2: Diddy’s Kong Quest auf. Sie hilft dort als zweite Protagonistin Diddy Kong dabei, den entführten Donkey Kong aus den Fängen von Captain K. Rool zu befreien. Grundsätzlich ergeben sich bei den Fähigkeiten der beiden Spielakteure keine wesentlichen Unterschiede, allerdings kann Dixie Kong ihren Pferdeschwanz durch Betätigen der Y-Taste des SNES-Controllers als eine Art Propeller einsetzen und so über eine gewisse Strecke in der Luft gleiten. Einen einheitlichen Namen für diese Fähigkeit verwendet Rare nicht. Teilweise heißt sie „Wirbelwind“, teilweise wird sie aber auch „Helikopterschwung“ oder „Heli-Wirbel“ genannt.
Im Jahr 1996 war sie in Donkey Kong Country 3: Dixie Kong’s Double Trouble! ebenfalls eine von zwei Protagonisten und Namensgeberin des Zusatztitels. In diesem Spiel unterscheiden sich ihre Fähigkeiten von denen der zweiten Spielfigur Kiddy Kong stark. Sie ist wesentlich leichter und kann so schneller laufen und weiter springen. Dafür kann sie im Gegenzug nicht durch Wurf Löcher im Böden öffnen.
In dem am 21. Februar 2014 erschienenen Wii-U-Spiel Donkey Kong Country: Tropical Freeze ist sie ebenfalls ein spielbarer Charakter. In DKCTF kann sie ihren Pferdeschwanz einsetzen, um in die Höhe zu steigen und um unter Wasser schneller voranzukommen. Ihre Spezialfähigkeit ist dort, dass sich alle Gegner in goldene Herzen verwandeln. Im Mehrspieler- und Extraschwer-Modus von DKCTF kann Dixie die sogenannte „Kaugummi-Pistole“ einsetzen, mit der sie einen Distanzangriff ausführen kann. Die Pistole schießt mit Kaugummis und kann Gegner verletzen.
Auch ist sie in Donkey Kong Jet Race als Fahrerin vorhanden und hat dort die Eigenschaften: Beschleunigung: ☆☆☆☆☆, Höchstgeschwindigkeit: ☆, Handling: ☆☆☆☆.
Ferner tritt sie in mehreren Handheldtiteln auf. In Donkey Kong Land III stellt Dixie Kong ebenfalls die Protagonistin dar und bricht dort mit ihrem Cousin Kiddy Kong auf, um die verlorene Welt zu besichtigen. Auf dem Weg dorthin müssen die beiden Kongs viele Abenteuer bestehen und sich gegen viele Kremlings behaupten. Einzig in Japan wurde am 28. Januar 2000 ferner eine verbesserte Version von Donkey Kong Land III unter dem Namen Donkey Kong GB: Dinky Kong & Dixie Kong (jap. ドンキーコングGB ディンキーコング＆ディクシーコング, hep. Donkī Kongu GB: Dinkī Kongu & Dikushī Kongu) für den Game Boy Color veröffentlicht. Auch dort ist Dixie Kong die Namensgeberin und Hauptfigur. In Donkey Kong: King of Swing ist Dixie Kong in den Urwaldparty-Modi von Anfang an ein auswählbarer Charakter und besitzt einen Sprungwert von 5/5 und einen Angriffswert von 1/5. In Donkey Kong: Jungle Climber tritt sie in einigen Videosequenzen in Erscheinung und ist im Multiplayer-Modus spielbar. In der Handheldumsetzung des Nintendo-64-Spiels Diddy Kong Racing, Diddy Kong Racing DS ersetzte Dixie Kong ferner das im Original auftretende Eichhörnchen Conker.
Außerdem ist sie in einigen Super-Mario-Spielen beziehungsweise Ablegern der Mario-Serie spielbar. So tritt sie in Mario Superstar Baseball, Mario Super Sluggers und Mario Hoops 3-on-3 auf.
In der Serie Donkey Kongs Abenteuer tritt Dixie Kong eher selten auf. Sie ist dort in einer Beziehung mit Diddy Kong und auch mit DK und Candy Kong gut befreundet. Als Haustier hält sie sich einen Hummer. In Folge 1x15, Lourdingue, le Klump, freundet sie sich zudem mit ihrem eigentlichen Feind General Zack an, nachdem dieser kurzzeitig aus King Krokos Armee entlassen wird und bei den Kongs Unterschlupf sucht.

#### Erscheinungsbild
Dixie Kongs Markenzeichen ist ihr blonder Pferdeschwanz, welchen sie als Propeller benutzen kann und dadurch in der Lage ist, über weitere Strecken in der Luft zu gleiten. In den Donkey-Kong-Spielen trägt sie ein pinkes Oberteil und eine pinke Mütze, im Zwei-Spieler-Contest von DKC2 wurde ihre Kleiderfarbe bei Spieler 2 in Blau geändert, im Zwei-Spieler-Contest von DKC3 in lila. Ihr Outfit ist in DKC3 zudem ebenfalls lila, wenn man den Konsolencode „COLOR“ verwendet. In den Urwaldparty-Modi von Donkey Kong: King of Swing kann ihre Fell- und Outfitfarbe variiert werden. Ihre Mütze wurde anfangs oft mit dem Logo von Rare dargestellt. Seit Rare allerdings an Microsoft überging, ist dieses Logo auf der Mütze nicht mehr zu sehen. Dixie Kong ist stets barfuß und hat meist rosa lackierte Zehennägel. In der Serie Donkey Kongs Abenteuer trägt sie ihre typische pinke Mütze, aber ein ganz anders gestaltetes Oberteil und Fellfarbe.

#### Familiärer und sozialer Umgang
Dixie Kong ist mit Diddy Kong liiert. Dies wird insbesondere durch die offiziellen englischen Quellen bestätigt, in denen Dixie Kong des Öfteren als Diddy Kongs „girlfriend“ (feste Freundin) bezeichnet wird. Ein Beispiel ist die Trophäenbeschreibung in Super Smash Bros. Brawl:

„Diddy Kong’s cutie of a girlfriend with an adorable blond ponytail. That ponytail is hardly for show—it helps propel her through the air for extended hang time and is indispensable for spin-attacking enemies and lifting barrels. Watch out—Dixie packs more power than you might imagine!“

Dixie Kong ist die Cousine von Kiddy Kong und damit auch von dessen Bruder Chunky Kong. Außerdem ist sie die ältere Schwester der erstmals in Donkey Kong 64 auftretenden Tiny Kong.

#### Trivia
Von Dixie Kong ist sowohl eine Trophäe in Super Smash Bros. Meele, als auch Super Smash Bros. Brawl, Super Smash Bros. for 3DS und Super Smash Bros. for Wii U vorhanden. Sie erscheint auch im Brettspiel Nintendo-Monopoly, wo sie die gelbe Straße „Lessingstraße“ aus dem Originalspiel repräsentiert. Im Film Der Super Mario Bros. Film ist sie als Zuschauerin des Kampfes zwischen Donkey Kong und Mario zu sehen.
Der Name Dixie ist der einzige Vorname der Kong-Familie der nicht von einem englischen Wort herrührt. Zwar existiert das Wort dixie im Englischen, dies bedeutet aber übersetzt „Gulaschkanone“ beziehungsweise „Kochgeschirr“. Es ist fernliegend, dass die Entwickler darauf anspielen wollten. Eher ist davon auszugehen, dass der Name Diddy verweiblicht werden sollte. Ursprünglich waren Namen wie „Dee Dee King“, „Didiane Kong“, „Daisy Kong“, „Dandi Kong“, „Dolly Kong“ oder „Dizzie Kong“ vorgesehen.

### Donkey Kong
Donkey Kong (jap. ドンキーコング, hep. Donkī Kongu, abgekürzt DK, gesprochen dôNGkē) gehört neben Mario (Super-Mario-Serie), Link (The-Legend-of-Zelda-Serie) und Pikachu (Pokémon-Serie) zu den bekanntesten Charakteren des Nintendo-Universums.

#### Auftritte
Die Geschichte der Donkey-Kong-Serie begann bereits Anfang der 1980er Jahre, als Nintendo die Lizenz an Popeye erwarb um auf dem Videospielmarkt Fuß zu fassen. Diese konnte Nintendo allerdings nicht lange halten, sodass der damalige Nintendo-Präsident Hiroshi Yamauchi den damals noch unbekannten Entwickler Shigeru Miyamoto beauftragte, ein neues Automatenspiel nach seinen eigenen Vorstellungen zu entwickeln. Miyamoto griff auf Rohentwürfe des späteren Game-Boy-Erfinders Gunpei Yokoi zurück und schuf einen muskulösen Affen, dem er den Namen Donkey Kong gab. Im gleichnamigen Spiel entführt Donkey Kong Jumpmans (heute Super Mario) Freundin Pauline, die von diesem gerettet werden muss. Somit ist Donkey Kong noch vor Marioerzfeind Bowser der erste Widersacher Marios. Allerdings steht heute fest, dass der damalige Donkey-Kong-Charakter mit dem heutigen nicht identisch ist. Vielmehr handelt es sich bei diesem um den heutigen Cranky Kong. Auch in den ersten Donkey-Kong-Handheldspielen auf dem Game & Watch und dem 1994 veröffentlichten Game-Boy-Spiel Donkey Kong ist noch der alte Donkey-Kong-Charakter (also Cranky Kong) der Protagonist.
Das erste Spiel, in dem der aktuelle Donkey-Kong-Charakter auftritt, ist das im Jahr 1994 für das Super Nintendo Entertainment System veröffentlichte Donkey Kong Country. In diesem Spiel trat auch Donkey Kongs Hauptrivale King K. Rool zum ersten Mal in Erscheinung, der den Bananenvorrat der Kongs raubt. Ziel des Spiels ist es, diese Bananen wieder zurückzuholen. In den SNES-Nachfolgern von Donkey Kong Country, Donkey Kong Country 2: Diddy’s Kong Quest und Donkey Kong Country 3: Dixie Kong’s Double Trouble!, spielt Donkey Kong selbst keine Hauptrolle mehr, sondern nimmt nur die Position des entführten Freundes ein, den es zu retten gilt. In den Donkey-Kong-Country-Fortsetzungen Donkey Kong Country Returns und Donkey Kong Country: Tropical Freeze für die Wii beziehungsweise Wii U stellt Donkey Kong aber wieder den Hauptcharakter dar.
1999 erschien Donkey Kong 64 für den Nintendo 64, bei dem DK mit seinen Freunden ebenfalls gegen King K. Rool kämpfen muss. Donkey Kong ist er der Anführer der Kong-Clique und als einziger Kong von Anfang an spielbar, von den individuellen Items (Bananen, Bananenmünzen und Blaupausen) sammelt er die gelben ein. Sein Instrument von Candy-Kong ist die „Boom-Bongo“, als Waffe erhält er von Funky Kong ist die sogenannte „Kokos-Kanone“, die mit Kokosnüssen schießt. Durch die Einnahme von Cranky Kongs Supertränken kann Donkey Kong zum einen erlernen, durch den Sprung in das DK-Fass unverwundbar werden. Ferner ist der „Pavian Perplexer“ erlernbar: Durch Betätigten des Z-Triggers des Nintendo-64-Controllers auf einer Donkey-Kong-Platte, wird DK in eine Art Bonusspiel katapultiert, in dem er sich durch mehrere Fässer schießen muss und zum Schluss eine Banane erhält oder Aktionen auslösen kann. Letztlich kann er den „Gorillagriff“ erlernen, durch den er Hebel aktivieren kann, die Aktionen im Spiel in Kraft setzten, wie das Aktivieren des Donkey-Kong-Arcade-Automats im Level Fabrik Fatal, an dem das Arcade-Spiel Donkey Kong von 1981 gespielt werden kann.
Donkey Kong stellt den einzigen spielbaren Akteur in Donkey Kong Jungle Beat aus dem Jahr 2005 und dessen Portierung für die Nintendo Wii dar. Er wird dabei mit den dafür neu eingeführten DK Bongos per Handbewegungen und Klatschgeräuschen gesteuert. Ziel ist es primär in den einzelnen Leveln so viele Bananen wie möglich zu sammeln, für die man am Ende des Levels je nach Anzahl verschiedene Wappen erhält – eines bronzenes für unter 400 Bananen, ein silberfarbenes ab 400 Bananen, ein goldes ab 800 Bananen und eines in Platin ab 1200 Bananen.
Des Weiteren kann Donkey Kong in Donkey Kong Jet Race als Fahrer eingesetzt werden, wobei er folgende Eigenschaften hat: Beschleunigung: ☆☆☆, Höchstgeschwindigkeit: ☆☆☆, Handling: ☆☆☆. Kann man alle 32 Candy-Kong-Missionen absolvieren, schaltet man den sogenannten „Ultra Jet Donkey Kong“ frei, der die maximal besten Eigenschaften Beschleunigung: ☆☆☆☆☆, Höchstgeschwindigkeit: ☆☆☆☆☆, Handling: ☆☆☆☆☆ hat.
Das erste Handheldspiel mit dem heutigen Donkey Kong war das 1995 veröffentlichte Donkey Kong Land, in dem Donkey und Diddy Kong dem provozierenden Cranky Kong beweisen wollen, dass sie auch auf dem Game Boy ein erfolgreiches Abenteuer bestreiten können. In der Fortsetzung Donkey Kong Land 2 war Donkey Kong wichtiger Teil der Hintergrundgeschichte und in Zwischensequenzen kurz zu sehen, in Donkey Kong Land 3 wurde er nur noch namentlich in der Spieleanleitung erwähnt. Im Laufe der Zeit erschienen diverse weitere Donkey-Kong-Spiele auf Handheldkonsolen, wie Donkey Kong: King of Swing für den Game Boy Advance oder Donkey Kong: Jungle Climber für den Nintendo DS. In Donkey Kong: King of Swing wird Donkey Kong hauptsächlich über die Schultertasten gesteuert und muss sich durch die Level schwingen, indem er sich an bestimmten Halterungen festhält und wieder davon abstößt. Seine Attacken beschränken sich im Wesentlichen auf eine normale Angriffsattacke und den sogenannten Bananen-Berserker (kostet 20 Bananen). Durch diesen wird man zehn Sekunden unverwundbar, kann Gegner durch einfache Berührung töten und einen höheren Angriffssprung anführen. In Donkey Kong: Jungle Climber verhält es sich ähnlich.
Als fundamentaler Charakter des Nintendo-Imperiums wurde Donkey Kong auch fest in Spielen der Super-Mario-Reihe beziehungsweise dessen Ablegern integriert. In den Videospielreihen Super Smash Bros. und Mario Kart ist Donkey Kong, mit Ausnahme von Super Mario Kart, in allen Spielen der Serien eine spielbare Figur. Zudem basieren einige Stages beziehungsweise Strecken, wie „Tropen Trubel“ (Super Smash Bros. Melee/Brawl), „Donkey Kong Classic“ (Super Smash Bros. Brawl), „Donkey Kongs Dschungelpark“ (Mario Kart 64/Wii), „Donkey Kongs Bergland“ (Mario Kart: Double Dash!!) oder „DK Dschungel“ (Mario Kart 7/8) auf Spielen der Donkey-Kong-Reihe. In Mario Kart: Double Dash!! besitzt Donkey Kong ein eigenes Kart, das sogenannte „DK Jumbo“. Sein Spezialitem in Mario Kart: Double Dash!! ist die sogenannte „Megabanane“, die eine extrem große Banane darstellt, die die Fahrer beim Durchfahren ins Schleudern geraten lässt und sich danach in vier kleine Bananen verwandelt. Diese ist auch in Mario Kart Arcade GP, Mario Kart Arcade GP 2 und Mario Kart Arcade GP DX als Spezialitem verwendbar. Donkey Kong tritt auch in der Mario-Party-Reihe in allen Teilen in Erscheinung. Aktiv spielbar ist er jedoch nur in den ersten fünf Teilen und in Mario Party 10. In Yoshi’s Island DS spielt Baby-DK eine entscheidende Rolle, bei diesem handelt es sich um Donkey Kong im Säuglingsalter. In Nintendo Land ist Donkey Kong zudem Namensgeber für das Minispiel „Donkey Kong’s Crash Course“, bei dem mittels der Bewegungssteuerung des Wii U GamePads Karren auf einer bestimmten Strecke manövriert werden müssen.
Neben den Donkey-Kong-Arcade-Spielen ist Donkey Kong in der Spielreihe Mario vs. Donkey Kong als Antagonist anzusehen, wobei hier im Gegensatz zu den Arcade-Spielen bereits der heutige Donkey-Kong-Charakter auftritt. In den Spielen der Mario-vs.-Donkey-Kong-Reihe stiehlt Donkey Kong Mini-Marios oder entführt Marios Freundin Pauline, weswegen finden immer wieder Rivalitäten zwischen Mario und Donkey Kong stattfinden. Die Feindschaft zwischen den Protagonisten findet nach dem Teil Mario vs. Donkey Kong: Aufruhr im Miniland jedenfalls im Spieltitel zunächst ihr Ende. Der Nachfolger der Spieleserie trug nicht mehr das „vs.“ im Namen, sondern wurde in Mario and Donkey Kong: Aufruhr im Mini-Land umbenannt. Der nächste Titel der Reihe Mario vs. Donkey Kong: Tipping Stars, der 2015 für die Wii U erschien, trägt aber wieder das „vs.“ im Namen.
Neben diesen Videospielen ist DK die Hauptfigur der Fernsehserie Donkey Kongs Abenteuer. In der Serie hat er als zukünftiger Herrscher von Kongo Bongo die Aufgabe, die seltene und machtvolle Kristallkokosnuss zu beschützen. Diese ist wegen ihrer Macht immer wieder das Ziel von Diebstahlsversuchen, allen voran von King Kroko (King K. Rool). Donkey Kong wird in der Serie zwar des Öfteren als faul dargestellt, manchmal sogar als etwas einfältig. Trotzdem schafft er stets, die Angriffe von King Kroko von vornherein zu vereiteln oder die Kristallkokosnuss im Nachhinein zurückzuholen.

#### Erscheinungsbild

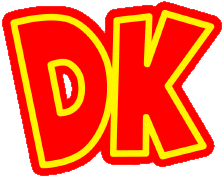
Donkey Kongs Initialen, die auf seiner typischen Krawatte abgedruckt sind

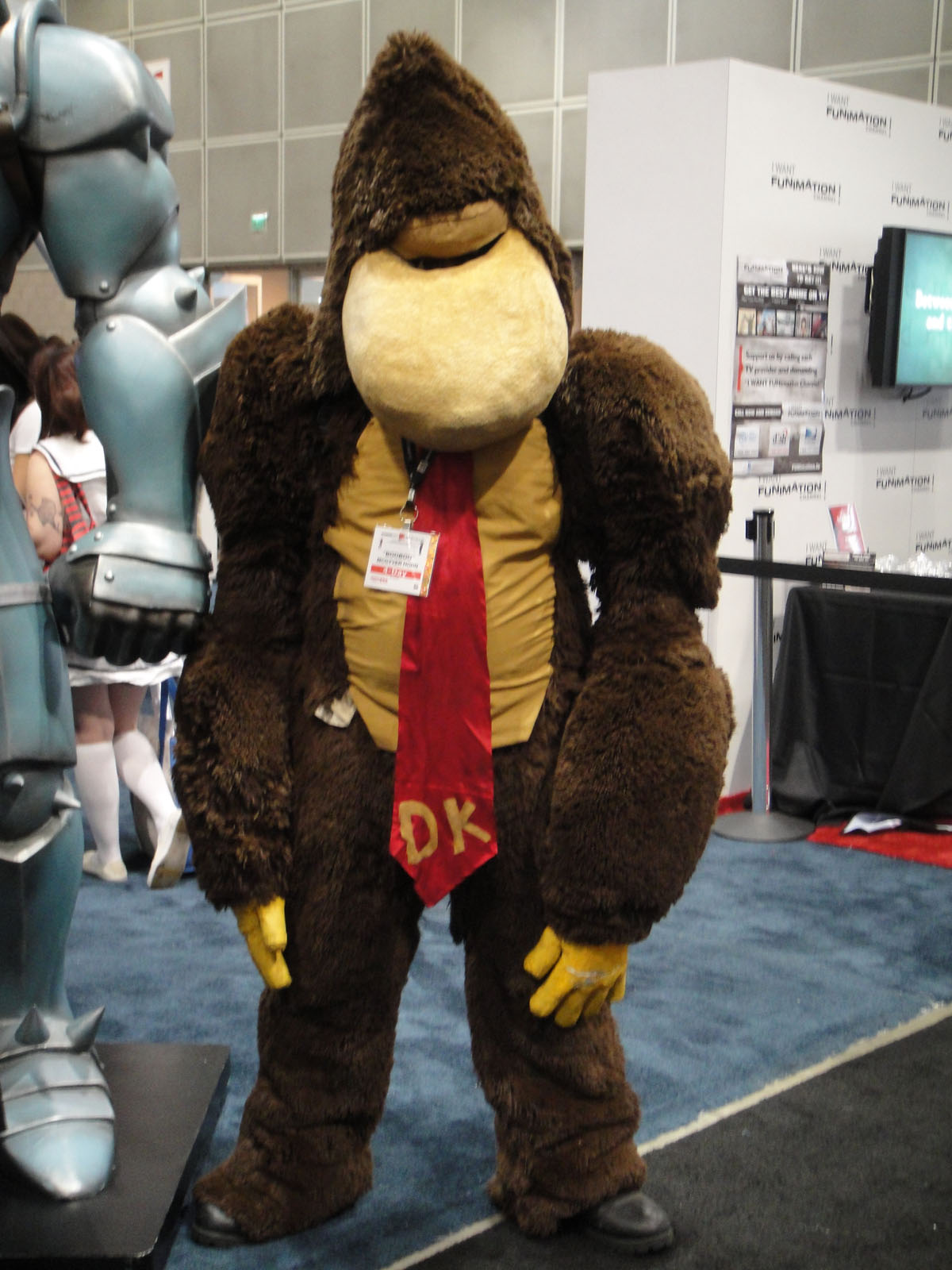
Von Donkey Kong inspiriertes Cosplay

Donkey Kong ist ein großer und kräftiger Berggorilla mit dunkelbraunen Fell. Er ist das einzige Mitglied der Familie Kong, das grundsätzlich unbekleidet auftritt. Donkey Kong trägt nur eine rote Krawatte, auf der in gelber Schrift Donkey Kongs Initialen DK zu lesen sind. Diese Krawatte – deren erste Entwürfe von Shigeru Miyamoto stammen– ist mittlerweile einem breiten Publikum bekannt und Inhalt verschiedener Merchandiseartikel.
In den Super-Smash-Bros.-Spielen und den Urwaldparty-Modi von Donkey Kong: King of Swing kann die Farbe von Donkey Kongs Fell und Krawatte geändert werden.

#### Familiärer und sozialer Umgang
Es steht fest, dass Donkey Kong mit Cranky Kong und Wrinkly Kong in gerader Linie verwandt ist. Allerdings wird von Nintendo und Rare nicht klargestellt, ob diese Donkey Kongs Eltern oder Großeltern sind. Ganz überwiegend werden sie in den Donkey-Kong-Spielen als dessen Großeltern dargestellt, in Donkey Kong 64 spricht Cranky Kong allerdings in Bezug auf Donkey Kong von seinem Sohn. Wegen der nur einzelnen gewichtigen abweichenden Darstellung in DK64 ist im Grundsatz eher naheliegend, dass es sich dabei um einen Fehler handelt und somit Cranky Kong Donkey Kongs Großvater darstellt und Wrinkly Kong somit dessen Großmutter. In Der Super Mario Bros. Film treten sowohl Cranky Kong als auch Donkey Kong auf, dort wird die soziale Verbindung wiederum als Vater und Sohn dargestellt.
Diese unterschiedliche Darstellung hat Auswirkungen auf die Einordnung des Charakters Donkey Kong Jr. (Junior). Dieser tritt in den Arcade-Spielen Donkey Kong Jr. & Donkey Kong Jr. Math, im SNES-Spiel Super Mario Kart und in den Mario-Ablegern Mario Tennis 64 für den Nintendo 64 & Mario’s Tennis für den Virtual Boy auf. Außerdem existiert eine Trophäe von ihm in Super Smash Bros. Melee. Es ist sicher bekannt, dass dieser der Sohn des alten Donkey-Kong-Charakters ist, also des heutigen Cranky Kong. Folgt man nun der Darstellung aus Donkey Kong 64, in dem der heutige Donkey-Kong-Charakter als Crankys Sohn agiert, ergibt sich daraus, dass Donkey Kong Jr. der heutige Donkey Kong in jungen Jahren sein muss. Geht man allerdings von der Donkey-Kong-Country-Reihe aus, in der der heutige Donkey Kong als Crankys Enkel auftritt, folgt daraus, dass Donkey Kong Jr. der Vater oder Onkel des heutigen Donkey Kongs und somit ein ganz anderer Charakter ist. Auf der offiziellen Website der GBA-Umsetzung von Donkey Kong Country stellt Nintendo die erstgenannte Einordnung als richtig dar, also dass Donkey Kong Junior der jugendliche heutige Donkey Kong ist.
Es gibt zahlreiche Hinweise, dass Donkey Kong mit der Affendame Candy Kong liiert ist, wobei dies bis heute nicht eindeutig bestätigt wurde. In der Spieleanleitung der SNES-Version von Donkey Kong Country wird Candy Kong als Donkey Kongs Schwarm bezeichnet und dargelegt, dass sich die übrigen Inselbewohner fragen, warum die beiden noch nicht verheiratet seien. Dadurch wird zwar eine Partnerschaft indiziert, klargestellt wird sie aber nicht. Ähnliches gilt für die Candy-Kong-Throphäe aus Super Smash Bros. Brawl, wonach Candy und Donkey Kong nur „Gerüchten zufolge“ eine Beziehung führen sollen. In der Serie Donkey Kongs Abenteuer sind die beiden wiederum offensichtlicher als in den Donkey-Kong-Spielen liiert. Sie tauschen dort immer wieder Küsse aus, außerdem bezeichnet Donkey Kong Candy in einem Gespräch mit Diddy Kong als seine „feste Freundin“. In Folge 2x7, Die verpatzte Hochzeit (im Original Titre français inconnu), soll nach einer Idee von Candy Kong sogar eine Hochzeit zwischen den beiden stattfinden, wobei der Eindruck erweckt wird, Candy Kong wolle Donkey Kong nur vermeintlich zur Hochzeit drängen, um insbesondere Bluster Kong zu beweisen, wie sehr DK sie liebt. Donkey Kong sträubt sich anfangs gegen die Heirat, stimmt ihr am Ende der Folge jedoch zu. Sie findet letzten Endes aber trotzdem nicht statt, da Donkey Kong die Kristallkokosnuss beschützen muss und Candy Kong erst einmal ihre Karriere voranzutreiben möchte.
Ganz vereinzelt werden Donkey Kong und Candy Kong als Cousin und Cousine dargestellt. Es ist aber naheliegend, dass es sich hierbei um einen redaktionellen Fehler seitens Nintendo handelt, da Candy Kong in nahezu allen offiziellen Quellen nicht als Donkey Kongs Cousine bezeichnet wird.
Diddy Kong wird ganz überwiegend „nur“ als Donkey Kongs bester Freund beziehungsweise Kumpel bezeichnet, in ganz vereinzelten Quellen auch als dessen Neffe. So wird beispielsweise bei Donkey Kongs Charakterbeschreibung in Super Smash Bros. ausgeführt:

„Anfangs waren Mario und Donkey Kong Erzfeinde, doch im Laufe der Jahre haben sich die beiden angefreundet. Heut schwingt sich DK lieber auf der Suche nach Bananen als auf der Jagd nach Prinzessinnen durch den Urwald. Auch andere Mitglieder der Kong-Familie gelangten zu Videospiel-Ruhm, unter ihnen DKs Neffe Diddy.“

Folgt man dieser Darstellung, so wäre Donkey Kong demnach Diddy Kongs Onkel und es würde mittelbar klargestellt, dass Donkey Kong Geschwister haben muss. Eine solche Familienkonstellation wird aber außer in Super Smash Bros. in nahezu keinen offiziellen Quellen erwähnt.
Trotz der Rivalität in der Mario-vs.-Donkey-Kong-Reihe ist Donkey Kong mit Super Mario befreundet beziehungsweise verbündet. Auch Donkey Kong Jr. wird als Marios „Kumpane“ dargestellt. Als Donkey Kongs Vorbild wird im Spieleberater von Donkey Kong 64 „Jean-Claude Van Kong“ angegeben (Anspielung an den belgischen Schauspieler Jean-Claude Van Damme) und sein Lieblingsfilm sei „Der Konginator 2“ (Anspielung an den US-amerikanischen Science-Fiction-Film Terminator 2 – Tag der Abrechnung).
Es wird dargestellt, dass der Ur-Großonkel des ehemaligen Donkey Kongs Charakters, also des heutigen Cranky Kongs, King Kong sein soll. Daraus folgt, dass King Kong der Ur-Ur-Großonkel Donkey Kong Juniors ist und damit – je nach verfolgter Ansicht – auch der des heutigen Donkey Kongs beziehungsweise dessen Ur-Ur-Ur-Großonkel.

#### Trivia
Donkey Kong repräsentiert die gelbe Monopoly-Straße „Goethestraße“ im 2006 erschienenen Brettspiel Nintendo-Monopoly. In Monopoly Gamer ist Donkey Kong zudem neben Super Mario, Yoshi und Prinzessin Peach eine Spielfigur, ebenso in Monopoly Gamer Mario Kart. Ferner gibt es diverse Throphäen von ihm in den Super-Smash.-Bros.-Spielen. Am 28. November erschien ferner eine Donkey-Kong-amiibo-Figur als Teil der Super Smash Bros. Collection. Am 7. Oktober 2016 folgte in der Super Mario Collection ein zweites amiibo von Donkey Kong. Im Zuge einer Kooperation zwischen Activision und Nintendo kann im fünften Teil der Skylanders-Serie für die Wii U zudem ein spezieller Donkey-Kong-Skylander gespielt werden, der durch einen Drehmechanismus auch als amiibo nutzbar ist.
Die Stimme von Donkey Kong stammt oft von Charles Martinet, in Donkey Kongs Abenteuer wurde er von Tobias Meister synchronisiert. Seine tiefe und markante Stimme in Donkey Kong 64 stammt vom britischen Videospielmusik-Komponisten Grant Kirkhope.
Donkey Kong (beziehungsweise allgemein Teile des Donkey-Kong-Franchises) tritt auch immer wieder mehr oder weniger erwähnenswert in Fernsehserien und Filmen auf. Beispielsweise lernen Dr. Leonard Hofstadter (Johnny Galecki) und dessen Freunde in Episode 8x7, Das Mississippi-Missverständnis (im Original The Misinterpretation Agitation), der US-amerikanischen Sitcom The Big Bang Theory den Arzt Dr. Oliver Lorvis (Billy Bob Thornton) kennen, der ursprünglich Leonards Freundin Penny Hofstadter (Kaley Cuoco) treffen wollte. Dieser hat eine umfangreiche Videospiel- und Merchandisesammlung, zu der auch der Donkey-Kong-Arcade-Automat gehört. Leonard und seine Freunde spielen daran so begeistert, dass es sie nicht einmal stört, dass Dr. Lorvis sie einsperrt, um ungestört Penny und später auch Dr. Amy Farrah Fowler (Mayim Bialik) näher kommen zu können. In Episode 3x13, Terror in der Stadt der Rosen (im Original The Bozeman Reaction), spielen die Freunde des Weiteren ein Donkey-Kong-Jenga-Spiel und Howard Wolowitz (Simon Helberg) erwähnt Donkey Kong und Donkey Kong Jr. namentlich. In Episode 8x16, Zwei Irre (im Original Bad Crazy), der US-amerikanischen Sitcom How I Met Your Mother besitzt Barney Stinson (Neil Patrick Harris) einen Donkey-Kong-Junior-Arcade-Automaten, den er zusammen mit Marshall Eriksen (Jason Segel) in Ted Mosbys (Josh Radnor) Wohnung aufstellt.
In dem Film The Fast and the Furious: Tokyo Drift wird Donkey Kong außerdem von Sean Boswell (Lucas Black) in einem Gespräch mit Twinkie (Bow Wow) namentlich erwähnt. Außerdem erwähnenswert ist Donkey Kongs Auftritt in der 2015 erschienenen Science-Fiction-Filmkomödie Pixels mit Adam Sandler, Kevin James, Michelle Monaghan und Peter Dinklage. Zunächst versuchen die Charaktere Brenner und Eddie dort einen Weltrekord im Donkey-Kong-Arcade-Spiel aufzustellen. Später tritt ein außerirdisches Wesen in Form des Donkey Kongs aus dem Arcade-Spiel (also eigentlich dem heutigen Cranky Kong) als Bossgegner auf. Die „Arcaders“ treten gegen ihn im ersten Level des Arcades-Spiels an, um ihn zu besiegen und somit die Welt zu retten. Für diese Szene wurde in einem Fernsehstudio ein lebensgroßes Donkey-Kong-Gerüst in vier Abschnitte aufgeteilt vor einem Greenscreen aufgebaut, auf dem die Schauspieler gefilmt wurden. Die Feuer, Fässer und Donkey Kong selbst wurden anschließend digital eingefügt. Außerdem ziert Donkey Kong die Rückseite des Pixels-Steelbooks. Im 2012 von der Walt Disney Company veröffentlichten Animationsfilm Ralph reichts tritt Donkey Kong zwar nicht direkt auf, das im Film zentrale (fiktive) Arcadespiel „Fix-It Felix Jr.“ erinnert in dessen Konzept aber an den Donkey-Kong-Automaten. Der Protagonist Randale-Ralph weist Ähnlichkeiten zu Donkey Kong auf, Fix-It Felix Jr. zu Jumpman. Im Film Der Super Mario Bros. Film kommt Donkey Kong eine ebenfalls recht zentrale Rolle zu. Er tritt zum ersten Mal in einem Kampf mit Mario in Erscheinung, der darüber entscheiden soll, um die Kongs Mario und Peach beim Kampf gegen Bowser Hilfe zuteilwerden lassen. Als Donkey Kong diesen verliert, stehen die Kongs zu ihrem Wort und treten dem Kampf gegen Bowser als Unterstützer für Mario und Peach bei, wobei dabei insbesondere Donkey Kong eine Schlüsselrolle zukommt. Donkey Kong tritt Mario gegenüber zunächst eher feindselig gegenüber, später entspannt sich das Verhältnis indes zunehmend. Synchronisiert wurde Donkey Kong in der Der Super Mario Bros. Film von Marios Gavrilis, im Original von Seth Rogen.
Auch im Spiel Banjo-Tooie hat Donkey Kong einen Cameo-Auftritt. Bottles Tochter Goggles spielt dort in ihrem Zimmer mit einer Donkey-Kong-Puppe. Ferner gibt es in dem Open-World-Spiel Minecraft ein Gemälde, das unzweifelhaft auf das Donkey-Kong-Arcade-Spiel anspielt. Dieses Gemälde trägt offiziell den Namen „Kong“. In Super Mario Odyssey taucht der ursprüngliche Donkey-Kong-Charakter in dem Level City Land auf, ferner sind dort einige Straßen nach Kongs aus den Donkey-Kong-Spielen benannt. Auch in der Musik wird auf Donkey Kong Bezug genommen: So verwendet das australische Electro-/Hip-Hop-Duo Bombs Away in ihrem Musikvideo zu ihrem Song Drunk Arcade eine eigeninterpretierte Anspielung an den Donkey-Kong-Automaten (Minute 1:59). Außerdem veröffentlichte die US-amerikanische Band Blood on the Dance Floor 2010 auf ihrem Album Epic den Song It’s On Like Donkey Kong!. 2023 kam zudem der Song Donkey Kong des Künsters Sabbotage auf den Markt. Mediale Aufmerksamkeit erlangte ferner ein ganz bestimmter Donkey-Kong-Automat: In der Playboy Mansion, die der 2017 verstorbene Playboy-Gründer Hugh Hefner zu Lebzeiten zuletzt mit seiner Ehefrau Crystal Hefner und seinen Freundinnen Kristina und Karissa Shannon bewohnte, gibt es ein Spielzimmer, in der auch ein Donkey-Kong-Automat steht. Auf diesem stellte der US-amerikanische Showmaster Johnny Carson einst einen Rekord auf.
Der ursprüngliche Donkey-Kong-Charakter (heute Cranky Kong) war im Jahr 1982 Gegenstand eines Rechtsstreits zwischen der Music Corporation of America – Inhaberin der Universal Studios – und Nintendo. Die Music Corporation of America war der Auffassung, Donkey Kong sei der fiktiven Affenkreatur King Kong zu sehr nachempfunden und machte so aufgrund eines angeblichen Plagiats eine Urheberrechtsverletzung geltend. Sie forderte daraufhin von Nintendo die bisherigen Einnahmen des Arcadespiels Donkey Kong und die Vernichtung der noch vorhandenen Spieleautomaten. Als Nintendo dies ablehnte, zog die Music Corporation of America vor Gericht, um die Forderung gerichtlich zu erstreiten. Sie verlor den Prozess jedoch, da King Kong als zeitgeschichtliche Figur nicht eigentumsfähig sei und wurde ihrerseits zu Schadensersatzzahlungen an Nintendo in Höhe von zwei Millionen US-Dollar verurteilt.

### Funky Kong
Funky Kong (jap. ファンキーコング, hep. Fankī Kongu, gesprochen ˈfaŋki) ist neben Donkey, Diddy & Cranky Kong einer der bekanntesten Kongs aus der Donkey-Kong-Serie.

#### Auftritte
In Donkey Kong Country ist Funky Kong Inhaber seiner selbstständig betriebenen Fluggesellschaft „Funkys Flüge“ (im Original „Funky’s Flights“). Er bietet (kostenlos) die Benutzung des sogenannten „Fliegerfasses“ an, mit dem Donkey und Diddy Kong zwischen den sieben Spielwelten herumreisen können.
In Donkey Kong Country 2 ist dies im Grundsatz genau so, allerdings sieht das Fliegerfass weniger modern aus. Während es in DKC2 einer Propellermaschine nachempfunden ist, ähnelt es in DKC noch einem Jumbojet. Ferner steht es im zweiten Teil im Regelfall nicht mehr kostenlos zur Benutzung bereit, sondern kostet zwei Bananenmünzen. Im GBA-Remake von Donkey Kong Country 2 betreibt Funky Kong ebenfalls Funkys Flüge, allerdings stellt er diesmal einen Hubschrauber zur Verfügung, mit dem man wie im SNES-Spiel zwischen den verschiedenen Spielwelten herumreisen kann. Anders als im Super-Nintendo-Vorbild ist es in der GBA-Version jedoch nicht notwendig, dafür jedes Mal Funky aufzusuchen. Der Helikopter kann vielmehr jederzeit über das Pausenmenü ausgewählt werden kann. Besucht man im GBA-Remake wiederum Funkys Flüge, kann man dort anspruchsvolle Minispiele absolvieren, für deren Beendigung man DK-Münzen erhält. In einem dieser Minispiele tritt sodann die im eigentlichen Spiel nicht vorhandene Tiny Kong auf.
In Donkey Kong Country 3: Dixie Kong’s Double Trouble! ist Funky Kong Eigentümer des Bootsverleihs „Funky Verleih“ (im Original „Funky’s Rentals“). Auch diesen Verleih betreibt er in Selbstständigkeit. Im Verleih kann man sich verschiedenste Boote ausleihen, wobei nicht alle von Anfang an zur Verfügung stehen. Vielmehr werden diese im Laufe des Spielfortschritts nach und nach von Funky Kong zusammengebaut, wenn man ihn mit verschiedenen Teilen beliefert. Vom Start an einsetzbar ist das „Motorboot“, mit dem man nur die ersten zwei Spielwelten Orangatanga-See und Kremwood Forest anfahren kann. Nach Beendigung der zweiten Spielwelt erhält man dann einen Flicken, mit dem Funky Kong das „Hovercraft“ baut. Fortan können so Felsen überfahren und somit neue Kristallhöhlen und die Spielwelten Baboon Bucht und Mekanos erreicht werden. Mit Besiegen der Endgegner der dritten und vierten Spielwelt spielt man wiederum jeweils einen Ski frei. Bringt man beide Skis zu Funky Kong, baut er den sogenannten „Superski“. Dieser ist in der Lage Wasserfälle hinaufzufahren, sodass man wieder neue Kristallhöhlen und die restlichen Spielwelten betreten kann. Sammelt man schließlich alle 41 DK-Münzen, erhält man als letztes Fahrzeug den sogenannten „Gyrocopter“, ein hubschrauberähnliches Gefährt, mit dem man hochgelegene Kristallhöhlen anfliegen kann. Im GBA-Remake von Donkey Kong Country 3 bietet Funky Kong neben den Fahrzeugen auch die vier Minispiele „Zerstörer“, „Entwaffnung“, „Beschützer“ und „Rennen“ an, in denen man gegen Kremlings antreten muss und die auf dem Rarespiel Cobra Triangle basieren. Im Minispiel „Beschützer“ haben die im eigentlichen Spiel nicht auftretenden Kongs Chunky, Tiny, Candy und Lanky Kong einen Cameo-Auftritt. Schafft man alle vier Minispiele, erhält man einen Bananenvogel.
In Donkey Kong 64 agiert Funky Kong als Waffenspezialist und verkauft den Kongs individuelle Schusswaffen. Donkey Kong stellt er dabei für drei gelbe Bananenmünzen die „Kokos-Kanone“ zur Verfügung, welche mit Kokosnüssen schießt. Für Diddy Kong hält Funky die „Peanut-Pistolen“ bereit, zwei kleinere Pistolen, die mit Erdnüssen (engl. „peanut“) schießen. Diese Pistolen kann Diddy auch in Donkey Kong Country Returns und Super Smash Bros. Brawl einsetzen. Tiny Kong verkauft Funky für drei violette Bananenmünzen die sogenannte „Feder-Flitze“, eine Art Armbrust, welche Federn als Munition benutzt. Lanky Kong erhält von Funky gegen Bezahlung von drei blauen Bananenmünzen die „Trauben-Tröte“. Diese ist eine Art Blasrohr, mit dem Lanky Weintrauben verschießen kann. Chunky Kongs Waffe ist der sogenannte „Ananas-Atomisator“. Dieser stellt eine Bazooka-ähnliche Waffe dar, die mit Ananasmunition schießt. Neben den Waffen an sich bietet Funky Kong auch mehrere Upgrades an. So erhöht er mit Munitionsgürteln mehrmals die maximale Schussanzahl, verkauft Zielsuch-Munition und entwickelt ein Zielfernrohr.
In Donkey Kong Country Returns tritt Funky Kong nicht auf, sondern wird nur beiläufig von Cranky Kong erwähnt. Im fünften Teil der Donkey-Kong-Country-Reihe, Donkey Kong Country: Tropical Freeze, ist er allerdings schon mit von der Partie. Er ist dort Inhaber des Itemshops, der sogenannten „Krimskramskiste“ (im Original „Funky’s Fly ’n’ Buy“), wo er folgende Items verkauft und übereignet:
- Rote Luftballons, die ein Extraleben ergeben (kosten drei Bananenmünzen).
- Blaue Luftballons, die die Luftanzeige wieder auffüllen, nachdem sie sich entleert hat (kosten fünf Bananenmünzen).
- Grüne Luftballons, die die Kongs nach einem Absturz einmalig zurück ins Level heben (kosten sieben Bananenmünzen).
- Den Tierhelfer Squawks, der sich bemerkbar macht, wenn ein Puzzleteil in der Nähe ist (kostet zehn Bananenmünzen).
- Einen Schild, der bei einer Lore einen Treffer einmalig abfedert (kostet zehn Bananenmünzen).
- Bananensaft, der kurzzeitig unverwundbar macht (kostet 15 Bananenmünzen).
- Ein Extraherz (kostet 15 Bananenmünzen).
- Extrafässer, die Diddy, Dixie und Cranky Kong erscheinen lassen (kosten 15 Bananenmünzen).

In der Umsetzung des Spiels für die Nintendo Switch gibt es zudem einen Einsteigermodus, den man mit Funky Kong absolvieren kann. Dieser ist dadurch erleichtert, dass Funky Kong Doppelsprünge ausführen, schweben, unendlich lang rollen und unter Wasser sogenannte Spiraldreher ausführen kann. Ferner ist er durch sein Surfbrett vor Stacheln geschützt.
Auch in Donkey Kong Jet Race, sowie den Urwaldparty- beziehungsweise Multiplayer-Modi von Donkey Kong: King of Swing und Donkey Kong: Jungle Climber ist Funky Kong spielbar. In Donkey Kong: King of Swing ist er in diesen Modi von Anfang an spielbar und hat die Sprungeigenschaft 2/5 und die Angriffseigenschaft 4/5. In Donkey Kong: Jungle Climber spielt er neben den Multiplayer-Modi auch im Abenteuer-Modus eine Rolle: Drückt man auf der Übersichtskarte den X-Knopf des Nintendo DS, so gelangt man zu Funkys Flüge, von wo aus man – sofern man eine ausreichende Anzahl an Öl-Fässer pro Spielwelt eingesammelt hat, welche in den einzelnen Level zu finden sind – zu der der Spielwelt entsprechenden „kleinen“ Insel fliegen kann. Dort befindet sich ein zusätzliches Level, in dem alle üblichen Items eingesammelt werden können, mit Ausnahme der Öl-Fässer. In den auf Donkey Kong Country und Donkey Kong Country 3 basierenden Spielen Donkey Kong Land und Donkey Kong Land 3 war Funky Kong nicht zu sehen. Dort wurden Funkys Flüge beziehungsweise Funkys Bootverleih von den Entwicklern entfernt: In DKL wird nämlich gar keine Hilfe mehr benötigt, um andere Spielwelten betreten zu können, da die Kongs sich dort selbst von einer Welt in die andere begeben können. Und in DKL3 hilft der Bär Bear den Kongs mit seinem Teleporter in andere Spielwelten zu reisen. In Donkey Kong Land 2 war Funky Kong wiederum wie im SNES-Vorbild mit seinem Fliegerfass vertreten. Seinen ersten Auftritt in einem Super-Mario-Spiel hatte Funky Kong 2008 als freispielbarer Fahrer in Mario Kart Wii. Freigeschaltet werden kann er dort, indem man mindestens vier Expertengeister im Zeitfahren erringt.
In Donkey Kongs Abenteuer kommt er ebenfalls vor und arbeitet dort als Pilot und Kurier. In Folge 2x2, Der große Film (im Original Silence! On tourne!), versucht er sich zudem kurzzeitig als Drehbuchautor eines Films. Als Bluster Kong allerdings die Regie und damit auch das gesamte Filmprojekt ansichreißt und Funky Kong deshalb unter der Nichtbeachtung seiner Mitwirkung am Drehbuch leidet, beendet er diese Tätigkeit wieder. Funky Kongs Charakter wirkt sehr spirituell und esoterisch, was sich unter anderem dadurch äußert, dass er oft vom „Karma“ und verschiedenen „Vibes“ spricht. Seine Stimme stammt in der Serie von Joachim Kaps.

#### Erscheinungsbild
Funky Kongs Erscheinungsbild variiert in den unterschiedlichen Donkey-Kong-Spielen stark. In Donkey Kong Country trägt er rotes Kopftuch mit weißen Punkten, dazu eine auffallende Kette, eine Sonnenbrille und Flip-Flops. Zudem hat er stets ein Surfbrett bei sich. In DKC2 hat sich sein Aussehen kaum verändert, allerdings trägt er eine andere Sonnenbrille. In DKC3 trägt er sein typisches Kopftuch und seine Sonnenbrille, hat nun aber ein Achselshirt, eine Hose und Stiefel an. Des Weiteren trägt er einen Werkzeuggürtel bei sich. In DK64 hat sich Funkys Erscheinungsbild recht stark verändert. Er trägt eine Art Militäruniform, sowie eine rote Sonnenbrille. Auf seinen Rücken hat er eine große, raketenähnliche Waffe gespannt. In Mario Kart Wii und Donkey Kong Country: Tropical Freeze trägt er wieder sein typisches Kopftuch, eine blaue kurze Hose, ein weißes Achselshirt und seine Sonnenbrille. In den Urwaldparty-Modi von Donkey Kong: King of Swing sieht er grundsätzlich genau so aus, allerdings kann hier seine Fell- und Outfitarbe gewechselt werden.

#### Familiärer und sozialer Umgang
Über Funky Kongs familiären Hintergrund ergeben sich aus den Donkey-Kong-Spielen keine nennenswerten Informationen. Er wird durchgängig als guter Freund von Donkey Kong dargestellt, der auch bei den anderen Mitgliedern der Familie Kong beliebt ist. Teilweise wird er auch als „Freund der Familie“ betitelt. Seine Hobbys werden als Surfen, Fliegen und innovative Waffen angegeben, sein Lieblingsfilm sei „Forrest Kong“ (Anspielung auf die US-amerikanische Literaturverfilmung Forrest Gump).

#### Trivia
Funky Kongs Erkennungsmerkmal ist seine Sonnenbrille, die er stets trägt. Das englische Adjektiv funky bedeutet so viel wie „flippig“, „abgefahren“ oder „ausgeflippt“. Laut dem Spieleberater von Donkey Kong Country war Funky Kong einst der „Surfer-King von Kalifornien“. In Super Smash Bros. for Nintendo 3DS und Super Smash Bros. for Wii U existieren erstmals Trophäen von ihm. In Super Smash Bros. Ultimate tritt er als Geist Nummer 141 (Leiter-Geist) auf und betreibt einen Einkaufsladen im Abenteuermodus, in dem er vorwiegend Transportgeister verkauft. Er ist auf der DK-Insel zu finden. Im Film Der Super Mario Bros. Film ist Funky Kong in der Sequenz, in der die Kong-Armee mit ihren Karts aufbricht, kurz in einem Kart sitzend zu sehen.

### Kiddy Kong
Kiddy Kong (jap. ディンキーコング, hep. Dinkī Kongu, gesprochen Kịddie, in Japan Dinky Kong genannt) ist ein Kong im Baby-Alter, teilweise wird er auch bereits als Kleinkind bezeichnet.

#### Auftritte
Kiddy Kong ist neben Dixie Kong der Protagonist in Donkey Kong Country 3: Dixie Kong’s Double Trouble!, wo er am Kampf gegen Baron K. Roolenstein und bei der Befreiung ihrer Freunde Donkey und Diddy Kong teilnimmt. Er ist zwar ein Baby-Kong, trotzdem er ein sehr kräftiger und für sein Alter großer Affe. Daraus resultiert, dass er weitaus stärker und größer ist als Dixie Kong. Auswirkungen hat dieser körperliche Unterschied der Akteure in DKC3 vor allem, wenn der Partner Huckepack genommen wird. Hierbei unterscheidet sich Kiddy Kongs Wurfverhalten auf Grund seines Gewichts nämlich stark von dem von Dixie Kong: Während zweitere beim Partnerwurf recht hoch fliegt, ist Kiddy Kongs Wurfhöhe relativ gering. Dafür kann er mit einem Aufprall auf dem Boden versteckte Löcher öffnen.
In Donkey Kong Land III nimmt er ebenfalls neben Dixie Kong die Rolle des Hauptcharakters ein. Die Protagonisten brechen dort auf, um die verbotene Welt zu besichtigen. Das Spielverhalten der Hauptfiguren unterscheidet sich dabei kaum von Donkey Kong Country 3.
Im geplanten Spiel Donkey Kong Racing sollte Kiddy als Fahrer auftauchen. Die Entwicklung des Spiels wurde von Rare vor Veröffentlichung aber eingestellt.

#### Erscheinungsbild
Kiddy Kong trägt einen blauen Strampler, manchmal wird er auch mit einem grünen Schnuller dargestellt, den er um den Hals trägt. Im 2-Spieler-Modus von DKC3 und bei Verwendung des Konsolencodes „COLOR“ hat sein Strampler eine grüne Farbe.

#### Familiärer und sozialer Umgang
Kiddy Kong ist der jüngere Bruder des in Donkey Kong 64 debütierenden Chunky Kong. Dixie Kong ist seine Cousine, womit auch deren Schwester Tiny Kong seine Cousine ist.
Der ebenfalls erstmals in Donkey Kong 64 auftauchende Lanky Kong wird dort von Rare als Chunky Kongs Onkel zweiten Grades bezeichnet. Daraus ergibt sich, dass dieser auch der Onkel von Kiddy Kong ist, dieser also sein Neffe.

#### Trivia
Für seinen Namen waren neben Dinky und Kiddy Kong auch Baby, Tiny, DJ und Bibby Kong im Gespräch. Kiddy Kong ist neben Dixie Kong als Geist Nummer 146 (Primär-Geist, Rang Legende) in Super Smash Bros. Ultimate vorhanden. Im Film Der Super Mario Bros. Film erscheint Kiddy Kong in der Sequenz, in der die Kong-Armee mit ihren Karts unterwegs ist, kurz in einem Kart sitzend.

### Lanky Kong
Lanky Kong (jap. ランキーコング, hep. Rankī Kongu, gesprochen ˈlaNGkē) ist ein erstmals in Donkey Kong 64 auftretender Orang-Utan.

#### Auftritte
Lanky Kong tritt primär in Donkey Kong 64 auf. Er wird dort aus einem im Lama-Tempel unterirdisch gelegenen Verlies im Level Azteken Arena von DK befreit, indem dieser einen Waffenschalter aktiviert. Von den individuellen Items (Bananen, Bananenmünzen und Blaupausen) sammelt Lanky Kong sodann die blaufarbenen ein. Mit Hilfe eines Supertranks von Cranky Kong kann Lanky Kong den „Orang-U-Stand“ erlernen, durch den er fortan die Fähigkeit hat, auf seinen Händen zu laufen und dadurch auch sonst unüberwindbare Steigungen überwinden zu können. Cranky Kong verkauft Lanky Kong neben dem Trank für den „Orang-U-Stand“ auch Supertränke, durch die Lanky durch einen Sprung in das Lanky-Fass extrem schnell auf seinen Händen laufen (sogenannter „Orang-U-Sprint“) und durch Betätigen der Lanky-Kong-Platte kurzzeitig aufbläht und dadurch schweben kann (sogenannter „Kong Ballong“). Sein Instrument ist die „Primaten-Posaune“. Von Funky Kong erhält er außerdem die „Trauben-Tröte“, eine Art Blasrohr, mit dem Lanky Kong Weintrauben verschießen kann.
Lanky Kong ist auch im von japanischen Videospielunternehmen Paon entwickelten Donkey-Kong-Ableger Donkey Kong Jet Race als Fahrer freispielbar und hat dort die Eigenschaften Beschleunigung: ☆☆, Höchstgeschwindigkeit: ☆☆☆☆☆, Handling: ☆.
Letztlich hat er einen kleinen Cameo-Auftritt im GBA-Remake von Donkey Kong Country 3 im Minispiel „Beschützer“ von Funky Kong.

#### Erscheinungsbild
Lanky Kong trägt eine blaue Latzhose und als Oberbekleidung ein ihm zu kleines weißes T-Shirt. Seite Nase wird stets rot leuchtend dargestellt, sein Mund ist zudem sehr langgezogen und groß. Damit entsteht unweigerlich eine Ähnlichkeit zu einem Clown.
Charakteristisch für Lanky Kong sind seine extrem langen und schlacksigen Arme. Deren Länge soll insbesondere aus einer Kindheitswette zwischen Lanky Kong und einem Freund herrühren: Sie hatten gewettet, wer sich länger an einem Ast festhalten kann, wobei Lanky Kong gewann.

#### Familiärer und sozialer Umgang
Lanky Kong ist der Onkel zweiten Grades von Chunky Kong und damit auch von dessen Bruder Kiddy Kong.
Er stammt ursprünglich von einer Utan-Insel, auf der einige Verwandte der Kong-Familie leben, zog aber aufgrund anderer Weltanschauungen schließlich auf die Donkey-Kong-Insel. Sein Beruf wird als Stand-Up-Comedian und sein Vorbild als „Kongo Waalkes“ (Anspielung auf den ostfriesisch-deutschen Komiker Otto Waalkes) angegeben. Sein Lieblingsfilm sei „Die Kong Kanone 64¼“ (Anspielung auf die US-amerikanische Filmkomödie Die nackte Kanone 33⅓).

#### Trivia
Von Lanky Kong gibt es Trophäen in den Spielen Super Smash Bros. Brawl und Super Smash Bros. for Wii U; in Super Smash Bros. Ultimate stellt er Geist Nummer 147 (Primär-Geist, Rang Profi) dar. Sein Name kommt vom englischen Adjektiv lanky, das übersetzt „schlaksig“ oder „schmächtig“ bedeutet.

### Swanky Kong
Swanky Kong (jap. スワンキーコング, hep. Suwankī Kongu, gesprochen ˈswaNGkē) ist ein eher selten auftretendes Mitglied der Familie Kong.

#### Auftritte
Swanky Kong debütierte 1995 in Donkey Kong Country 2: Diddy’s Kong Quest, wo er als Quizmaster agiert. Er stellt dort in „Swankys Goldgrube“ (im Original „Swanky’s Bonus Bonanza“) Fragen zu Levelinhalten. In jeder Spielwelt bietet er dabei drei mögliche Fragendurchgängen an. Der erste Durchgang kostet eine Bananenmünze, als Preis erhält man einen roten Luftballon also ein Extraleben. Für den zweiten Durchgang verlangt er zwei Bananenmünzen und bietet als Preis einen grünen Luftballon an also zwei Extraleben. Der dritte Durchgang kostet drei Bananenmünzen, als Belohnung stellt Swanky Kong sodann einen blauen Luftballon zur Verfügung also drei Extraleben. In jedem Durchgang muss der Spieler drei Fragen zum Spiel beantworten, wobei je drei Antwortmöglichkeiten vorgegeben sind und eine davon ausgewählt werden muss. Beantwortet man eine Frage falsch, ist der gesamte Durchgang beendet und muss gegen erneute Bezahlung von vorne begonnen werden.
In der GBA-Umsetzung von Donkey Kong Country 2 leitet Swanky Kong ebenfalls seine Goldgrube. Die Entwickler veränderten deren Aussehen und den Fragenablauf aber leicht. Man wählt zunächst ein Fass aus und betritt danach einen separaten Raum, in dem auf einem Bildschirm die Fragen auftauchen und sich am Boden drei Sterne mit den Aufschriften „A“, „B“ und „C“ befinden. Der Spieler muss die Kongs nun auf den Stern der richtigen Antwortmöglichkeit bewegen und darauf springen. In diesem Raum ist auch Candy Kong zu sehen, die in der SNES-Version von DKC2 nicht auftritt.
In Donkey Kong Country 3: Dixie Kong’s Double Trouble! leitet er „Swankys Glücksspielzelt“ (im Original „Swanky’s Sideshow“), in dem man in drei Minispiele gegen Cranky Kong (im Zwei-Spieler-Modus gegen Spieler Zwei) antreten kann. Diese bietet Swanky Kong nicht kostenfrei an, sondern verlangt ein Entgelt in Form von zwei Bananenmünzen. Es sind die Minispiele „Kopf an Kopf“ (im Original „Head to Head“), „25 Gewinnt“ (im Original „Race to 25“) und „60 Sekunden“ (im Original „Endurance“) spielbar. Bei Kopf an Kopf gewinnt derjenige, der zuerst drei Punkte in Folge sammeln konnte. Bei 25 Gewinnt obsiegt der Spieler, der vor dem anderen 25 Punkte erspielen konnte und bei 60 Sekunden werden die in 60 Sekunden erspielten Punkte gezählt, wobei die höhere Punktzahl gewinnt. Punkte erhält man, indem man immer wieder erscheinende Schilder abwirft. Jeder Treffer ergibt sodann einen Punkt. Obsiegt man gegen Cranky Kong erhält man als Preis Bananen, Bärenmünzen oder Extraleben. Es wird angegeben, dass sich Swanky Kongs Minispiele im ganzen Kong-Land allergößter Beliebtheit erfreuen.
Im Game-Boy-Advance-Remake von Donkey Kong Country 3 ist Swanky Kongs Glücksspielzelt nicht mehr vorhanden. Vielmehr befindet sich dort wo im SNES-Original die Glücksspielzelte standen nun „Swankys Rennen“ (im Original „Swanky’s Dash“). In diesem kann der Spieler gegen Bezahlung an einem Minispiel teilnehmen, in dem er mit Dixie Kong Sterne einsammeln und Hindernissen ausweichen muss. Für das Einsammeln der Sterne erhält man Preise wie Bananen, Bärenmünzen oder Luftballons, wobei sich die Höhe der Preise entsprechend der gesammelten Sternenanzahl erhöht.

#### Erscheinungsbild
In DKC2 trägt Swanky Kong ein blaues Sakko und ist mit auffälligen Ringen bekleidet. Ferner hat er zwei Goldzähne. In DKC3 ist er mit einer gelb-goldenen Anzug-Weste über einem weißen Hemd bekleidet, trägt eine schwarze Anzughose und im Gegensatz zu DKC2 auch (Anzug-)Schuhe und als Kopfbedeckung eine Melone. Ferner hat er eine Art Gehstock bei sich. Im DKC3-GBA-Remake ist Swanky Kong wiederum wie in Donkey Kong Country 2: Diddy’s Kong Quest bekleidet.

#### Familiärer und sozialer Umgang
Über Swanky Kongs familiären oder sozialen Umgang ergeben sich weder aus den Donkey-Kong-Spielen noch aus den dazugehörigen Quellen Hinweise.

#### Trivia
Auch Swanky Kongs Name rührt wie der der aller Kongs (mit Ausnahme von Dixie Kong) von einem englischen Adjektiv her. Swanky bedeutet übersetzt so viel wie „protzig“ oder „elegant“. Er ist neben Candy Kong das einzige Mitglied der Familie Kong, das in einem Donkey-Kong-Spiel noch nie aktiv spielbar war.
Im Mario-Ableger Mario Superstar Baseball ist sein Zelt in Donkey Kongs Spielfeld zu sehen. Ferner tritt er selbst auf einer Leinwand abgedruckt in Erscheinung. In Super Smash Bros. Ultimate ist Swanky Kong als Geist Nummer 143 (Sub-Geist, Rang Junior) freischaltbar. Im Film Der Super Mario Bros. Film ist Swanky Kong in einer Sequenz für ein paar Sekunden erkennbar.

### Tiny Kong
Tiny Kong (jap. タイニーコング, hep. Tainī Kongu, gesprochen ˈtīnē) ist ein weiblicher Kong.

#### Auftritte
Tiny Kong trat zum ersten Mal in Donkey Kong 64 für den Nintendo 64 auf. Die ist dort als dritter Kong spielbar, nachdem sie von Diddy Kong im Level Azteken Arena befreit wird, indem dieser das Wort K-O-N-G mithilfe des „Schimschu Remplers“ durch Knöpfe an der Wand buchstabiert. Von den individuellen Items (Bananen, Bananenmünzen und Blaupausen) sammelt Tiny Kong fortan die lilafarbenen. Durch Hilfe eines Supertrankes von Cranky Kong hat Tiny Kong die Fähigkeit ihre Zöpfe als Propeller zu benutzen um so eine kurze Zeit über dem Boden zu schweben (diese Fähigkeit nennt sich „Wirbelwind“). Außerdem erhält Tiny Kong von Cranky Supertränke, die ihr erlauben, sich durch Sprung in ein Tiny-Fass schrumpfen zu lassen („Kleini-Tiny“) und sich durch die Tiny-Platte an andere Orte zu teleportieren („Primatoport“). Ihre Waffe ist die sogenannte „Feder-Flitze“, eine Art Armbrust, welche mit Federn schießen kann. Als Instrument erhält sie von Candy Kong ferner das „Sabotage-Saxophon“.
Außerdem tritt sie in Donkey Kong Jet Race für die Wii auf, wo sie die Eigenschaften Beschleunigung: ☆☆☆☆☆, Höchstgeschwindigkeit: ☆☆☆☆, Handling: ☆☆ hat. Ebenfalls als Fahrerin vorhanden ist sie in Diddy Kong Racing DS für den Nintendo DS, wo sie den Bären Banjo ersetzt. Sie hat dort einen Geschwindigkeitswert von 2/5, eine Beschleunigung von 3/5 und ein Handling von 3/5.
2008 hat sie ihr Debüt in einem Mario-Ableger in Mario Super Sluggers. Ferner war sie im Trailer zu dem letztlich nie veröffentlichten Donkey Kong Racing als Fahrerin zu sehen. Des Weiteren tritt Tiny Kong nebensächlich in den Game-Boy-Advance-Remakes von Donkey Kong Country 2 und 3 auf, wo sie bei Funky Kongs Minispielen zu sehen ist.

#### Erscheinungsbild
In Donkey Kong 64 wird Tiny Kong von den Entwicklern sehr klein und kindlich dargestellt. Sie trägt eine blaue Latzhose mit einem lachenden Gänseblümchen darauf, darunter ein weißes T-Shirt, als Kopfbedeckung eine bunte Mütze und als Fußbekleidung geschlossene Turnschuhe. Charakteristisch für sie sind ferner ihre zwei langen blonden Zöpfe. Dieses Aussehen hat sie auch im Trailer von Donkey Kong Racing.
In Donkey Kong Jet Race, Diddy Kong Racing DS, Super Mario Sluggers und den Throphäen der Super-Smash-Bros.-Spiele hat sich Tiny Kongs Aussehen stark verändert. Die Entwickler zeigen sie nun als Jugendliche, indem sie sie wesentlich größer und erwachsener als in Donkey Kong 64 darstellen. Anstatt der Latzhose ist sie nun mit einer hellblauen Jogging-Hose bekleidet, hat ihre Fuß- und Fingernägel lackiert und trägt Flip-Flops. Als Oberteil trägt sie ein sehr kurzes Top, das eher lediglich an einen Sport-BH erinnert, ansonsten ist sie bauchfrei. Ihre Zöpfe und ihre Mütze wurden beibehalten. Laut einer Stellungnahme von Rare stammte die Idee einer neuen Darstellung Tiny Kongs nicht von den Rare-Entwicklern, sondern ging auf eine Anweisung Nintendos zurück.

#### Familiärer und sozialer Umgang
Tiny Kong ist die jüngere Schwester von Dixie Kong. Dieser Verwanschaftsgrad wird in den offiziellen deutschsprachigen Quellen kaum erwähnt; in anderssprachigen Quellen wird wiederum direkt darauf eingegangen. So ist beispielsweise in der US-amerikanischen Version der Spieleanleitung von Donkey Kong zu 64 bei der Charakterbeschreibung zu Tiny Kong (vermeintlich geschrieben von Cranky Kong) zu lesen:

„I thought this was Dixie Kong until she told me that she is Dixie’s younger Sister […] You’ll probably recognize Dixie’s trademark hair spin technique, but Tiny can also shrink in size – although I reckon that one’s nothing more than a marketing gimmick and won’t even be in the game!“

Frei übersetzt als:

„Ich dachte das wäre Dixie Kong, bis sie mir erzählte sie sei Dixies jüngere Schwester […] Du wirst wahrscheinlich Dixies Markenzeichen, ihre Haardrehtechnik, erkennen. Aber Tiny kann sich auch in ihrer Größe schrumpfen – wobei ich denke, das ist nicht mehr als ein Marketingtrick und wird nicht mal in diesem Spiel sein!“

Fest steht, dass Dixie Kong die Cousine von Kiddy Kong ist und damit auch von dessen Bruder Chunky Kong. Daraus ergibt sich, dass Tiny Kong ebenfalls die Cousine von Chunky und Kiddy Kong ist.
Im Spieleberater von Donkey Kong 64 wird ihr Beruf als Finanzbeamtin angegeben, ihr Vorbild sei „Kongia Schiffer“ (Anspielung auf das deutsche Model und Schauspielerin Claudia Schiffer). Tiny Kong hätte den Wunsch gehabt selbst Model zu werden, gab diesen Traum wegen ihrer fehlenden Größe und aufgrund der Tatsache, dass sie dafür die Kong-Insel hätte verlassen müssen, jedoch auf und widmete sich beruflich dem Finanzwesen der Insel. Ihr Lieblingsfilm sei „Bananic“ (Anspielung auf das US-amerikanische Spielfilmdrama Titanic).

#### Trivia
Ihr Name basiert auf dem englischen Adjektiv tiny, was übersetzt „winzig“ bedeutet. Die Synchronisation ihrer Laute in Donkey Kong 64 (die Kongs sprechen in DK 64 nicht, ihre Gespräche werden vielmehr über Sprechblasen angezeigt) übernahm die britische Videospielmusik-Komponistin Eveline Fischer. Tiny Kong gibt es als Trophäe in den Spielen Super Smash Bros. Brawl und Super Smash Bros. for Wii U und als Geist Nummer 148 (Sub-Geist, Rang Ass) in Super Smash Bros. Ultimate.

### Wrinkly Kong
Wrinkly Kong (jap. リンクリーコング, hep. Rinkurī Kongu, gesprochen ˈriNGk(ə)lē) ist zusammen mit Cranky Kong das älteste Mitglied der Kong-Familie.

#### Auftritte
Wrinkly Kong erschien erstmals im Spiel Donkey Kong Country 2 für das Super Nintendo Entertainment System. Sie ist dort Lehrerin an und Leiterin der „Kong Schule“ (im Original „Kong Kollege“), die als Privatschule betrieben wird. Sie berät den Spieler zu allgemeinen Spielinhalten und speichert das Spiel (regelmäßig gegen eine Gebühr von zwei Bananenmünzen) ab. In Donkey Kong Land 2 verhält es sich identisch. Auch im GBA-Remake von DKC2 leitet sie die Kong-Schule. Neu ist hier allerdings, dass man bei ihr nun in diversen Leveln auffindbare Fotos abgeben kann, welche dann in Dixie Kongs Album erscheinen und für die man immer für eine bestimmte Anzahl DK-Münzen erhält.
In Donkey Kong Country 3 und Donkey Kong Land III gehört ihr „Wrinklys Speicherhöhle“ (im Original „Wrinkly’s Save Cave“), in der man den Spielstand abspeichern kann. In DKC3 gab sie darin ferner den geretteten Bananenvögeln in ihrer Höhle vorübergehend ein neues Zuhause. Im Game-Boy-Advance-Remake von Donkey Kong Country 3 ist Wrinkly Kongs Speicherhöhle nicht mehr vonnöten, da das Spiel jederzeit im Pausemenü abgespeichert werden kann. An den Stellen, in denen sich im Super-Nintendo-Original die Speicherhöhle befand, befindet sich in der Advance-Umsetzung nun „Crankys Dojo“. Allerdings ist Wrinkly Kong auch im GBA-Remake anzutreffen. In der Nähe von Funkys Bootsverleih befindet sich „Wrinklys Wohnung“, in der Wrinkly Kong jederzeit Rat erteilt, das Spiel speichert und den bis dahin geretteten Bananenvögeln vorübergehend Zuflucht gibt.
In der Zeit zwischen Donkey Kong Country 3 (1996) und Donkey Kong 64 (1999) ließen die Entwickler Wrinkly Kong als einzigen Charakter der Donkey-Kong-Spiele versterben. Allerdings wurde sie daraufhin nicht aus den Spielen entfernt, sondern tritt fortan vielmehr als Geist beziehungsweise Gespenst auf. Dies erfolgte erstmals in DK64, wo vor jedem Level fünf Wrinkly-Kong-Türen in den Farben gelb, rot, blau, lila und grün vorhanden sind. Tritt man an diese heran, erscheint Wrinkly Kongs Geist und gibt Hinweise und Tipps zu Levelinhalten.
Im GBA-Spiel Donkey Kong: King of Swing ist Wrinkly Kong in den Urwaldparty-Modi freispielbar, indem man im Abenteuermodus alle 20 Kristalkokosnüsse findet. Sie hat dabei die Fähigkeiten Sprung 5/5 und Angriff 2/5.
Auch in Donkey Kong Jet Race ist sie ein freispielbarer Charakter, sie hat dort die Eigenschaften Beschleunigung: ☆☆☆, Höchstgeschwindigkeit: ☆☆☆, Handling: ☆☆☆☆☆.

#### Erscheinungsbild
Wrinkly Kongs Erscheinungsbild unterscheidet sich stark in einzelnen Donkey-Kong-Spielen. In DKC2 ist Wrinkly mit einer Art grünen Umhang bekleidet, in DKC3 trägt sie einen lila-weißen Trainingsanzug. Im Game-Boy-Advance-Remake von Donkey Kong Country 3 ist Wrinkly Kong mit einem weißen länglichen Kleid bekleidet. Ab DK64 tritt sie als Geist auf. Sie wird dabei weißlich-durchsichtig, ohne Beine und in der Luft schwebend dargestellt. Allen Darstellung gemein ist Wrinkly Kongs Brille, die sie auch als Geist noch trägt.

#### Familiärer und sozialer Umgang
Wrinkly Kongs Ehemann ist Cranky Kong. Fest steht, dass dieser der Vater von Donkey Kong Jr. ist. Da niemals auch nur ansatzweise erwähnt wird, Cranky Kong hätte neben der zu Wrinkly Kong auch Beziehungen zu anderen weiblichen Kongs geführt, liegt sehr nahe, dass es sich bei Wrinkly Kong um Donkey Kong Jr. Mutter handelt.
Unterschiedlich dargestellt wird nun, ob es sich bei Donkey Kong Jr. um den heutigen Donkey Kong in jungen Jahren handelt oder einen anderen Kong. In der gesamten Donkey-Kong-Country-Reihe wird Cranky Kong als der Großvater von Donkey Kong beschrieben, folglich wäre Wrinkly Kong die Großmutter des heutigen Donkey Kongs. In Donkey Kong 64 spricht Cranky Kong Donkey Kong wiederum als seinen Sohn an, womit Wrinkly Kong die Mutter des heutigen Donkey Kongs wäre. Auf der offiziellen Webseite der GBA-Umsetzung von Donkey Kong Country gibt Nintendo der Einordnung recht, dass Donkey Kong Junior der jugendliche heutige Donkey Kong ist. Nach dieser Ansicht ist Wrinkly Kong folglich als Mutter von Donkey Kong Jr. die Mutter des heutigen Donkey-Kong-Charakters. In anderen offiziellen Quellen wird sie wiederum als „Oma Wrinkly“ betitelt.
Als Wrinkly Kongs Hobby wird spuken und als ihr Vorbild „das Gespenst von Kongaville“ (Anspielung auf Oscar Wildes Erzählung Das Gespenst von Canterville) angegeben. Ihr Lieblingsfilms sei „Kongbusters“ (Anspielung auf die US-amerikanische Science-Fiction-Fantasy-Komödie Ghostbusters – Die Geisterjäger).

#### Trivia
Wrinkly bedeutet übersetzt so viel wie „runzelig“ oder „faltig“. Von Wrinkly Kong gibt es eine Trophäe in Super Smash Bros. Brawl und Super Smash Bros. for Wii U. Ferner gibt es sie als Geist Nummer 144 (Sub-Geist, Rang Profi) in Super Smash Bros. Ultimate.
Sie besitzt in ihrer Speicherhöhle aus DKC3 einen Nintendo 64, auf dem sie des Öfteren Nintendo-Videospiele spielt. Dabei ist eine abgeänderte Version des Tracks „Treppenhaus Terzett“ aus dem von Nintendo-Komponist Kōji Kondō komponierten Super-Mario-64-Soundtrack It’s a me, Mario! zu hören. Auf dem von David Wise und Eveline Fischer produzierten Donkey-Kong-Country-3-Soundtrack ist diese abgeänderte Version unter dem Titel „Wrinkly 64“ vorhanden.

## Gegner
Als Gegner werden in diesem Artikel sämtliche Figuren verstanden, die der Kong-Familie in irgendeiner Art und Weise negativ beziehungsweise feindselig gegenüberstehen und diese deswegen angreifen oder bekämpfen wollen. Es wird unterschieden zwischen Endgegnern, also Gegnern die nur am Ende eines Spielabschnitts auftreten, und normalen Gegnertruppen, die in den einzelnen Leveln und Spielwelten vorhanden sind. Letztere sind hier in die Hauptgegnertruppen, die den Großteil der jeweiligen Gegner in den Spielen ausmachen, und sonstige Gegnertruppen aufgeteilt, die zwar in den Spielen vorkommen, aber anderen Spezies angehören als die Hauptgegnertruppen. Die Oberbefehlshaber sämtlicher Gegner werden unter dem Abschnitt „finale Endgegner“ dargestellt. Den allermeisten Gegnern in den Donkey-Kong-Spielen gemein ist, dass es sich bei ihnen um anthropomorphe Tiere handelt oder um Figuren, die anderweitig auf Tieren basieren. Vereinzelt sind auch anthropomorphe Gegenstände als Gegner vorhanden.

### Endgegner
Als Endgegner (auch Bossgegner genannt) bezeichnet man besonders starke Gegner, die am Ende einer Spielwelt besiegt werden müssen, wobei sich der Schwierigkeitsgrad dieser Kämpfe regelmäßig am Spielfortschritt orientiert. Oft stellen diese Endgegner normale im Spiel auftretende Gegner dar, jedoch in gigantischer Form. Generell unterscheiden kann man die Endgegner der normalen Spielwelten, hier Abschnitts-Endgegner genannt, und die letzten Endgegner des gesamten Spiels, hier finale Endgegner genannt. Als letztgenannte treten immer die Anführer der jeweiligen Gegnergruppen des Spiels auf. Die Abschnitts-Endgegner werden hier nicht alphabetisch gelistet, sondern nach ihrem Auftreten in den jeweiligen Spielen. Treten sie in einem Spiel mehrmals auf, werden sie zwar nur einmal aufgezählt, Entsprechendes aber erwähnt.

#### Abschnitts-Endgegner

##### Donkey Kong Country
Es werden alle Endgegner aus dem Spiel Donkey Kong Country aufgezählt:
- Very Gnawty (im Spieleberater als Gnawty, der Nager aufgeführt[163]) ist der Endgegner der ersten Spielwelt Tiefster Kongo und stellt einen riesigen Biber mit grünem Fell dar. Er tritt im Level „Very Gnawtys Grotten“ auf und rennt beim Kampf immer von rechts nach links. Berührt er dabei einen Kong nimmt der Spieler Schaden, aktive Angriffe führt Very Gnawty aber nicht aus. Der Spieler muss ihm bei diesem Hin-und-her-rennen auf den Kopf springen. Bei den ersten vier Treffern grinst Very Gnawty nur spöttisch, beim fünften Treffer bricht er allerdings verletzt zusammen und man erhält eine (symbolische, da ohne Wert für das Spielgeschehen) Riesenbanane. Der Name „Gnawty“ spielt dabei auf das englische Adjektiv naughty an, was „frech“ oder „unartig“ bedeutet. Very wird mit „sehr“ übersetzt.

- Master Necky (im Spieleberater als Necky, der Geier aufgeführt[164]) ist ein extrem großer pinker Geier und Endgegner der Spielwelt Affenminen, der im Level „Neckys Knacker“ auftritt. Er ist nie vollständig zu sehen, vielmehr streckt er nur seinen Kopf in den Seiten abwechselt in den Bildschirm. Dabei bespuckt er die Kongs mit Nüssen. In der Mitte des Kampffeldes befindet sich ein Sprungreifen, den der Spieler benutzen muss, Master Necky fünf Mal am Kopf zu treffen. Sodann erhält man wieder die symbolische Riesenbanane.

- Queen B. (im Spieleberater einfach wie die generelle Gegnerspezies nur als Stinger betitelt[165]) tritt im Level „Bumble B Rumble“ der Spielwelt Traubental als Endgegner auf und ist eine Riesen-Zinger (Bienen oder Wespen in Donkey Kong). Sie fliegt immer in einem bestimmten Muster hin und her und muss dabei mit einem bereitgestellten Holzfass getroffen werden. Nach jedem Treffer ändert sie sodann ihre Farbe für eine kurze Zeit auf Rot und fliegt dabei wild auf und ab. Während dieser Zeitspanne ist sie unverwundbar, wenn sie dann den regulären Flug fortsetzt, erhöht sie ihre Geschwindigkeit. Dies wiederholt sich fünfmal, bevor Queen B. besiegt ist und man die typische Riesenbanane erhält. Nicht zu verwechseln ist Queen B. mit King Zing, einem Endgegner aus Donkey Kong Country 2: Diddy’s Kong Quest (Tiefes Kremland), der zwar äußerlich mit ihr identisch ist, aber einen anderen Zinger darstellt. Das B. ist englisch auszusprechen als Bee (bē), was übersetzt Biene bedeutet. Queen wird mit „Königin“ übersetzt.

- Really Gnawty ist wie Very Gnawty ein Riesenbieber mit braunem Fell und Endgegner der Spieltwelt Gorilla Gletscher, der im Level „Really Gnawtys Raserei“ besiegt werden muss. Ähnlich wie im letzten Level der ersten Spielwelt rennt der Endgegner hin und her und muss fünf Mal am Kopf getroffen werden. Allerdings wird der Kampf dadurch erschwert, dass er hier zwischenzeitlich hohe Sprünge ausführt, denen nur schwer auszuweichen ist. Die Anzahl dieser Sprünge erhöht sich entsprechend der Anzahl der Treffer (ein Treffer, eine Nuss, und so fort). Auch hier spielt das „Gnawty“ auf das englische Adjektiv naughty an, das Wort „really“ bedeutet „wirklich“. Nicht genau belegbar ist, ob Really Gnawty (Gorilla Gletscher) mit Very Gnawty (Tiefster Kongo) identisch ist. Der Spieleberater von Donkey Kong Country stellt diese als denselben Charakter dar und nennt als Namen auch nur Gnawty.[166] Dagegen spricht aber deutlich, dass sich das Aussehen der Endgegner unterscheidet. Während der erste Endgegner ein grünes Fell hat, hat der vierte ein braunes. Auch die Levelnamen (Very Gnawtys Grotten und Really Gnawtys Raserei) indizieren eher unterschiedliche Figuren.

- Dumpf-Backes Fass, Endgegner der Spieltwelt Krimskrams GmbH (Gesellschaft mit beschränkter Haftung), ist eine Hinterlassenschaft des Forschers Herr Dumpf-Backe, der die Umwelt mit Chemiegiften verschmutzte.[167] Es stellt ein großes Giftfass dar, aus dem diverse Gegner paarweise herausgeschleudert werden, die den Spieler angreifen. Später stampft das Fass selbst zu Boden. Man muss hier die einzelnen kleinen Gegner treffen, das Fass selbst ist nicht angreifbar.

- Master Necky Snr. ist der Endgegner der sechsten Spielwelt von Donkey Kong Country, Affenklein Höhlen. Master Necky Snr. hat eine etwas dunklere Farbe (lila) als Master Necky und wird allgemein als anderer Charakter angesehen,[168] wobei der Spieleberater ihn als mit dem ersten Master Necky als identisch ansieht.[169] Für eine Identität spricht auch der Levelname des Endgegnerlevels in den Affenklein Höhlen, „Neckys Rache“. Der jetzige Kampf ist an sich mit dem ersten identisch, allerdings erhöht sich die Höhe der ausgespuckten Nüssen entsprechend der Anzahl der Treffer (ein Treffer, eine Nuss, und so fort).

##### Donkey Kong Country 2
Es werden alle Endgegner aus dem Spiel Donkey Kong Country 2 aufgezählt:
- Krow ist ein mit einem Piratenhut bekleideter Geier, gegen den man zunächst im Level „Krows Nest“ der Spielwelt Gallionsplanken antritt. Er flattert neben seinem Nest, welches sich ganz oben auf dem Mast von King K. Rools Piratenschiff befindet.[170] Er schleudert dabei immer wieder Eier aus seinem Nest heraus. Die meisten dieser Eier prallen vom Boden ab und können durch einen Sprung auf sie gestoppt werden. Der Spieler muss die Eier sodann aufheben und auf Krow zurückschleuern. Dies wiederholt sich vier Mal, bis Krow besiegt ist und man eine Kremmünze erhält. In der Spielwelt Düsterschlucht kehrt Krow im Level „Krows Rache“ als Geist zurück. Dabei findet der Kampf über mehrere Ebenen verteilt statt. Man beginnt auf der untersten Ebene und wird von mehreren kleinen Geiern in Intervallen attackiert. Trifft man den letzten Geier eines Intervalls, so erscheint ein Holzfass, welches man auf Krow schleudern muss. Sodann fliegt Krow zur nächsten Ebene voran und der Spieler muss zu dieser hinaufklettern, während er von Eiern aus verschiedenen Richtungen beschossen wird. Dort wiederholt sich der Vorgang, bis man zur Spitze des Levels vordringt und Krow ein letztes Mal treffen muss.

- Kleever ist ein Degen. Er tritt als Endgegner der Spielwelt Krokodilkessel auf, wo der Kampf mit ihm neben und über einem Lavasee stattfindet. Zunächst schleudert Kleever Feuerbälle auf die Akteure, die nicht aktiv abgewehrt werden können, sondern denen nur ausgewichen werden kann. Sodann erscheint eine Kanonenkugel, die man auf ihn werfen muss. Nachdem er eine Angriffsattacke ausgeführt hat, erscheinen über dem Lavasee Haken, mit deren Hilfe man diesen überqueren muss. Am anderen Ufer wiederholt sich der Vorgang, insgesamt muss der Spieler Kleever sechs Mal treffen.

- Kudgel ist ein sehr starker Kremling, der bis auf die Farben genau so aussieht wie der Bewacher der verlorenen Welt Klubba. Er ist der Endgegner der Spielwelt Krem Kai und tritt im Level „Kudgels Herausforderung“ in Erscheinung. Er lässt sich dabei von oben auf den Boden fallen, sodass der Boden erschüttert wird. Berührt ein Kong während dieser Erschütterung den Boden, wird er bewegungsunfähig, somit schutzlos und damit unausweichlich beim späteren Angriff getroffen. Übersteht man mehrere dieser Angriffe, erscheint ein TNT-Fass, welches man sodann auf Kudgel schleudern muss. Insgesamt sind sechs Treffer nötig.

- King Zing ist ein Riesen-Zinger (Bienen oder Wespen in Donkey Kong) und Endgegner der Spielwelt Tiefes Kremland. Man tritt gegen ihn in Form des Tierhelfers Squawks im Level „Stacheldrama“ an. King Zing fliegt in einem Bienen- beziehungsweise Wespennest systematisch auf und ab. Dabei muss der Spieler seiner Flugbahn ausweichen und seinen Stachel mit einer von Squawks geschleuderten Nuss treffen. Nach einem Treffer wird King Zing kurzzeitig unverwundbar und schießt mit Stacheln um sich. Dies wiederholt sich sechs Mal. Danach verwandelt er sich in eine kleine Zinger und wird von vier weiteren Zingern umkreist. Der Spieler muss zunächst diese ausschalten, wobei sich diese nach kurzer Zeit regenerieren, sodann King Zing selbst noch drei Mal treffen. King Zing ist äußerlich identisch mit Queen B., einem Endgegner aus Donkey Kong Country (Traubental), jedoch ein anderer Zinger.

##### Donkey Kong Country 3
Es werden alle Endgegner aus dem Spiel Donkey Kong Country 3 aufgezählt:
- Belcha, ein riesiges lebendiges Holzfass[171][172], ist der Endgegner der ersten Spielwelt Orangatanga-See. Man tritt gegen ihn im Level „Belchas Scheune“ an, in der er herumspukt.[171] Springt man in dieser Scheune durch eine Falltür, so befindet man sich auf einer Ebene, auf der sowohl rechts als auch links ein Abgrund vorhanden ist. Belche springt in gleich bleibenden Abständen und Intervallen von rechts nach links. Eine Berührung fügt den Kongs keinen Schaden zu, vielmehr wird man dadurch besiegt, dass man in den linken Abgrund gedrängt wird. Der Spieler selbst muss wiederum Belcha in den rechten Abgrund drängen. Dies passiert auf folgende Weise: Belche schleudert immer wieder Fässer aus seinem Mund, aus denen durch einen Sprung Käfer zum Vorschein kommen. Diese Käfer müssen im richtigen Moment in seinen offenen Mund geschleudert werden, welcher jedoch immer wieder von seinen Zähnen blockiert wird. Trifft man den Mund, eruktiert Belcha stark und wird ein Stück zurückgedrängt. Dies wiederholt sich, bis er schließlich in den Abgrund fällt.

- Arich ist eine rot-braune Riesenspinne und Endgegner sowie Herrscher[173] der Spielwelt Kremwood Forest. Der Kampf mit ihm findet im Level „Arichs Hinterhalt“ in Baumwipfeln statt. Arich springt immer wieder auf und ab und versucht dabei, die Kongs mit seinen Krallen und seinen Stoßzähnen zu attackieren. Er selbst kann attackiert werden, in dem ein auf einem im rechten oberen Spielfeldrand hängenden Ast erscheinendes Fass bei seinem Fall von oben nach unten in sein Kiefer gerammt wird. Nach dem zweiten Treffer geht Arich sodann zusätzlich zu den Sprungattacken dazu über, die Affen mit einem grünlichen Spinnenklebstoff[173] zu beschießen. Dieser kann nicht abgewehrt werden, sondern ihm nur ausgewichen. Nach vier Treffern mit dem Fass ist Arich besiegt und die Kongs erhalten einen Flicken, den Funky Kong zum Bau des Hovercraftes benötigt.

- Squirt (das englische Verb to squirt [gesprochen skwərt] bedeutet auf Deutsch „spritzen“, das dazugehörige Substantiv „Spritzer“) ist ein nicht real existierendes Wasserwesen, welches man mit Hilfe der Elefantendame Ellie in der Spielwelt Baboon Bucht im Level „Squirts Showdown“ schlagen muss. Es sitzt hinter einem Wasserfall, der sich vor auf einer Felsformation befindet, auf der wiederum der Spieler steht. Immer wieder kommt es hinter dem Wasserfalls hervor und versucht Ellie durch Wasserstrahlen in den Abgrund zu drängen. Diese Wasserstrahlen kann man nicht abwehren, sondern ihnen nur ausweichen. Wenn sich Squirt vor dem Wasserfall befindet, hat der Spieler die Möglichkeit, seine Augen mit Wasser zu beschießen. Beide Augen müssen pro Durchgang zwei Mal getroffen werden, der Durchgang selbst wiederholt sich drei Mal. Im Ergebnis sind also sechs Treffer notwendig, um Squirt zu besiegen. Für diesen Sieg über Squirt erhalten die Kongs sodann einen Ski.

- KAOS ist ein Roboter, den Baron K. Roolenstein befehligt. Er tritt in DKC3 zwei Mal in Erscheinung: Das erste Zusammentreffen findet in der Spielwelt Mekanos im Level „KAOS' Karamba“ statt, das zweite in KOAS im Level „Schloss KAOS“. KOAS besteht im Wesentlichen nur aus einem grünen Rumpf und seinem Kopf, der sich zumeist unter einem Helm befindet. Durch eine Düse unten an seinem Rumpf ist er in der Lage, in der Luft zu schweben. Er beschießt die Kongs im Kampf immer wieder mit Laserstrahlen. Zwischenzeitlich pausiert er dies und fährt Klingen aus der Seite seines Rumpfes. Diese kann der Spieler als Standbretter nutzen und so auf KOAS' Helm beziehungsweise später Kopf springen. Erschwert wird dies durch herausschießende Halterungen, an denen sich Boxhandschuhe befinden. Der Helm muss dabei drei Mal getroffen werden, danach fliegt er ab. Sodann ist noch weiterer Sprung auf KOAS' Kopf notwendig. Als Belohnung erhält der Spieler einen weiteren Ski (Mekanos). Seiner eigenen Aussage im Endkampf (angezeigt durch Bilmschirmtext) nach zu urteilen, hat Baron K. Rollenstein KOAS aus den Töpfen und Pfannen seiner Ehefrau zusammengebaut. Im Abspann des Spiels erfährt man, dass sich im Inneren von KOAS' Rumpf die entführten Donkey und Diddy Kong befindet, deren Lebensenergie KOAS als Antrieb verwendet.

- Bleak, der Endgegner der Spielwelt K3, ist eine Art Schneemann, dessen Schnee aber (jedenfalls bei den Artworks) eher an einen weißen Anzug erinnert. Dazu trägt er einen schwarzen Zylinder und einen lilafarbenen Schal. Der Kampf mit ihm findet im Level „Bleaks Hütte“ in einer Schneelandschaft statt, die in einen vorderen und einen hinteren Abschnitt unterteilt ist. Bleak wechselt zwischen den Abschnitten und bewirft die Kong mit Schneebällen und beschießt sie mit großen Schneekugeln, die er in diversen Salven aus einer Öffnung seines Huts abfeuert. Die Kongs haben ebenfalls die Möglichkeit, Schneebälle zu werfen und Bleak so zu verwunden. Letzteres gelingt aber nur, wenn eine kleine, leuchtende Stelle in der Nähe seines Kopfes getroffen wird. Um einen Sieg zu erringen, sind sechs Treffer notwendig.

- Barbos stellt eine Riesenmuschel dar. Er muss in der Spielwelt Gipfelgrat im Level „Barbos Barriere“ mit dem Schwertfisch Enguarde besiegt werden. Der Kampf mit Barbos findet in einem Unterwasserraum statt, der sich auf drei Ebenen erstreckt. In der ersten Ebene müssen kleine Muscheln so getroffen werden, dass sie auf Barbos geschleudert werden und dabei zwei kleine Muscheln, die ihn verteidigen, ausgeschaltet werden. Danach muss ihm im richtigen Moment in die Augen gestochen werden. In Ebene Zwei beschießt Barbos den Spieler mit raketenähnlichen Muscheln, die den Spieler zunächst verfolgen und dann abgeschossen werden. Dabei muss sich der Spieler so positionieren, dass diese Muscheln zum Zeitpunkt des endgültigen Abschusses auf Barbos zeigen, um wieder die Verteidigermuscheln zu zerstören. Darauf muss im erneut in die Augen gestochen werden. In Ebene Drei muss zuerst seinen Stacheln ausgewichen werden und ihm danach wieder zum richtigen Zeitpunkt in die Augen gestochen werden. Der Vorgang in dieser Ebene wiederholt sich mehrfach.

##### Donkey Kong Country Returns
Es werden alle Endgegner aus dem Spiel Donkey Kong Country Returns aufgezählt:
- Grässli (im Original Mugly) ist der Endgegner der ersten Spielwelt Dschungel, gegen den man im Level „1-B: Grässlis Erdloch“ mit Donkey und (optional) Diddy Kong antritt. Grässli ist eine nicht näher definierte Figur, die groß, rundlich und mit einer gelben Haut dargestellt wird. Er geht auf allen Vieren und verfügt über ein überdurchschnittlich großes Gesicht mit sehr großem Mund, welches nahezu die Hälfte seines Körpers ausmacht. Auf seiner Stirn befinden sich zwei Hörner, die dauerthaft zu sehen sind. Auch auf seinem Rücken sind Hörner beziehungsweise Stacheln angebracht, die er jedoch aus- und einfahren kann. Grässli stellt an sich ein friedvolles Wesen dar[174], als er jedoch von dem Kalimba-Tiki hypnotisiert wird, geht er (mit einem deliktischen Defizit) zum Angriff auf die Kongs über. Dieser geht so von Statten, dass Grässli zunächst hin und her rennt beziehungsweise springt und dabei die Stacheln auf seinem Rücken immer wieder aus- und einfährt. Sind diese eingefahren, ist Grässli durch einen Sprung auf seinen Rücken verwundbar. Nach drei Treffern wechselt er – auf Grund seiner Verärgerung[174] – seine Farbe in orange und wiederholt seine Angriffe an sich identisch, fügt aber eine Schockwelle als Angriffsmittel hinzu. Nach drei Weiteren Treffern ändert er seine Farbe schließlich in ein dunkles rot. Der Kampfablauf wiederholt sich sodann an sich wieder identisch, jedoch bewegt sich Grässli nun erheblich schneller. Nach drei letzten Treffern – insgesamt mithin neun – ist Grässli besiegt und der Kalimba-Tiki kommt zum Vorschein. Dieser kann im Nachgang durch ein Bewegen der Wii-Fernbedienung und des Nunchuks ebenfalls mit Schlägen attackiert werden, wobei diesem Angriff keine spielbeeinflussende Wirkung mehr zukommt.

- Die fiese Landkrabben Crew: Bei der sogenannten Landkrabben Crew handelt es sich um eine Gruppierung von drei Landkrabben in den Farben gelb, rot und blau. Diese treten als Piraten auf[175] (wobei nur die rote Krabbe pirtentypisch mit Piratenhut, Augenklappe und Bart versehen wurde) und müssen im Level „2-B: Kneifende Korsaren“ der zweiten Spielwelt Strand nacheinander ausgeschaltet werden, nachdem sie von den Rassel-Tikis hypnotisiert wurden und deren Willen folgend Donkey und (optional) Diddy Kong attackieren. Die Krabben – angeführt von der roten Krabbe, Cap'n Greenbeard[175] (übersetzt „Kapitän Grünbart“) – graben sich zunächst in den Boden ein und greifen nacheinander an. Den Angriff beginnt die gelbe Krabbe, die aus dem Boden hervorkommt und auf die Kongs zugeht. Sie kann dabei durch einen Sprung auf ihren Rücken getroffen werden, woraufhin sie ihre Scheren hebt und mit einer Trommelattacke angegriffen werden muss. Sie landet sodann auf dem Rücken liegend im Sand und kann erneut mit einem Sprung verwundet werden, so dass sie (zunächst) ausgeschaltet ist. Sodann wiederholt sich der Ablauf identisch mit der blauen Krabbe und letztlich mit Cap'n Greenbeard selbst. Danach folgt eine zweite Kampfrunde, in der die drei Krabben sich übereinander stapeln und zusammen auf die Kongs zulaufen. Sobald sie ihre Scheren heben, sind sie mit einer Rollattacke verwundbar und stürzen bei einem Treffer nacheinander auf dem Rücken liegend in den Sand. In dieser Lage schutzlos können sie mit je einem Sprung getroffen werden. Sodann beginnen beide Kampfrunden identisch von vorne. Sind diese ebenfalls abgeschlossen, ist der Bosskampf beendet und die Rassel-Tikis kommen zum Vorschein. Auch diese können dann – ohne Spieleinfluss – attackiert werden.

- Bomberich (im Original Stu) schlüpft im Level „3-B: Bombige Brutstätte“ der Spielwelt Ruinen aus einem Vogelei, nachdem der Gong-Tiki dieses in einen mit Bomben gefüllten Kessel[176] fallen ließ. Als der frisch geschlüpfte Vogel[176] von dem Gong-Tiki hypnotisiert wird, beginnt er damit – dem Kessel am Körper tragend – herumzufliegen und Bomben aus diesen auf Donkey und (optional) Diddy Kong herabzuwerfen. Der Zünddocht dieser Bomben brennt eine gewisse Zeitspanne, bevor die Bombe explodiert. In dieser Zeitspanne können die Bomben vom Spieler aufgehoben und auf Bomberich zurückgeschleudert werden, wodurch dieser Schaden nimmt. Zwischendurch wirft Bomberich auch größere Bomben ab, deren Schockwelle Teile der Spielwelt zerstören und der ausgewichen werden muss. Ferner führt er Angriffsattacken mit seinem Körper aus. Insgesamt müssen sechs Bomben auf Bomberich zurückgeworfen werden, bevor dieser besiegt ist. Nach dem sechsten Treffer zerbirst der Kessel und Bomberich bricht am Boden zusammen. Anschließend kommt der Gong-Tiki zum Vorschein, der sodann (ohne Spieleinfluss) attackiert werden kann.

- Oberkumpel Otto (im Original Mole Miner Max) ist ein Maulwurf, der im Level „4-B: Maulwurfzug“ der Spielwelt Höhle als Triebfahrzeugführer eines aus einer Lokomotive und vier mit Bananen beladenen Eisenbahnwagen bestehenden Zugs (sogenannter „Maulwurfzug“, im Original „Mole Train“) agiert, nachdem er durch den Banjo-Tiki hypnotisiert wurde. Der Bosskampf findet auf Schienen statt, auf denen der Zug durchgängig fährt. Donkey und Diddy Kong folgen diesem in einer Lore. Zunächst ist ein Abstand zwischen den Kongs und dem Zug gegeben, der nicht geändert werden kann. Der Spieler fährt dem Zug vielmehr eine gewisse Zeitspanne lang nach und muss dabei Spitzhacken ausweichen, die ein Oberkumpel Otto untergebener Maulwurf nach hinten wirft. Später klinkt Otto den Triebwagen kurzzeitig aus, wodurch die Kongs durch den kurzen Geschwindigkeitsverlust der Waggons auf diese springen können und den Zug mit ihrer Lore vereinen. Es erscheinen immer wieder Maulwürfe in den Eisenbahnwagen, die am Kopf getroffen werden müssen. Kurze Zeit später beginnen vier der nunmehr fünf Wagen blaue Funken[177] zu sprühen und fallen von der Strecke; der Spiele muss sodann den zurückbleibenden ansteuern. Oberkumpel Otto erscheint sodann erneut mit seinem Triebwagen, welcher mit vier neuen Eisenbahnwagen ausgestattet ist und der Vorgang beginnt zwei Mal identisch von vorne. Am Schluss des Kampfes kann der Spieler auf die Wagen springen, sie sich am Triebwagen befinden und Oberkumpel Otto erscheint nunmehr selbst in den Waggons. Dieser muss sodann vier Mal am Kopf getroffen werden und der Kampf ist beendet. Der Zug kommt kurz vor einem Abgrund zum Stehen und der Banjo-Tiki erscheint, der sodann (ohne Spieleinfluss) attackiert werden kann.

- Mangoruby: Mangoruby ist der Endgegner der Spielwelt Wald, gegen den man im Level „5-B Flucht vor Mangoruby“ antritt, nachdem er vom Flöten-Tiki hypnotisiert wurde. Er stellt ein wurm- beziehungsweise raupenähnliches Wesen dar und wird optisch zum Teil mit Wiggler aus den Super-Mario-Spielen in Verbindung gebracht.[178] Der Kampf mit Mangoruby findet auf kreisförmigen und sich drehenden Plattformen statt, an denen sich Donkey Kong festhalten kann und um die Mangoruby kreist und dabei immer wieder mit Feuerattacken angreift. Er ist zunächst elektrisch aufgeladen und nicht angreifbar.[179] Nach Aktivieren von fünf sich auf den Plattformen befindlichen Schaltern, lässt diese Ladung jedoch nach, so dass auf Mangorubys Rumpf gesprungen werden kann.[180] Dadurch nimmt er Schaden und verliert Teile seines Körpers. Nach drei Treffern ist nur noch sein Kopf vorhanden und der Kampf beendet. Der Flöten-Tiki erscheint und kann (ohne Spieleinfluss) attackiert werden.

- Garstli (im Original Thugly): Endgegner der Spieltwelt Klippen, gegen den der Kampf im Level „6-B: Garstlis Hochhaus“ absolviert wird. Garstli gehört zur selben Gattung wie der Endgegner Grässli (Spieltwelt Dschungel) und ist mit diesem verwandt.[181] Die Kämpfe gegen Grässli und Garstil laufen daher ähnlich ab. Garstli rennt beziehungsweise springt zunächst hin und her, wobei sein Rücken durch eine Rüstung geschützt ist.[181] Diese Rüstung verschiebt sich in bestimmten Abständen kurzzeitig und legt Garstlis Rücken frei. In dieser Phase kann er getroffen und ihm Schaden zugefügt werden. Danach geht er rückwärts, stolpert und fällt auf den Rücken, wodurch er im Bauchbereich attackiert werden kann. Daraufhin ändert Garstli seine Farbe von lia zu organge und zerstört den Boden, wodurch der Kampf auf eine tiefer gelegene Holzplattform verlegt wird.[182] Auf dieser greift Garstli zunächst mit einer Feuerattacke an[182] und wiederholt dann den ursprünglichen Kampfablauf. Nach einem weiteren Farbwechsel auf rot, zerstört Garstli auch die Holzplattform und der Kampf findet auf der Bodenebene statt. Nachdem Garstli mit Feuerbällen angegriffen hat, wiederholt er wiederum die ursprünglichen Attacken. Nach weiteren drei Treffern ist er besiegt, woraufhin der Xylophon-Tiki erscheint und (ohne Einfluss auf den Spielfortschritt) attackiert werden kann.

- Oberst Pluster: Pluster steuert eine Art Roboter. Diesen Roboter müssen Donkey und Diddy zerstören, um Oberst Pluster zu besiegen. Schafft man dies, kann man in die Spielwelt Vulkan voranschreiten, in der der Große Tiki höchstpersönlich als Endgegner wartet.

##### Donkey Kong Country Tropical Freeze
Es werden alle Endgegner aus dem Spiel Donkey Kong Country: Tropical Freeze aufgezählt:
- Prahl Theon I., auch Prahl-Theo I. von Protz[183] genannt, im Original Pompy, the Presumptuous,[184] ist ein großer Seelöwe und Endgegner der Spielwelt Mangrovien. Ihm muss wiederholt auf den Rücken gesprungen werden, er selbst versucht die Kongs mit Rutschangriffen zu treffen und bewirft sie mit diversen Gegnern.

- Gruhusel: Gruhusel, der Unuhustifter, im Original Skowl, the Startling[185] ist eine Eule. Er ist Endgegner der Spielwelt Alpatoll. Der Kampf mit ihm erstreckt sich über drei Ebenen. Gruhusel greift auf diverse Arten an, er selbst muss mit kleineren Gegnern, den sogenannten Greulen, getroffen werden. Sein Name setzt sich aus den Worten Uhu und Grusel zusammen.

- Rambazambas: Drei Paviane, die die Endgegner der Spielwelt La Savanna darstellen. Sie haben blaues Fell und verschiedene Sekundärfarben (rot, grün & blau).[186]

- Pfuigu: Pfuigu ist ein riesiger gelb, weiß, blauer Kugelfisch. Der Kampf mit ihm findet in einem Unter-Wasser-Raum statt, dessen Wände mit bunten Muscheln bedeckt sind. Es müssen immer wieder Luftblasen eingesammelt werden, um neue Luft zu erhalten. Pfuigu saugt wiederholt Wasser ein und stößt es wieder aus, dabei werden auch Gegner auf die Kongs geschleudert und Pfuigus Größe verändert sich. Sein Körper ist größtenteils mit Stacheln bedeckt, nur sein Rücken ist stachelfrei. Dort muss er wiederholt getroffen werden.

- Haulukas: Ein Bär.

##### Donkey Kong Land
Es werden alle Endgegner aus dem Spiel Donkey Kong Land aufgezählt:
- Wild Sting (übersetzt „wilder Stachel“) ist der Endgegner der Spielwelt Gangplank Galleon Ahoy!. Er stellt einen Rochen dar, der zu schweben scheint und sich im Level frei bewegt. Ihm muss immer wieder auf den Rücken gesprungen werden, er selbst führt keine aktiven Angriffe aus, sondern fügt nur Schaden zu, wenn es zu einer Berührung kommt.

- Colossal Clambo (übersetzt „kolossale Muschel“) ist eine riesige und kolossale Muschel, die den Endgegner in der Spielwelt Kremlantis darstellt. Sie schleudert zielgerichtet Perlen auf die Kongs. Entweder oben oder unten am Spielfeldrand befindet sich eine zweite Muschel. Vor diese muss sich der Spieler positionieren, damit die abgefeuerte Perle an ihr abprallt und auf Colossal Clambo zurückgeschleudert wird. Je öfter Colossal Clambo getroffen wurde, umso schneller bewegt sie sich.

- Hard Hat (übersetzt „Schutzhelm“, wörtlich „harter Hut“) ist ein Maulwurf, der im Level „Mad Mole Holes“ der Spielwelt Monkey Mountains & Chimpanzee Clouds auf, wo er unterirdische Höhlen bewohnt.[187] Er trägt einen Helm, den er immer wieder auf die Kongs wirft, um diese so auszuschalten. In diesem Moment muss ihm auf den Kopf gesprungen werden, insgesamt sind acht Treffer notwendig.

##### Donkey Kong Land 2
Es werden alle Endgegner aus dem Spiel Donkey Kong Land 2 aufgezählt:
- Krow muss wie in DKC2 in der ersten Spielwelt besiegt werden. Auch in DKL2 muss er mit seinen Eiern beworfen werden, wobei das Leveldesign an sich allerdings minimal vom SNES-Vorbild abweicht. Auch in der vierten Spielwelt, Gloomy Gulch, stellt Krow den Endgegner dar. Wie in DKC2 wird er hier von mehreren kleinen Geiern unterstützt. Der zweite Kampf mit ihm erstreckt sich wie in DKC2 über mehrere Ebenen.

- Kleever: Auch der Kampf mit Kleever in DKL2 ähnelt dem in DKC2. Allerdings wirkt Kleever größer als in Donkey Kong Country 2, außerdem werden in DKL2 die Köpfe der Krokodilkremlings Krochead benutzt, um von einer Seite des Levels zur anderen zu kommen, was in DKC2 durch Haken gelang. Eine weitere Änderung in DKL2 ist, dass auch Kanonen benutzt werden müssen, um Kleever zu besiegen.

- King Zing: Der König der Zinger – King Zing – muss mit Squawks besiegt werden, indem man ihn mit Kokosnüssen bespuckt. King Zing verfolgt den Spieler nach jedem Treffer für eine kurze Zeit, danach fliegt er in einem bestimmten Muster durch den Raum. Pro Treffer erhöht er seine Geschwindigkeit. Ab dem dritten Treffer verteilt er zudem auch kleine Zinger im Raum, wodurch der Kampf mit ihm in DKL2 schwieriger erscheint als in DKC2.

##### Donkey Kong Land 3
Es werden alle Endgegner aus dem Spiel Donkey Kong Land 3 aufgezählt:
- Barbos stellt wie in DKC3 eine riesige Muschel dar. Er muss am Ende der ersten Spielwelt Cape Codswallop auf eine ähnliche Weise wie in Donkey Kong Country 3 besiegt werden.

- Bleak: Der Schneemann Bleak ist der Endgegner der Spielwelt Primate Plains. Er beschießt die Kongs mit großen Schneebällen, anders als in DKC3 muss er selbst jedoch nicht mit Schneebällen, sondern mit Fässern beworfen werden um geschlagen zu werden.

- Arich: Der Kampf mit der Riesenspinne Arich gestaltet sich ähnlich mit dem in Donkey Kong Country 3. Arich bespuckt beziehungsweise beschießt die Kongs zuerst mit Spinnenklebstoff, danach versucht er sie mit Sprüngen auszuschalten. In diesem Moment muss er mit einem Fass getroffen werden.

- KAOS: Auch der Showdown mit dem Roboter KAOS ist sehr ähnlich zum Kampf aus Donkey Kong Country 3. Aus KAOS' Seiten werden in bestimmten Zeitabständen Klingen herausgefahren, die die Kongs als Plattformen nutzen müssen, um KAOS' Kopf zu attackieren.

##### Donkey Kong 64
Es werden alle Endgegner aus dem Spiel Donkey Kong 64 aufgezählt:
- Army Dillo ist ein halbmechanisches Gürteltier[188] und stellt den Endgegner in den Spielwelten Tropen Trubel und Kristall Kaverne dar. Gegen ihn kann man jeweils mit Donkey Kong antreten, wenn bei Scoff & Troff 60 (Tropen Trubel) beziehungsweise 300 (Kristall Kaverne) bunte Bananen abgeliefert wurden. Army Dillos Panzer besteht nicht wie bei Gürteltieren üblich aus Osteoderm, sondern aus Metall. An diesem wurden zwei große Kanonen befestigt, die mit Feuerbällen schießen können. Im Kampf in der Kristall Kaverne werden diese zudem von einer sehr Raketenhalterung ergänzt, die eine zielsuchende Rakete abfeuern kann. In einer Videosequenz in der sich Army Dillo vor King K. Rool für seine Niederlage rechtfertigen muss, ist zu sehen, dass der Panzer nicht fest mit seinem Körper verbunden sein kann, da Army Dillo dort ohne Panzer auftritt. Die Kämpfe gehen im Grundsatz so von Statten, dass Army Dillo sich zunächst unter seinem Panzer versteckt und Donkey Kong mit Feuerbällen beschießt. In diesem Moment ist er unverwundbar, der Spieler hat lediglich die Aufgabe, den Bällen auszuweichen. Immer wieder unterbricht Army Dillo jedoch den Angriff und kommt unter seinem Panzer hervor. In diesem Zeitpunkt muss er mit einem TNT-Fass beworfen werden, das fortlaufend an einer markierten Stelle erscheint. Später versucht er zu dem Feuerbeschuss zusätzlich, Donkey Kong zu überollen, bevor der Ablauf von vorne beginnt. Im zweiten Kampf sind die zusätzlichen Attacken vorhanden, dass Army Dillo in die Luft schwebt und sich auf den Boden fallen lässt, wodurch eine Schockwelle ausgelöst wird und, dass er Donkey Kong mit einer großen Rakete beschiet, die ihn verfolgen kann. In Tropen Trubel sind drei, in der Kristall Kaverne vier Treffer notwendig, um ihn zu besiegen und die Bossschlüssel I beziehungsweise VI zu erhalten.

- Dogadon ist ein großes libellen-[189] beziehungsweise drachenähnliches[190] Wesen, gegen das man in DK64 zwei Mal antritt. Der erste Kampf kann am Ende der Spielwelt Azteken Arena mit Diddy Kong absolviert werden, wenn bei Scoff & Troff 120 bunte Bananen abgegeben wurden. Dieser findet in einer tempelähnlichen Arena auf einer Plattform statt, die von einem Lavasee umgeben ist. In der Anfangsvideosequenz des Bosskampfes ist eine kleine Libelle zu sehen, die Diddy Kong durch einen Sprung zerquetscht. Diese Libelle ist Dogadons kleiner Bruder[189], der sodann im Hintergrund erscheint und Diddy Kong für den Angriff auf seinen Bruder zur Rechenschaft ziehen möchte. Der Kampfablauf beginnt – ähnlich dem Kampf mit Army Dillo – zunächst damit, dass Dogadon große Feuerbälle auf Diddy Kong schleudert, welche nicht abzuwehren sind, sondern denen lediglich ausgewichen werden kann. Diesen Angriff unterbricht er jedoch zeitweilen und landet am Rand der Plattform. In diesem Moment erscheint zudem ein TNT-Fass in der Mitte der Plattform, welches sodann auf Dogadon geworfen werden muss. Wird dieses passend platziert, fällt Dogadon infolge der Explosion in den Lavasee, erscheint jedoch nach einer kurzen Regeneration erneut auf der Plattform und der Ablauf beginnt von vorne; er wiederholt sich insgesamt drei Mal. Nach dem dritten Treffer kehrt Dogadon nicht mehr auf die Plattform zurück, vielmehr erhält der Spieler den Bossschlüssel II. Den zweiten Kampf mit Dogadon bestreitet Chunky Kong nach Bezahlung von 300 bunte Bananen im Level Wunder Wald. Dieser findet in derselben Umgebung statt wie die erste Auseinandersetzung, ferner ist der Ablauf im Grundsatz identisch. Jedoch ist die Neuerung vorhanden, dass Dogadon nun nach einem Fall in den Lavasee die Plattform durch einen Sprung zum Sinken bewegt, sodass diese nach einem bestimmten Zeitablauf gänzlich in die Lava eintaucht und der Kampf sodann verloren ist. Um dies zu verhindern, muss Chunky Kong – nach Einsetzen des Sinkens – immer wieder in ein kurz erscheinendes Chunky-Kong-Fass springen und Dogadon dann bei identischer Größe Schläge versetzen. Wurde Dogadon oft genug getroffen, endet der Kampf und man erhält Bossschlüssel V.

- Mad Jack ist eine Art Schachtelteufel, der im Wesentlichen aus einer Feder besteht, die aus einer Kiste herausragt und an der sein Kopf befestigt ist. Dieser ist gänzlich grünfarben, eine Abgrenzung zwischen seinem Gesicht und seinen Haaren besteht nicht. Sein rechtes Auge wurde mechanisch hergestellt und leuchtet rot auf. Seitlich aus seinem Rumpf stehen zwei weitere Federn ab, an denen sich seine orangefarbenen Hände befinden. Mad Jack ist der Endgegner der Spielwelt Fabrik Fatal; der Eintrittspreis beträgt 200 bunte Bananen. Der antretende Kong ist Tiny Kong, wobei insbesondere deren Fähigkeit, ihre Pferdeschwänze als Propeller zu verwenden (sogenanntert „Wirbelwind“) unabdingbar ist. Der Kampf findet in einer großen und finsteren Lagerhalle statt, in der sich mehrere Plattformen befinden, die quadratisch auf dem Boden angeordnet sind. Betritt Tiny Kong einer dieser Plattformen, so werden diese durch Säulen in die Höhe gefahren und Mad Jack erscheint durch eine Luke am Dach der Halle. Zunächst ist nur seine Kiste zu sehen, kurz darauf springt sein Rumpf daraus hervor. Die Plattformen sind systematisch weiß und blau eingefärbt. Tiny Kong kann sich durch ihren Wirbelwind zwischen diesen hin und her bewegen; fällt sie herunter, so ist der Kampf nicht beendet, sondern man wird durch eine weitere Plattform wieder hinaufbefördert. Der Kampfablauf beginnt damit, dass auch Mad Jack zwischen den Plattformen hin- und herspringt, Tiny Kong dabei verfolgt und versucht, sie zu zerquetschen. Zunächst ist nur die Flucht möglich, da Mad Jack in dieser Phase unverwundbar ist. Ein Angriff ist erst dann möglich, wenn Mad Jack zwischenzeitlich kurz pausiert und auf einer Plattform stehenbleibt. Auf zwei der Plattformen erscheint sodann je ein Schalter, wobei sich einer auf einer weißen und der andere auf einer blauen befindet. Der Spieler muss den Schalter aktivieren, dessen Plattformfarbe der Farbe der Plattform entspricht, auf der Mad Jack steht. Dabei wird er von er von Mad Jack mit Feuerbällen attackiert. Aktiviert man den richtigen Schalter, so wird Mad Jack durch eine große blaue Schockwelle verletzt, aktiviert man den Schalter auf der falschen Plattform, trifft diese Schockwelle den Spieler selbst. Diese Phase des Kampfes wiederholt sich drei Mal auf die identische Weise. Nach drei Treffern wiederholt sich der Ablauf an sich wiederum genau so, allerdings verwendet Mad Jack zum Angriff keine Feuerbälle mehr, sondern zielgenauere[191] Laserstrahlen. Dach einem weiteren Treffer wird Mad Jack zudem in der letzten Phase des Kampfes unsichtbar. Seine Position ist nur am Aufleuchten der entsprechenden Plattform erkennbar. Auch in dieser Phase ist noch ein Treffer notwendig, insgesamt mithin fünf. Nach dem Sieg erhält man dann den Bossschlüssel III. Für Mad Jacks Laute wurde ein Archivsound des US-amerikanischen Stimmkünstlers Clarence Nash verwendet.[192]

- Puftoss – ein gigantischer Kugelfisch[193] – ist der Endgegner der Spielwelt Auqa Alptraum. Man bestreitet den Showdown gegen ihn mit Lanky Kong, nachdem bei Scoff & Troff 250 bunte Bananen abgeliefert wurden. Der Kampf findet in einem kleinen See statt, der von einer Art Gebirge umgeben ist und nicht verlassen werden kann. Puftoss befindet sich fest in der Mitte des Sees und kann nur die Richtung, in die er blickt, ändern, sich allerdings nicht frei bewegen. Lanky Kong befindet sich in einem Kleinboot – Nussschale genannt[193] –, das durch Drücken des Z-Triggers beschleunigt und beliebig im See herum bewegt werden kann. Immer wieder erscheinen rot-gelbe DK-Sterne auf dem See, die der Spieler durchfahren muss. Nach jedem Durchfahren wird ein elektrischer Spannungspolarisator[193] aus dem Wasser gefahren und ein Countdown erscheint. In dieser Zeitspanne muss der Spieler ein weiteres DK-Symbol durchfahren, worauf ein weiterer Spannungspolarisator erscheint und der Countdown von vorne zu zählen beginnt. Währenddessen wird man von Puftoss durchgängig mit Feuerbällen beschossen, später kommt ein Angriff in Form einer grünen Schockwelle hinzu. Dieser Ablauf wiederholt sich identisch fünf Mal; danach entsteht zwischen den Polarisatoren ein Kreislauf und Puftoss wird kurzzeitig mit elektrischer Ladung beschossen, bis die Pole im Wasser versinken.[193] Dieser Vorgang muss insgesamt fünf Mal wiederholt werden, wobei bei jedem Durchgang die Zeitspannen die dem Spieler verbleiben verkürzt und die DK-Sterne verkleinert werden. Als Belohnung für den Sieg erhält man den Bossschlüssel IV.

- Papp-A-Trapp ist ein Pappaufsteller[194] in Form von King K. Rool. Er agiert als Endgegner in der Spielwelt Kamikaze Kastell, der Eintrittspreis liegt bei 400 bunten Bananen. Die Besonderheit bei diesem Endgegner ist, dass nicht nur ein Kong ausgewählt wird um gegen ihn anzutreten, sondern alle fünf Kongs den Kampf bestreiten. Dies wird so erreicht, dass in der Mitte des Kampffeldes ein Tauschfass vorhanden ist, aus dem ein neuer Kong ausgewählt wird, wenn der vorherige aus dem Spielfeld katapultiert wird. Papp-A-Trapp wurde von den Kremlings ursprünglich entwickelt, um die Kongs abzuschrecken.[194] Der Kampf mit ihm findet in einem Burgarenal statt, das teilweise mit Wasser gefüllt ist. In der Mitte dieses künstlichen Sees befindet sich eine Plattform, auf der – neben dem Tauschfass – vier Kanonen angeordnet sind, die jeweils in eine Himmelsrichtung zeigen. Die Flugbahn dieser Kanonen führt über die Burgmauer in den Abgrund. Immer wieder erscheint aber Papp-A-Trapp hinter einer dieser Burgmauern, anfangs im Uhrzeigersinn, später uneinheitlich. In dem Moment, in dem er hinter der Mauer steht, muss die Kanone betreten werden, die in seine Richtung zeigt. Daraufhin wird der Kong auf ihn geschossen, trifft Papp-A-Trapp, fällt zurück in das Wasser und kann erneut antreten. Verwendet man eine falsche Kanone, fällt der Kong über die Burgmauer und scheidet aus dem Kampf aus. Nach drei Treffern verliert Papp-A-Trapp zunächst den linken Arm und der Ablauf beginnt im Grundsatz identisch von vorne. Allerdings ist die Neuerung vorhanden, dass neben dem eigentlichen Papp-A-Trapp ein dunklerer Dummy vorhanden ist, der gleichzeitig mit ihm ebenfalls hinter einer der anderen Mauern erscheint. Beschießt man diesen, fällt der Kong wiederum in den Abgrund. Wurde der richtige Papp-A-Trapp weitere drei Mal getroffen, fällt auch der rechte Arm ab. In der letzten Phase des Kampfes erscheint der Rumpf von Papp-A-Trapp immer wieder kurzzeitig und beschießt die Kongs mit Laserstrahlen. Danach bewegt er sich kreisförmig sechs Mal um die Burg, wo er wieder abgeschossen werden muss. Wurden noch drei Treffer erzielt – insgesamt also neun – fällt Papp-A-Trapp die Burg hinunter, zerspringt am Boden in seine Einzelteile und der Spieler erhält den Bossschlüssel VII.

##### Donkey Kong Jungle Beat
Es werden alle Endgegner aus dem Spiel Donkey Kong Jungle Beat aufgezählt:
- Der sogenannte Rasta-Kong (in der Originalversion Dread Kong genannt) ist der Endgegner der Spielwelt Banane und der erste der „fiesen Könige“, einer Gruppierung von vier der böswilligsten Affen der Welt.[4] Der Kampf mit Rasta Kong findet bei Nacht auf einem großen Baumstamm statt, welcher mittels Fackeln ausgeleuchtet wird. Rasta Kong muss wiederholt mit Schlägen getroffen werden, wobei der Schaden mit sogenannten Combos (Kombination von Schlagabläufen ohne Unterbrechung) erhöht werden kann. Insgesamt stehen Rasta Kong 500 KP (Kraftpunkte) zur Verfügung, die mit jedem Treffer weniger werden und auf Null reduziert werden müssen. Rasta Kong versucht den Schlägen auszuweichen und Donkey Kong selbst zu treffen. Er wird größer als Donkey Kong dargestellt, hat eine afro- beziehungsweise dread-ähnliche Frisur und rot leuchtende Augen.

- Avimax (im Original Scruff Roc) ist der Endgegner der Spielwelt Orange. Er stellt einen grün-rot-gelben Vogel und gehört zu den sogenannten „Avis“, einer Gruppe von vier Vogelbossen.[4] Er schleudert immer wieder Federn auf Donkey Kong, um ihn zu verletzen. Während des gesamten Kampfes hält er eine große schwarze Kugel in seinen Krallen, auf die der Spieler im richtigen Moment springen, sich festhalten und darauf schlagen kann. Diese platzt sodann immer mehr auf. Dies muss so oft wiederholt werden, bis Avimax 500 KP (Kraftpunkte) verloren hat, danach explodiert die Kugel und Avimax ist besiegt.

- Zoffo (im Original Rouge-Hog genannt) – ein riesiges wildschweinähnliches Wesen mit vier Stoßzähnen, gelben Augen und einer roten Mähne – ist der Endgegner der Spielwelt Wassermelone. Zoffo ist der erste auftretende Gegner, der zu der Spezies der „Eber“ gehört.[4] Im Kampf springt Zoffo immer wieder hin und her und wirft dabei regelmäßig mit Melonen auf Donkey Kong, welche sodann mittels einer Klatschattacke aufgefangen und auf Zoffo zurückgeschleudert werden müssen. Wird er richtig getroffen, werden ihm KP (Kraftpunkte) abgezogen – von denen ihm wie den anderen Endgegnern 500 zur Verfügung stehen – und er wird kurzzeitig außer Gefecht gesetzt und wird damit zeitlich begrenzt wehrlos. In dieser Zeit muss er (wiederholt) mit Schlägen getroffen werden und seine KP müssen so nach und nach auf null reduziert werden.

- Bombofant (als Originalname wird Turret Tusk verwendet) ist der Endgegner der Spielwelt Apfel. Er ist ein braun-camouflager, roboterhaft wirkender Elefant mit einer Kanone als Rüssel und rot leuchtenden Augen. Bombofant tritt als der erste Endgegner auf, der der Gruppierung der sogenannten „Fanten“ angehört.[4] Der Kampf geht so vonstatten, dass Bombofant immer wieder Bomben aus seinem Rüssel auf Donkey Kong abfeuert. Vor jedem Schuss saugt er jedoch kurz Luft an. In diesem Moment müssen am Boden auffindbare Ananas-Bomben auf ihn geworfen werden, die Bombofant sodann in seinen Rüssel aufsaugt, von innen heraus kurzzeitig explodiert und 50 KP (Kraftpunkte) verliert, von denen er insgesamt 500 hat. Außerdem springt nach einem solchen Angriff regelmäßig sein Herz für wenige Sekunden aus seinem Körper, welches ebenfalls mit Ananas-Bomben getroffen werden muss, um Bombofant bei deren Explosion Schaden zuzufügen. Dieser Vorgang wiederholt sich, bis Bombofant seine 500 KP verloren hat. In Super Smash Bros. Brawl gibt es eine Throphäe von ihm, in deren Beschreibung neben dem oben genannten Kampfablauf angegeben wird, Bombofant sei eine „seltsame, nicht allzu intelligente Kreatur“.

- Krawallo (im Original Mo-Hog) ist der Endgegner der Spielwelt Erdbeere. Er gehört wie Zoffo der Spezies der „Eber“ an[4], weist aber andere optische Gegebenheiten auf: Krawallo ist beige mit schwarzen Stoßzähnen, pinken Augen und einer weißen Mähne. Der Kampf mit ihm findet in einem Wald statt und läuft im Grundsatz identisch wie der mit Zoffo ab, allerdings greift Krawallo zusätzlich von einer erhöhten Plattform aus an und beherrscht schnellere und damit effektivere Attacken. Auch ihm stehen insgesamt 500 KP (Kraftpunkte) zur Verfügung.

- Kung-Fu Kong (im Original Karate Kong): Der Kampf mit Kung-Fu Kong – dem Endgegner der Spielwelt Ananas – findet auf einem auf einem Fluss treibenden Baumstamm statt. Kung-Fu Kong tritt mit einem violetten Umhang bekleidet auf und verfügt über rote Augen, einen weißen Vollbart sowie einen sehr langen weißen Pferdeschwanz. Er führt effektive kung-fu- beziehungsweise karate-ähnliche Attacken mit seinem Fuß aus und weicht Angriffen auf ihn selbst dabei in der Regel effektiv aus. Insgesamt stehen ihm wie jedem Endgegner 500 KP (Kraftpunkte) zur Verfügung, deren Reduktion auf Null insbesondere durch Combos (Kombination von Schlagabläufen ohne Unterbrechung) erhöht werden kann. Kung-Fu Kong gehört der Gruppe der vier „fiesen Könige“ an.[4]

- Avinator (in der Originalversion Fleet Roc) ist der Endgegner der Spielwelt Zitrone und gehört zu der Gruppe der „Avis“.[4] Der Kampf mit ihm läuft identisch mit dem gegen Avimax ab: Er schleudert immer wieder Federn und Feuerkugeln auf Donkey Kong, um diesen zu verletzen. Währenddessen hält er eine große schwarze Kugel in seinen Krallen, auf die der Spieler im richtigen Moment springen, sich festhalten und darauf schlagen kann. Sodann platzt diese Kugel immer mehr auf. Dies muss so oft wiederholt werden, bis Avinator seine 500 KP (Kraftpunkte) abgezogen sind. Auch optisch entspricht Avinator im Wesentlichen Avimax, ist jedoch anders gefärbt: Er verfügt über einen blauen Oberkörper und Flügel sowie über violett-blaue Beine.

- Explofant (englisch Grave Tusk): Nach Abschluss der Level „DKs Luftschlösser“ und „Urwaldtempel“ kann man gegen Explofant – den Endgegner der Spielwelt Traube – antreten, der zu „Fanten“ gehört.[4] Explofant ist exakt auf dieselbe Weise zu besiegen wie Bombofant, allerdings greift er zusätzlich mit einer Laserattacke an, die Bombofant nicht beherrscht.

- Avigigant (im Original Hard Roc als Anspielung an die Musikrichtung Hard Rock): Er ist der Endgegner der Spielwelt Kirsche und stellt einen silber-schwarz-goldenen Vogel dar. Er gehört wie Avimax und Avinator den sogenannten „Avis“ an[4] und ist nahezu identisch zu besiegen. Er verfügt allerdings als neue Angriffsmethode über zielsuchende Munition.

- Laserfant (in der Originalversion Torch Tusk) ist der Endgegner der Spielwelt Pfirsich und Mitglied der „Fanten“.[4] Der Kampf mit ihm findet in einer Vulkanlandschaft oberhalb eines Lavaflusses statt und ist grundsätzlich identisch mit den Kämpfen gegen Bombofant und Explofant, allerdings müssen hier die Ananas-Bomben aus unterschiedlichen Ebenen geholt werden.

- Brutalo (im Original Bloat-Hog genannt) ist der Endgegner der Spielwelt Honigmelone und ebenso wie Zoffo und Krawallo der Spezies der „Eber“ angehörig.[4] Brutalo ist rot gefärbt und verfügt über schwarzen Stoßzähnen, Klauen, eine schwarze Mähne sowie gelbe Augen. Man tritt gegen ihn auf einer vor einem Wasserfall befindlichen Holzkonstruktion an, der Kampfablauf entspricht dem der übrigen Eber-Kämpfe.

- Bushido Kong (in der Originalversion Ninja Kong): Er stellt den Endgegner der Spielwelt Stinkfrucht dar und ist ein großer, schwarzer Kong mit einer afro-ähnlichen Frisur und rot leuchtenden Augen, der optisch einem Ninja ähnelt. Der Kampf mit ihm findet auf einem Felsen bei strömendem Regen statt: Bushido Kong ist ähnlich zu besiegen wie die anderen Kong-Endgegner, greift aber zusätzlich mit einem Tritt an. Er gehört der Gruppe der vier „fiesen Könige“ an[4], sein deutscher Name basiert auf Bushidō, einer Lebensphilosophie der Samurai des alten Japan.

- Ultimo (in der originalen Sprachfassung Gloat-Hog) ist der Endgegner der Spielwelt Birne, gehört zu den „Ebern“[4] und unterscheidet sich nur farblich von Zoffo, Krawallo und Brutalo. Er ist schwarz mit grauen Klauen, Stoßzähnen und Mähne sowie pinken Augen. Der Kampf mit Ultimo findet über einem Lavafluss statt und erstreckt sich über mehrere Ebenen. Der Kampfablauf ist im Grundsatz identisch mit den vorhergehenden Eber-Kämpfen, Ultimo bewegt sich allerdings wesentlicher schneller fort als seine Vorgänger.

- Avityrann (englisch Thunder Roc) ist der letzte Endgegner, der der Gruppierung der „Avis“ zugehörig ist.[4] Er tritt in der Spielwelt Lychee auf und stellt eine Art rot-weißen Vogel dar, der Ablauf des Kampfes entspricht dem der übrigen Avi-Kämpfen. Sein deutscher Name basiert auf der Umschreibung für eine herrschsüchtige und rücksichtslose Person, Tyrann.

- Duofant (im Original Double Tusk): Als letzte Endgegner der sogenannten „Fanten“[4] treten in der Spielwelt Chili zwei Figuren auf: Ein üblicher Robotor-Elefant und diesem gegenüberstehend eine Version eines Roboter-Elefanten, der carmouflagefarben eingefärbt ist. Beide dieser Gegner sind auf die übliche Art angreifbar, verfügen aber nur über einheitliche 500 KP (Kraftpunkte), die bei Treffern jeweils verloren gehen.

##### Diddy Kong Racing
Es werden alle Endgegner aus dem Spiel Diddy Kong Racing aufgezählt:
- Tricky ist ein weinroter Triceratops und der Endgegner der Spielwelt Dinoland. Man tritt gegen ihn in einer wüstenähnlichen Gegend an, in der man einen spiralenförmigen Berg erklimmen muss. Tricky benutzt anders als der Spieler kein Kart, sondern läuft den Berg hinauf. Sammelt man alle Silbermünzen im Dinoland (acht pro Level), kann man erneut gegen Tricky antreten, wobei er hier schneller läuft und mehr Hindernisse vorhanden sind. Gewinnt man auch den zweiten Kampf, erhält man ein Stück von Wizpigs Amulett und die Möglichkeit das sogenannte „Throphy-Race“ zu bestreiten, einer Rennserie, bei der man gegen sieben Gegner antritt und bei einem Sieg eine legendäre goldene Statue erhält.[195] Synchronisiert wurde Tricky von dem britischen Synchronsprecher Kevin Bayliss.[196]

- Bluey ist der Endgegner der Spielwelt Schneeberg und stellt ein blaues Walross dar. Der Kampf mit ihm findet in einer Schneelandschaft statt. Auch gegen ihn kann man erneut antreten, wenn man alle Silbermünzen der Spielwelt Schneeberg (acht pro Level) einsammeln könnte. Der zweite Kampf wird dadurch erschwert, dass Bluey nun wesentlich schneller läuft und mehr Hindernisse vorhanden sind. Nach dem zweiten Sieg erhält man ein weiteres Teil von Wizpigs Amulett und Zugang zum „Throphy Race“.[195] Der Name Bluey leitet sich von blue ab, der englischen Übersetzung der Farbe blau.

- Bubbler – ein großer roter Oktopus – ist der Endgegner der Spieltwelt Sherbet Island. Man tritt gegen ihn an einer strandähnlichen Gegend in einem Hovercraft zu einem Rennen mit drei Runden an, wobei das Rennen selbst im Wasser stattfindet. Bubbler bewirft den Spieler dabei immer wieder mit Wasserminen. Sammelt man in der Spielwelt Sherbet Island alle Silbermünzen – acht pro Level –, so kann man erneut gegen ihn antreten. Wie bei den Endgegnern aus Diddy Kong Racing üblich, bewegt sich Bubbler sodann schneller; zudem bewirft er den Spieler nun mit Luftblasen, die diesen an einem flüssigen Fortgang hindern. Gewinnt man auch das zweite Rennen, so erhält man das dritte Teil von Wizpigs Amulett und das jeweilige „Throphy-Race“ wird freigeschaltet.[195] Die Synchronisation von Bubbler wurde von dem Synchronsprecher Keith Rabbette übernommen.[197]

- Smokey ist ein Drache und Endgegner der Spielwelt Drachenwald. Man bestreit das Rennen gegen ihn über drei Runden mit einem Flugzeug in einer Berg- und Höhlenlandschaft, während auch Smokey selbst nahezu durchgängig fliegend unterwegs ist. Smokey erschwert das Rennen, indem er den Spieler mit Feuerbällen beschießt. Sofern man auch im Drachenland alle Silbermünzen finden konnte (acht pro Level), findet auch gegen Smokey ein zweites Rennen statt, bei dem er schneller fliegt und öfter Angriffe ausführt. Bei einem zweiten Sieg erhält man das vierte Teil von Wizpigs Amulett und Zutritt zum „Throphy-Race“.[195] Smokeys Stimme stammt vom Synchronsprecher Joe Stamper.[198]

#### Finale Endgegner

##### Ghastly King
Ghastly King (im früheren Spielverlauf Cactus King genannt, jap. ファイナルコング, hep. Fainaru Kongu) ist der finale Endgegner des Spiels Donkey Kong Jungle Beat.

###### Auftritte
Ghastly King agiert als finaler Endgegner im 2005 für den Nintendo Gamecube erschienenen Donkey Kong Jungle Beat, sowie dessen Neuauflage für die Nintendo Wii aus dem Jahre 2009.
Man kann gegen ihn im letzten Endkampf des Spiels ab einem Spielfortschritt von 51 Wappen im Level „Das große Finale“ antreten, welches im Mond-Fass auswählbar ist. Der Kampf mit ihm findet in einer Höhle statt, die man zunächst mit dem Tierhelfer Heliflap anfliegen muss. Dort sitzt Ghastly King zunächst auf einer Art Schwein, welches man mit Schlägen attackieren muss und welches sich sodann in Rauch auflöst. Danach muss Ghastly King selbst immer wieder mit Schlägen getroffen werden, indem man zur richtigen Zeit auf die DK Bongos schlägt. Dies solange, bis ihm seine insgesamt zur Verfügung stehenden 500 KP (Kraftpunkte) entzogen sind. Ghastly King weicht jedoch immer wieder aus und attackiert Donkey Kong selbst primär mit Fußtritten. Für den Sieg erhält man 800 Bananen als Belohnung.
Im Level „Giganten-Gefecht“, welches ebenfalls im Mond-Fass auswählbar ist aber bereits betreten werden kann, wenn 22 Wappen gefunden sowie die D-J-Fässer abgeschlossen wurden, kann bereits vor Bestreiten des finalen Endkampfes zum ersten Mal gegen Ghastly King antreten werden. In diesem Kampf wird er jedoch Cactus King genannt und führt weniger aktive Angriffe auf Donkey Kong aus. Wegen des unterschiedlichen Namens und der anderen Kampftechnik wird vereinzelt angenommen, dass es sich bei Ghastly und Cactus King um unterschiedliche Charaktere handle. Dagegen spricht jedoch deren identisches Aussehen. Eine Identität der Figuren wird außerdem durch die japanische Version des Spiels indiziert, bei der beide Bosse ファイナルコング (frei übersetzt „Finaler Kong“) genannt werden und keine Namensdifferenzierung vorgenommen wird. Für den Sieg über Cactus King erhält man ebenfalls 800 Bananen.

###### Erscheinungsbild
Ghastly King ist eine im weitesten Sinne affenähnliche Figur und hat circa die dreifache Größe von Donkey Kong. Er hat prinzipiell ein sehr dunkles Fell, das jedoch auch einige helllilafarbene Partien aufweist. Sein Gesicht, seine Brust sowie Füße sind grünfarben. Seine Augen werden von den Entwicklern gelb und pupillenlos, sein Mund rot leuchtend dargestellt. Auf Ghastly Kings Kopf sind spitzabstehende, weiß-gräuliche Verästelungen zu sehen, welche wohl seine Haare symbolisieren sollen.

###### Familiärer und sozialer Umgang
Ob und inwieweit Ghastly King die Gegnertruppen aus Donkey Kong Jungle Beat befehligt, wird in offiziellen Quellen nicht dargestellt.

###### Trivia
Cactus ist das englische Wort für Kaktus, ghastly kann mit „grässlich“ oder „schauderhaft“ übersetzt werden. King ist das englische Wort für König.

##### Großer Tiki
Großer Tiki (im Original Tiki Tong genannt, jap. ティキトング, hep. Tiki Tongu) ist der Anführer der Tikis.

###### Auftritte
Der Große Tiki ist der finale Endgegner in Donkey Kong Country Returns und Donkey Kong Country Returns 3D. Er hat den Plan, mit seinen Untergebenen, den sogenannten Tikis, alle Tiere im Dschungel der Donkey-Kong-Insel zu hypnotisieren, um diese unter seine Kontrolle zu bringen und sie so zum Werkzeug für den Diebstahl von Donkey Kongs Bananen zu machen. Antreten kann man gegen ihn im Level „8-B Großer Tiki Macht Terror“ in der Spielwelt Vulkan. Um den Kampf bestreiten zu können, muss der Spieler zunächst einen Teil des Vulkans mit einem Raketenfass erklimmen. Im Kampf selbst schwebt der Große Tiki oberhalb und meist leicht nach hinten verrückt über der Plattform auf der der Spieler steht und greift auf verschiedene Arten zunächst mit seinen Händen an. Aufgabe des Spielers ist es, diesen Angriffen auszuweichen und im richtigen Moment je zwei Mal auf jede Hand zu springen und diese so zum explodieren zu bringen. Nach der Explosion seiner Hände nutzt der Große Tiki auch seinen Körper – der im Wesentlichen einzig aus seinem Kopf besteht – als Angriffsmittel, indem er diesen von oben auf die Plattform fallen lässt. Weicht man diesem Angriff aus, wird der Große Tiki kurzzeitig in den Boden gerammt und dabei anfällig für eine Sprungattacke. Danach wirft der Große Tiki mit Feuerbällen nach den Kongs und wiederholt den Angriff mit seinem Körper. Trifft man den großen Tiki sodann ein zweites Mal am Kopf ist er besiegt.

###### Erscheinungsbild
Der Große Tiki ist das größte Mitglied des Tiki-Stamms. Sein Körper besteht im Wesentlichen nur aus seinem Kopf und seinen Händen, ein Rumpf ist nicht vorhanden. Die Hände sind dabei nicht physisch mit seinem Kopf verbunden, sondern schweben neben ihm. Die Augäpfel des Großen Tiki werden von den Entwicklern ganz schwarz dargestellt, seine Iris' leuchten rot auf. Sein Kopf wirkt grundsätzlich holzfarben, wobei an mehreren Stellen bunte Verzierungen vorhanden sind. Neben zwei großen mittigen Löchern, die seine Nasenlöcher darstellen sollen, sind auch fünf kleine Löcher auf seiner Stirn vorhanden.
Auf seinem Kopf sind nach oben abstehende Holzteile zu sehen, die eine Krone repräsentieren sollen. Durch das Fehlen eines Rumpfes und dem Schweben seiner Hände ist eine Ähnlichkeit des Großen Tikis zu Andross, dem Endgegner aus Star Fox, gegeben.

###### Familiärer und sozialer Umgang
Der Große Tiki ist der Herrscher und Oberbefehlshaber des Tiki-Stammes. Verwandtschaftsbeziehungen innerhalb des Stammes werden in Donkey Kong Country Returns nicht thematisiert.

###### Trivia
Von ihm ist eine Throphäe im 2014 erschienenen Wii-U-Spiel Super Smash Bros. for Wii U vorhanden.

##### King K. Rool
King K. Rool (auch Kaptain K. Rool, Baron K. Roolenstein, King Krusha K. Rool oder King Kroko, jap. キングクルール, hep. Kingu Kurūru) ist der Hauptantagonist der Donkey-Kong-Reihe und König der Kremlings.

###### Auftritte
King K. Rool tritt zum ersten Mal im SNES-Spiel Donkey Kong Country auf. Er raubt dort Donkey Kongs Bananenvorrat, indem er den wachenden Diddy Kong in ein Fass sperrt und die Bananen an sich nimmt und verschwindet zunächst. Sein Piratenschiff – als ehemaliges aber nunmehr seeuntüchtiges Flaggschiff Teil einer kompletten Flotte – nähert sich aber mit zunehmendem Spielfortschritt der Kong-Insel. Schließlich kann man nach Abschluss aller vorhergehenden Spielwelten in der letzten Spielwelt Gallionsplanken das Schiff betreten und gegen King K. Rool kämpfen. K. Rool rennt zunächst auf dem Schiff hin und her, wobei ihm ausgewichen werden muss. Nach mehreren Seitenwechseln stoppt er und bewirft die Kongs mit seiner Krone, die danach wie ein Bumerang zu ihm zurückfliegt. In dem Moment, in dem K. Rool die Krone nicht trägt, muss ihm auf dem Kopf gesprungen werden. Als zweite Attacke lässt K. Rool von oben Kanonenkugeln fallen, die sich in steigernden Intervallen über das Schiff bewegen. Auch hier muss er im richtigen Moment auf dem Kopf getroffen werden. Im Anschluss bricht K. Rool zusammen, der Kampf ist anscheinlich beendet und ein fiktiver Abspann mit Kremlingsnamen erscheint. K. Rool regeneriert jedoch noch einmal und greift final mit Sprungattacken an. Diesen Sprüngen muss ausgewichen und K. Rool noch weitere drei Mal getroffen werden. Im Handheld-Spiel Donkey Kong Land stellt K. Rool ebenfalls den finalen Endgegner dar und muss auf eine ähnliche Weise wie in DKC ausgeschaltet werden: Er tritt dort als finaler Endgegner in der Spielwelt Big Ape City auf; der Kampf findet auf einem Hochhaus statt. K. Rool wirft zunächst seine Krone in einer waagrechten Laufbahn auf die Kongs und läuft dann selbst auf diese zu. Während sich die Krone in der Luft befindet, muss er auf dem Kopf getroffen werden. Dieser Ablauf wiederholt sich fünf Mal, bevor K. Rool zusätzlich dazu übergeht Sprungattacken auszuführen: Er läuft sechs Mal auf den Spieler zu, springt vor diesem hoch und lässt sich mit dem Bauch voran fallen. Der Spieler muss sich hier so positionieren, dass K. Rool ihn überspringt. Nach dem sechsten Sprung wirft K. Rool erneut seine Krone und ist wieder am Kopf verwundbar. In der dritten Phase des Kampfes greift er wiederum sechs Mal durch den Wurf seiner Krone an, startet jedoch früher zu laufen, so dass der Spieler der Krone und K. Rool selbst nahezu gleichzeitig auszuweichen beziehungsweise ihn am Kopf zu treffen hat.
In Donkey Kong Country 2: Diddy's Kong Quest tritt K. Rool als Pirat auf und wird im Hauptspiel durchgängig Kaptain K. Rool genannt, als Bezeichnung für einen Schiffsführer, Kapitän. Anders gehen die Entwickler in der Spieleanleitung des Spiels vor, wo stets der Name King K. Rool verwendet wird. K. Rool entführt Donkey Kong und hinterlässt auf der Insel einen Brief mit folgendem Inhalt: „Ich habe Donkey Kong entführt. Glaubt mir, ihr werdet diesen affigen Typen niemals wiedersehen! He-he-he-he!!! Eurer Lieblingsbösewicht und König aller Kremlings Kaptain K. Rool“ Antreten kann man gegen ihn in den Spielwelten Fliegendes Krokodil und nach Einsammeln aller Kremmünzen in der Verlorenen Welt. In der Spielwelt Fliegendes Krokodil findet der Kampf im Cockpit seines Schiffes hinter der Steuerungseinheit statt, in der Verlorenen Welt in einem mystischen vulkanähnlichen Konstrukt. Der Kampfablauf ist dabei nahezu identisch: K. Rool greift dabei mit seiner selbstgebauten überdimensionalen Handfeuerwaffe, der sogenannten Donnerbüchse an, indem er verschiedene Kanonenkugelarten, Giftschwaden sowie Feuer und Eis in diversen Intervallen und Salven abfeuert. Immer wieder pausiert er den Angriff jedoch und saugt mit seiner Waffe Luft ein. In diesem Moment muss eine Kanonenkugel in die Donnerbüchse geworfen werden, worauf diese kurzzeitig implodiert. Dieser Vorgang ist neun Mal zu wiederholen. In Donkey Kong Land 2 verhält es sich ähnlich: Der Kampf findet im Level „K. Rool Duel“ statt, welches sich in Kaptain K. Rools fliegendem Schiff befindet. Anders als in der SNES-Version ist Schauplatz des Duels jedoch nicht das Cockpit des Schiffs, sondern ein verliesartiges Raumgewölbe. Das Kampfverhalten von K. Rool ist dem in Donkey Kong Country 2 angenähert: Es werden in bestimmten Salven Kanonenkugeln auf den Spieler abgefeuert, wonach ein Fass auf den Kong zufliegt. In dessen Inneren befindet sich eine greifbare Kanonenkugel, welche in einem bestimmten Zeitpunkt auf Kaptain K. Rool zurückgeworfen werden muss und welche sodann von dessen Waffe eingesaugt wird und er Schaden nimmt. Dies wiederholt sich in Abänderung beziehungsweise Erhöhung der Salven, wobei K. Rool auch immer wieder die Seiten des Raumes wechselt, wobei ihm durch Überspringen ausgewichen werden muss. Nach drei Treffern bricht K. Rool kurzzeitig zusammen und ein DK-Fass erscheint. Nach einer Regeneration führt er den Kampf fort und muss weitere zwei Male getroffen werden – insgesamt mithin fünf Mal. Sodann erhält man eine Krem-Münze und kann Donkey Kong befreien.
In Donkey Kong Country 3: Dixie Kong’s Double Trouble! agiert er unter dem Namen Baron K. Roolenstein (aller Wahrscheinlichkeit nach eine Anspielung auf Viktor Frankenstein) und stellt einen Wissenschaftler dar. Auch in Donkey Kong Land III tritt er als Wissenschaftler auf, wird dort aber nur K. Rool genannt. Auch in diesen beiden Spielen tritt man zweimal gegen ihn an: Zum einen in der Spielwelt KAOS (DKC3) beziehungsweise Tin Can Valley (DKL3), zum anderen in den jeweiligen verlorenen Welten der Spiele (Krematoa in DKC3 sowie Lost World in DKL3). Der erste Kampf in Donkey Kong Country 3 findet in K. Roolensteins Unterkunft „Schloss KAOS“ statt. Dabei muss sein mit einem Rotor ausgestatteter Rucksack mehrfach mit mehreren Holzfässern getroffen werden, was durch Laserstrahlen auf dem Boden erschwert wird. Der zweite Kampf in DKC3 findet auf seinem geheimen U-Boot „Knautilus“ statt. Der Kampf an sich ist ähnlich, wobei sich K. Rool in auf einer anderen Ebene als der Spieler befindet und die Fässer ihren Weg zu ihm über Röhrensysteme finden. Außerdem verwendet man ein Stahlfass und wird zusätzlich mit Feuerbällen beschossen. Schafft man den zweiten Kampf mit Baron K. Roolenstein erhält man die 41. DK-Münze.
In Donkey Kong 64 durchschifft K. Rool am Anfang des Spiels mit seiner fahrenden Insel – die seinem Erscheinungsbild nachempfunden ist – das Meer und strandet nach einem Navigationsfehler seiner Kapitäne neben der Donkey-Kong-Insel. Er beschließt sodann den Plan, die Kong-Insel mit einem überdimensionalen Laser, dem sogenannten „Kaputt-O-Matik“, zu zerstören, was wegen einer Fehlfunktion des Lasers jedoch misslingt. K. Rool nutzt die Gelegenheit dennoch und lässt Donkey Kongs Bananen stehlen und dessen Freunde Diddy, Tiny, Lanky und Chunky Kong entführen. Nach Beendigung der Levels K. Rools Kommendatur versucht er mit seinem Luftschiff zu fliehen, wird jedoch von K. Lumsy zum Absturz gebracht. Das Luftschiff bleibt auf der Donkey-Kong-Insel liegen und kann betreten werden. Tut man dies, beginnt ein Boxkampf zwischen K. Rool und den fünf Kongs Donkey, Diddy, Tiny, Lanky und Chunky Kong. K. Rool wird in diesem Kampf als King Krusha K. Rool vorgestellt. Der Endkampf beginnt mit einer Boxrunde zwischen K. Rool und Donkey Kong. Während K. Rool immer wieder von der Mitte des Rings aus Energieringe aussendet, muss Donkey Kong ihn von vier Fässern in den Ringecken aus in dem Moment treffen, in dem K. Rool wegen seiner Interaktion mit dem Publikum unachtsam ist. Der Kampf wird sodann zwischen K. Rool und Diddy Kong so fortgesetzt, dass Diddy Kong mit Hilfe seines Rakentenrucksacks die Deckenstrahler lösen und diese auf K. Rools Kopf werfen muss. Danach tritt man mit Lanky Kong gegen K. Rool an. Dieser hat seit der Runde gegen Diddy Kong die Deckenleuchte auf seinem Schädel sitzen und kann daher nichts mehr sehen. Lanky Kong muss ihn daher mit seiner Posaune an eine Stelle im Ring locken, an die er zuvor eine Riesenbanane platziert hat. Diese überennt K. Rool, rutscht auf ihr aus und stürzt. Als Resultat die verlorenen Runde wird Rool der Deckenstrahler abgenommen. Als vierter Kong tritt Tiny Kong an, die sich durch Sprung in das Tiny-Fass schrumpfen und in diesem kleinen Zustand über ein Loch K. Rools Schuh betreten muss. Darin greift dieser sie mit seinen Zehen an, die Tiny Kong wiederum im richtigen Moment mit ihrer Waffe attackieren muss. Diese überennt K. Rool, rutscht auf ihr aus und stürzt. Der letzte Teilkampf findet zwischen K. Rool und Chunky Kong statt. Dabei greift K. Rool Chunky Kong immer wieder mit verschiedenen Anläufen und teilweise unsichtbar an, während Chunky Kong ihn in rießigem Zustand (wird durch Sprung ins Chunky-Fass erreicht) Schläge mit dem „Primaten-Punch“ zufügen muss. King K. Rool wurde in der Anfangssequenz von Donkey Kong 64 wörtlich synchronisiert; seine Stimme sowie seine übrigen Laute stammen von dem US-amerikanischen Synchronsprecher Chris Sutherland.
King K. Rool kann im Spiel Donkey Kong Jet Race als Fahrer freigeschaltet werden, indem man Candy-Mission 31 mit Erfolg abschließt. K. Rool ist dabei als einziger Fahrer nicht auf Bongos unterwegs, sondern auf einem mit einem Raketenantrieb ausgestatteten Fass. Auch in den Handheld-Donkey-Kong-Spielen DK: King of Swing und DK: Jungle Climber stellt er den Antagonisten dar. In Donkey Kong: King of Swing sollte durch die Urwaldparty der Dschungelkönig gewählt werden, wozu von den Kongs verschiedene Medaillen vorbereitet wurden. King K. Rool überfällt die Kongs jedoch und stiehlt diese Medaillen. Ziel des Spiels ist fortan, die Medaillen – die K. Rool über die Level verteilt – zurückzuholen und ihn zum Schluss selbst zu besiegen. Der Bosskampf mit ihm findet am Ende der Spielwelt K. Kreuzer statt: Man tritt gegen K. Rool in einem aus Halterungen (sogenannte Äste beziehungsweise Tafeln) bestehenden Spielfeld an, muss diesen attackieren und dabei seinen Angriffen ausweichen. Insgesamt sind für ein Obsiegen vier Treffer notwendig; man erhält sodann die letzte goldene Medaille und Donkey Kong fliegt die übrigen Medaillen im Abspann des Spiels mit K. Rools Fluggerät (symbolisch) zurück. In den Urwaldpartymodi ist King K. Rool auch selbst spielbar, sobald der Spieler zwölf Goldmedaillen in diesen sammeln konnte. Er hat dabei die Eigenschaften Sprung 1/5 und Angriff 5/5.
Seinen ersten Auftritt in einem Super-Mario-Spiel hatte er 2008 in Mario Super Sluggers. Im August 2018 hat Nintendo angekündigt, dass King K. Rool einer von 74 Kämpfern im am 7. Dezember 2018 für die Nintendo Switch erschienenen Spiel Super Smash Bros. Ultimate sein wird. Dort kann der Spieler erstmals viele Attacken selbst einsetzen, die in der Donkey-Kong-Reihe von K. Rool gegen ihn verwendet wurden: So kann man durch Spezialattacken K. Rools Krone – basierend auf dem Endkampf aus Donkey Kong Country – nach links und rechts werfen. Sie kehrt nach einer gewissen Distanz zurück und verursacht Schaden sowohl auf dem Hin- als auch auf dem Rückweg. Außerdem kann K. Rool seine Donnerbüchse verwenden, die – ähnlich dem Endkampf in Donkey Kong Country 2: Diddy’s Kong Quest – eine Kanonenkugel abfeuert und sodann die Ansaugmechanik aktiviert. Dadurch werden nahestehende Gegner eingesaugt und weggeschleudert, wodurch ein Basisschaden von 12 verursacht wird. Durch seinen sogenannten Seitwärts-Smash kann King K. Rool seine aus Donkey Kong 64 bekannten Boxhandschuhe als Schlagwerkzeug einsetzen und durch einen Speziallattacke nach oben kann er seinen mit einem Rotor ausgestatteten Rucksack aktivieren, der in Donkey Kong Country 3: Dixie Kong’s Double Trouble! eingeführt wurde.
In der Serie Donkey Kongs Abenteuer übernimmt er ebenfalls die Rolle von Donkey Kongs Widersacher, der stets versucht, die wertvolle Kristallkokosnuss zu stehlen. In der Serie wurde sein Name in der deutschen Fassung in King Kroko geändert, in den Original-Versionen trägt er jedoch den gewöhnlichen Namen King K. Rool. Er wird in der Serie als recht intelligent dargestellt, trotzdem werden seine Versuche in den Besitz der Kristallkokosnuss zu kommen stets von Donkey Kong vereitelt. Dies unter anderem auch wegen des fehlenden Intellekts seiner Truppen. Synchronisiert wurde King Kroko von Helmut Krauss.

###### Erscheinungsbild
King K. Rool stellt ein Echsenwesen dar, das vom Erscheinungsbild an ein Krokodil angenähert, im Unterschied dazu aber zur Bipedie fähig ist. Er besitzt eine grün-schuppige Haut und an seinem Bauch sowie der Brust ist ein goldfarbener Panzer angebracht. Er wird in den Donkey-Kong-Spielen durchgängig mit einem entzündeten und dadurch vergrößertem linken Auge dargestellt. Sein Erscheinungsbild variiert in den Spielen, insbesondere je nachdem, welche Figur er gerade repräsentiert. Als King K. Rool (insbesondere in DKC und DK64) trägt er ein rotes Cape und eine vielgezackte, goldene Krone. Sein Cape wird dabei auf den meisten (insbesondere neueren) Darstellungen durch ein einen blauen Edelstein als Schnalle befestigt, teilweise wird dieser jedoch auch grünfarben dargestellt oder fehlt gänzlich. Bei seinem Auftreten als Kaptain K. Rool (insbesondere in DKC2) wurde seine Krone durch einen Piratenhut ersetzt, als Kleidung trägt er eine Art Umhang sowie einen Gürtel mit einer Totenkopfschnalle. Dort ist er außerdem mit einer Art überdimensionalen Schrotflinte ausgestattet, welche sogar Kanonenkugeln verschießen kann. Als Baron K. Roolenstein (insbesondere in DKC3) besitzt er erstmals keine wirkliche Kopfbedeckung mehr, sondern hat nur ein Stethoskop auf dem Kopf und ist mit einem weißen Kittel bekleidet. Außerdem trägt er einen mit einem Rotor ausgestatteten Rucksack (in Super Smash Bros. Ultimate als „Ein-Reptil-Helikopter“ betitelt), mit dem er schweben kann. An seinem Hals sind Schrauben oder Nägel zu erkennen, welche wohl als eine Hommage an Frankensteins Monster zu deuten sind.

###### Familiärer und sozialer Umgang
Im Ergebnis wegen Widersprüchen in den offiziellen Angaben nicht klar belegbar ist, ob es sich bei Kaptain K. Rool und Baron K. Roolenstein nur um die Alter Egos von King K. Rool oder um andere Figuren handelt. Ganz überwiegend wird die erste Auffassung als richtig dargestellt. Beispielsweise schreibt Nintendo bei der Beschreibung von King K. Rool im offiziellen Spieleberater von DK64:

„Vor fünf Jahren trat das finstere Oberhaupt der Kremlings zum ersten Mal auf den Plan. Niemand weiß, woher er gekommen ist. Aber seine Absichten waren und sind eindeutig! Der krokodilgesichtige Übeltäter hatte es seit jeher auf den Bananenschatz der Kongs abgesehen. Bereits dreimal hat er den Dschungel auf den DK Inseln in Unruhe versetzt, und bereits dreimal haben die Kongs mit vereinten Kräften das Unheil abwenden können.“

Ferner ist dort zu lesen:

„Zuerst begaben sich Donkey und Diddy auf die gefahrvolle Reise, um dem fiesen Reptil die Bananen wieder abzujagen. Einige Zeit später geriet Donkey selbst in die Hände des bösen Königs. Damals gelang es Diddy und Dixie in einer wagemutigen Befreiungsaktion, ihren Freund zu retten und King K. Rools Pläne zu vereiteln. Aber das Böse schläft niemals, und so holte K. Rool ein drittes Mal zum Schlag gegen den Kong-Clan aus. Diesmal waren es Dixie und Kiddy, die dem Herrscher über das Reptilienreich Einhalt boten. Seit diesem Zeitpunkt sinnt der finstere Monarch nur noch auf eins: Rache!“

Diese Darstellung wird auch dadurch untermauert, dass Rare die Differenzierung zwischen den Namen nicht durchgängig einhält. So ist beispielsweise in der Spieleanleitung von Donkey Kong Country 2: Diddy's Kong Quest – in dem eigentlich Kaptain K. Rool auftritt – durchwegs von King K. Rool die Rede, ebenso in der Spieleanleitung von Donkey Kong Land 2. Nicht nur Rare selbst, sondern auch andere offizielle Quellen unterscheiden oft nicht zwischen King K. Rool und Kaptain K. Rool. Ferner ist im Kontext zu Kaptain K. Rool immer wieder davon die Rede, er sei zurückgekehrt, was bei einer Gesamtbetrachtung nur dann Sinn ergibt, wenn King K. Rool und Kaptain K. Rool als dieselbe Figur verstanden werden.
Zu diesen Angaben in Widerspruch stehend geben die Entwickler bei der Throphäenbeschreibung von King K. Rool in Super Smash Bros. Brawl wiederum an:

„Oberster Anführer der Kremlings, der Bananen von Donkey Kong stahl und Diddy Kong entführte. Er ist ein wahrer Meister der Arglist – am Boden liegend täuscht er seine Niederlage vor, nur um im nächsten Spiel wieder aufzutauchen und eine neue Gemeinheit auszunutzen. Sein Bruder, Kaptain K. Rool, spielte eine tragende Rolle in Donkey Kong Country 2.“

Da einzig die Beschreibung der Throphäe in Super Smash Bros. Brawl Kaptain K. Rool als den angeblichen Bruder von King K. Rool nennt und auf Grund der Tatsache, dass insbesondere Rare, aus deren Feder sowohl King K. Rool als auch Kaptain K. Rool stammen, diese als identisch angibt, ist eher davon auszugehen, dass King K. Rool bei den anderen Namen lediglich Alter Egos verwendet, es sich aber um dieselbe Figur handelt.
In Donkey Kong Country 3: Dixie Kong’s Double Trouble! erwähnt K. Roolenstein beiläufig, dass er eine Ehefrau habe. Besiegen die Kongs nämlich den Roboter KAOS im Schloss KAOS sagt Baron K. Roolenstein: „Oh nein! Was hast Du getan!!! Meine Frau bringt mich um! Ich benutzte alle ihre Töpfe und Pfannen, um ihn zu…und Du hast ihn einfach so umgehauen wie eine Pyramide leerer Blechdosen!“. Immer wieder wird auf Fanseiten in diesem Zusammenhang der Name „Queen K. Rool“ erwähnt; dieser ist jedoch von Fans frei erfunden worden und wird von den Entwicklern niemals offiziell verwendet. In Bezug auf K. Roolenteins Zitat aus DKC3 gab Rare außerdem auf eine Fanfrage hin an, dieses sei nicht zwingend wörtlich gemeint, sondern könne als Anspielung auf eine typische Aussage der britischen Komiker Vic Reeves und Bob Mortimer auch nur als britischer Humor verstanden werden.
K. Rool erwähnt in Folge 2x1 von Donkey Kongs Abenteuer, Das Kongo Bongo Lichterfest (im Original La fête des lumières de Kongo Bongo), seine Mutter und (mehrere) Geschwister. Auf der japanischen Internetpräsenz zu Donkey Kong 64 gibt Nintendo ferner an, K. Lumsy sei der kleine Bruder King K. Rools. In anderssprachigen Quellen wird dies nicht bestätigt.
In Episode 2x12 von Donkey Kongs Abenteuer – Mein Freund der Feind (im Original Les ennemis intimes) – wird aufgezeigt, dass King Kroko als junger Erwachsener mit seinem jetzigen Feind Bubbles (Cranky Kong) gut befreundet war. Es kam jedoch zu einem Streit zwischen den beiden, insbesondere auf Grund von einer Schummelei King Krokos bei einem Wettstreit zwischen ihm und Bubbles, bei dem der Bessere von ihnen ermittelt werden sollte. Seither leben die beiden größtenteils in Feindschaft. Zwar näherten sie sich Jahre nach besagtem Wettkampf kurzzeitig wieder freundschaftlich an, zerstritten sich aber alsbald wieder aus einem ähnlichen Grund wie in ihren jungen Jahren.
King K. Rool ist der König und Oberbefehlshaber der Kremlings und sonstiger Gegnergruppen, die ihm in aller Regel loyal gegenüberstehen. Er wird in den Spielen und seinen sonstigen Auftritten durchgängig als hoch intelligent, berechnend und erbahmungslos dargestellt. Dass seine Pläne sehr oft nicht in die Tat umgesetzt werden können, liegt zumeist am fehlenden Können seier Untergebenen.

###### Trivia

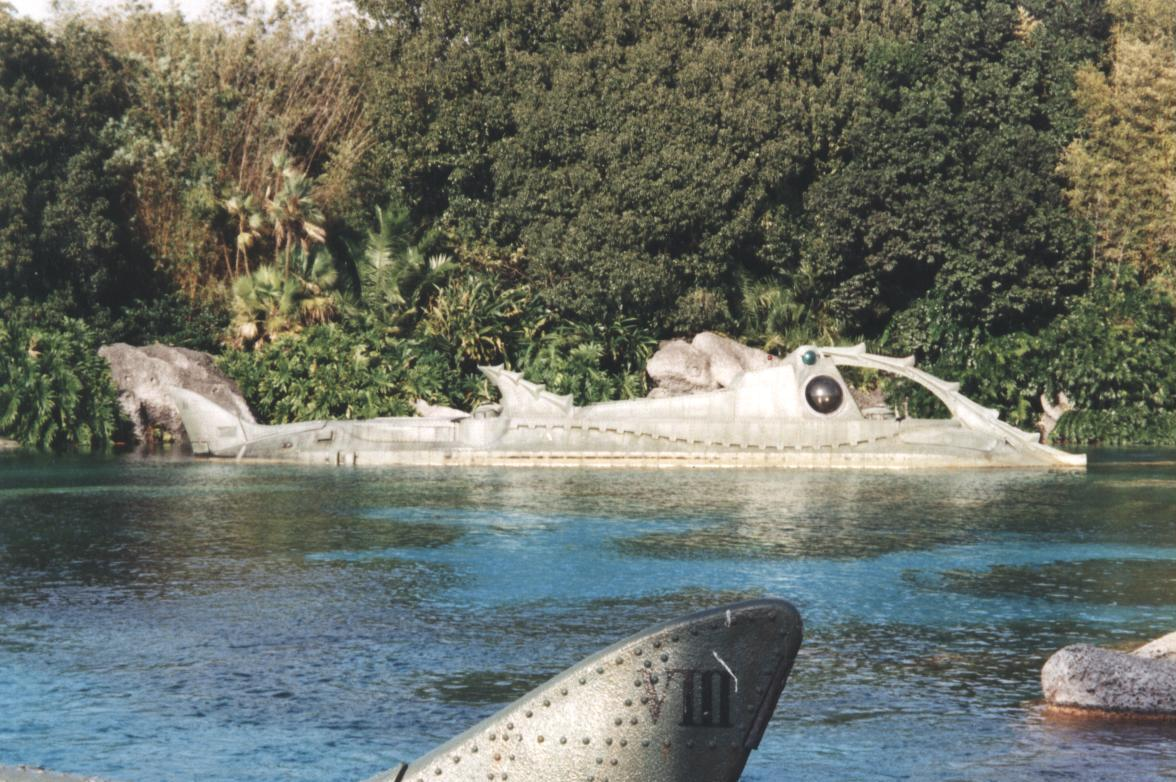
Nachbildung des fiktiven Unterseeboots Nautilus im Walt Disney World Resort, auf dem K. Rools Unterseeboot Knautilus basiert.

Der Name K. Rool ist ein Wortspiel, das für das englische Adjektiv cruel (ˈkro͞oəl) steht, welches auf Deutsch übersetzt „grausam“ bedeutet. King ist das englische Wort für König. Was der Buchstabe K. in seinem Namen abkürzt, wurde von den Entwicklern nie offengelegt und gilt bis heute als ein Mysterium der Donkey-Kong-Reihe. Die Rareentwickler erklärten, das K stünde für nichts und solle den Charakter lediglich wichtiger wirken lassen, als er sei. Ferner wurde von diesen mitgeteilt, es wäre sicher ein besserer Name entstanden, hätten sie fünf Minuten länger nachgedacht. Beide Erklärungen werden jedoch allgemein als reine Scherzerklärungen aufgefasst und nicht als erst gemeinte Statements. Der Name von K. Roolensteins U-Boot, „Knautilus“, leitet sich aller Wahrscheinlichkeit nach von Nautilus ab, dem fiktiven Unterseeboot aus Jules Vernes Romanen 20.000 Meilen unter dem Meer und Die geheimnisvolle Insel, auf dem K. Rools U-Boot auch optisch basiert.
In Super Smash Bros. Melee, Super Smash Bros. Brawl, Super Smash Bros. for Nintendo 3DS und Super Smash Bros. for Wii U sind King-K.-Rool-Throphäen enthalten. Außerdem erschien anlässlich seines Auftritts in Super Smash. Bros Ultimate im Februar 2019 eine amiibo-Figur von ihm (Super Smash Bros. Collection). Diesbezüglich tritt King K. Rool auch im Ankündigungstrailer der Figuren Banjo und Kazooie als neue Charaktere von Super Smash Bros. Ultimate auf.
King K. Rool wird in diversen Ranglisten in Bezug auf Videospielgegner angeführt: So belegt er Platz 9 der Top 10 der ikonischten Nintendo-Gegnern (im Original „Top 10 Most Iconic Nintendo Villains“) im Ranking der amerikanischen Videospielwebsite Gamerant und auf der Liste der Top 10 der Nintendo-Gegner (im Original: „Top 10 Nintendo Villains“) der Webseite ScrewAttack wird King K. Rool ebenfalls auf Platz 9 aufgelistet. Das Webvideounternehmen WatchMojo.com listet King K. Rool ferner auf Platz 7 der Top 10 der größten Videospiel-Bosse (im Original: „Top 10 Greatest Video Game Bosses“) auf und die Zeitschrift New York wählte ihn auf Platz 85 der 100 schwersten Videospiel-Bosse (Originalbezeichnung „The 100 Hardest Video Game Bosses, ranked“).
Ursprünglich war bei Entwicklung von Donkey Kong Country nicht King K. Rool als Anführer der Kremlings vorgesehen, sondern eine Figur names Krudd, von der jedoch nur Konzeptzeichnungen veröffentlicht wurden, welche von dem Raremitarbeiter James Ryman stammen. Diese sollte wie K. Rool einem Krokodil ähneln, wurde ansonsten jedoch optisch sehr abweichend von K. Rool gestaltet. Sie trägt eine Art Rüstung und besitzt eine weitaus länglichere Schnauze als King K. Rool. Ferner war im Anfangsstadium der Entwicklung nicht von King K. Rool, sondern von Kommander K. Rool die Rede. Beide Ideen wurden jedoch verworfen und schlussendlich King K. Rool in seiner heutigen Darstellung in das Spiel eingefügt, welche hauptsächlich von Donkey-Kong-Country-Miteinwickler Steve Mayles stammt.
Die Ankündigung, King K. Rool käme in Super Smash Bros. Ultimate zurück, wurde von Fans äußerst positiv aufgenommen und führte zu verschiedenen Projekten, die erreichen sollen, dass dieser auch in weiteren Spielen wieder als Charakter vorhanden ist. So wurden auf sozialen Netzwerken die Hashtags „#BRINGBACKKROOL“ sowie „#KROCTHEVOTE“ verbreitet und im August 2018 ein Offener Brief mit tausenden Unterschriften an Nintendo versandt, um die Begeisterung für King K. Rool deutlich zu machen. Dieser wurde im November 2018 von Nintendo auch beantwortet und mitgeteilt, man würde sich über die Liebe zu K. Rool sehr freuen und diese teilen. Weitere offizielle Ankündungen zu Auftritten von K. Rool folgen bis dato jedoch nicht.

##### König Qual
König Qual (seine Figur in DKCTF ist mit Seine Frostigkeit König Qual betitelt, im Original Lord Frederick, the Snomad King oder auch nur Lord Frederick, jap. ロード・フレドリック, hep. Rōdō Furedorikku) ist Antagonist und finaler Endgegner aus Donkey Kong Country: Tropical Freeze.

###### Auftritte
König Qual wurde im Jahr 2014 vom Entwicklerstudio Retro Studios im Wii-U-Spiel Donkey Kong Country: Tropical Freeze als neuer Gegner eingeführt und trat bis jetzt auch nur in diesem und dem identischen Nintendo-Switch-Port auf. In DKCTF greift König Qual zusammen mit seinen Untergebenen, den sogenannten Viehkingern, an Donkey Kongs Geburtstag dessen Insel an und befördert diese in einen ewigen Winter, indem er mit seinem magischen Horn einen gewaltigen Schneesturm erzeugt. Dadurch wird ferner ein starker Orkan ausgelöst, der Donkey Kong und seine Freunde auf eine weit entfernte Insel schleudert.
Der Kampf mit König Qual findet im Level „6-Boss Frostfeuriges Finale“ der Spielwelt Donkey Kong-Insel statt. Nachdem Donkey Kong und sein vom Spieler gewählter Begleiter König Quals Thronsaal betreten haben, zerstört Donkey Kong eine Eisschicht am Boden, woraufhin die Kongs und König Qual in eine unter dem Thronsaal gelegene Lavakammer fallen. Dort beginnt der Kampf, der auf einer Plattform stattfindet, die in einem Lavasee schwimmt. König Qual steht dabei zunächst auf einer nach hinten versetzten zweiten Plattform und bläst mit seinem Horn sieben Gegner in Eiskugeln auf die Kongs, die von oben herabfallen und von denen drei auf der Plattform verbleiben. Einer dieser Gegner muss nun auf König Qual zurückgeworfen werden, während dieser versucht dem Angriff auszuweichen. Trifft man ihn, springt er auf die vordere Plattform und greift die Kongs zunächst mit stierähnlichen Angriffen mittels sich auf seinem Helm befindlichen Hörnern an. Während dieser Angriffe kann er selbst auf seinem Rücken getroffen werden. Danach springt er hin und her, wodurch sich Teile der Plattform in die Lava absenken. Berührt man die Lava, ist der Kampf sofort beendet, unabhängig davon, wie viele Herzen man noch übrig hat. Kurz darauf springt er wieder auf die zweite Plattform zurück, und der Kampfablauf beginnt von vorn. Allerdings schießt König Qual zusätzlich mit Eis auf die Kongs, das die Kongs zunächst beim Herunterfallen verletzen kann und die Plattform zudem vereist und somit rutschig macht. Später wird der Kampf dadurch erschwert, dass König Qual so auf die vordere Plattform springt, dass diese zunächst in die Höhe katapultiert wird und die Teile anschließend einzeln und zeitversetzt in die Lava zurückfallen und kurzzeitig untertauchen. Dabei muss man zunächst auf den richtigen Teilen stehen bleiben und danach auf die zuerst eingetauchten und damit früher wieder auftauchenden Plattformteile springen. Zudem beschießt König Qual die Kongs gegen Ende des Kampfes mit mehreren Eisdrachen, die er aus seinem Horn bläst. Insgesamt sind neun Treffer notwendig, um König Qual zu besiegen.
Für diesen Sieg erhält der Spieler zwei Prozent Spielfortschritt und ein sogenanntes mysteriöses Artefakt. Außerdem kann Donkey Kong im Abspann das Horn von König Qual einfangen und die Insel somit vom Eis befreien. Konnte der Spieler auch die anderen sechs Artefakte einsammeln, die man erhält, wenn man die K-Level in den einzelnen Spielwelten abschließt, kann er die letzte und geheime Spielwelt Incognito Island betreten.

###### Erscheinungsbild
König Qual ist im Grundsatz einem Walross nachempfunden, besitzt jedoch Beine und ist zu einem aufrechten Gang fähig. Über seinen für Walrosse typischen Stoßzähnen befindet sich ein großer und buschig dargestellter schwarzer Schnurrbart, der den größten Teil seines Gesichts verdeckt und dieses so nahezu unkenntlich macht. Zu sehen sind über diesem Schnurrbart lediglich seine Augen, die von Entwicklern hellblau leuchtend und ohne Pupillen dargestellt werden.
Er ist mit einem Rock aus Fell bekleidet, der durch einen Gürtel mit einer hellblau strahlenden Schnalle gehalten wird. Als Oberbekleidung trägt König Qual lediglich ein Cape aus weißem Fell, ansonsten ist er oberkörperfrei. Als Kopfbedeckung trägt er eine Art Vendelhelm, auf dem sich wiederum zwei lange Hörner befinden. An seinen Handgelenken trägt er zudem manschettenähnliche Rüstungsteile. König Quals primäre Angriffswaffe ist ein überdimensionales Blashorn, aus und mit dem er verschiedene Gegenstände herausschleudern und Schneestürme erzeugen kann.

###### Familiärer und sozialer Umgang
König Qual ist der Anführer der sogenannten Viehkinger, wikingerähnlichen Tieren, die aus dem Eismeer stammen.

###### Trivia
In der deutschen Fassung des Spiels verwenden die Entwickler mit König Qual einen vom Originalnamen (Lord Frederick) gänzlich abweichenden Namen, was für die Spiele der Donkey-Kong-Reihe eher untypisch ist. Ferner wird durch die Wortwahl Qual unweigerlich eine negative Assoziation hervorgerufen, die sich im ursprünglichen Namen so nicht findet. In Super Smash Bros. Ultimate ist König Qual als Geist Nummer 166 (Primär-Geist, Rang Junior) vorhanden.

##### Wizpig
Wizpig (jap. ウィズピッグ, hep. wizpig) ist der Antagonist in den Funracer-Spielen Diddy Kong Racing und Diddy Kong Racing DS.

###### Auftritte
Wizpig debütierte 1997 im Nintendo-64-Spiel Diddy Kong Racing. Die Handlung des Spiels findet auf Funoria statt, einer fiktiven tropischen Insel, auf der sich verschiedene Rennstrecken und Trainingskurse befinden, auf denen zukünftige Rennfahrer und Piloten ausgebildet werden. Die Insel wird von dem magischen Elefanten Taj verwaltet, der in seiner Jugend zusammen mit Wizpig die sogenannte magische Hochschule besuchte. Wizpig benutzte seine magischen Fähigkeiten während der Studienzeit zum Großteil dazu, das Schulgebäude zu verwüsten und Unfrieden zu stiften, worauf er der Hochschule verwiesen wurde. Die Folgezeit verbrachte Wizpig hauptsächlich im Weltraum, suchte jedoch auch immer wieder Planeten auf, die er solange in Chaos versetzt, bis bei ihm Langeweile einkehrt.
Aus persönlichen Rachegründen gegenüber seinem ehemaligen Studienkollegen Taj sucht er schließlich auch Funoria auf und belegt diese mit einem magischen Fluch, der darin besteht, dass sämtliche Strecken und Kurse durch einen Zauber versiegelt wurden. Wizpigs Kräfte sind so enorm, dass sie die der übrigen Charaktere und selbst Tajs weit übersteigen. Daher schließt sich Taj mit dem Affen Diddy Kong, dem Tiger Timber, der Maus Pipsy, dem Bären Banjo, dem Eichhörnchen Conker, dem Waschbären Bumber, der Schildkröte Tiptup, dem Kremling Krunch und dem Huhn Drumstick zusammen, um den Fluch zu brechen.
Das Brechen des Fluchs kann durch das Gewinnen verschiedener Rennen und dem Obsiegen über mehrere Endgegner erreicht werden. Am Ende des Spiels kann der Spieler sodann gegen Wizpig selbst antreten. Das Rennen findet während eines Gewitters auf einem Berg statt und erstreckt sich über drei Runden. Nachdem Wizpig dem Spieler (sowohl synchronisiert, als auch angezeigt durch Bilmschirmtext) mitgeteilt hat, er könne nicht besieht werden („You can't beat ME!“, auf Deutsch wörtlich „Du kannst mich nicht schlagen!“), startet das Rennen. Wizpig befindet sich bei diesem nicht wie der Spieler in einem Kart, sondern läuft und schwebt über die Strecke. Gewinnt man das Rennen, löst sich Wizpig in einem großen Lichtkegel in Luft auf, das Gewitter legt sich und der Fluch ist (vorerst) gebrochen. Im Abspann des Spiels feiern die Fahrer zunächst ihr Obsiegen an einem Strand; jedoch kehrt Wizpig noch einmal zurück und entschuldigt sich sarkastisch (sowohl synchronisiert, als auch angezeigt durch Bilmschirmtext) dafür, die Feier zu stören („Sorry to break the party WORMS! But i HAD to say GOODBYE!“, auf Deutsch wörtlich „Tut mir Leid, die Party zu unterbrechen, [ihr] Würmer! Aber ich musste noch Aufwiedersehen sagen!“). Als er beginnt, den Strand durch sein Raumschiff zu beschießen, bricht unter den Fahrern zunächst Panik aus. Wizpig verschwindet jedoch, kündigt allerdings (sowohl synchronisiert, als auch angezeigt durch Bilmschirmtext) auch an, zurückzukehren („See ya later WORMS!“, auf Deutsch wörtlich „Ich sehe euch später, [ihr] Würmer!“).
Sodann findet noch ein finales Rennen gegen Wizpig statt, welches ebenfalls auf einer Art Berg abläuft und sich wiederum über drei Runden erstreckt. Dies Rennen absolviert der Spieler in einem Flieger, Wizpig sitzt auf einer Rakete und fliegt mit dieser über den Parcours. Auf der Strecke befinden sich Steine und Laserstrahlen als Hindernisse, zudem wird der Spieler immer wieder beschossen. Nach einem Sieg verliert Wizpig sodann die Kontrolle über seine Rakete, wird in das Weltall hinausgeschleudert und explodiert in einem Lichtkegel. Daraufhin findet eine weitere ausgelassene Feier unter den Fahrern statt. In der allerletzten Sequenz ist jedoch nochmals Wizpigs Raumschiff zu sehen und man hört sein tiefes Lachen.
Auch in dem Nintendo-DS Ableger Diddy Kong Racing DS aus dem Jahr 2007 tritt Wizpig als finaler Endgegner auf. Er ist dort allerdings auch selbst als Fahrer freispielbar, indem man den Abenteuer Modus 2 absolviert.

###### Erscheinungsbild
Wizpig ist im Grundsatz einem Schwein nachempfunden, geht jedoch – wie für die auf Tieren basierenden finalen Endgegner der Donkey-Kong-Spiele typisch – aufrecht. Er ist mit einer Art lila-roten Anzug bekleidet, welcher durch einen Gürtel behalten wird. Ferner trägt er ein lilafarbenes Cape.

###### Familiärer und sozialer Umgang
Über Wizpigs familiären und sozialen Umgang enthalten die Spiele nur wenig Informationen. Dargestellt wird lediglich, dass er in seiner Jugend an der sogenannten magischen Hochschule ausgebildet wurde, jedoch nach Verwüstung des Schulgebäudes der Schule verwiesen wurde. Der Elefant Taj war sein Studienkollege, zwischen ihnen besteht jedoch kein gutes Verhältnis.

###### Trivia
Der Name Wizpig setzt sich aus den englischen Substantiven wizard (auf Deutsch „Zauberer“) und pig (auf Deutsch „Schwein“) zusammen.

### Hauptgegnertruppen
Unter Hauptgegnertruppen werden in diesem Artikel all diejenigen Gegnergruppierungen verstanden, die in den einzelnen Spielen jeweils hauptsächlich auftreten und sich einer bestimmten Gattung zuordnen lassen. In der Regel sind bestimmte Gegnergruppierungen nur in speziellen Leveltypen zu finden, immer wieder treten sie jedoch auch unspezifisch im gesamten Spiel auf. Bei den Hauptgegnertruppen stehen die aufgeführten Namen in aller Regel nicht für eine bestimmte Figur, sondern repräsentieren eine Mehrzahl an Gegnern, die zwar identisch heißen und aussehen, jedoch in den Donkey-Kong-Spielen vielzählig auftreten. Sowohl die Abschnitts- als auch die finalen Endgegner gehören nicht selten den unter Hauptgegnertruppen genannten Spezies an; sie werden in diesem Abschnitt jedoch nicht nochmals separat aufgeführt.

#### Kremlings
Kremlings (selten auch Kremlinge genannt) sind die Hauptgegnertruppen in Donkey Kong Country 1–3, Donkey Kong Land 1–III und in Donkey Kong 64. Sie unterliegen dem Befehl von King K. Rool.
Bei den Kremlings handelt es sich regelmäßig um krokodilähnliche Wesen, die jedoch zumeist zu einem aufrechten Gang fähig sind. Es wird angegeben, sie gehörten der Tiergruppe der Reptilien an. Die Kremlings wurden 1994 in Donkey Kong Country eingeführt und sind auch in Donkey Kong Country 2: Diddy’s Kong Quest und Donkey Kong Country 3: Dixie Kong's Double Trouble! vorhanden. Die Kremlings waren ursprünglich allerdings nicht für die Donkey-Kong-Country-Reihe vorgesehen, sondern sollten in dem eigenen Spieltitel Johnny Blastoff versus the Kremling Armada auftauchen, welches jedoch schlussendlich nicht entwickelt wurde.
Bei den Nachfolgern Donkey Kong Country Returns und Donkey Kong Country: Tropical Freeze wurden die Kremlings wiederum von dem neuen Entwicklerstudio Retro Studios durch die Tikis beziehungsweise die sogenannten Viehkinger ersetzt. Die Gründe hierfür sind nicht genauer öffentlich gemacht worden. Teilweise wird angenommen, ein erneutes Einsetzen der Kremlings sei nach dem Verkauf des Entwicklerstudios Rare an Microsoft im Jahr 2002 aus rechtlichen Gründen nicht mehr möglich gewesen. Da jedoch allgemein davon ausgegangen wird, dass Microsoft mit dem Kauf die Rechte an der Donkey-Kong-Reihe nicht miterwarb, wird teilweise auch vertreten, die neuen Entwickler seien mit der Einführung neuer Gegner schlicht eigenen Ideen gefolgt. Gegen die Annahme, die Kremlings seien aus Rechtsgründen aus den Spielen entfernt worden spricht insbesondere auch, dass King K. Rool als einer von 74 Kämpfern im von Nintendo vertriebenen Spiel Super Smash Bros. Ultimate auftritt. Auf diese Frage angesprochen erklärte Nintendo-Entwickler Kensuke Tanabe:

„This is something we actually talked about fairly early on with Miyamoto-San, and were getting together and we're like, what are we going to do about King K. Rool? Is he coming back? And we thougt about it and said: 'well...does he really need to? Why don't we just come up with something completely new, and this time make sure there are no crocodiles in there.“

Frei übersetzt als:

„Das ist etwas, über das wir tatsächlich ziemlich früh mit Herrn Miyamoto gesprochen haben. Wir saßen zusammen und dachten uns: Was machen wir mit King K. Rool? Kommt er zurück? Wir dachten darüber nach und sagten: Nun ja, muss er das wirklich? Warum machen wir nicht etwas komplett neues und stellen diesmal sicher, dass keine Krokodile auftauchen.“

Die Entwickler haben bei den Kremlings die sprachliche Auffälligkeit eingesetzt, nahezu alle Namen der jeweiligen Kremlings mit dem Buchstaben K beginnen zu lassen.
Im Einzelnen sind folgende (feindlich gesinnte) Kremlings in den Donkey-Kong-Spielen vorhanden:
- Bazukas treten in diversen Leveln der Spiele Donkey Kong Country 3: Dixie Kong's Double Trouble! und Donkey Kong Land III auf. Sie stellen eher kleinliche, organgefarbene Kremlings dar, die mit einer Schusswaffe ausgestattet sind, die ihre eigene Körpergröße nicht unwesentlich übersteigt. Diese Waffe ähnelt äußerlich grob der – für die Kremlingsart namensgebende – Handfeuerwaffe Bazooka und ist mit einem Laservisier ausgestattet.[243] Die Munition dieser Waffe stellen normale, Stahl- und TNT-Fässer dar und ist unbegrenzt. Diese Fässer werden systematisch in einem nicht beeinflussbaren Rhythmus aus der Waffe geschossen. Der Schussablauf kann weder zeitlich verändert, noch gestoppt werden. In manchen Leveln ist es allerdings möglich, mittels einer Art Schalter beliebig oft die Fassart zu wechseln: So muss teilweise von normalen Fässern auf Stahlfässer gewechselt werden, um den Kremling Koin, der die DK-Münze bewacht, ausschalten zu können. In anderen Leveln ist es wiederum unabdingbar, von den tödlichen TNT-Fässern auf normale Fässer zu schalten, welche sodann als kurzzeitige Plattformen verwendet werden können. Letztlich ist es manchmal notwendig, TNT-Fässer zu verwenden, um damit andere Gegner besiegen zu können. Die Bazukas selbst sind in der Regel nicht angreifbar und lassen sich nur besiegen, indem ein TNT-Fass zielgenau auf ihren Körper geworfen wird. Ihre Handfeuerwaffe kann jedoch vom Spieler als Standplatz verwendet werden, um die richtige zeitliche Abstimmung für ein weiteres Voranschreiten abzuwarten. Die Bazukas werden von den Entwicklern als einfältig beschrieben.[241]

- Kaboings: Die sogenannten Kaboings spielen in Donkey Kong Country 2 und Donkey Kong Land 2 eine Rolle. Diese Kremlings besitzen zwei Holzbeine[244], die optisch jedoch eher als aus Eisen oder Stahl gefertigt wirken. In anderen Quellen werden diese als Federbeine[221] und Sprungfeder-Holzbeine[245] bezeichnet. Den Entschluss diese Beinprothesen anzulegen fassten die Kaboings aufgrund eines längeren Fussleidens.[244] Kaboings bewegen sich nicht gehend vorwärts, sondern kommen springend auf den Spieler zu. Ausgeschaltet werden können sie durch einen Sprung auf ihren Körper oder eine spezifische Angriffsattacke des jeweiligen Kongs. Sie sind im Grundsatz Krokodilen nachempfunden, haben jedoch eine Art braun-geflecktes Leder und menschliche Arme und Hände. An ihrer Brust ist ein goldener Brustpanzer vorhanden, als Unterbekleidung tragen sie eine Art lederne kurze Hose.

- Kabooms (der Name steht für den umsprangssprachlichen Ausruf für eine Explosion „Kaboom“, eingedeutscht „Kabumm“) treten in Donkey Kong Country 2 und Donkey Kong 64 in Erscheinung. Sie leben in einem TNT-Fass, in welchem sie sich die meiste Zeit über so verstecken, dass von außen nicht erkennbar ist, ob es sich um herkömmliches TNT-Fass handelt oder ob sich darin ein Kaboom befindet. Erst bei Annäherung an das Fass strecken die Kabooms Kopf und Beine aus ihm und rennen mit diesem auf den Spieler zu. Bei Berührung kommt es zur Explosion, bei der der Kong Schaden nimmt, sich die Kabooms jedoch auch selbst zerstören. In Donkey Kong 64 bleibt dabei ein Häufchen Asche zurück, in welchem sich noch die blinzelnden Augen der Kabooms befinden. Bei ihrem Angriff geben sie in Donkey Kong 64 als manche der wenigen wörtlich synchronisierten Charaktere (die herkömmliche Kommunikation in DK64 erfolgt über angezeigten Bildschirmtext) geben sie den Ausruf „C'mon!“ (Abbreviatur für die englische Aufforderung come on!, deutsch „komm her!“ beziehungsweise „komm schon!“, von manchen Fans auch spöttisch-süffisant assoziiert mit cum on) von sich.[246] Explodieren sie, sagen sie „Oh-Oh!“.[246] Die Entwickler stellen die Kobooms als schüchtern dar.[221] Im Spieleberater von Donkey Kong Country 2 werden sie mit den Klobbers gleichgesetzt[247], tatsächlich handelt es sich bei ihnen aber um eine unterschiedliche Kremlingsart.

- Kackles: Bei den sogenannten Kackles handelt es sich um Geisterkremlings, die Diddy und Dixie Kong in Donkey Kong Country 2 im zweiten Level der Spielwelt Düsterschlucht namens „Spukhalle“ verfolgen. Sie stellen schwebende Krokodil-Skelette ohne Beine dar. Bekleidet sind sie lediglich mit einem Kopftuch und einer Augenklappe; das nicht verdeckte Auge leuchtet blutrot auf. Zudem tragen sie – jedenfalls in den Artworks deutlich erkennbar[247] – einen Säbel bei sich. Immer wieder ist im Levelverlauf ihr tiefes Lachen zu hören. Im besagten Level bewegen sich die Kongs mit einem kleinen Schienenfahrzeug auf zu schweben scheinenden Schienen fort. Diese Schienenführung ist in Abschnitte unterteilt, die durch Holztore in Totenkopfform abgetrennt sind. Bei den meisten dieser Abschnitte wartet hinter dem Holztor ein Kackle, der sodann dicht hinter dem Spieler herfliegt. Am oberen Rand des Bildschirms wird zudem ab dem Einfahren in den Abschnitt ein Countdown eingeblendet. Ist dieser bei „0“ angelangt, greift der Kackle unausweichbar an und trifft den jeweilig gesteuerten Kong. Der Zeitablauf kann durch das Durchfahren von immer wieder auftauchenden Plus-Fässern verhindert werden, welche die Zeit wieder um den Faktor fünf erhöhen. Es sind auch Minus-Fässer vorhanden, die die Zeit entsprechend um fünf Sekunden verringern. Die Kackles sind durch die Farbe ihrer Kopftücher und die Anfangszeit der Countdowns unterscheidbar: Das Level beginnt mit der Verfolgung eines Kackles mit einem blauen Kopftuch, wobei die Zeit zunächst neun Sekunden beträgt. Im nächsten Abschnitt wird man von einem Kackles mit einem grünen Kopftuch bei einer Anfangszeit von acht Sekunden verfolgt. Es folgt ein Kackle mit gelben Kopftuch; der Countdown startet sodann bei 35 Sekunden. Letztlich tritt ein Kackle mit einem roten Kopftuch auf bei einer Startzeit von zwölf Sekunden auf. Während es sich bei dem englischen Wort „kackle“ als Variante des Wortes „to keckle“[248] (zu deutsch „kichern“) höchstwahrscheinlich nur um eine Anspielung auf das Lachen der Kackles handelt, ergibt sich durch die Beibehaltung des Originalnames in der deutschen Fassung des Spiels die sprachliche Besonderheit, dass der Name unweigerlich mit dem Nomen Kacke assoziiert wird. Auf dies wird im deutschen Spieleberater von DKC2 Bezug genommen: Es wird angeben, die Kackles seinen über ihren Namen „selbst nicht froh“.[247] Auch wenn die Kackles in DKC2 nur in einem einzigen Level auftreten, geben die Entwickler an, sie spukten auf der gesamten Krokodilinsel umher.[249][250]

- Kalypso: Kalypso ist der einzige in den Donkey-Kong-Spielen vorkommende weibliche Kremling. Sie tritt im Spiel Donkey Kong Jet Race auf[51], wo sie die Eigenschaften Beschleunigung: ☆☆☆☆☆; Höchstgeschwindigkeit: ☆☆☆☆; Handling: ☆☆☆ ausweist.[251] Freigeschaltet wird sie, sobald im Sapphire Cup mit einem Kremling der Gesamtsieg errungen wurde.[252] Kalypso ist deutlich einem Krokodil nachempfunden, jedoch wie bei den Kremlings üblich in der Lage, aufrecht zu gehen. Außerdem hat sie menschliche Arme. Beleidet ist sie am Oberkörper mit einem sehr knappen, BH-ähnlichen pinken Oberteil, von dem ihr Bauch nicht bedeckt wird. Als Beinbekleidung trägt sie eine blaue Jeans-ähnliche Hose; über Fussbekleidung verfügt sie nicht, vielmehr ist sie barfuß. Ihre Frisur besteht aus einem sehr voluminösen pinken Afro. Von Kalypso ist eine Trophäe im Spiel Super Smash Bros. Brawl vorhanden, in deren Beschreibung dargelegt wird, dass ihr die Kremling-Krew blind vertraue und in ihr eine Art Anführerin sehe. Ferner heißt es, sie verfüge über ausgezeichnete Reflexe uns sei begabt in Tanz und Sport. Letztlich wird angegeben, Kalypsos Clubhaus sei unter den Kremlings sehr beliebt. Auch in Super Smash Bros. Ultimate tritt sie auf, sie stellt dort Geist Nummer 168 dar (Sub-Geist, Rang Junior).

- Kannons (der Name steht für das englische Wort cannon, zu deutsch „Kanone“) sind in mehreren Leveln in Donkey Kong Country 2 vorhanden. Bei ihnen handelt es sich um dicklich dargestellte, lilafarbene Kremlings, die lediglich mit einem Piratenhut, einem Gürtel und Stiefel bekleidet sind. Unter dem Arm tragen sie eine Kanone bei sich, die mit unbegrenzter Munition in waag- und senkrechter Flugbahn Kanonenkugeln verschießt. Teilweise dienen diese nur dem Angriff, in manchen Leveln sind sie jedoch notwendig, um Eingänge zu Bonusspielen freischießen zu können.

- Kasplats sind überdurchschnittlich kräftige Kremlings, die in Donkey Kong 64 die Blaupausen von King K. Rools Kaputt-O-Matik beschützen. In jedem Level gibt es fünf dieser Gegner; sie müssen durch mehrere Angriffe besiegt werden und lassen dann die entsprechende Blaupause fallen. Wessen Blaupause der jeweilige Kasplat bei sich trägt ist durch deren Haarfarbe erkennbar: Diese ist ursprünglich identisch mit der entsprechenden Farbe der individuellen Items des Kongs, dessen Blaupause Kasplat bewacht. Hat ein Kasplat folglich Donkey Kongs Blaupause bei sich ist sein Haar gelb, handelt es sich um Diddy Kongs Blaupause ist sie rot, bewacht er Tiny Kongs Blaupause ist sie lila, beschützt er Lanky Kongs Blaupause ist sie blau und führt er Chunky Kongs Blaupause mit sich ist sie grün. Hat man in einem Level die jeweilige Blaupause bereits eingesammelt, ist dies dadurch erkennbar, dass Kasplats Haar sodann grau angezeigt wird. Kasplats treten neben der Bewachung der Blaupausen auch in diversen Kronenkämpfen gegen die Kongs an. Die Stimmen sowie die übrigen Laute der Kaspalts stammen von dem US-amerikanischen Synchronsprecher Chris Sutherland.[205]

- Kass ist eine der wenigen Figuren in den Donkey-Kong-Spielen, die als Kinder dargestellt werden. Sie ist in Donkey Kong Jet Race von Beginn an spielbar[51] und weist dort folgende Eigenschaften auf: Beschleunigung: ☆☆☆☆☆, Höchstgeschwindigkeit: ☆; Handling: ☆☆☆☆.[253] Kass hat langes rotes Haar und ist mit einem lila-rosa gestreiften Oberteil mit einem Totenkopf darauf bekleidet. Neben ihrem Auftritt in Donkey Kong Jet Race trat sie bis dato nur als Trophäe im Spiel Super Smash Bros. Brawl in Erscheinung. In deren Beschreibung wird dargelegt, Kass sei besonders klug und habe Angst vor Fröschen. Außerdem sei Dixie Kong ihre Rivalin.

- Kip ist neben Kass das zweite spielbare Kremlingskind in Donkey Kong Jet Race.[51] Es hat folgende Eigenschaften: Beschleunigung: ☆☆☆☆; Höchstgeschwindigkeit: ☆; Handling: ☆☆☆[254] und ist von Anfang an spielbar. Auch von ihm gibt es eine Trophäe im Spiel Super Smash Bros. Brawl, in deren Beschreibung es heißt, Diddy Kong sei sein größter Rivale. Ferner enthält diese die Information, Kip sei einer der jüngsten sämtlicher Kremlings und habe eine Vorliebe für Donuts. Kip ist außerdem in Super Smash Bros. Ultimate als Geist Nummer 167 (Primär-Geist, Rang Junior) vorhanden.

- Klampons sind krokodilsähnliche Wesen mit blau-roten Leder und einem überproportionierten Maul, in dem sich unzählige Zähne befinden. Sie treten in Donkey Kong Country 2 und Donkey Kong Land 2 auf; sie laufen dort auf den Spieler zu und öffnen und schließen in bestimmten Intervallen ihr Maul, was ein sie individuell kennzeichnendes Geräusch erzeugt. Klampons werden von den Entwicklern als die großen Brüder der Klaptraps bezeichnet.[221]

- Klanks fahren in Donkey Kong Country 2 in den Achterbahnleveln immer wieder auf eigenen Schienenfahrzeugen mit auf den Schienen und versuchen Diddy und Dixie Kong zu behindern, was sie insbesondere dadurch erreichen, dass sie immer wieder Fässer nach hinten werfen. Eine besondere Rolle spielen die Klanks im Level „Alptraum Fahrt“ der Spielwelt Tiefes Kremland, in dem ein Rennen mit neun Klanks gewonnen werden muss, bei dem man an zehnter Position startet. Kann man alle Klanks überholen und wird somit Erster, erhält man die DK-Münze. Die Klanks treten in verschiedenen Farbe in Erscheinung.

- Klaptraps: Die Klaptraps sind kleine eidechsen- beziehungsweise krokodilsähnliche Wesen, die insbesondere in Donkey Kong Country, Donkey Kong Land und Donkey Kong 64 auftreten. Ihr Erscheinungsbild unterscheidet sich in den unterschiedlichen Spielen deutlich. Während die Klaptraps in Donkey Kong 64 mit blauem Leder und nach oben abstehenden Augen dargestellt werden, haben sie in Donkey Kong 64 eine grüne Farbe und ihre Augen befinden sich dort in Augenhöhlen in ihrem Kopf und stehen nicht von diesem ab. Ferner ist in Donkey Kong 64 die Besonderheit gegeben, dass Klaptraps nach einem Treffer nicht sofort kampfunfähig gemacht werden. Vielmehr springt ihr Gebiss, an dem sich noch ein kleiner Rest des Körpers befindet, einige Sekunden hin und her, bevor es endgültig explodiert (etwas anderes gilt nur, wenn Orangen oder ein Musikinstrument benutzt werden, um die Klaptraps auszuschalten). Sowohl in Donkey Kong Country als auch Donkey Kong 64 sind selten lilafarbene Klaptraps vorhanden. In Donkey Kong 64 sind diese zumeist etwas größer als weit verbreiteten grünfarbenen und im Grundsatz gegen nahezu sämtliche Attacken immun – nur mittels Orangen oder einem Musikinstrument können sie besiegt werden. Wurden sie ausgeschaltet, kommt im Gegensatz zu den grünfarbenen Klaptraps ihr Gebiss nicht zum Vorschein, allerdings lassen sie sodann drei Orangen fallen, welche eingesammelt werden können. Neben den Hauptauftritten sind auch mehrere Cameo-Auftritte von Klaptraps vorhanden: So treten sie beiläufig in Mario Power Tennis, Mario Superstar Baseball und Mario Party 7 auf.[255] Außerdem ist in Super Smash Bros. Melee eine Klaptrap-Trophäe vorhanden. Eine weitere Rolle spielen die Klaptraps in einigen Folgen der ersten Staffel von Donkey Kongs Abenteuer, wo sie als (lebende) Munition für die Waffen von King K. Rools Kroki-Truppen dienen. Diese werden als Vielzahl verschossen und fressen sodann die Gegenstände auf, die sie berühren. Die Klaptraps werden von den Entwicklern als die kleinen Brüder der Klampons dargestellt.[221] Neben der Schreibweise Klaptrap wird in offiziellen Quellen auch die Schreibweise Klap Trap[226][256] beziehungsweise Klap-Trap[257] verwendet. Nicht selten werden die Klaptraps aus den Donkey-Kong-Spielen mit Claptrap, einem kleinen Roboter aus den Spielen Borderlands und Borderlands 2 verwechselt. Klaptraps treten in mehrfacher Weise in Super Smash Bros. Ultimate auf; sie sind dort als Helfertrophäen vorhanden und als Geist Nummer 161 (Primär-Geist, Rang Profi).

- Klasps verstecken sich in Donkey Kong Country 3 und Donkey Kong Land III in vermeintlichen orangefarbenen TNT-Fässern, aus denen sie nur ihre Hände oben herausstrecken. Ferner sind ihre Augen durch eine eingeschnittene Öffnung zu sehen, unter der ein großer grinsender Mund auf das Fass aufgemalt ist. In Leveln, in denen sich der Spieler an Seilen entlanghangeln muss, hängen die Klaps immer wieder ebenfalls an diesen Seilen und kommen entweder in vorgegebenen Bewegungsmustern oder verfolgend auf den Spieler zu. Berührt man einen Klasp, kommt es zu einer Explosion und man verliert ein Leben, wobei aber auch die Klasps selbst zerstört werden. Der Name Klasp leitet sich vom englischen Verb to clasp beziehungsweise dem Substantiv clasp ab, was „umklammern“ beziehungsweise „Umklammerung“ bedeutet.

- Klinger: Die Klinger spielen in Donkey Kong Country 2 und Donkey Kong Land 2 in Leveln eine Rolle, in denen sich Tauwerk beziehungsweise Takelage befindet, an dem sich der Spieler entlang- oder hinaufhangeln muss. Sie Klinger hängen ebenfalls an diesem Tauwerk und klettern dieses immer einen bestimmten Abstand hinauf, bevor sie diesen – unter Ausstoß eines charakteristischen Schreis – anschließend wieder hinunterrutschen. Diesem Rutschvorgang muss ausgewichen werden. Die Klinger stellen echsenähnliche Wesen mit einem orangefarbenen Leder dar. Bekleidet sind sie mit grünen (Kopf)tüchern, die weiß gepunktet sind. Ferner tragen sie – jedenfalls erkennbar in den Artworks – große goldene Ohrringe und einen Säbel.[247]

- Kloaks: Bei den Kloaks handelt es sich um in Donkey Kong Country 2 vorkommende Geisterkremlings[244], die auf der gesamten Krokodilinsel herumspuken.[249][250] Als Kleidung tragen sie eine Art Umhang, aus dessen Kragen lediglich ihre rot leuchtenden Augen herausblicken, ein Rumpf oder andere Körperteile sind nicht vorhanden. Die Kloaks schweben regelmäßig über dem Boden und werfen immer wieder Gegenstände von hinten über ihren Kopf. Meistens sind diese Gegenstände nutzlos und sollen den Kongs lediglich Schaden zufügen, teilweise sind diese aber auch notwendig, um geheime Räume beziehungsweise Wege betreten zu können.

- Klobbers treten in Donkey Kong Country 2, in Donkey Kong Land 2 und in Donkey Kong 64 auf. Sie verstecken sich in Fässern und sind so von weiterer Entfernung aus nicht als Gegner erkennbar. Erst wenn sich der Spieler dem vermeintlichen Fass nähert, kommen der Kopf und die Füße des Klobbers zum Vorschein und dieser greift an. Die Intensität des Angriffs unterscheidet sich nach Art des Klobbers, von der es drei Stück gibt: Ein grüner Klobber verursacht keinen wesentlichen Schaden, sondern rammt den Spieler nur, was lediglich das Voranschreiten verhindert. Wird man von einem gelben Klobber attackiert, so verliert man zusätzlich Bananenstauden, deren Anzahl dem Bananenzähler abbezogen werden. Bei einem grauen Klobber wird ein Luftballon, also ein Leben, abgezogen, wobei mindestens ein Restleben verbleibt. Sowohl die Stauden als auch die Ballons landen jedoch neben dem jeweiligen Klobber und können eine gewisse Zeitspanne wieder aufgesammelt werden. Springt man einem Klobber auf dem Kopf, so versteckt er sich wieder in dem Fass, welches sodann zerstört werden kann. Die unterschiedlichen Varianten der Klobbers sind nur in DKC2 vorhanden, in DK64 treten nur die grünen Klobbers auf. Im Spieleberater von Donkey Kong Country 2 werden die Klobbers mit den Kabooms gleichgesetzt[247], tatsächlich handelt es sich bei ihnen aber um eine unterschiedliche Kremlingsart. Eine besondere Rolle spielen die Klobbers in DKC2 im dritten Level der verlorenen Welt, „Klobber Chaos“. Dort treten sämtlichen Varianten stark vermehrt und als primäre Gegnerart auf.

- Klomps: Diese Kremlings treten oft in Leveln aus DKC2 und DKL2 auf. Sie verfügen über keine besonderen Attacken, sondern kommen den Spieler in den Leveln schlicht entgegen und verursachen Schaden, wenn sie von vorne berührt werden. Sie ähneln in ihrem Aussehen stark einem Krokodil, gehen jedoch aufrecht. Klomps verfügen nur über ein eigenes linkes Bein, auf der rechten Seite ist lediglich ein Holzbein[244] vorhanden. Bekleidet sind sie nur mit einer kurzen rot-weißen Hose, ansonsten treten sie unbekleidet auf. Üblich ist die Schreibweise „Klomp“, teilweise ist in den offiziellen Quellen aber auch von „Klamp“ die Rede.[245]

- Kludge ist ein großer blauer Kremling, der in Donkey Kong Jet Race seinen Debüt- und bisher einzigen primären Auftritt hatte.[51] Er hat dort folgende Eigenschaften: Beschleunigung: ☆, Höchstgeschwindigkeit: ☆☆☆☆☆; Handling: ☆[258] und wird freigeschaltet, sofern man den Diamond Cup mit einem Kremling gewinnen kann. Neben seinem Primärauftritt in Donkey Kong Jet Race ist im Spiel Super Smash Bros. Brawl eine Throphäe von Kludge vorhanden. In deren Beschreibung wird von den Entwicklern (sinngemäß) wiedergeben, dass Kludge zu Rageanfällen leide, mit denen er mitunter selbst King K. Rool Probleme bereite, dass er auf Grund seiner kindlichen Art mit den Kremlingen Kip und Kass befreundet sei, dass er an verminderter Intellegenz leide und, dass sein Hobby aus fressen bestehe. Kludge trägt nur eine sehr kurze gelbe Hose und einen Gürtel mit Totenkopfschnalle, ansonsten wird er unbekleidet dargestellt.

- Klumps treten in Donkey Kong Country, Donkey Kong 64 und Donkey Kong Jet Race auf, unterscheiden sich in den einzelnen Spielen jedoch (zumindest optisch) stark: In Donkey Kong Country treten sie mit dunklem Leder und einer gelb-goldenen Brust auf, tragen einen olivfarbenen Helm sowie Munitionsgürtel und Springerstiefel. Klumps verfügen über enorme Kraft[226] und sind daher von Diddy Kong mit einem Sprung auf den Kopf – anders als üblich – nicht besiegbar, sondern können von diesem nur mit einer Rollattacke ausgeschaltet werden. In Donkey Kong 64 sind die Klumps zwar wie in DKC bekleidet, haben jedoch ein rosafarbenes Leder und eine orange Brust. Auch hier werden sie von den Entwicklern sehr kräftig dargestellt, was dazu führt, dass die Klumps mit regulären Angriffen nicht ausgeschaltet werden können. Vielmehr sind sie nur bei Angriffe mit Orangen und Instrumenten widerstandsunfähig. Die Stimmen sowie seine übrigen Laute der Klumps stammen in Donkey Kong 64 von dem US-amerikanischen Synchronsprecher Chris Sutherland.[205] In Donkey Kong Jet Race wird Klump wiederum mit braunem Leder und beiger Brust dargestellt. Auf der Kopf trägt er in den meisten Darstellungen zudem einen Holzeimer. Freigeschaltet wird er dort, wenn man Candy Kongs 16. Mission mit Erfolg abschließt. Als Eigenschaften stehen ihm Beschleunigung: ☆☆, Höchstgeschwindigkeit: ☆☆☆☆☆, Handling: ☆ zur Verfügung.[259] Sämtlichen optischen Erscheinungen der Klumps in allen Spielen gemein ist, dass sie sehr dicklich beziehungsweise übergewichtig dargestellt werden. In der TV-Serie Donkey Kongs Abenteuer basiert die Figur Generalligator Zack auf den Klumps aus Donkey Kong Country. In anderssprachigen Versionen der Serie wird die Figur auch Klump genannt, die Umbenennung fand nur in der deutschen Sprachfassung der Serie statt.

- Knockas halten sich in Donkey Kong Country 3 und Donkey Kong Land III in vermeintlichen grünen Fässern versteckt, aus denen sie nur ihre Hände oben herausstrecken. Ferner sind ihre Augen durch eine eingeschnittene Öffnung zu sehen, unter der ein großer grinsender Mund auf das Fass aufgemalt ist. Bei Annäherung laufen sie auf die Kongs zu und versuchen diese beim Fortgang zu hindern.

- Kobbles: Bei den Kobbels handelt sich um herkömmliche aufrechtgehende Kremlings ohne nennenswerte Fähigkeiten, die zu den Fußsoldaten der Kremlingtruppen gehören.[260] Sie treten in Donkey Kong Country 3 und Donkey Kong Land III in mehreren Leveln auf, wo sie umhermaschieren und auf den Spieler schlicht zukommen. Besondere Angriffe führen sie nicht aus, fügen den Kongs aber dennoch Schaden zu, wenn sie falsch berührt werden. Sie sind dabei mit einem einfachen Sprung auf den Kopf auszuschalten. Die Kobbels entsprechen den Krittern aus den übrigen Donkey-Kong-Spielen, treten unbekleidet auf und besitzen ein grünes Leder. Sie werden von den Entwicklern als widerstandsfähig und herzlos beschrieben.[260]

- Koins spielen in Donkey Kong Country 3 und Donkey Kong Land III eine besondere Rolle: Sie beschützen dort in jedem Level eine der sogenannten DK-Münzen, welche in ihren Schild[260][261] eingearbeitet wurde. Dieser Schild schützt die Koins vor jeglichen Angriffen, die von vorn oder oben ausgeführt werden.[260] Getroffen werden können die Koins mit einem der stets in deren Nähe (meist in unendlicher Anzahl, teilweise aber auch nur einfach) auffindbaren Stahlfässer, die so geworfen werden müssen, dass sie an Gegenständen oder Wänden abprallen und daraufhin auf die Koins von hinten zurollen. Auf ihrer Rückseite sind die Koins nicht geschützt und so verwundbar. Wurde das Stahlfass richtig geworfen, so lassen die Koins nach einem Schrei die DK-Münze fallen und verschwinden. Beginnt man ein Level, in dem die DK-Münze bereits aufgesammelt wurde, nun von vorn, so sind die Koins und auch die Stahlfässer zwar wieder vorhanden, die Schilde der Koins jedoch leer. Die Koins stellen aufrechtgehende krokodilartige Kremlings mit grünem Leder dar, die neben ihrem Schild einen Stahleimer auf dem Kopf tragen, auf dem ein Totenkopf aufgemalt und eine Aussparung für ihre Schnauze sowie Augen vorhanden ist. Der Name Koin basiert auf dem englischen Wort coin, was zu deutsch „Münze“ bedeutet.

- Koindozer treten in Donkey Kong Country 3 auf. Sie sind bis auf ihre pinke Lederfarbe optisch identisch mit den Koins, tragen jedoch in ihren Schilden keine DK-Münze bei sich, vielmehr sind diese generell leer. Nähert man sich einem Koindozer, so stürmt er auf die Kongs zu und versucht, sie in einen Abgrund oder Gegner zu drängen. Diesen Angriffen kann ausgewichen werden, indem man von oben auf den Schild des Koindozers springt, woraufhin dieser stehen bleibt, bis der Schild wieder verlassen wird. Der Name Koindozer basiert auf dem Wort bulldozer, der englischen Übersetzung von Planierraupe.

- Kopter (Anspielung auf die englische Übersetzung des Wortes Hubschrauber, „Helicopter“) treten in Donkey Kong Country 3, Donkey Kong Land III und in Donkey Kong Jet Race[51] auf. In Donkey Kong Country 3 und Donkey Kong Land III tragen die Kopter zwei Propeller in ihren Händen[241], durch die sie sich in der Luft fortbewegen können. Die Kopter schweben zumeist in Leveln von oben nach unten oder umgekehrt und versperren den Kongs den Weg. Sie können nicht besiegt werden, stattdessen ist ihnen stets auszuweichen; trifft man sie wiederum an ihrem durch einen Helm geschützten Kopf, so kann der Kong auf dem Kopf des Kopters fortspringen und so durch deren Bewegung hochgelegene Stellen und geheime Räume erreichen.[241] In DKC3 und DKL3 ist ihr Erscheinungsbild identisch: Sie stellen kleine grünfarbene Kremlings dar, die mit einem schwarzen Helm und einem Rucksack bekleidet sind.[260] In ihren Händen halten sie je einen Propeller. In Donkey Kong Jet Race ist Kopter ferner als freischaltbare Figur vorhanden: Er wird freigespielt, wenn der Topas Cup mit einem Kremling gewonnen wird und besitzt die Eigenschaften Beschleunigung: ☆☆☆; Höchstgeschwindigkeit: ☆☆☆; Handling: ☆☆☆☆☆[262] Sein Aussehen ist an das aus Donkey Kong Country 3 angelehnt, allerdings trägt er keine Propeller mehr in den Händen, sondern es ist ein einzelner Propeller an seinem Helm befestigt. Zudem ist Kopter mit den für Donkey Kong Jet Race typischen Antriebsfässern ausgestattet.

- Koshas sind nur in Donkey Kong 64 auftretende kleine Kremlings, die mit einer Keule ausgestattet sind, welche fast ihrer gesamten Körpergröße entspricht. Dementsprechend fällt es den Koshas schwer mit dieser zu hantieren, treffen sie jedoch dennoch einen Kong, so ist der der Treffer effektiv und zieht dem Spieler zwei Melonenstücke ab. Koshas tragen einen Helm und sind durch diesen und ihre Keule vor den meisten Angriffen geschützt; ausgeschaltet werden können sie insbesondere durch den Einsatz eines Musikinstrumentes. Der Name Kosha wird vom englischen Verb to cosh abgeleitet[263], was ins Deutsche übersetzt so viel wie „auf den Schädel schlagen“ oder „eins über den Schädel ziehen“ bedeutet. Die Koshas geben immer wieder Laute von sich, die von dem US-amerikanischen Synchronsprecher Chris Sutherland stammen.[125]

- Krashs kommen in Leveln der Spiele Donkey Kong Country und Donkey Kong 64 vor, die auf Schienen ablaufen. Die Krashs sind in Loren mit auf diesen Schienen unterwegs und versuchen die Kongs dort auszuschalten oder zu behindern. Dies zumeist dadurch, dass sie als Falschfahrer in die entgegengesetzte Richtung fahren und versuchen, einen Frontalzusammenstoß zu verursachen. Sie müssen dabei entweder übersprungen oder direkt auf dem Rücken getroffen werden, um einen Unfall zu verhindern. Der Name Krash leitet sich vom umgangssprachlichen Wort für einen Unfall – Crash – ab.

- Krimps sind in Donkey Kong Country 3 und Donkey Kong Land III auftretende Gegner. Sie ähneln in Bezug auf ihren Körperbau und ihrer Fortbewegung in gewisser Weise der Gattung der Hunde, weisen jedoch auch eidechsenähnliche Eigenschaften auf; insbesondere haben die Krimps kein Fell, sondern lilafarbenes Leder. Sie kommen in den Leveln auf den Spieler zu und beißen dabei immer wieder. Bei Berührung von vorne nimmt der Kong sodann Schaden, trifft man den Krimp wiederum von oben, wird er ausgeschaltet. Die Krimps verfügen über große, herausragende Zähne, die – jedenfalls auf den Artworks – deutlich zu sehen sind.

- Kritter: Die Kritter sind die Kremlings mit den meisten Auftritten in den Donkey-Kong-Spielen. Sie stellen einen erheblichen Teil von King K. Rools Truppen in Donkey Kong Country, Donkey Kong Land, Donkey Kong 64, Donkey Kong: King of Swing und Donkey Kong: Jungle Climber dar und sind die zahlenmäßig am häufigsten vorhandene Kremlingsart.[264] In Donkey Kong Country sind sie in den vier Farben grün, blau, schwarz und braun vorhanden.[265] Die Kampfeigenschaften sind bei den verschiedenfarbenen Krittern an sich identisch, jedoch springen die blauen und braunen Kritters auf und ab. In Donkey Kong 64 sind sämtliche Kritters grünfarben und tragen eine schwarze Weste sowie einen Gürtel mit Totenkopfschnalle. Sie sind durch Fehlplanungen und falscher Bedienung primär dafür verantwortlich, dass King K. Rools Waffe, welche die Donkey-Kong-Insel zerstören sollte (sogenannte Kaputt-O-Matik), nicht in Betrieb genommen werden kann. Sie treten auch als Hauptgegnertruppen in einzelnen Leveln von DK64 auf und agieren in anderen Funktionen, wie als Steuermänner von K. Rools Festung oder Ringrichter im Boxkampf mit K. Rool. In Donkey Kong: King of Swing treten sie in einzelnen Leveln in Erscheinung, ferner ist ein Kritter (dort nur Kremling genannt) als Spielfigur in den Urwaldparty-Modi vorhanden, sobald sechs Goldmedaillen in den Urwaldpartymodi gesammelt werden konnten. Seine Eigenschaften stellen beim Sprung 3/5 und beim Angriff ebenfalls 3/5 dar. In Donkey Kong: Jungle Climber stehlen sie zusammen mit King K. Rool sogenannten Kristallbananen von Xenanab[A 7], einer außerirdischen Lebensform[266] in Form einer Banane. Die Macht dieser Bananen nutzt K. Rool vor jedem Bosskampf, um die Kritters zu den eigentlichen Endgegnern zu verwandeln. Ferner ist ein Kritter eine Spielfigur in Donkey Kong Jet Race[51]; er ist dort von Anfang an spielbar und die Eigenschaften: Beschleunigung: ☆☆☆, Höchstgeschwindigkeit: ☆☆☆; Handling: ☆☆☆.[259] Die Kritter treten ferner in der Fernsehserie Donkey Kongs Abenteuer als Armee von King Kroko (King K. Rool) auf, in der deutschen Version der Serie werden sie dabei als „Kroki-Truppen“ bezeichnet. Als einzige Kremlingsart erscheinen die Kritter zudem in Spielen der Super-Mario-Serie beziehungsweise in deren Ablegern in nicht gänzlich nebensächlichen Rollen: So stehen insgesamt 14 Kritter in den Farben Grün, Rot und Blau um das Spielfeld des Kurses „DK Jungle“ in Mario Power Tennis, in Mario Smash Football treten sie als Torwarte auf und in Mario Super Sluggers sind sie als spielbare Charaktere vorhanden. Außerdem haben die Kritter einen Auftritt im Smash-Run-Modus des Spiels Super Smash Bros. for 3DS und sind als Trophäen in Super Smash Bros. Brawl und Super Smash Bros. for Wii U vorhanden. In Super Smash Bros. Brawl gibt es dabei zwei Trophäen von den Krittern: eine als Torwart, deren Trophäenbeschreibung lautet: „Ein Untergebener von King K. Rool und einziger Torwart in Mario Strikers Charged Football. Egal, welches Team du spielst, Kritter steht IMMER im Tor. Kritter steht in der Rangfolge weit unten und ist nicht besonders beliebt, hat aber auf dem Spielfeld die wichtigste Position inne. Gib ihm als eine Chance, sich zu beweisen!“ sowie eine von herkömmlichen Krittern mit der Beschreibung „Angehöriger der Kremlings. Kritter unterstehen ihrem Anführer King K. Rool und bilden die niederste Rangstufe der Kremling-Armee. Sie tauchen häufig in unterschiedlichen Farbkombinationen in Donkey Kong Country auf und besitzen verschiedene Fähigkeiten. Blaue Kritter z. B. springen, um Donkey Kong zu schnappen. Selbst in Donkey Kong: Jet Race machen sie ihm das Leben schwer.“ Ferner treten sie in Super Smash Bros. Ultimate als Geist Nummer 159 (Primär-Geist, Rang Junior) in Erscheinung.

- Krobots: Bei den Krobots handelt es sich um mechanische, roboterähnliche Kremlings mit einer Aufziehvorrichtung am Rücken, die einzig in Donkey Kong 64 in der Spielwelt Fabrik Fatal in Erscheinung treten. Krobots können durch Schläge nicht besiegt werden, sie müssen daher durch Orangengranaten oder Instrumente ausgeschaltet werden. Der Name Krobot setzt sich zusammen aus den Wörten Kremling und dem englischen Wort für Robotor, robot. Die Entwickler geben an, die Krobots seien „Kremling-Terminatoren“.[267]

- Krocheads[244] (teilweise auch Kroc Heads geschrieben[268]) treten in Donkey Kong Country 2 und Donkey Kong Land 2 auf. Sie stellen Krokodile dar, deren Köpfe Diddy und Dixie Kong als Plattformen (grüne Krocheads[244]) oder Sprungbretter (braune Krocheads[244]) verwenden können, um sonst unüberwindbare Lavaseen oder Sümpfe beziehungsweise Moore zu überqueren. Bei den grünen und den braunen Krocheads handelt es sich um dieselbe Art von Kremlings mit unterschiedlichen Farben, nicht um verschiedene Gattungen.[244] Der Name Krocheads steht für Krokodilkopf. Es ist nicht bekannt, ob diese Kremlings tatsächlich nur aus den sichtbaren Köpfen bestehen oder ob sich unter der jeweiligen Oberfläche Körper befinden. Die Entwickler sprechen in offiziellen Quellen durchgegend lediglich von Köpfen.[244][268]

- Krooks: Kremlings in Donkey Kong Country 2 und Donkey Kong Land 2, die Haken nach Diddy und Dixie Kong werfen und mit Sprüngen auf ihren Körper besiegt werden können. Die Haken dienen grundsätzlich als ihre Hände[247]; der Wurf ähnelt einem Bumerang-Wurf, das heißt die Haken kommen zu den Hooks zurück und können alsdann auch wieder als Hände eingesetzt werden. Krooks haben grünes Leder und sind mit einer Art Trenchcoat beziehungsweise Anorak bekleidet. Ihr Name leitet sich vom englischen Namen für Hacken, hook, ab. Teilweise wird Name indes auch als Krock angegeben.[250]

- Krossbones: Skelettkremlings, die in Donkey Kong 64 in den Leveln Wunderwald (nur bei Nacht[269]) und Kamikaze Kastell auftreten. Ihr Name kommt vom englischen Substantiv crossbones (zu deutsch „Knochen“).

- Krumples: Krumples sind starke (die Entwickler sprechen von durchtrainiert [„buff“][260]) Kremlings mit blauem Leder und einer gelben Brust, die in Donkey Kong Country 3 und Donkey Kong Land III auftreten. Sie maschieren durch die Level und versuchen, die Kongs zu attackieren. Dixie Kong kann Krumples nicht mit einem Sprung auf deren Kopf ausschalten, sie muss ein Fass oder ähnliche Gegenstände zu Hilfe nehmen.[243] Kiddy Kong hingegen kann sie auch durch einen Sprung auf ihren Kopf besiegen.[270]

- Krunchas: Äußerst muskulöse Kremlings in Donkey Kong Country 2 und Donkey Kong Land 2, die nur mit Hilfe von Fässern oder ähnlichen Gegenständen ausgeschaltet werden können. Die Entwickler geben an, die Krunchas hätten sogar im Kopf Muskeln.[271] Bei einer ersten Berührung fügen sie den Kongs allerdings keinen Schaden zu, stattdessen färbt sich ihre Körperfarbe in einer bestimmten Zeitspanne von Blau auf Rot und sie bewegen sich schneller. Bei einer zweiten Berührung während dieser Zeitspanne nehmen die Kongs Schaden. Krushas haben blaues Leder und tragen ein glebes Muskelshirt und eine gelbe Hose. Ferner tragen sie ein rot-weißes Kopftuch.

- Krushas: Die Krushas zählen neben den Kritters und den Klumps zu den bekanntesten Kremlings. Es handelt sich um große, muskulöse Kremlings mit blauem Leder; bekleidet sind sie sind mit einer Art Overall in einer grünen Camouflage-Farbe. Die Entwickler geben an, die Krushas gehören zu King K. Rools Eliteeinheiten.[226] Die primären Auftritte der Krushas finden in Donkey Kong Country statt, sie treten dort in den Levels „Bad Mühlstein“, „Schneefaß-Gletscher“, „Glühbirnen Drama“, „Trick Track Treck“ und „Dyna-Grotten“ auf. Daneben sind sie in Donkey Kong Land vorhanden. In Donkey Kong 64 ist Krusha als Multiplayer-Charakter freischaltbar, indem man 15 Bananenfeen fotografiert.[272] Er besitzt dort eine neuartige Waffe, den sogenannten Orangenwerfer.[272] Krushas sind in Donkey Kong Country und Donkey Kong Land nicht ohne weiteres auszuschalten, insbesondere Diddy Kong kann sie nicht mit einem Sprung auf ihren Kopf eliminieren. Neben der blauen Version der Krushas gibt es in Donkey Kong Country auch eine graue Version mit blauben Overall. Diese können auch von Donkey Kong nicht mittels Sprung besiegt werden und müssen zwingend mit einem Fass ausgeschalten werden. Es lässt sich nicht exakt belegen, ob es sich bei der grauen Version tatsächlich um Krushas in anderer Farbe handelt oder um eine andere Gattung von Kremlings. Überwiegend wird die erst genannte Variante vertreten.[273][274] Die Entwickler wiederum bestätigen diese Auslegung nicht gänzlich eindeutig; in den offiziellen Quellen wird bei allen Einträgen zu den Krushas grundsätzlich nur die blaue Version abgebildet.[226][264] Einzig im Abspann zu Donkey Kong Country sind bei der Einblendung von Krusha beide Versionen zu sehen.[265] Ein ebenfalls größerer Auftritt wird Krusha in der Serie Donkey Kongs Abenteuer zuteil: Dort basiert die Figur Kracher fast vollständig auf den Krushas aus den Donkey-Kong-Spielen. In der Originalversion wird dort auch der der Name Krusha verwendet.

- Kuchukas: Sie treten in Donkey Kong Country 3 und Donkey Kong Land III. Das genaue Aussehen der Kuchukas ist unbekannt, da sie aufgrund genereller Feigheit[243] in einem lila-farbenen Fass leben, auf das ein großer, grinsender Mund aufgemalt ist. Dieses verlassen sie niemals, sondern blicken lediglich aus einem Augenschlitz heraus. Kunchukas attackieren die Kongs, indem sie sie mit Bomben bewerfen.

- Kuff ’n’ Klout: Kuff ’n’ Klout (das ’n’ steht für and, mithin „und“) treten in Donkey Kong Country 3 und Donkey Kong Land III in Erscheinung. Sie agieren grundsätzlich nur im Team[260] und können von den Kongs selbst nicht ausgeschaltet werden. Sie sind nur mit Fässern oder mit Hilfe der Spinne Squitter besiegbar. Kuff ’n’ Klout sind im Wesentlichen identisch, allerdings hat einer der beiden grünfarbene Augen und der andere lilafarbene.[260]

- Kutlass: Kleine Kremlings aus Donkey Kong Country 2, die mit riesigen Säbeln ausgestattet sind, die sie laut den Entwicklern im Werbefernsehen bestellt haben sollen.[268] Kutlass sind grün und tragen einen Piratenhut auf dem Kopf, auf dem das Kremlingsymbol abgebildet ist.[247] Ihr Name leitet sich von cutlass, dem englischen Namen für Entermesser, ab.[275]

- Mr. X: Bei Mr. X handelt es sich um einen final nicht in einem Donkey-Kong-Spiel auftretenden Kremling. Er sollte ursprünglich in Donkey Kong Country 2: Diddy’s Kong Quest integriert werden, wurde letztlich aber aus dem Satz der Spielfiguren genommen und ist im Spiel selbst nicht vorhanden. Allerdings ist er in der rechten  oberen Ecke des Covers und in der Rubrik „Bad Guys“ des Spieleberaters von Donkey Kong Country 2 zu sehen. Seine Beschreibung im Spieleberater lautet: „Kein Mensch kennt ihn oder hat ihn irgendwo schon einmal gesehen.“[247] Mr. X  stellt einen grauen Geisterkremling mit feuerroten Augen dar, der mit einer Art Militäruniform an der einige Orden hängen und einem schwarzen Hut bekleidet ist. Er trägt zudem einen Säbel bei sich und hat Haken als Hände.[247][276] Er verfügt nicht über Beine, sondern schwebt lediglich mit seinem Rumpf umher. Da seit der Veröffentlichung von Donkey Kong Country 2 keinerlei weitergehende offizielle Informationen über Mr. X preisgegeben wurden, entwickelte sich dieser zu einem Mysterium des Donkey-Kong-Universums. Im Juni 2015 gab DKC2-Mitentwickler Steve Mayles schließlich auf Reddit bekannt, Mr. X sei während der Entwicklung von Donkey Kong Country 2: Diddy’s Kong Quest durch Kackle ersetzt worden.[276][277][278]

- Re-Koils: Re-Koils sind orange Wesen aus Donkey Kong Country 3 und Donkey Kong Land III, die durch ihren Schwanz in der Lage sind, sehr hoch zu springen. Re-Koils greifen primär durch Sprungangriffe an[243], können allerdings durch einen Sprung auf ihren Kopf oder durch eine Rolle ausgeschaltet werden.

- Resident Demon: Resident Demon hat in Donkey-Kong-Spielen bislang nur einen singulären Auftritt. Er tritt einzig in einem Lorenbonusspiel in Donkey Kong 64 in Erscheinung, das Donkey Kong im Level Kamikaze Kastell absolvieren kann. Beschießt der Spieler zwei Kokos-Schalter und bewegt sechs Hebel in einer im Level befindlichen Gruft, so kann er eine Geisterbahn[279] betreten. In dieser Geisterbahn fährt Donkey Kong auf einer Lore und muss 25 Bananenmünzen einsammeln. Resident Demon befindet sich in bestimmten Abschnitten der Geisterbahn vor dem Spieler und attackiert diesen. Dies primär dadurch, dass er Totenkopfprojektile auf den Spieler abfeuert.[280] Trifft er den Spieler, werden diesem Bananenmünzen abgezogen. Resident Demon stellt einen Geisterkremling dar, der aus einem krokodilartigen Totenkopf mit grün leuchtenden Augen besteht; seine Hände schweben neben den Kopf.[279]

- Rock Krocs: Rock Krocs stellten unbesiegbare Zombiekremlings[281] aus Donkey Kong Country dar. Sie kommen lediglich im Level „Ruckzuck-Station“ der Spielwelt Affenminen vor. Die Rock Krocs sind nicht verwundbar, sondern können lediglich mittels Rotlicht zum Schlafen gebracht werden.[281] In dem minenartigen Level leuchtet grundsätzlich ein grünliches Licht; die Rock Krocs laufen sodann hin und her. Durch Aktivieren von sogenannten Stop & Go-Fässern[281] färbt sich das Licht rot und die Rokkrocs schlafen für eine vordefinierte Zeitspanne ein. In diesem Zustand können sie gefahrlos passiert werden. Rock Krocs haben grünes Leder und rot leuchtende Augen.

- Shroom Kritters: Blaue Wesen aus Donkey Kong 64, die eine Art Fliegenpilz auf dem Kopf tragen, bei dem es sich um ein Kostüm handeln soll.[282] Sie erscheinen in der Spielwelt Wunderwald und attackieren die Kongs durch Zulaufen. Der Name Shroom Kritter leitet sich von dem englischen Wort für Pilz ab, mushroom.

- Skiddas: Sie kommen in Schneeleveln der Spiele Donkey Kong Country 3 und Donkey Kong Land III vor und rutschen meist auf dem Eis hin und her. Ihr Name leitet sich vom englischen Verb to skid (zu deutsch „rutschen“) ab. Skiddas haben lilafarbenes Leder.[260]

#### Tikis
Tikis (auch bekannt als Tiki Tak Stamm oder Tiki Tak Tribe) treten zum ersten Mal in Donkey Kong Country Returns auf. Sie hypnotisieren dort die Tiere, die auf Donkeys Insel leben, um sie unter Hypnose dazu zu bewegen, Donkey Kongs Bananenvorrat zu stehlen. Der Versuch, auch Donkey Kong zu hypnotisieren, misslingt allerdings. Gegen die Anführer-Tikis tritt man mit Ausnahme des großen Tikis nicht direkt an. Vielmehr agieren die Tikis im Bosskampf im Hintergrund und hypnotisieren die eigentlichen Endgegner. Diese treten – unter Hypnose dem Willen der Tikis folgend – gegen die Kongs an. Nach dem Kampf mit dem Endgegner besteht aber die Möglichkeit, den jeweiligen Tiki selbst mit Schlägen zu treffen, die Anzahl der Treffer wird danach angezeigt.
Die meisten Tikis haben das Aussehen eines Instrumentes oder basieren anderweitig darauf. Außerdem wurden sie nach dem Vorbild der Tiki-Schnitzkunst entworfen. Der Tiki Tak Stamm tritt auch in der 3DS-Umsetzung Donkey Kong Country Returns 3D auf. In den Funracerspielen Mario Kart 7 und Mario Kart 8 sind einige Tikis auf der Strecke „DK Dschungel“ zu sehen. Des Weiteren erscheinen im Spiel Luigi’s Mansion 2 Gegner, die durch das Tragen von Masken dem Kalimba Tiki ähnlich sehen.
| (Original-)Name* | Spielwelt        | Beschreibung |
| ---------------- | ---------------- | --- |
| Kalimba-Tiki     | Dschungel        | Erster in Donkey Kong Country Returns auftretender Tiki. Er versucht zu Beginn des Spiels Donkey Kong zu hypnotisieren, was allerdings misslingt. Der Kalimba-Tiki basiert auf dem afrikanischen Instrument Kalimba, das zur Gattung der Lamellophone gehört. Wenn er ein Tier hypnotisiert, ist auch unter anderem der Klang eines Kalimbas zu hören. Der Kalimba-Tiki hypnotisiert im Level „1-B: Grässlis Erdloch“ den Endgegner Grässli, woraufhin dieser die Kongs angreift. Der Kalimba Tiki hat relativ große Augen, sein „Gesicht“ ist halb rot, halb blau. Im vierten Teil der Super-Smash-Bros.-Reihe Super Smash Bros. for Nintendo 3DS beziehungsweise Super Smash Bros. for Wii U ist eine Throphäe des Kalimba-Tikis vorhanden. |
| Rassel-Tikis     | Strand           | Sie werden auch Maraca Bros. (dt. „Maraca Brüder“) und Maraca Triplets (dt. „Maraca Drillinge“) genannt. Die Rassel-Tikis sind drei Brüder, von denen der erste rotes, der zweite grünes und der dritte violettes „Haar“ hat. Sie hypnotisieren im Level „2-B: Kneifende Korsaren“ drei Krabben, damit diese die Kongs angreifen. Nach ihrem Name stellen die drei Tikis Rasseln dar. |
| Gong-Tiki        | Ruinen           | Ein Tiki, der einen großen Gong über dem Kopf trägt. Von ihm wird im Level „3-B: Bombige Brutstätte“ der Endgegner Bomberich hypnotisiert. |
| Banjo-Tiki       | Höhle            | Er sieht wie das namensgebende Instrument Banjo aus. Er hält den Endgegner Oberkumpel Otto nach einer Hypnose in seiner Gewalt. |
| Flöten-Tiki      | Wald             | Hat „Röhren“ auf dem Kopf, die an Panflöten erinnern. Er hypnotisiert den Endgegner Mangoruby im Endgegner-Level der Spielwelt Wald. |
| Xylophon-Tiki    | Klippen          | Stellt ein Xylophon dar. Von ihm wird der Endgegner Garstli im Level „5-B: Garstlis Hochhaus“ hypnotisiert. |
| Accordion-Tiki   | Fabrik           | Stellt ein Akkordeon dar. Der Endgegner Gefiederter Feind wird von ihm hypnotisiert. |
| Großer Tiki      | Vulkan           | → Großer Tiki |
| Tiki Boing       | Gesamte DK-Insel | Sie ähneln einer Sprungfeder und hüpfen umher. Mit einem Sprung auf ihren Kopf können sie besiegt werden. |
| Tiki Bomber      | Gesamte DK-Insel | Sie brennen mit einer blauen Flamme. Sie müssen erst ausgepustet werden, um mit einem Sprung ausgeschaltet zu werden. |
| Tiki Buzz        | Gesamte DK-Insel | Sie besitzen Flügel und können fliegen. |
| Tiki Doom        | Gesamte DK-Insel | Recht große Tikis, auf die dreimal gesprungen werden muss, um sie zu besiegen. |
| Tiki Goon        | Gesamte DK-Insel | Häufig vertretene Tikis, die mit einem Sprung auf ihren Kopf ausgeschaltet werden können. Sie können als DK-Äquivalent der Gumba aus den Super-Mario-Spielen gesehen werden. |
| Tiki Pilot       | Gesamte DK-Insel | Steuern diverse Tiki-Luftschiffe. |
| Tiki Pop         | Gesamte DK-Insel | Tragen stets Bomben bei sich. |
| Tiki Seeker      | Gesamte DK-Insel | Sie treten nur im Zusatzlevel Goldener Tempel auf. Sie erscheinen von Zeit zu Zeit am Himmel. |
| Tiki Tank        | Gesamte DK-Insel | Gut gepanzerte Tikis. Es muss in ihrer Nähe erst auf den Boden geschlagen werden, damit sie umfallen. Dann können sie mit einem Sprung besiegt werden. Ihr Name kommt vom englischen Wort für Panzer, tank. |
| Tiki Torch       | Gesamte DK-Insel | Brennende Tikis, die erst ausgepustet werden müssen, um besiegt werden zu können. |
| Tiki Tork        | Gesamte DK-Insel | Große, fliegende Tikis, die mit drei Sprüngen auf ihren Kopf ausgeschaltet werden können. |
| Tiki Zing        | Gesamte DK-Insel | Sind Kreissägen ähnlich. Sie können von den Kongs nicht besiegt werden, nur der Tierhelfer Rambi ist in der Lage, sie auszuschalten. |

* Namen können in der deutschen Version von DKCR unter Umständen abweichen.
Hinweis: Die Anführer-Tikis sind nach ihrem Auftreten in DKCR sortiert, die Tiki-Soldaten hingegen nach Alphabet.

#### Viehkinger
Die Viehkinger (im Original Snomads genannt) treten erstmals in Donkey Kong Country: Tropical Freeze auf. Sie stellen als Wikinger verkleidete Tiere dar. Ihr Anführer ist König Qual. Der Name „Viehkinger“ setzt sich aus den Nomen Vieh und Wikinger zusammen. Die Viehkinger stammen aus dem Eismeer. Sie greifen an Donkey Kongs Geburtstag die Kong-Insel an und bedecken diese mit Eis. Die Gruppe der Viehkinger besteht im Wesentlichen aus Pinguin-, Kaninchen-, Eulen- und Walross-artigen Wesen.
| Name           | Beschreibung |
| -------------- | --- |
| Bombuin        | Bombuins werden mit melonenähnlichen Bomben auf die Kongs. Vor der Denoation können die Kongs diese Bomben aufheben und selbst als Wurfgeschosse verwenden. |
| Boguin         | Schießen mit Pfeil und Bogen. Als Pfeile verwenden sie Fische. |
| Brandgreule    | Sie entzünden sich von Zeit zu Zeit und werfen mit Feuerbällen nach den Kongs. Während sie brennen können sie von den Kongs nicht berührt werden. |
| Flinkuin       | Kleine Pinguine mit rot-weiß gestreiften Hosen. |
| Flugpeingu     | Sie fliegen in den Leveln umher. |
| Frostgreule    | Frostgreulen sind kleine, blaue Eulen, die mit einer blauen Flamme brennen. Sie können von den Kongs nicht berührt werden. |
| Greule         | Kleine Eulen, die häufig in den Leveln auftreten und dort hin und her fliegen oder in der Luft schweben. Sie sind mit einer grün-weiß gestreiften Hose bekleidet. |
| Griumguin      | Sie tragen sowohl einen Helm mit Hörnern als auch einen Speer bei sich. Daher sind sie von Angriffen von vorn und oben geschützt. Sie müssen daher erst mit einer Trommelattacke angegriffen werden. |
| Grummelmümmel  | Große und dicke Kaninchen. Sie haben eine blaue Fellfarbe und einen langen weißen Bart. Sie sind erst nach drei Angriffen besiegt. |
| Helmguin       | Sie tragen einen orangen Helm. Springt man auf einen Helmguin, fällt dieser auf den Rücken und kann geworfen werden, um andere Gegner zu besiegen oder Geheimgänge zu öffnen. |
| Hoppelmoppel   | Kaninchen mit einem orangen Helm. |
| Kaiserpeinguin | Große, blaue Pinguine mit einem gelben Irokesenschnitt. Sie haben ein großes Horn bei sich, aus dem sie kleine Fische herausblasen. Ihr Name spielt auf die Pinguinart Kaiserpinguin an. |
| Karlross       | Dicke, braune Walrösser, die mit einer grün-weiß gestreiften Hose bekleidet sind. Sie müssen drei Mal getroffen werden, bevor sie besiegt sind. |
| Kawummelmann   | Ähnlich wie Bombuin werfen sie mit melonenartigen Bomben auf die Kongs. Kawummelmänner haben eine rote Fellfarbe und einen in mehrere Stränge geflochtenen weißen Bart. |
| Knabberinchen  | Kleine, kaninchenähnliche Wesen mit einer blau-weiß gestreiften Hose. |
| Peingu         | Sehen Flinkuins sehr ähnlich, sie tragen allerdings grün-weiß gestreifte Hosen. Sie laufen in den Leveln hin und her. |
| Piekuin        | Sie tragen einen Helm mit großen, spitzen Hörnern. Nur Cranky ist mittels seines Gehstocks in der Lage, sie durch einen Sprung zu besiegen. Sie können von den übrigen Kongs aber durch eine Rollattacke ausgeschaltet werden. In Super Smash Bros. for Wii U gibt es eine Piekuin-Throphäe.                                                                                            |
| Qualheinz      | Diese Viehkinger stellen Walrösser dar. Sie tragen eine Art Schottenrock und haben einen Korb voll Fische bei sich. Diese Fische werfen sie des Öfteren auf die Kongs. Der Name Qualheinz spielt auf den deutschen Vornamen Karl-Heinz an. |
| Qualgustav     | Qualgustavs sind groß und schwer. Sie tragen einen orangen Helm mit absengten Hörnern, eine blau gestreifte Hose und haben einen langen, gelben Bart. Ihr Name basiert auf dem deutschen Vornamen Karl-Gustav. |
| Rosslowski     | Die wohl am schwersten zu besiegenden Viehkinger. Sie tragen einen Helm mit großen Hörnern und haben einen Stab bei sich, an dessen beiden Enden sich Kugelfische befinden. Mit diesem Stab holen sie aus, um die Kongs zu treffen. Nur in dem Moment, in dem sie damit ausholen können sie selbst getroffen werden. In Super Smash Bros. for Wii U existiert eine Rosslowski-Throphäe. |
| Rossmut        | Sie sind mit einem orangen Helm, einem orangen Schulterschutz und einer blau-gestreiften Hose bekleidet. Außerdem tragen sie einen Schild bei sich. |
| Schildguin     | Sehen genau so aus wie Piekuins, haben aber neben ihrem Helm einen Schild bei sich. |
| Schubuh        | Sie tragen einen orangen Helm und sind so vor Sprüngen geschützt. Sie können als Plattform verwendet werden. |
| Schuhu         | Große, blaue Eulen. Sie schweben in den Leveln und sind erst nach drei Sprüngen auf ihren Kopf besiegt. |
| Speerguin      | Tragen einen Speer bei sich, der Fischkräten ähnlich sieht. Durch diesen sind sie vor Angriffen von vorn geschützt. |
| Walzross       | Kleine Walrösser mit Helm und Bart. Sie bewegen sich in einem mit Stacheln versehenen Ring vorwärts. Ihr Name setzt sich dem Verb walzen und dem Nomen Walross zusammen. |

### Sonstige Gegnertruppen
In dem Abschnitt Sonstige Gegnertruppen werden in diesem Artikel all diejenigen Gegnergruppierungen aufgezählt, die in den einzelnen Spielen jeweils in den einzelnen Level zu finden sind, aber keiner der Hauptgegnertruppen zugeordnet werden können. Wie bei den Hauptgegnertruppen stehen die aufgeführten Namen in der Regel nicht für eine bestimmte Figur, sondern repräsentieren eine Mehrzahl an Gegnern, die zwar identisch heißen und aussehen, jedoch in den Donkey-Kong-Spielen vielzählig auftreten. Sowohl die Abschnitts- als auch die finalen Endgegner gehören teilweise den hier genannten Spezies an, werden in diesem Abschnitt aber nicht nochmals separat aufgeführt.
Im Einzelnen sind folgende Gegner in den Donkey-Kong-Spielen vorhanden, die nicht den Hauptgegnertruppen angehören:
- Slippas: Bei den Slippas handelt es sich um orange-schwarze Schlangen, die in Donkey Kong Country in Erscheinung treten. Sie können durch einen Sprung auf ihren Körper ausgeschaltet werden. Die Entwickler geben an, Slippas seien hinterhältig und trieben sich gerne in Fässern herum.[292]

- Zinger: Zinger sind die am häuftigsten in Donkey-Kong-Spielen auftretende Gegnerspezies, die nicht den Hauptgenertruppen zuzuordnen sind. Bei den Zinger handelt es sich um eine Insektengruppe, wobei nicht exakt belegbar ist, ob es sich um Bienen oder Wespen handeln soll. Die Entwickler betiteln sie überwiegend unspezifisch, beispielsweise als „Ungeziefer“[271] oder „Stechbrummsel“[170][293]. In dem im Spieleberater von Donkey Kong Country 2 abgedruckten Comic zur Hintergrundgeschichte von Donkey Kong Country, spricht Donkey Kong eine angreifende Zinger wiederum als „Mistbiene“ an.[294] Ferner wird insbesondere in Donkey Kong Country 2 in diversen Level explizit gezeigt und als Thema verwendet, dass die Zinger Honig produzieren.[293][295][296] Teilweise sprechen die Entwickler auch explizit von „Bienenstöcken“.[296] Das äußere Erscheinungsbild entspricht wiederum eher dem von Wespen. Zudem wird von den Entwicklern als Terminologie zum Teil auch ausdrücklich „Wespen“ verwendet.[293][295] Neben Donkey Kong Country und Donkey Kong Country 2 treten Zinger insbesondere in Donkey Kong: King of Swing und Donkey Kong: Jungle Climber als Gegner auf, ferner waren sie in Donkey Konga zu sehen. In dem letztlich nicht erschienenen Donkey Kong Racing sollten die Zinger als Kart vorhanden sein, was im Trailer gezeigt wurde.[297] In Donkey Kong 64 sind die Zinger ebenfalls vorhanden und fliegen aufgrund des 3D-Designs des Spiels nicht festgelegt und frei in den Leveln umher. Sie treten insbesondere als Gegner in Minispielen auf, in denen sie gezielt ausgeschaltet werden müssen, um goldene Bananen zu erhalten.[298][299] Zum Großteil erscheinen die Zinger in gelb-schwarzer Farbe; in Donkey Kong Country und Donkey Kong Country 2 sind teilweise aber auch rote Zinger vorhanden.

## Weitere Figuren

### Friedvoll gesinnte Kremlings
In den Donkey-Kong-Spielen treten einige Figuren auf, die zwar der Spezies der Kremlings zuzuordnen sind, die jedoch nicht zu den Gegnern gezählt werden, weil sie den Kongs nicht in feindlicher Gesinnung gegenübertreten. Diese Kremlings stehen der Kong-Familie oft wohlgesinnt aber zumindest neutral gegenüber.

#### K. Lumsy
K. Lumsy ist ein überdurchschnittlich großer und mehrere Tonnen schwerer Kremling mit grünem Leder, der in Donkey Kong 64 auftritt. Er erhält von King K. Rool den Befehl die Kong-Insel anzugreifen und zu zerstören. Aufgrund seiner generellen Gutmütigkeit und seiner Sympathie den Kongs gegenüber verweigert K. Lumsy diesen Befehl jedoch. Erzürnt über K. Lumsys Mangel an Kaltblütigkeit sperrt K. Rool ihn in einen gigantischen Käfig, der sich neben seiner Insel in einer eigenen Halle befindet. Diesen Käfig lässt K. Rool mit acht Schlössern verschließen, die nur mit sogenannten Bossschlüsseln wieder geöffnet werden können. Sieben der Schlüssel gibt K. Rool in die Obhut der Endgegner aus Donkey Kong 64, Bossschlüssel VIII befindet sich im Level K. Rools Kommandantur hinter einer Stahltür und kann nur erreicht werden wenn zuvor sowohl die Nintendo- als auch die Raremünze gefunden wurden. Betritt man die Halle mit K. Lumsys Käfig nach dem Obsiegen über einen Endgegner, so steckt der Schlüssel bereits im Schloss und dreht sich sodann automatisch. Nachdem das Schloss geöffnet ist, vollführt K. Lumsy einen Freudentanz, der zu Erschütterungen führt. Diese öffnen sodann regelmäßig zuvor versperrte Zugänge zu neuen Leveln. Ist K. Lumsy befreit, läuft er auf der Kong-Insel umher und bringt durch einen – aus Tollpatschigkeit resultierenden – Sturz K. Rools Raumschiff zum Absturz.
Auf der japanischen Homepage zu Donkey Kong 64 legt Nintendo dar, K. Lumsy sei kleine Bruder von King K. Rool. In anderssprachigen Versionen des Spiels wird dies nicht erwähnt. Der Name K. Lumsy steht für das englische Wort clumsy, was auf Deutsch „ungeschickt“ bedeutet.

#### Klubba
Klubba ist der Bewacher der verlorenen Welten in den Spielen Donkey Kong Country 2: Diddy’s Kong Quest und Donkey Kong Land 2.
In DKC2 betreibt er „Klubbas Kiosk“, welcher in fünf Spielwelten zu finden ist. Von dort aus beschützt er die Brücke zu den sogenannten goldenen Fässern, welche als Eingänge zur verlorenen Welt dienen. Der Spieler benötigt bei jedem Kiosk 15 Kremmünzen um die verlorenen Welt von der jeweiligen Spielwelt aus betreten zu dürfen, insgesamt können also 75 Kremmünzen bei Klubba eingelöst werden. Betritt man den Kiosk zum ersten Mal stellt sich Klubba mit den Worten „Halt da! Ich bin Klubba, der fürchterliche, der grausame, der unnachgiebige Klubba!!! An mir kommt Ihr nur vorbei, wenn Ihr Bares locker macht!“ vor. Es werden sodann drei Optionen angezeigt, die dem Spieler zur Verfügung stehen: „Zahlen“, „Kämpfen!“ und „Abdüsen!“. Der Option „Kämpfen!“ kommt jedoch keine wirkliche Bedeutung zu, da es nicht möglich ist Klubba zu besiegen. Wählt man diese Variante, so schlägt Klubba die Kongs unausweichbar mit seiner Keule aus dem Kiosk.
Auch in Donkey Kong Land 2 bewacht er den Eingang zur verlorenen Welt, ist dort aber nur einmal auf der Hauptinsel zu finden und nicht in jeder einzelnen Spielwelt. In DKL2 sind maximal 47 Kremmünzen zu finden.
Klubba wird groß, muskulös und mit grünem Leder dargestellt. Er trägt eine kurze Hose und einen Gürtel mit einer auffälligen Totenkopfschnalle. Ferner hat er stets eine riesige Keule bei sich, welche teilweise mit Nägeln versehen ist. Zumindest in den Artworks ist zudem zu sehen, dass sich auf Klubbas Brust eine mehrere Zentimeter lange Narbe befindet. Bis auf die Farben ist sein Erscheinungsbild identisch mit dem von Kudgel, der Endgegner der Spielwelt Kremkai in DKC2. Klubba wird von den Entwicklern als „enorm stark, muskulös und geldgierig“ beschrieben. In ersten Konzeptentwürfen von Donkey Kong Country 2 war Klubba als Bossgegner der Verlorenen Welt vorgesehen.

#### Krunch
Krunch ist ein in Diddy Kong Racing und Diddy Kong Racing DS spielbarer Kremling. Er hielt sich ursprünglich nur auf Funoria (fiktive tropische Insel auf der sich die Handlung von Diddy Kong Racing abspielt) auf, um sich dort nach „Anti-Kremling-Aktionen“ umzusehen. Später erklärte er sich aber – in gewisser Hinsicht gezwungenermaßen – bereit, im Kampf gegen Wizpig zu helfen. Bei den anderen Fahrern genießt Krunch kein vorbehaltsloses Vertrauen, erweist sich aber in diversen Situationen als Unterstützer.

### Menschen
In den Donkey-Kong-Spielen ist es üblich, dass (anthropomorphe) Tiere beziehungsweise seltener auch Gegenstände als Figuren auftreten. Vereinzelt wurden von den Entwicklern auch gänzlich fiktive Figuren ohne jeden Realbezug oder realistisches Vorbild erfunden. Menschliche Figuren sind in den Donkey-Kong-Spielen die Ausnahme, kommen jedoch dennoch in einzelnen Spielen als (Haupt)figuren vor.

#### Jumpman/Super Mario

Marios Emblem, das er auf seiner Mütze trägt

Super Mario (jap. スーパーマリオ, hep. Sūpā Mario, teilweise nur Mario, anfangs Jumpman) ist die populärste Videospielfigur Nintendos und gilt als der deren Maskottchen sowie als bekannteste Videospielfigur der Welt. Super Mario ist der Protagonist und titelgebender Held der erfolgreichsten Videospielreihe des Unternehmens. Die Spielfigur taucht daher – von wenigen Ausnahmen abgesehen – nur in Spielen für Nintendo-Spielkonsolen auf. Mit über 295 Millionen verkauften Spielen ist die Super-Mario-Reihe nicht nur die erfolgreichste Nintendo-Reihe, sondern die bisher erfolgreichste Videospielreihe weltweit.

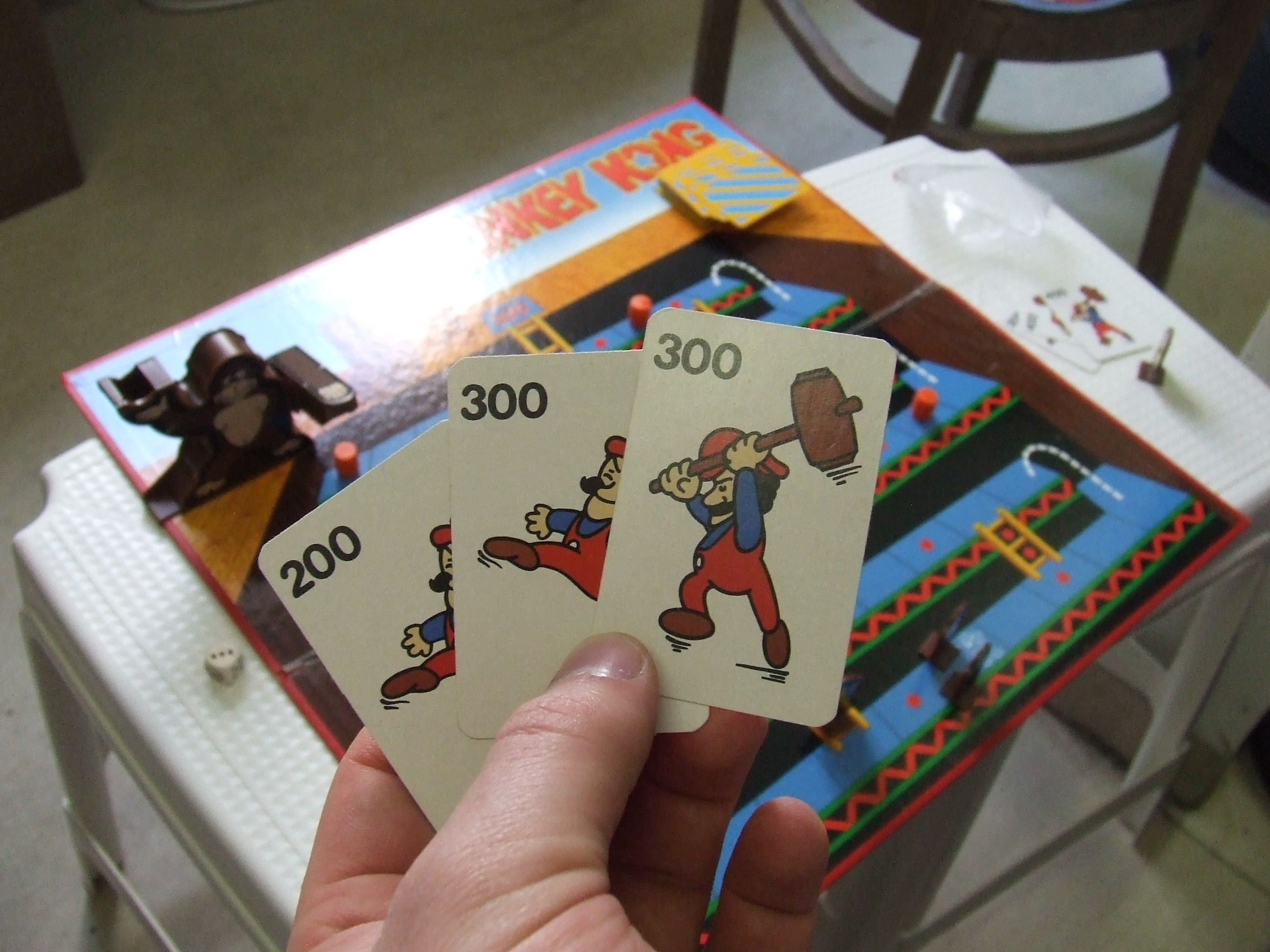
Jumpman dargestellt auf Spielkarten eines Donkey-Kong-Brettspiels

Seinen ersten Auftritt hatte Super Mario – damals noch Jumpman genannt – im Arcade-Spiel Donkey Kong im Jahr 1981. Er arbeitet dort als Zimmermann und hat sich den Gorilla Donkey Kong (es handelt sich um den „alten“ Donkey-Kong-Charakter, mithin den heutigen Cranky Kong) als Haustier zugelegt. Donkey Kong ist zwar nicht bösen Gemütes, fühlt sich aber erniedrigt, weil er einer durchschnittlichen Person untergeordnet ist und da Jumpman ihn nicht gut behandelt. Deswegen bricht er aus und nimmt Jumpmans Freundin als Geisel. Donkey Kong versteckt sich sodann mit ihr auf einer Baustelle. Aufgabe des Spielers ist es, Jumpman durch vier Level zu steuern um Donkey Kong einzuholen und Pauline zu retten. Dabei muss der Spieler vielerlei Dingen wie Fässern oder Feuern ausweichen. Einige dieser Objekte kann Jumpman auch mit einem immer wieder auftauchenden Hammer zerstören. Auch in den Arcade-Nachfolgern Donkey Kong Jr. und Donkey Kong Jr. Math kommt Jumpman vor: Dort hat er Donkey Kong bereits eingefangen und versucht, dessen Sohn Donkey Kong Jr. davon abzuhalten diesen wieder zu befreien. Jumpman wurde wie der Original-Donkey-Kong von Shigeru Miyamoto entworfen.
Ursprünglich wollte Miyamoto seine Spielfigur Mr. Video nennen. Man entschied sich bei Nintendo zunächst aber für den Namen Jumpman, bis NoA-Präsident Minoru Arakawa die Idee zur Umbenennung in Mario hatte. Angeregt wurde der neue Name und die italienische Abstammung der Spielfigur durch Ähnlichkeiten mit dem Vermieter des Nintendo-Gebäudes, Mario Segale.
Mario wird dicklich, mit Knollennase und Schnurrbart dargestellt, dabei trägt er einen blauen Overall mit roten Latzhosen und einer roten Kappe. Das typische Design war stark beeinflusst von den technischen Begrenzungen der Hardware, die ursprünglich nur 16×16 Pixel für die Spielfigur erlaubte. Der Schnurrbart war besser darstellbar als ein Mund und bildete die Begrenzung der dicken Nase. Die bunte Kleidung bildete einen guten Kontrast mit dem schwarzen Hintergrund, und der Overall diente der Unterscheidung von Körper und Armen, damit man deren Bewegung erkannte. Durch die Kappe war es nicht nötig, die Bewegung von Marios Haar darzustellen, wenn er sprang. Die Farbkombination von Overall und Hose wurde in späteren Spielen von blau-rot in rot-braun und schließlich in rot-blau umgeändert. Trotz immer leistungsfähigerer Videospiel-Hardware und den damit verbundenen verbesserten Möglichkeiten realistischer grafischer Darstellung hat Mario sein comichaftes Aussehen bis heute behalten. In den letzten Jahren kehrte man, nach einer geringfügig realistischeren Darstellung in Super Mario Sunshine, in dessen Nachfolger Super Mario Galaxy sogar zu etwas comichafteren Proportionen zurück.
Anfangs wurde Jumpman noch als Zimmermann dargestellt, später wird sein Beruf als Klempner angegeben. Marios teilweise als älter, teilweise als jünger betitelter Zwillingsbruder ist die Computerspielfigur Luigi (jap. ルイージ, hep. Ruīji), seine Freundin war in den früheren Spielen Pauline, später wurde und wird allgemein Prinzessin Peach (jap. ピーチ姫, hep. Pīchi-hime) als Marios Partnerin jedenfalls aber als gute Freundin verstanden.
In Donkey Kong Country 2 und Donkey Kong Land 2 hat Mario zusammen mit Yoshi und optional Link bei der Auswertung der vom Spieler gefundenen DK-Münzen nach Beendigung der Spiele einen Cameo-Auftritt. Er wird dabei mit 39 gefundenen DK-Münzen auf Platz 1 beziehungsweise Platz 2, wenn der Spieler alle 40 DK-Münzen finden konnte, beim Ranking von Cranky's Video Game Heroes (zu deutsch „Crankys Videospielhelden“) aufgeführt. Im Game-Boy-Advance-Remake von Donkey Kong Country 2 wird Mario mit 67 gefundenen DK-Münzen aufgeführt. In Donkey Kong Land 2 konnte er wie in DKC2 39 DK-Münzen sammeln.
Er ist neben Donkey Kong Protagonist in der Mario-vs.-Donkey-Kong-Serie. In diesen Spielen stiehlt Donkey Kong Mini-Marios oder entführt Pauline, so dass immer wieder Rivalitäten zwischen Mario und Donkey Kong stattfinden.

#### Link
Link, einer der Hauptcharaktere aus der The-Legend-of-Zelda-Reihe, hat einige Cameo-Auftritte in Donkey-Kong-Spielen. Im Spiel Donkey Kong Country 2: Diddy’s Kong Quest wird Link mit 19 (SNES-Version) beziehungsweise 50 (GBA-Version) gefundenen DK-Münzen auf dem 3. Platz in der SNES-Version (nur optional, wenn der Spieler weniger als 19 DK-Münzen finden konnte) beziehungsweise auf dem 2. Platz in der GBA-Version beim Ranking von Cranky's Video Game Heroes (zu deutsch „Crankys Videospielhelden“) aufgeführt.
Im Spiel Donkey Kong Country 3: Dixie Kong’s Double Trouble! wird Link im Kramladen des Bären Bazaar von diesem namentlich erwähnt. Lässt man sich von ihm die Frage „Wem gehört das Schloß?“ nicht beantworten, sagt dieser: „Ganz sicher? Letzte Woche war ein komischer Typ names Link hier. Er hat sich ebenfalls nach dem Schloß erkundigt. Er hatte nicht genug Münzen, doch er war so ganz nett. Da habe ich anstatt dessen 500 Rubine akzeptiert. Danach verschwand er… Er murmelte etwas, daß [sic nach alter Rechtschreibung] meine Muscheln die falsche Form hätten, oder so.“ Rubine sind die Währung in der Legend-of-Zelda-Reihe, es gibt sie dabei in verschiedenen Farben. Die Äußerung, die Muscheln hätten die falsche Form, spielt aller Wahrscheinlichkeit nach auf die Muscheln an, die in der Legend-of-Zelda-Reihe vorkommen. Diese waren zum ersten Mal in The Legend of Zelda: Link’s Awakening sammelbar und haben ein anderes Aussehen, als die von Bazaar angebotenen Muscheln.
Des Weiteren kommen einige Tracks aus der The-Legend-of-Zelda-Reihe in Donkey Konga vor.

#### Pauline

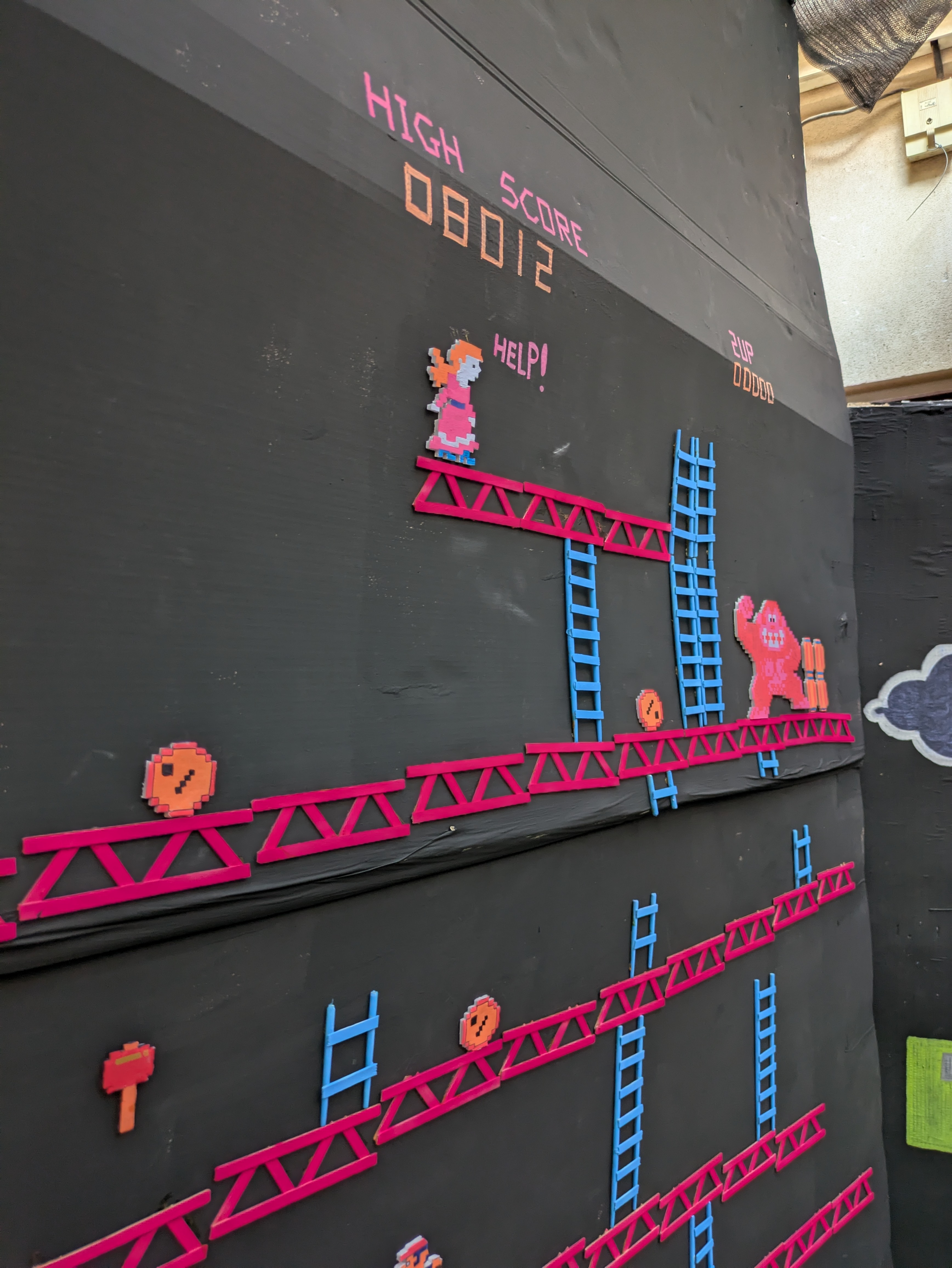
Pauline in einem Artwork des Donkey-Kong-Spiels aus dem Jahr 1981

Pauline ist eine der Hauptfiguren in dem Arcade-Automaten Donkey Kong aus dem Jahr 1981. Sie ist dort die Freundin von Jumpman, wird von Donkey Kong aus Rachegründen in Bezug auf Jumpman auf eine Baustelle entführt und muss von Jumpman gerettet werden. Auch im Game-Boy-Spiel Donkey Kong aus dem Jahr 1994 tritt Pauline in der identischen Rolle auf. Ferner tritt sie in der Mario-vs.-Donkey-Kong-Serie in Erscheinung, wo sie meist ebenfalls von Donkey Kong entführt und von Mario gerettet werden muss. Außerdem spielt sie eine Rolle im am 27. Oktober 2017 erschienenen Super Mario Odyssey für die Nintendo Switch: Mario muss ihr dort helfen, eine Band zusammenzustellen.
Paulines Aussehen änderte sich – primär technikbedingt – stark im Laufe der Zeit: So wird sie im Arcade-Spiel Donkey Kong im Spiel selbst stark verpixelt mit orangem Haar, einem rosafarbenen Kleid und blauen Stiefeln dargestellt; am Arcade-Automaten wiederum ist sie mit blondem Haar und einem roten Kleid abgebildet. Später wird sie meist mit einem roten Kleid mit auffälligen Dekolleté, langem brünettem Haar, blauen Augen und größeren goldenen Ohrringen gezeigt. In Super Mario Odyssey trägt sie einen roten Hosenanzug und einen lila-farbenen Hut.
Pauline gibt es als Trophäe in den 2014 erschienenen Beat-’em-up-Spielen Super Smash Bros. for Nintendo 3DS und Super Smash Bros. for Wii U. Wie der Spieleentwickler bei Nintendo of America Don James in einem Interview erklärte, ist der Name „Pauline“ von James’ damaliger Freundin und jetziger Exehefrau inspiriert, die ebenfalls Pauline heißt.

#### Stanley
Stanley (auch Standley the Bugman) ist Kammerjäger und der Protagonist im Arcade-Spiel Donkey Kong 3. Er versucht dort, Donkey Kong und einige Insekten mit Pestiziden zu bekämpfen. Von ihm existiert eine Trophäe im Spiel Super Smash Bros. Melee.

### Sonstige Figuren aus Donkey Kongs Abenteuer
In diesem Abschnitt werden die Figuren aus der Fernsehserie Donkey Kongs Abenteuer beschrieben, deren Auftritte sich lediglich auf die Fernsehserie beschränken, die in den Donkey-Kong-Spielen also nicht beziehungsweise zumindest nicht in derselben Form vorhanden sind.

#### Bluster Kong/Leo Luster
Bluster Kong ist ein in Donkey Kongs Abenteuer oft vorkommender Charakter, der zwar in gewisser Weise in die Gruppierung der Kongbewohner von Kongo Bongo sozial integriert ist, jedoch im Wesentlichen von diesen charakterlich geringschätzt wird. Bluster Kong ist Inhaber und Leiter einer Fassfabrik, deren Arbeitsvorgänge weitestgehend autonom ablaufen und deren einziger je auftretender Mitarbeiter Candy Kong ist.
Bluster Kong verfügt über einen ernormen Reichtum, will diesen jedoch nahezu um jeden Preis schützen und neigt daher zu übertriebenem Geiz. Er tritt ferner immer wieder hinterhältig auf, versucht seine Mitbewohner für seine Zwecke zu manipulieren und aus sämtlichen Gegebenheiten seinen eigenen Vorteil zu ziehen. Insbesondere auf Grund eines Reichtums tritt er anderen gegenüber in der Regel arrogant und herablassend gegenüber. Damit einhergehend kommt es bei Bluster regelmäßig zu einer Selbstüberschätzung, aus der oft ein Misslingen seiner Vorhaben resultiert.
Bluster Kong hegt Liebesgefühle gegenüber Candy Kong, lebt diese auch offen aus und versucht immer wieder Candy Kong zu Verabredungen zu überreden. Diese Gefühle werden von dieser jedoch nicht erwidert, so dass Candy Kong in der Regel sämtliche von Bluster Kongs Avancen ablehnt, diese teilweise sogar lächerlich macht. Selten verabredet sie sich zwar mit Bluster Kong, dies jedoch stets nur, um diesen für ihre eigenen Zwecke zu benutzen, wobei ihre Gründe für eine Verabredung zumeist darin bestehen, Donkey Kong eifersüchtig zu machen. Auf Grund seiner Beziehung zu Candy Kong verachtet Bluster Kong Donkey Kong und verspürt Neid gegenüber diesem. Bluster Kong wird ferner des Öfteren als „Muttersöhnchen“ dargestellt.
Bluster Kong ist Eigentümer eines Hubschraubers, dem sogenannten „Fassschrauber“, im Original „Barrelcopter“ genannt (setzt sich aus dem englischen Nomen barrel [zu deutsch „Fass“] und dem zweiten Teil des englischen Wortes für Hubschrauber, Helicopter, zusammen), dessen Bedienung er jedoch nur mangelhaft beherrscht und deshalb in nahezu jeder Folge mit ihm abstürzt.
Der Synchronsprecher von Bluster Kong war Mario von Jascheroff.
In Folge 2x11 von Donkey Kongs Abenteuer, Blusters unheimliche Verwandlung (im Original Titre français inconnu), tritt Bluster Kongs Alter Ego Leo Luster in Erscheinung. Dieses kommt zufällig zum Vorschein, als Bluster Kong heimlich verschiedenste Mittel zusammenmischt und auf seine Haut aufträgt, um seinen Haarausfall zu stoppen.
Als Leo Luster tritt Bluster Kong selbstbewusst, charmant und elegant auf. Optisch unterscheidet sich das Erscheinungsbild von Bluster Kongs Alter Ego im Wesentlichen nicht von seinem herkömmlichen, außer dass er nun eine goldene Kette trägt und eine hochstehende Frisur besitzt. Ferner hat sich Bluster Kong stimmlich verändert. Trotz des nur geringen optischen Unterschieds wird Leo Luster von den übrigen Bewohnern von Kongo Bongo nicht als Bluster Kongs Alter Ego erkannt, sondern für eine fremde Person gehalten. Auf Grund seines anderen Charmes gelangt Leo Luster schnell zu Beliebtheit bei den Kongs und sogar kurzzeitig bei King Kroko und dessen Untergebenen. Insbesondere Candy Kong zeigt sich beeindruckt von Leo Luster und nimmt dessen Verabredungseinladung bereitwillig an. Dies führt zu einem Unbehagen bei Donkey Kong, welcher als einziger Bewohner von Kongo Bongo Leo Luster nicht wohlgesinnt gegenübersteht.
Bluster Kong kann sein Alter Ego zunächst nur mittels des zuerst zufällig später willentlich hergestellten Tranks zum Vorschein bringen. Als er zusammen mit Donkey Kong aber von King Kroko gefangen genommen wird und den Trank nicht zur Verfügung hat, schafft er die Verwandlung zu Leo Luster ohne äußeres Zutun, was schließlich zu ihrer Freilassung verhilft. In anderen Folge tritt Leo Luster jedoch nicht mehr auf.
Der Name Leo Luster verwendet das Stilmittel der Alliteration. Der Synchronsprecher von Leo Luster war Klaus-Dieter Klebsch.

#### Eddie
Eddie ist ein Yeti der in den weißen Bergen lebt, einer schneebedeckter Berglandschaft in Kongo Bongo. Er tritt insgesamt zwar nicht oft in Erscheinung, hilft den Kongs beziehungsweise Donkey Kong aber des Öfteren weiter. Auch wenn Eddie einen Yeti darstellt, ähnelt er äußerlich eher einem Affen mit weißem Fell und einer blauen Zunge. Er ist grundsätzlich unbekleidet und trägt lediglich eine blau-weiße Zipfelmütze auf dem Kopf.

#### Generalligator Zack
Generalligator Zack (Wortzusammensetzung aus General und Alligator, teilweise auch General Zack oder nur Zack genannt) ist ein Charakter aus der Serie Donkey Kongs Abenteuer. Er ist der direkte Untergebene von King Kroko und agiert als dessen Berater und rechte Hand. General Zack wird als das ranghöchste Mitglied von King Krokos Truppen dargestellt, er selbst gibt seinen Dienstgrad als 5-Sterne-General an. Zacks Verhältnis gegenüber King Kroko zeichnet sich primär durch strikte Loyalität aus. So befolgt er selbst (vermeintliche) Befehle, die objektiv absurd sind.
Eine seiner Hauptaufgaben besteht darin, zusammen mit seinem Gehilfen Kracher durch den Urwald von Kongo Bongo zu patrouillieren, um Informationen über die Kongs oder anderweitige Neuigkeiten zu erfahren, welche er sodann an King Kroko meldet. Diese Informationsbeschaffung nennt er selbst „FIP – Feindinvasionspatrouille“.
General Zack kennt grundsätzlich kein Mitglied seiner Familie beziehungsweise kann sich nicht mehr oder allenfalls schemenhaft an diese erinnern, worunter er mitunter nicht unerheblich leidet. Der Grund hierfür wird nicht genauer erläutert. In Folge 2x1 von Donkey Kongs Abenteuer, Das Kongo Bongo Lichterfest (im Original La fête des lumières de Kongo Bongo), trifft er jedoch nach etlichen Jahren seinen älteren Bruder Kaptain Narby wieder. Die beiden erkennen sich zunächst nicht und kämpfen gegeneinander um den Besitz der Kristalkokosnuss. Erst als Donkey Kong ein Schlaflied anstimmt, welches ihm von General Zack gelehrt wurde, dieser daraufhin mitsingt und Narby eine Zeile ergänzt, an die sich Zack bislang nicht mehr erinnern konnte, wird den beiden die Identität des jeweils anderen bewusst. Die beiden wollen sodann eigentlich zusammen als Seeräuber auf Reisen gehen, was jedoch King Kroko nicht erlaubt.
In Folge 1x15, Lourdingue, le Klump, freundet sich Zack mit seiner eigentlichen Feindin Dixie Kong an, nachdem er kurzzeitig aus King Krokos Armee entlassen wird und bei den Kongs Zuflucht sucht.
General Zack wurde nahezu identisch dem Kremling Klump aus den Donkey-Kong-Spielen nachempfunden und lediglich umbenannt. Diese Neubezeichnung ist jedoch nicht generell vorhanden, sondern nur in der deutschen Fassung der Serie – in den Originalsynchronisierungen von Donkey Kongs Abenteuer wird General Zack wie in den Spielen Klump genannt. Seine Stimme stammt in der deutschen Fassung von Bernd Schramm.

#### Inka Dinka Doo
Das Inka Dinka Doo ist ein Orakel beziehungsweise eine Orakelstätte aus der Fernsehserie Donkey Kongs Abenteuer. Bei diesem können die Bewohner von Kongo Bongo Rat erbitten, teilweise werden dort auch Erlaubnisse ausgesprochen. Das Inka Dinka Doo stellt eine große Steinsäule dar, auf der sich im oberen Bereich ein drehbarer Teil befindet, auf dem verschiedene Gesichter mit unterschiedlichen Gesichtsausdrücken aufgemalt sind. Je nach seiner Stimmungslage bewegt das Inka Dinka Doo den drehbaren Teil der Säule, so dass das zu seiner Empfindung passende Gesicht nach vorne zeigt. Es ist in der Lage zu sprechen, wobei nicht klargestellt wird, ob es sich um eine anthropomorphe Steinsäule handelt oder ob von einer Person mittelbar durch das Inka Dinka Doo gesprochen wird.
Wie für Orakel typisch, gibt Inka Dinka Doo meist Ratschläge, die nicht eindeutig formuliert sind und daher auf verschiedene Arten ausgelegt werden können. So gibt es beispielsweise in Folge 2x4 von Donkey Kongs Abenteuer, Der Tag, an dem die Zeit stillstand (im Original Le jour où l'île s'arrêta), als Diddy Kong mit dem in Tiefschlaf gefallenen Donkey Kong vor ihm erscheint und danach fragt, wie dieser wieder erweckt werden könne, den Rat: „Soll der Affe erwachen und die Sonne ihre Runde machen, muss kommen der Kuss dann schon von einer Augapfelperson!“. Die Kongs fassen diesen Orakelspruch zunächst so auf, dass DK von der Person geküsst werden muss, die er in den Augen hat, folglich also liebt. Daher wird er zuerst von seiner Freundin Candy Kong geküsst, worauf sich aber keine Reaktion zeigt. Auch die darauffolgenden Küsse von nahezu allen Bewohnern von Kongo Bongo bleiben ohne Wirkung. Die tatsächliche – in diesem Fall wörtlich zu verstehende – Bedeutung des Spruchs zeigt sich erst als King Kroko auftaucht, um die Kristallkokosnuss zu stehlen: Auf Grund eines Missgeschicks landen zwei Äpfel auf King Krokos Augen, nachdem dieser über eine Schale mit Äpfeln stolperte. Er verliert daraufhin das Gleichgewicht, fällt auf den schlafenden Donkey Kong zu und gibt ihm versehentlich und beiläufig einen Wangenkuss. Auf Grund dieses Kusses erwacht Donkey Kong sodann.
Gesprochen wurde das Inka Dinka Doo von Lutz Riedel.

#### Kaptain Narby
Kaptain Narby (immer wieder auch nur Narby genannt) ist der ältere Bruder von General Zack in Donkey Kongs Abenteuer. Die beiden treffen sich in Folge 2x1, Das Kongo Bongo Lichterfest (im Original La fête des lumières de Kongo Bongo), nach etlichen Jahren wieder. Narby und Zack erkennen sich zunächst nicht und begreifen erst, dass es sich beim jeweils anderen um den verschollenen Bruder handelt, als Narby das von Zack gesungene Schlaflief „Wenn traurig du bist, einsam wie ein Stein, dann denk einfach an mich…“ mit den Worten „…deinen Bruder Narby“ ergänzt, an die sich Zack nicht mehr erinnern konnte.
Narby hat keinen Kontakt zu Mitgliedern seiner Familie. Der Grund hierfür ist vermutlich, dass er vom heimischen Sumpf verbannt wurde, als General Zack diesen als Kleinkind versehentlich in Brand gesteckt hatte, dabei teilweise zerstörte und Narby dies auf seine Schuld nahm, um Zack zu schützen.
Kaptain Narby ist ein Pirat und versucht zusammen mit seinen Gefolgsleuten Schnitti und Grünrock immer wieder in den Besitz der Kristallkokosnuss zu kommen. Dabei geht er skrupellos vor: So hält er sich beispielsweise nicht einmal an den legendären Waffenstillstand am „Kongo Bongo Lichterfesttag“, einem weichnachts-ähnlichen Feiertag, den sogar King Kroko respektiert. Narby bezeichnet sich daher sogar selbst als „gemeinen Abschaum“.
Narby tritt im Grundsatz unbekleidet auf und hat oranges Leder; am Kopf trägt er einen Piratenhut. Synchronisiert wurde er von Jürgen Kluckert.

#### Kracher
Kracher ist ein Untergebener von King Kroko in der Serie Donkey Kongs Abenteuer. Er ist der Helfer von General Zack und durchstreift mit diesem regelmäßig den Urwald von Kongo Bongo, um Neuigkeiten oder anderweitige Informationen zu erhalten.
Kracher stellt ein extrem starkes und muskulöses blaues Krokodilwesen dar, dessen Intelligenz sehr unterdurchschnittlich ausgeprägt ist. Dies äußert sich insbesondere dadurch, dass er selbst einfachste Anweisungen oder Geschehnisse meist nicht oder falsch versteht, auch leichte Aufgaben nur mit Mühe ausführen kann und sprachlich sehr eingeschränkt ist. Trotz seines sehr geringen Intellekts zeichnet sich Kracher jedoch durch seine Loyalität gegenüber seinen Vorgesetzten aus. Zudem hält er gegebene Versprechen, dies sogar gegenüber seinen Feinden, den Kongs: So trifft er in Folge 2x8 von Donkey Kongs Abenteuer, Wählt Donkey Kong (im Original Vote de kong-fiance), in einer Kampfsituation mit Donkey Kong – der sich inmitten eines Wahlkampfes gegen King Kroko und Bluster Kong um die Herrscherposition von Kongo Bono befindet – die Vereinbarung, bei der späteren Wahl Donkey Kong und nicht seinen Anführer King Kroko zu wählen, sofern Donkey Kong Kracher nicht gewaltsam vertreibt, sondern ihn ohne Gewaltanwendung gehen lässt, was Donkey Kong einhält. Später wählt Kracher sodann – zum großen Missfallen Krokos – tatsächlich Donkey Kong mit der ausschlaggebenden Stimme als zukünftigen Herrscher von Kongo Bongo, obwohl Donkey Kong in Vorleistung getreten war und Kracher ihn ohne Weiteres hätte betrügen können.
Kracher basiert nahezu identisch auf dem Kremling Krusha aus den Donkey-Kong-Spielen und wurde lediglich umbenannt. Dies jedoch nur in der deutschen Sprachfassung der Serie – in den Originalfassungen von Donkey Kongs Abenteuer heißt Kracher wie in den Spielen Krusha. Gesprochen wurde er in der deutschen Fassung von Karl Schulz. Optisch wird Kracher – wie Krusha in den Donkey-Kong Spielen – groß, äußerst muskulös und mit blauem Leder dargestellt. Bekleidet ist er mit einer Art camouflage-farbenen Kampfanzug.

#### Polly Roger
Polly Roger ist ein Vogel, der in einzelnen Episoden von Donkey Kongs Abenteuer vorkommt.
Eine besondere Rolle spielt er in Folge 2x3, Das wundersame Heilmittel (im Original La Rhino-Kongo Bongogite), in der er Diddy Kong mit der gefährlichen „Kongo-Bongo-Drögel-Dongo-Krankheit“ (im Booklet „Kongo-Bongo-Wrongo-Krankheit“ genannt) infiziert. Die Krankheit kann nur durch ein Serum geheilt werden, das aus der sogenannten „Tim Banatu“, einer seltenen violetten Banane, hergestellt wird. Bubbels will alle Kongbewohner mit dem Serum impfen, als jedoch Diddy Kong an der Reihe ist, spiegelt dieser – aus Angst vor Nadeln – vor, zwei Kokosnüsse seien sein Gesäß, so dass Bubbles die Nadel sodann in die Kokosnüsse sticht. Als Polly Roger diesen Vorgang beobachtet, beißt er Diddy Kong vorsätzlich, woraufhin die Kongo-Bongo-Drögel-Dongo-Krankheit bei Diddy Kong ausbricht. Polly Roger hat primär seinen eigenen Vorteil im Sinn und zeichnet sich durch fehlendes Mitgefühl aus: Neben der vorsätzlichen Infektion von Diddy Kong macht sich Polly Roger später über King Kroko lustig, welcher sich im weiteren Verlauf der Folge ebenfalls mit der Krankheit infiziert. Ferner verzichtet er darauf, einen von General Zack missverstanden Befehl aufzuklären, der die Zerstörung von Kongo Bongo nach sich ziehen würde, obwohl er die Folgen erkannte. Schließlich stiehlt er Donkey Kong die letzte Tim-Banatu-Banane, die zur Heilung von den Infizierten notwendig ist und bietet sie aus eigener Habgier dem Meistbietenden an.
Aller Wahrscheinlichkeit nach handelt sich bei Polly Roger um einen Papagei, was auch King Kroko in einem Gespräch erwähnt und Polly Roger später selbst bestätigt. Allerdings wird er von King Kroko in einem Streitgespräch auch als Fischadler bezeichnet, außerdem wird mehrmals erwähnt, die Kongo-Bongo-Drögel-Dongo-Krankheit könne nur durch den Biss eines tropischen Tukans ausgelöst werden, was suggeriert, bei Polly Roger handle es sich um einen solchen.
Synchronisiert wurde Polly Roger von Michael Pan.

### Bären
In den Donkey-Kong-Spielen – dabei insbesondere im SNES-Spiel Donkey Kong Country 3: Dixie Kong’s Double Trouble! und dessen Ablegern – treten immer wieder Figuren auf, die der Säugetierfamilie der Bären zuzuordnen sind, dabei insbesondere der Gattung der Braunbären. Die Bären der Donkey-Kong-Spiele treten in der Regel bekleidet und im Gegensatz zu realen Bären aufrechtgehend auf.

#### Gebrüder Bär
Die Gebrüder Bär (teilweise auch Bärenbrüder genannt) sind dreizehn Charaktere aus Donkey Kong Country 3, die über die Nördliche Kremisphäre (Spielwelt in DKC3) verteilt in kleinen Hütten leben. Regelmäßig helfen sie den Kongs durch (teils zahlungspflichtige) Dienstleistungen weiter, tauschen Gegenstände oder geben Ratschläge.
Im Einzelnen gehören zu den Gebrüdern Bär folgende Figuren:
- Baffle: Baffles Hütte – der sogenannte „Code-Raum“ – befindet sich in der Spielwelt KAOS. Baffel, dessen Leidenschaft das Entschlüsseln von Codes[335] und das Entwickeln von Verschlüsselungsverfahren[336] ist, teilt den Kongs bei einem Besuch mit, dass er sich gerade an einem Code herumquäle, bei dem es ihm schlicht nicht gelinge, ihn zu lösen. Geholfen werden kann Baffle, indem man ihm den Spiegel von Crankys Großvater übergibt, den man zuvor von Barter – der den Spiegel zunächst gegen einen Schraubenschlüssel eintauscht – gegen Bezahlung von zehn Bärenmünzen wieder zurückkaufen kann. Durch den Spiegel kann Baffel den Code, welcher zunächst spiegelverkehrt war, lesen und teilt den Kongs mit, dass um die Höhle zu öffnen zwei Achten um die Steine geschwommen werden müsse. Besagte Steine befinden sich im See von KAOS. Baffle besitzt einen braunen Pferdeschwanz und ist mit einem grünen Hemd bekleidet auf dem Blumenblüten befinden. Ferner ist er mit einer weißen kurzen Hose und grünen Turnschuhen bekleidet.[337][338] Zumindest in den Artworks trägt er zudem stets einen Taschenrechner bei sich.[337][338] Baffel ist ein ehemaliger Agent des sogenannten „FBI“ (Funky Bear Investigators[336] als Anspielung auf die zentrale Sicherheitsbehörde der Vereinigten Staaten Federal Bureau of Investigation, abgekürzt ebenfalls „FBI“).

- Barnacle – ein ehemaliger Seemann[339] – lebt auf einer kleinen Insel im Orangatanga-See, wo er einen Geschenkeladen betreibt.[332] Er ist Muschelsammler[340] sowie ehemaliger Muscheltaucher[341] und tauscht die Muschel, die die Kongs bei Bazaar erwerben können, gegen einen Bananenvogel. Barnacle ist mit einem weißen Pullover und einer grauen Hose bekleidet.[337][340] Dazu trägt er blaue Turnschuhe und einen blauen Hut und raucht Pfeife.[337][340] Im GBA-Remake von Donkey Kong Country 3 lebt Barnacle nicht in der Spielwelt Orangatanga-See, sondern in der neuhinzugefügten Spielwelt Pacifica.

- Barters Hütte befindet sich in der Nähe der Spielwelt K3 auf der allgemeinen Spielumgebung. Hat man bei Bazaar bereits den Spiegel von Crankys Großvater erworben, so kann man ihn bei Barter gegen einen Schraubenschlüssel eintauschen, welcher wiederum benötigt wird, um die defekte Seilbahn in der Spielwelt Gipfelkrat zu reparieren. Es wird angegeben, dass Barter dazu neigt sich Dinge auszuleihen, diese dann aber zu unterschlagen.[335] Er ist mit einem Anzug mit violetten Hemd und weißer Krawatte bekleidet, trägt jedoch kein dazugehöriges Sakko; als Kopfbedeckung trägt er einen Hut.[342]

- Bazaar betreibt einen Schnäppchenladen[332] („Kramladen“ genannt) auf der Hauptinsel in der Näge von Funky Kongs Bootverleih. Zunächst gibt es bei Bazaar die Möglichkeit gegen Entgelt Gegenstände zu erwerben: Für einen Preis von fünf Bärenmünzen verkauft er den Kongs eine Muschel, die dann wiederum bei Barnacle gegen einen Bananenvogel eingetauscht werden kann. Ferner verkauft er einen Spiegel für 50 Münzen, welcher nach Bazaars Aussage von Cranky Kongs Großvater stammt. Im weiteren Spielverlauf gibt es als Handlungsoption zudem die Möglichkeit Bazaar Fragen zu stellen. Stellt man die Frage „Wem gehört das Schloß?“, antwortet Bazaar zunächst „Nun, ich war schon ab und zu dort oben. Für zwei Münzen erzähle ich Dir, was ich dort beobachtet habe.“ Nimmt man das Angebot an, so erzählt Bazaar (sinngemäß), er habe dort nur ein Schild gesehen, auf dem zu lesen war, man solle die Gegend verlassen, woraufhin er weggelaufen sei. Als zweite Frage kann man stellen „Gibt es geheime Höhlen?“, worauf Bazaars Antwort zunächst lautet: „Nun, eine ganze Menge. Aber meine Zunge zu lockern, kostet Dich 13 Münzen!“ Bezahlt man diesen Preis, so erläutert Bazaar: „Nun, einige sind auf Inseln und Bergen versteckt. Ohne Funkys Hilfe wirst du nicht an sie herankommen. Wie viele geheime Höhlen es gibt? Genau soviele, wie Du Münzen für diese Antwort bezahlt hast! Hihihihi!!!“ Der Name Bazaar basiert auf dem persischen Wort für einen Markt, Basar (englische Schreibweise Bazaar, ursprünglich persisch بازار).

- Bei Bazooka handelt es sich um einen Kriegsveteran mit einer Vorliebe für Waffen[343] der in der Spieltwelt Mekanos lebt. Bazooka war an dem sogenannten Kremkrieg beteiligt[332], sein Dienstrang wird teilweise als Leutnant[343] und teilweise als Brigadier[344] angegeben. Bazooka verwaltet und bedient eine alte Kriegskanone names „Dicke Dora“ (im Original „Big Bessie“), die sich in unmittelbarer Nähe zu seiner Hütte befindet. Er kann diese ursprünglich nicht abfeuern, da ihm eine passende Munition fehlt. Der Spieler hat jedoch die Möglichkeit bei dem Bären Blue eine Bowlingkugel zu erhalten; bringt man diese zu Bazooka, so setzt er diese als Ladungsmittel ein und feuert die Dicke Dora ab. Bei diesem Schuss können sich die Kongs ebenfalls durch die Waffe schießen lassen und so eine hochgelegene Kristallhöhle erreichen. Dieser Vorgang kann wiederholt werden. Bazooka ist mit einer Dienstmütze bekleidet, trägt Springerstiefel und an seinen Schultern befindet sich ein Abzeichen mit seinem Dienstrang.[344] Ferner trägt er an seiner Brust zwei Dienstorden und ist mit einem Monokel ausgestattet.[344] Sein Name leitet sich von der Waffe Bazooka ab.

- Benny & Björn sind Zwillingsbrüder, die zusammen eine Seilbahn in der Spielwelt Gipfelkrat betreiben, wobei Benny den unteren und Björn den oberen Lift verwalten.[345] Der von Björn geleitete obere Lift ist zunächst defekt und kann von diesem repariert werden, wenn die Kongs ihm einen Schraubenschlüssel übergeben. In Betrieb genommen, transportiert er die Kongs zu einer Kristallhöhle. Es wird angenommen, dass sich ihre Namen von den Mitgliedern der Popband ABBA, Benny Andersson und Björn Ulvaeus herleiten.[346] Benny und Björn sind mit Lederhosen und Hüten bekleidet, ferner tragen sie jeweils ein Alphorn bei sich.[345]

- Blizzard ist Bergsteiger, dessen primäres Ziel es ist, den Berg K3 zu besteigen, in dessen Nähe er auch lebt. Blizzards bester Freund ist der Bär Blue. Da er dessen Geburtstag verpassen wird, bittet er die Kongs, Blue sein Geschenk zu überreichen.[345] Blizzard trägt einen großen Rucksack und eine Mütze, ferner ist er mit Stollenschuhen ausgestattet.[345]

- Blue (zu deutsch „blau“) ist ein Bär mit blauer Fellfarbe, der in der Spielwelt Baboon Bucht lebt. Er wird als einsamer und trauriger Bär beschrieben, der dadurch wieder aufgemuntert werden kann, dass ihm sein Geburtstagsgeschenk von Blizzard ausgehändigt wird, welches dieser bislang wegen starken Schneefalls nicht losschicken konnte.[344]

- Blunder lebt in der nördlichen Kemissphäre und gibt den Kongs Tipps zum Fundort der verlorenen Welt. Findet man die verlorene Welt und besucht Blunder in seiner Hütte, ist eine Art Easter Egg zur Zeitschrift Club Nintendo zu lesen. Blunder sagt dann nämlich den Satz: „Unglaublich, Du hast ganz alleine die verlorene Welt entdeckt. Wohl beim Club Nintendo angerufen, was?“.

- Boomer ist ein Sprengmeister, der in der verlorenen Welt Krematoa lebt. Ihm müssen jeweils 15 Bonusmünzen gebracht werden, damit er ein Hindernis sprengt, welches den Kongs den Zutritt zu einem Level der verlorenen Welt versperrt. Bei der letzten Sprengung verlangt er 25 Bonusmünzen. Am Ende der Spielwelt müssen ihm zudem fünf Zahnräder gebracht werden, von denen man je ein Zahnrad bei Abschluss eines Levels von Krematoa erhält. Mit den fünf Zahnrädern kann Boomer eine Maschine in seiner Hütte in Gang setzen, die wiederum das U-Boot von Baron K. Roolenstein von dem Grund des Sees von Krematoa nach oben befördert, so dass dieses betreten werden kann. Bommer ist mit einer Warnweste und einem Schutzhelm bekleidet und trägt eine TNT-Stange bei sich.[336]

- Bramble ist ein Pflanzenliebhaber, der mit den Kongs die seltene Blume „Petallus Pangus“ gegen einen Bananenvogel tauscht. Diese Blume ist ab einem bestimmten Spielfortschritt ganz in der Nähe von Brambles Haus zu finden. In der Spieleanleitung von Donkey Kong Country 3: Dixie Kong's Double Trouble! wird er Bellamy genannt.[343]

- Brash ist ein Bär, der im Kremwood Forest lebt. Er hat das Level „Flotte Fluss-Flitzerei“ mit einer Zeit von 1 Minute und 15 Sekunden beendet. Schlagen die Kongs diesen Rekord, wird Brash so wütend, dass er wild auf seinen Tisch hämmert. Dadurch lockert er einen Baumstamm so, dass dieser den Fluss abwärts treibt und beim Liegenbleiben als Brücke zu einer Kristallhöhle dient.

#### Bachelor
Der Bär Bachelor (zu deutsch „Junggeselle“) tritt nur im Game-Boy-Advance-Remake von Donkey Kong Country 3 auf. Er lebt auf einer Insel im Orangatanga-See (Barnacle, der in SNES-Original in der Spielwelt Orangatanga-See lebt, hat seine Hütte in der GBA-Version in der neuhinzugekommenen Spielwelt Pacifica.). Bachelor ist frisch verliebt und benötigt daher noch Geschenke für seine Verabredung. Wenn die Kongs ihm für diesen Zweck eine Rose und Schokolade bringen, übergibt er ihnen als Gegenleistung einen Bananenvogel. Diese Schokolade kann der Spieler im Laden von Bazaar für 20 Bärenmünzen erwerben und die Rose erhält man, wenn man dem Bären Bramble die seltene Blume „Petallus Pangus“ bringt als Tauschgegenstand. Die Blume „Petallus Pangus“ erhält man im GBA-Remake vom Bachelor selbst.

#### Bear
Bear ist ein Bär, der im Handheldspiel Donkey Kong Land III den sogenannten „Sheepy Shop“ leitet. Dort können die Kongs, insofern sie eine benötigte Anzahl an Bonusmünzen sammeln konnten, an einem Memory-Spiel teilnehmen, bei dem zehn richtige Paare gefunden werden müssen. Dafür erhält man Preise wie Bananen, Luftballons oder auch einmalig DK-Münzen oder Stoppuhren. Außerdem gibt Bear im „Sheepy Shop“ gegen Bezahlung von zwei Bananenmünzen Tipps und teleportiert die Kongs für fünf Bananenmünzen in bereits besuchte Spielwelten. Er ist in jeder der sechs Spielwelten zu finden.

### Mystische und außerirdische Wesen
In den Donkey-Kong-Spielen gibt es eine Reihe von mystischen Wesen, die einen übernatürlichen oder außerirdischen Hintergrund vorweisen und/oder mit Zauberkraft ausgestattet sind.

#### Bananenfeen
Bananenfeen sind mystische Wesen aus dem Spiel Donkey Kong 64, welche magische Kräfte besitzen. Aus Furcht vor King K. Rool fliehen die Feen von ihrer Insel – welche ganz in der Nähe der Donkey-Kong-Insel liegt – und verstecken sich in den einzelnen Leveln von DK64, sowie auf der DK-Insel selbst. Die Anführerin der Bananenfeen, die Gute Fee (teilweise auch „Bananenfee“), bittet Tiny Kong und deren Freunde, die Bananenfeen einzufangen und wieder zu ihr zurückzubringen. Dafür übergibt sie Tiny Kong einen Fotoapparat (sogenannte „Bananenkamera“), der Bananenschalenpapier für seine Fotos verwendet. Werden die Bananenfeen mit diesem Fotoapparat mittig fotografiert, werden sie eingefangen. Insgesamt sind 20 Bananenfeen zu finden, je zwei Pro Level und vier auf der DK-Insel.
Hat man eine Bananenfee fotografiert, werden die Melonen, die Munition, die Orangen, die Kristallkokosnüsse, und die Fotos wieder aufgefüllt. Außerdem erhöht sich die Anzahl der maximal tragbaren Anzahl der Items Kristallkokosnüsse und der Fotos mit jeder gefundenen Fee um den Faktor 1.
In Donkey Kong Jet Race stellen die Bananenfeen ein Item dar. Sie sammeln während ihrer Wirkungszeit alle auf dem jeweiligen Streckenabschnitt befindlichen Bananen ein.

#### Bananenvögel
Bananenvögel kommen nur in Donkey Kong Country 3: Dixie Kong’s Double Trouble! vor. Dort müssen sie von Dixie und Kiddy gegen andere Gegenstände eingetauscht oder aus Kristallen befreit werden, indem in Kritalhöhlen vorgegebene Spielmuster mithilfe des SNES-Controllers nachgespielt werden. Anführerin er Bananenvögel ist die Bananenvogelkönigin. Diese wurde von Baron K. Roolenstein gefangen genommen und an einen Ort gebracht, der nur erreicht werden kann, wenn man alle Bananenvögel finden und befreien konnte. Bis alle Bananenvögel frei sind, leben die bis dahin befreiten in der Speicherhöhle von Wrinkly Kong.
In der SNES-Version von Donkey Kong Country 3 sind 15 Bananenvögel sammelbar, in der GBA-Version sind es 20.

#### Taj
Taj ist ein magischer Elefant, der in Diddy Kong Racing und Diddy Kong Racing DS auftritt. Er lebt auf der Insel Funoria, welche vom böswilligen Schwein Wizpig mit einem Fluch belegt wurde, der unter Leitung von Taj wieder gebrochen werden soll. Er gibt Rennunterricht und allgemeine Tipps, außerdem wechselt er auf Wunsch die Karts des Spielers.
Taj ist in Diddy Kong Racing DS als Fahrer freispielbar, außerdem sollte er im eingestellten GameCube-Spiel Donkey Kong Racing als Fahrer auftreten. Im Original trägt Taj den Beinamen the Genie (zu deutsch „der Flaschengeist“). Das Schwein Wizpig war sein Studienkollege, zwischen ihnen besteht jedoch kein gutes Verhältnis.

#### Xenanab
Xenanab ist eine im NDS-Spiel Donkey Kong: Jungle Climber auftretende außerirdische Lebensform in Form einer Banane, die vom Planeten „Plantaga“ stammt. Da die Kongs Xenabab anfangs für einen Feind halten, zerstören sie dessen Raumschiff. Später stellt sich jedoch heraus, dass Xenanab rein mit freundlichen Absichten handelt und dass ihm von King K. Rool und dessen Untergebenen sogenannte Kristallbananen entwendet wurden, deren Macht K. Rool für seine Zwecke missbrauchen möchte. Da die Kongs die Verantwortung für den Schaden an Xenanabs Schiff tragen, ohne das dieser die Kristallbananen nicht zurückerlangen kann, bieten sie ihm ihre Hilfe bei der Wiederbeschaffen der Bananen an.
Von ihm existiert eine Trophäe in Super Smash Bros. Brawl. Sein Name ergibt rückwärts gelesen das Wort bananeX beziehungsweise in der Originalversion bananaX. „Banana“ ist dabei die englische Übersetzung des Wortes Banane. Xenabab ist grundsätzlich der irdischen Sprache mächtig, verwendet jedoch immer wieder eine falsche Buchstabierung. Beispielsweise sagt nach einem Fehler zu Donkey Kong: „Tubut mibir soooboo leibeid! Nur Donkey Kong kann den Weg heraus finden...“

### Sonstige

#### B. Locker
B. Locker ist ein im Spiel Donkey Kong 64 vorkommendes Verbotsschild. Er versperrt den Kongs die DK-Portale, welche in die einzelnen Level von DK 64 führen, gibt den Zugang zu den Leveln allerdings frei, wenn der Spieler eine von ihm geforderte und auf seinem Zifferblatt angezeigte Anzahl an goldenen Bananen gesammelt hat. Bei jedem neuen Level erhöht sich die Anzahl der benötigten Bananen. Im Level Tropen Trubel muss 1 goldene Banane abgeliefert werden, in der Azteken Arena 5, in der Fabrik Fatal 15, im Level Aqua Alptraum 30, im Wunder Wald 50, in der Kristall Kaverne 65, im Kamikaze Kastell 80 und im Level K. Rools Kommandantur 100.
Der Name B. Locker steht für das englische Wort blocker, was frei übersetzt so viel wie „Blockierer“ oder „Versperrer“ bedeutet.

#### Banjo
Der Bär Banjo, neben der Vogeldame Kazooie der zweite Protagonist der Banjo-Kazooie-Reihe, hatte seinen ersten Auftritt 1997 im Donkey-Kong-Ableger Diddy Kong Racing. Er hat im Spiel folgende Attribute: Beschleunigung: Träge; Gewicht: Enorm; Handling: Gut; Topspeed: Hoch. Banjo ist ein guter Freund von Diddy Kong, so dass er nach Diddy Kongs Hilferuf aufbricht, um diesen zu helfen.
Im DS-Spiel Diddy Kong Racing DS taucht Banjo nicht mehr auf, sondern wurde von Tiny Kong ersetzt.

#### Conker
Conker ist ein Eichhörnchen, das später in eigenen Nintendo-Spielen als Protagonist auftritt. Seinen ersten Auftritt hatte er aber, wie der Honigbär Banjo aus der späteren Banjo-Kazooie-Reihe, im Donkey-Kong-Ableger Diddy Kong Racing. Seine Attribute im Spiel sind: Beschleunigung: Mittel; Gewicht: Mittel; Handling: Gut; Topspeed: Mittel. Als er von Wizpigs Taten hört, freut sich Conker über Abwechslung und bricht zusammen mit Banjo auf, um Funoria (tropische Insel, auf der sich die Handlung von Diddy Kong Racing abspielt) von Wizpig zu befreien.
In Diddy Kong Racing DS wurde er durch Dixie Kong ersetzt.

#### Kongs in Der Super Mario Bros. Film
In dem 2023 erschienenen computeranimierten Abenteuerfilm Der Super Mario Bros. Film ist in dem sogenannten „Dschungel-Königreich“ eine ganze Zivilisation der Kongs vorhanden. Angeführt wird diese von Cranky Kong als König. Insbesondere in dem in einer Art Amphitheater stattfindenden Kampf zwischen Mario und Donkey Kong werden unzählige Kongs als Zuschauer gezeigt. Näher in Erscheinung treten neben Cranky, Donkey, Diddy, Dixie und Chunky Kong indes nur ein nicht namentlich genannter Kong, der Mario und Peach via Kart zu Cranky Kongs Palast bringt und ein ebenfalls nicht näher beschriebener Kong, der in einer Fabrik die Montage eines Karts koordiniert. 
Die Kongs verfügen über eine größere Armee, die Mario und Peach gegen den Kampf gegen Bowser akquirieren wollen. Dies lehnt Cranky Kong zunächst ab; als Mario Donkey Kong aber in einem Zweikampf besiegen konnte, sagt er letztlich zu. Die Filmproduzenten geben an, die Kongs seien insbesondere Experten darin, Karts zu konstruieren.

#### Micro Buffer
Micro Buffer oder auch Microbuffer ist ein Roboter-Mikrofon, das in Donkey Kong 64 als Ringsprecher im Boxkampf mit King K. Rool agiert. Micro Buffer hat einen großen Schnauzbart und trägt einen schwarzen Smoking mit einer Fliege. Sein Name spielt auf den populären US-amerikanischen Ringsprecher Michael Buffer an.

#### Pipsy
Pipsy ist eine kleine gelbe Maus, die in den Funracerspielen Diddy Kong Racing und Diddy Kong Racing DS auftritt. Sie hat in DKR die Eigenschaften Beschleunigung: Hoch; Gewicht: Niedrig; Handling: Phantastisch; Topspeed: Mittel. Sie hat gelbes Fell, große blaue Augen und trägt eine rote Schleife mit weißen Punkten auf dem Kopf, ein weiß-blaues Lätzchen um den Hals und rote Handschuhe.
Pipsy entstand aus einer fallengelassenen Idee zu einer anderen Figur names „Astro Mouse“, die vom Rare-Designer Kevin Bayliss umgestaltet wurde. Ihre Stimme stammt von der britischen Videospielmusik-Komponistin Eveline Fischer.

#### Scoff & Troff
Scoff, ein blaues Nilpferd, und Troff, ein rosa Riesenschweinchen, sind Charaktere aus Donkey Kong 64 und agieren dort als Torwächter und Schlüsselmeister. Sie öffnen in jedem Level, die Tür zum jeweiligen Endgegner, nachdem die Kongs genügend bunte Bananen gesammelt haben. Dies geht dabei so vonstatten, dass Scoff und Troff auf einer Art Waage stehen. Troff steht dabei unter dem Schloss zur Tür des Endgegners, ist anfangs allerdings schwerer als Scoff und drückt die Waage somit auf seiner Seite nach unten. Durch das Füttern von Scoff mit bunten Bananen wird dieser immer schwerer und drückt so die Waage auf seiner Seite nach unten und folglicherweise Troff nach oben. Bei einer bestimmten Anzahl an Bananen ist Scoff so schwer, dass er seine Plattform ganz nach unten und Troffs Plattform ganz nach oben drücken kann, sodass dieser nun die Türe öffnen kann. Im Level Tropen Trubel muss Scoff mit 60, im Level Azteken Arena mit 120, im Level Fabrik Fatal mit 200, im Level Aqua Alptraum mit 250, im Level Wunder Wald mit 300, im Level Kristall Kaverne mit 350 und im Level Kamikaze Kastell mit 400 Bananen gefüttert werden, damit Troff die Tür erreichen kann.

#### Snide
Snide ist ein Wiesel, welches in Donkey Kong 64 auftritt. Er ist Ingenieur von Beruf und als ehemalige Cheftechniker von King K. Rool hauptverantwortlich für die Konstruktion von K. Rools schwimmender Festung sowie der Kaputt-O-Matik, einer Vernichtungsmaschine, die King K. Rool dazu nutzen will, die Kong-Insel zu zerstören.
Snide fiel dem Kremlingsboss allerdings in Ungnade und wurde daraufhin aus dem Dienstleistungsverhältnis entlassen. Seitdem lebt er auf der Kong-Insel und hilft den Kongs – in erster Linie aufgrund von persönlichen Rachegelüsten gegenüber King K. Rool –, indem er Blaupausen der Konstruktionspläne von King K. Rools Kaputt-O-Matik auswertet und den Kongs so Informationen und Zeit beschafft. Denn je mehr Blaupausen die Kongs in Snides HQ (Hauptquartier) abliefern, desto mehr Zeit haben sie schlussendlich beim Versuch, die Kaputt-O-Matik im finalen Level von DK64, K. Rools Kommandantur, dauerhaft zu deaktivieren. In jedem Level gibt es fünf Blaupausen zu finden, eine gelbe für Donkey, eine rote für Diddy, eine violette für Tiny, eine blaue für Lanky und eine grüne für Chunky. Liefert man alle Blaupausen bei Snide ab, so beträgt die Spielzeit für K. Rools Kommandantur 50 Minuten. Ferner erhält jeder Kong für eine Blaupause eine goldene Banane von Snide.
Als Snides Lieblingsfilm wird „Inspektor Rattget“ angegeben (Anspielung auf die US-amerikanische Filmkomödie von David Kellogg aus dem Jahr 1999 Inspektor Gadget) und sein Vorbild sei „Dr. Emmet Brown“ (Bezugnahme auf die fiktive und von Christopher Lloyd verkörperte Figur Dr. Emmett L. „Doc“ Brown aus der Filmtrilogie Zurück in die Zukunft).

#### Yoshi

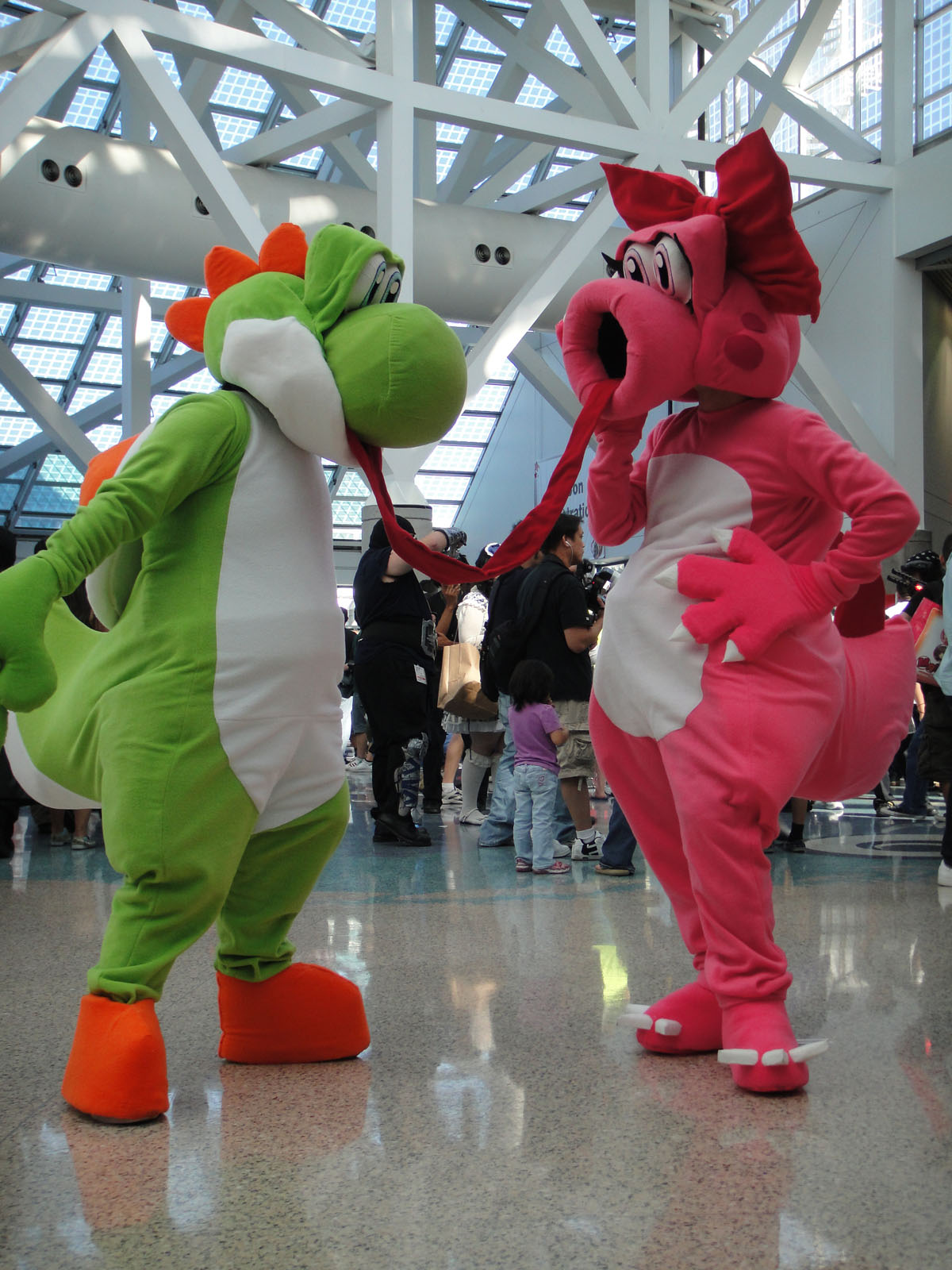
Cosplayer als Yoshi und Birdo

Yoshi ist ein in vielerlei Spielen des Super-Mario-Universums auftretender Dinosaurier, den Mario zumeist als Reittier verwendet. Yoshi steht dabei rein formal gesehen zwar nicht eine einzelne Figur, sondern eine Gattung von Charakteren – der Yoshis, die in diversen Farben existieren. Herkömmlich wird unter den Namen Yoshi jedoch nur der grünfarbene Yoshi verstanden, der die meisten eigenständigen Auftritte innehat.
In den Donkey-Kong-Spielen tritt Yoshi gelegentlich in Form von Cameo-Auftritten in Erscheinung. So ist er im Spiel Donkey Kong Country 2: Diddy's Kong Quest am Ende des Spiels bei Auswertung der vom Spieler gefundenen DK-Münzen zu sehen. Er belegt beim Ranking Cranky's Video Game Heroes (zu deutsch „Crankys Videospielhelden“) mit 29 gefundenen DK-Münzen Platz 2, beziehungsweise Platz 3, falls vom Spieler mindestens 30 DK-Münzen eingesammelt wurden. Im GBA-Remake von DKC2 wird er mit 35, im Handheld-Spiel Donkey Kong Land 2 mit 29 gefundenen DK-Münzen aufgeführt.
Ferner hat Yoshi in Donkey Konga im Mehrspieler-Modus einen Cameo-Auftritt.

## Tierhelfer
In den Donkey-Kong-Spielen gibt es eine Reihe von Tieren, die keine handlungsrelevanten Figuren darstellen, sondern die Kongs lediglich im eigentlichen Levelverlauf unterstützen beziehungsweise sonst unüberwindbare Levelabschnitte absolvieren. So können Bonusspiele beziehungsweise - räume oft nur mit diesen Tieren erreicht oder geöffnet werden, manche Endgegner nur durch deren besondere Fähigkeiten besiegt oder auch ganze Levelabschnitte nur mit diesen erreicht werden.
Allgemein spricht man bei diesen Tieren von sogenannten Tierhelfern, sie werden aber auch als Gute Freunde oder Tierische Freunde bezeichnet. Die Erscheinungsform der Tierhelfer unterscheidet sich: Springt man in der ursprünglichen Donkey-Kong-Country-Reihe für das SNES auf eine Tierkiste, öffnet sich diese und die Kongs können auf den Tieren reiten. Springt man hingegen in ein Tierfass, verwandeln sich die Kongs selbst in den jeweiligen Tierhelfer. Erreicht man ein Verbotsschild mit der Abbildung für den jeweiligen Tierhelfer, verschwindet dieser oder die Kongs verwandeln sich wieder zurück. In Donkey Kong 64 verhält es sich anders; hier verwandeln sich die Kongs stets selbst in die Tierhelfer, wenn sie in eine Tierkiste springen. Allerdings können in DK64 nicht alle Kongs die Hilfe der Tiere in Anspruch nehmen, sondern nur Donkey und Lanky Kong sind der Lage, sich in Rambi (Donkey Kong) beziehungsweise Enguarde (Lanky Kong) zu verwandeln.

### Clapper
Clapper ist ein Seehund, der in Donkey Kong Country 2 und Donkey Kong Land 2 auftritt. Clapper ist in der Lage, durch Sprung auf seinen Rücken eine kühlende Substanz aus seinem Maul zu versprühen. Durch diese kann in Lava-Leveln die (nicht betretbares) kochendes Wasser kurzzeitig in normal termperiertes Wasser verwandelt werden, welches durchquert werden kann. In Eis-Leveln kann Wasser zu Eis gefroren werden, welches von den Kongs überlaufen werden kann, wodurch sie Stellen erreichen können, welche vom Wasser aus nicht betretbar sind. Der Abkühl- beziehungsweise Gefriervorhang kann unendlich oft wiederholt werden.
Der Name Name Clapper leitet sich vom englischen Verb to clap (zu deutsch „klatschen“) ab. Dieser Namen rührt von der Tatsache her, dass Clapper stets zufrieden in die Hände klatscht, wenn er den Kongs helfen konnte.

### Ellie
Ellie ist eine Elefantenkuh und tritt grundsätzlich nur Donkey Kong Country 3 und Donkey Kong Land 3 auf, wo sie geritten werden kann. Neben der Nutzbarkeit als Reittier kann Ellie durch ihren Rüssel Wasser aufnehmen und es wieder verpritzen, um Gegner zu besiegen. Diese Fähigkeit kann nicht beliebig oft wiederholt werden, eine Wasseraufnahme reicht höchstens für sieben Angriffe. Jedoch kann Ellie sodann neues Wasser aufnehmen; ihre Wasserreserven werden in einer Wasseranzeige eingeblendet. Ellie ist ferner in der Lage, mit ihrem Rüssel durch Nutzen eines Vakuums Fässer zu tragen, die sie auch aus einer größeren Entfernung ansaugen kann. Neben den Hauptauftritt in DKC3 und DKL3 war Ellie durch einen kurzen Cameo-Auftritt in Donkey Konga zu sehen, außerdem sollte sie im gecancelten Spiel Donkey Kong Racing auftreten.

### Enguarde
Enguarde ist ein blaufarbener Schwertfisch und hat neben Rambi die häufigsten Auftritte in Donkey-Kong-Spielen – er tritt in den drei Donkey-Kong-Country-Teilen für das SNES, in Donkey Kong Land 2 und 3, in Donkey Kong 64 und in Donkey Kong Jet Race auf.
Enguarde ist zum ersten Mal in Donkey Kong Country im Level „Korallenriff“ auffindbar und ab diesem in vielerlei Unterwasserleveln einsetzbar. Er ist mit seinem Schwert in der Lage, Unterwassergegner besiegen und geheime Türen öffnen. Durch Betätigen des B- oder Y-Knopfs auf dem SNES-Controller wird Enguarde beschleunigt. Im Spiel Donkey Kong 64 tritt er primär in der Spielwelt Aqua Alptraum auf; in diesem Spiel ist die Besonderheit gegeben, dass sich lediglich Lanky Kong in Enguarde verwandeln kann. In Donkey Kong Jet Race steht er in manchen Strecken zur Verfügung. Reitet ein Kong oder Kremling im Spiel auf ihm, zerstört Enguarde Hindernisse und räumt Gegner aus dem Weg. Im Trailer von Donkey Kong Racing war ebenfalls zu sehen.
Der Name Enguarde basiert auf „En garde!“ (französisch elliptisch für mettez-vous en garde! „Vorsicht“), einem Ausruf aus dem Fechtsport. In Super Smash Bros. Brawl existiert eine Trophäe von ihm.

### Expresso
Expresso ist ein Strauß, der bislang nur in Donkey Kong Country und Donkey Kong Land eine wichtigere Rolle spielt. Im GBA-Remake von Donkey Kong Country 2 ist er in einer Nebenaufgabe spielbar.
In Donkey Kong Country und Donkey Kong Land steht Expresso als Reittier zur Verfügung. Er beherrscht dabei den sogenannten „Straußenschnellgang“ wodurch Donkey und Diddy Kong mit Expresso weitaus schneller voranschreiten können als zu Fuß. Ferner kann Expresso an verschiedenen kleineren Gegner auch ohne Angriff vorbeilaufen, ohne Schaden zu nehmen, was die Zügigkeit des Voranschreitens zusätzlich erhöht. Expresso ist straußentypisch nicht der Lage zu fliegen, allerdings kann er mit den Flügeln schlagen und so eine gewisse Zeitspanne über Abgründe flattern.
In Donkey Kong Country 2 ist er im Hauptspiel für das SNES nicht einsetzbar, wurde aber im GBA-Remake in einem für die Hauptgeschichte nicht entscheidenden Nebenspiel aufgegriffen. Dort kann man mit ihm verschiedene Rennen absolvieren, für deren Gewinn man DK-Münzen erhält. Expressos Fähigkeiten „Tempo“, „Stärke“, „Turbo“ und „Flug“ können dabei mit in den Leveln je einmal auffindbaren goldenen Federn sukzessive verbessert werden. Bei „Tempo“ steigt Expressos Höchstgeschwindigkeit, bei „Stärke“ ist er besser vor Angriffen der Gegner geschützt, bei „Turbo“ kann der Spieler Futter von der Strecke aufnehmen und so einen kurzzeitigen Geschwindigkeitsschub ausführen und bei „Flug“ kann die Sprungkraft von Expresso erhöht werden.
Neben den genannten Auftritten in den Donkey-Kong-Spielen gibt es von Expresso eine Trophäe in Super Smash Bros. Brawl. Der Name Expresso leitet sich von dem umgangssprachlichen Wort für eine Eilzustellung, express, ab.

### Frostbison
Frostbison (offiziell beschrieben als „Der flotte Frostbison, ein schneller Renner“) ist ein in Donkey Kong Jungle Beat auftretendes Bison, auf dem Donkey Kong reiten kann. Das Frostbision dient primär dazu, für Donkey Kong unüberwindbar weite Abgründe zu überspringen. Wie weit es springen kann, hängt von seiner Geschwindigkeit ab. Der Spieler kann die Laufgeschwindigkeit von Fristbison dabei durch Trommeln auf die DK Bongos beeinflussen, wobei durch einen Schlag auf die rechte Seite der Bongos beschleunigt und durch Schlag auf die linke Seite abgebremst wird. Werden beide Bongos gleichzeitig betätigt, springt das Bison.

### Gleita
Gleita (offiziell beschrieben als „Gleita, ein sanfter Gleiter“) ist ein Gleithörnchen aus Donkey Kong Jungle Beat. Donkey Kong kann sich an Gleitas Beinen festhalten und durch einen Fallschirmeffekt langsam durch die Luft gleiten. Dabei kann die Gleitgeschwindigkeit durch Trommeln auf die DK Bongos beeinflusst werden, ferner kann Gleita durch einen Schlag nur auf die rechte oder linke Seite der Bongos in die entsprechende Richtung gelenkt werden.

### Glimmer
Glimmer ist ein Anglerfisch (teilweise auch nur als Fisch aufgeführt), der nur in Donkey Kong Country 2 eine Rolle spielt. Er tritt dabei primär im Level „Glimmers Galeone“ der Spielwelt Krem Kai auf, welches sich unter Wasser abspielt und zunächst gänzlich abgedunkelt ist. Kurz nach dem Start taucht Glimmer, der in der Kremling-Galeone wohnt, automatisch auf und beleuchtet mit seiner an seinem Kopf befindlichen Lampe einen immer gleich groß bleibenden Ausschnitt des Levels. Er bleibt dabei immer in gleichem Abstand hinter den Kongs und wechselt auch zusammen mit der gesteuerten Spielfigur seine Richtung, wobei sein Lichtkegel jedes Mal über den Spieler bzw. die Kamera schwenkt und diese(n) dabei kurzzeitig blendet.

### Glower
Glower tritt in Donkey Kong 64 auf und leuchtet den Kongs in der Spielwelt Aqua Alptraum in dunklen Räumen. Es ist nicht genau belegbar, um welche Art von Tier es sich bei Glower handelt und ob dieser überhaupt einen eigenen Tierhelfer darstellt oder nur eine überarbeitete Version von Glimmer.
Ganz überwiegend wird der Tierhelfer als eigene Figur angesehen und der Name Glower verwendet, auch wenn dieser Name in offiziellen Quellen nicht zu finden ist. Hauptsächlich wird dabei vertreten, dass Glower eine Kaulquappe darstelle. Im Widerspruch dazu führt der Spieleberater von Donkey Kong 64 den entsprechenden Tierhelfer als Glimmer auf und führt aus, es handle sich bei diesem um einen Leuchtfisch. Daher wird zum Teil auch angenommen, der Tierhelfer sei identisch mit dem in Donkey Kong Country 2 auftretenden Anglerfisch und lediglich optisch überarbeitet worden. Herrschend ist jedoch die erste Ansicht; die Angaben im Spieleberater von Donkey Kong 64 seien auf ein Redaktionsversehen zurückzuführen und falsch.
Es wird angegeben, der Tierhelfer lebe in einer Wassertiefe, die für kein anderes Lebewesen betretbar sei. Da er jedoch schon lange mit der Kong-Familie befreundet sei, habe er diese Tiefen verlassen, um die Kongs im Kampf gegen King K. Rool zu unterstützen.

### Heliflapp
Heliflapps (offiziell beschrieben als „Heliflapp, ein flattender Himmelstürmer“) sind in Donkey Kong Jungle Beat auftretende Vögel, die in verschiedenen Farben existieren. Donkey Kong kann sich den Beinen der Heliflapps festhalten und so mit deren Hilfe durch Levelabschnitte fliegen. Mit den DK Bongos ist dabei die Flugrichtung der Vögel steuerbar. Die einzige aktive Einsatzmöglichkeit der Heliflapps ist bislang Donkey Kong Jungle Beat, im Spiel Super Smash Bros. Brawl ist jedoch eine Heliflappthrophäe vorhanden.

### Parry
Parry – auch Parry der Parallelvogel – ist ein Vogel, der in Donkey Kong Country 3 auftritt. Öffnet man die Kiste, in der sich Parry innerhalb bestimmter Level befindet, fliegt er immer parallel in gleichbleibender Höhe über den Kongs. Dabei kann er unerreichbare Items einsammeln; berührt er ein Hindernis oder einen Gegner, verschwindet er. Die Aufgabe des Spielers besteht darin, Parry unbeschadet bis zu seinem Tierstoppschild zu geleiten beziehungsweise ihn entsprechend dorthin zu lenken. Erreicht man das Stoppschild erhält man einen Preis, der in frühen Leveln etwa aus Bananen oder einem Luftballon besteht. In späteren Leveln – in denen das Erreichen des Stoppschilds schwieriger vonstattengeht – erhält man auch Bonusfässer, die dann einmal absolviert werden können.

### Professor Chops
Professor Chops ist ein Schwein, das in Donkey Kong Country Returns unter dem Namen Tutorial-Schwein eingeführt wurde. Er steht in Donkey Kong Country Returns, Donkey Kong Country Returns 3D und Donkey Kong Country: Tropical Freeze an bestimmten Stellen in Leveln hinter einem Stand, der als Kontrollpunkt dient. Verliert man nach diesem Kontrollpunkt ein Leben, kann man den neuen Versuch von dort aus starten und braucht das Level nicht wieder vom Anfang an spielen. In Donkey Kong Country Returns besteht außerdem die Möglichkeit, schwierige Passagen nach mehrmaligem Scheitern vom sogenannten Super Kong lösen zu lassen. Dieser spielt das Level durch, sammelt aber keine Gegenstände wie Puzzleteile oder die Kong-Buchstaben. Der Super-Assistent kann aktiviert werden, indem man beim Tutorial-Schwein den „+“- oder „-“-Knopf auf der Wiimote betätigt.
Profesor Chops trägt eine Brille, außerdem hat er meist eine Rennflagge bei sich. Von ihm sind Trophäen in Super Smash Bros. for Nintendo 3DS und Super Smash Bros. for Wii U vorhanden. In Super Smash Bros. Ultimate stellt er den Geist Nummer 158 (Sub-Geist, Rang Junior) dar.

### Quawks
Quawks ist ein Papagei, der in Donkey Kong Country 3 und Donkey Kong Land 3 aktiv gesetuert werden kann. Quawks hat ein nahezu identisches Erscheinungsbild wie der eher bekannte Squawks, stellt aber nicht diesselbe Figur dar, sondern dessen Pendant. Der wesentliche äußerliche Unterscheid liegt in der Farbgebung. Während Squawks eine grüne Federfarbe aufweist, ist Quawks Gefieder lilafarben. Im offiziellen Spieleberater zu Donkey Kong Country 3 wird als Verwandschaftsgrad zwischen Quawks und Squawks Cousins seien.
Im Gegensatz zu Squawks ist Quawks nicht in der Lage, Kokosnüssen zu speien. Allerdings kann er mit seinen Krallen Fässer hochheben, mit diesen durch die Gegend schweben und die Fässer auf Gegner werfen oder an benötigten Stellen abstellen. Ähnlich wie Squawks trägt Quawks die Kongs durch Level, die die Kongs allein nicht durchqueren können und befördert sie an ansonsten unzugängliche Stelle. 
In Donkey Kong Jet Race stellt er ein Item dar. Wird er eingesetzt, greift er den Erstplatzierten an und bremst ihn ab. Steuert der Spieler dabei einen Kong, so werden dem Erstplatzierten bei dem Einsatz von Quawks alle Bananen abgezogen, steuert der Spieler einen Kremling, handelt es sich um einen Abzug von zehn Bananen.

### Rambi
Rambi (auch Rambi das Rhino und Rambi das Rhinozeros) ist ein Nashorn und mit Auftritten in Donkey Kong Country 1 und 2, Donkey Kong Land 1 und 2, Donkey Kong 64, Donkey Kong Jet Race, Donkey Kong Country Returns und Donkey Kong Country Tropical Freeze einer der am öftesten vorkommende Tierhelfer.
Rambi dient den Kongs in der Regel als Reittier und kann aufgrund seiner Körperkraft auch starke Gegner besiegen und ansonsten unereichbare Areale beziehungsweise Eingänge zu Bonusräumen öffnen. Durch Drücken des Y-Knopfes auf dem SNES-Controller kann er in Donkey Kong Country und Donkey Kong Country 2 seine Kraft bündeln und nach einer Zeitspanne von etwa zwei Sekunden beginnen zu sprinten. In diesem Sprint können zusätzliche Wege geöffnet werden werden. Die Entwicklern sprechen bei dieser Fähigkeit von „galoppieren“ beziehungsweise „rennen“. Sprintet Rambi, ist er nur noch teilweise steuerbar. Er rennt nicht selbststeuernd in die gewählte Richtung und kann nur Springen beeinflusst werden. Dies hält solange an, bis er auf ein Hindernis trifft oder der Sprint aktiv abgebrochen wird. Teilweise agiert Rambi nicht als Reittier, sondern die Kongs verwandeln sich in ihn – in Donkey Kong 64 ist zur Verwandlung indes nur Donkey Kong in der Lage. Im Spiel Donkey Kong Jet Race hilft er den Kongs beziehungsweise den Kremlings auf dieselbe Weise wie Enguarde; reitet ein Kong oder Kremling im Spiel auf ihm, zerstört Rambi Hindernisse und räumt Gegner aus dem Weg. In Donkey Kong Racing war Rambi ebenfalls als Reittier vorgesehen.
Rambi hat neben den Donkey-Kong-Spielen auch einzelne Auftritte in Spielen des Super-Mario-Universiums. In Mario Kart DS ist mit dem sogenannten „Rambi Rider“ ein Kart vorhanden, an dem sich vorne am Kart der Kopfs des Tierhelfers befindet. Ebenso in Mario Kart Tour, wo neben dem „Rambi Rider“ auch die verbesserten Versionen „Rambi Runner“ und der „Gold Rambi Rider“ zur Verfügung stehen. Der silberfarbene „Rambi Runner“ weist die Spezialfähigkeit auf, einen Mini Turbo auszuführen und der goldfarbene „Gold Rambi Rider“ verfügt über einen verbesserten Sprung. Neben der Mario-Kart-Reihe findet sich Rambi in Super Smash Bros. Brawl, Super Smash Bros for 3DS und Super Smash Bros. Ultimate als Trophäe.
Die Namensherkunft des Eigennamens Rambi wurde von den Entwicklern nicht näher beleuchtet. Allgemein wird vermutet, der Name Rambi setze sich aus dem englischen Verb ram (zu Deutsch „rammen“) und bambi (von italienisch bambino „kleines Kind“) zusammen. Eventuell soll es auch auf die von Sylvester Stallone verkörperte Figur John Rambo aus den Rambo-Filmen anspielen.

### Rattly
Rattly ist eine in Donkey Kong Country 2 und Donkey Kong Land 2 in Erscheinung tretende Klapperschlange. Die Besonderheit der Schlange besteht darin, dass sie sich nicht kriechend fortbewegt, sondern ihren Schwanz als Sprungfeder einsetzt. Dies ermöglicht es den Kongs, Rattly als Reittier zu benutzen, ferner kann die Schlage hierdurch kann extrem hoch springen. So können die Kongs Ebenen und Bonusspiele erreichen, die sie allein nicht betreten könnten. Durch Gedrückthalten des Y-Knopfes auf SNES-Controller für etwa zwei Sekunden wird die Sprungkraft gebündelt und es wird ein noch höherer Sprung ausgeführt.
Die Entwickler geben in Bezug auf das Sozialverhältnis zwischen Rattly und den Kongs an, Rattly könne die Kremlings „auf den Tod nicht austehen“. Sie helfe den Kongs aus diesem Grund gerne. Der Tierhelfer hat ein grünes Leder mit roten Ringen; ferner sind hervorstehende Augen vorhanden. Der Eigenname Rattly geht auf die englische Übersetzung von Klapperschlange, rattlesnake, zurück.

### Springwal
Springwal ist ein Wal und tritt in Donkey Kong Jungle Beat auf. Er schwimmt in Unterwasserleveln einen festgelegten Kurs, wobei sich Donkey Kong an seinem Rücken festhalten kann und so ohne Zutun des Spielers durch das Level gezogen wird.

### Squawks
Squawks ist ein Papagei. Er tritt in allen Donkey-Kong-Country-Teilen, in Donkey Kong 64 und in Donkey Kong Jet Race auf.
Squawks hatte seinen ersten Auftritt in Donkey Kong Country; er agiert dort in dem in einer Höhle spielenden Level „Glühbirnen Drama“ als Träger einer Taschenlampe. Hierdurch wird das grundsätzlich gänzlich abgedunkelte Level ausgeleuchtet. Während in Donkey Kong Country eine aktive Steuerung von Squawks von den Entwicklern nicht vorgesehen war, wurde dies ab Donkey Kong Country 2 geändert – in DKC2 war Squawks in der Lage, die Kongs mit seinen Krallen zu greifen und so fliegend durch Level zu tragen. Ferner kam Squawks' Fähigkeit hinzu, nicht abschließend definierte Gegenstände zu speien. Diese Gegenstände werden von den Entwicklern teilweise als Kokosnüsse beschrieben, teilweise als Eier. Treffen diese Kokosnüsse beziehungsweise Eier einen Gegner, so wird er in der Regel ausgeschaltet. In Donkey Kong Country Returns und Donkey Kong Country: Tropical Freeze ist er bei Cranky beziehungsweise Funky Kong für einen Preis von jeweils 15 Bananenmünzen als Item erwerbbar. Wird er eingesetzt, erscheint er in einem aktiven Level auf dem Bildschirm in der linken unteren Ecke, gibt in der Nähe eines Puzzelteils Vogellaute von sich gibt und bewegt sich auffällig, um so den Fundort der Puzzelteile anzuzeigen. Je näher der Spieler dem Puzzelteil kommt, um so mehr verstärkt Squawks seine Interaktion.
Im Spiel Donkey Kong 64 ist Squawks nicht aktiv spielbar, sondern wird lediglich in Zwischensequenzen angezeigt. Er versorgt die Kongs mittels Sprechblase mit Informationen und gibt Tipps zum Spielablauf. In Donkey Kong Jet Race ist er ein einsetzbares Item. Er kann dort den vorausfahrenden Fahrer attackieren und bei diesem für einen Zeitverlust sorgen. In Super Smash Bros. for Nintendo 3DS ist Squawks als Throphäe vorhanden. 
Es steht fest, dass Squawks und Quawks derselben Tiergattung angehören, aber unterschiedliche Figuren darstellen. Die Figuren werden als Cousins beschrieben. Der wesentliche äußerliche Unterscheid von Squawks und Quawks liegt in der Farbgebung; Squawks besitzt grünes Gefieder, Quawks ein lilafarbenes. Die Entwickler geben an, Squawks bewohne stets finstere Höhlen.

### Squitter
Squitter ist eine Spinne, die in Donkey Kong Country 2, Donkey Kong Land 2, Donkey Kong Country 3 und Donkey Kong Land 3 auftritt.
Squitter ist in DKC2 und DKL2 primär als Reittier vorhanden, in DKC3 und DKL3 werden die Kongs in Squitter verwandelt. Sie kann Netze verschießen, wobei hierfür zwei Arten von Netz zur Verfügung stehen. Durch Drücken des Y-Knopfes wird ein Angriffsnetz verschossen, durch Drücken der Knöpfe A, L und R werden Netze abgegeben, die eine gewisse Zeitdauer als Plattform genutzt werden kann, um höhere Ebenen, Räume oder Bonusspiele erreichen zu können. In DKC2 kann Squitter Gegner nur durch diese Netzattake ausschalten. Er ist nicht in der Lage, Gegner mit einem Sprung zu besiegen. In DKC3 ist dies wiederum schon möglich. 
Squitter ist orange-schwarz-farben und verfügt über herausstehende Augen, die optisch Tischtennisbällen ähneln. Ferner ist in Bezug auf ihr Erscheinungsbild die Besonderheit gegeben, dass sie an allen Beinen – mithin acht – Turnschuhe trägt. Diese Turnschuhe sind weiß-rosa-farben.
Eine Squitter-Trophäe ist sowohl in Super Smash Bros. Brawl als auch Super Smash Bros. for Nintendo 3DS vorhanden.

### Ugugus
Ugugus sind Affen aus dem Spiel Donkey Kong Jungle Beat. Sie geben Tipps oder schleudern Donkey Kong durch die Level.

### Winky
Winky ist ein Frosch, dessen primärer Auftritt in Donkey Kong Country stattfand. Winky ist in der Lage, sehr hoch zu springen, wodurch sonst unerreichbare Ebenen und Geheimräume erreicht werden können. Ferner ist es möglich, durch einen Sprung auch kraftvolle Gegner auszuschalten. Dies gilt insbesondere für die Zinger (Bienen oder Wespen in Donkey Kong Country), die von den Kongs ohne Winkys Zutun lediglich mit einem Fass besiegt werden können. Die Entwickler teilen mit, Winky verspüre gegen die Zinger eine persönliche Abneigung.
Winky ist lediglich in DKC aktiv spielbar, hat aber einen Cameo-Auftritt in Donkey Kong Country 2. Dort ist er im Affenmuseum von Cranky Kong zu sehen. In der Spieleanleitung von Donkey Kong 64 wird Winky neben Expresso namentlich erwähnt; in einem vermeintlich von Cranky Kong formulierten Informationstext zu den tierischen kisten ist zu lesen: „Springe in eine dieser Kisten, um Dich in einen Deiner tierischen Freunde zu verwandeln! Ich hoffe nur, daß [sic nach alter Rechtschreibung] diesmal auch Expresso und der gute alte Winky dabei sind – und nicht wieder dieses hirnlose Nashorn Rambi! [...]“

## Übersicht
Folgende Tabelle bietet eine abschließende Übersicht über die in den einzelnen Spielen vorkommenden Charaktere. Sie listet dabei nur die wichtigsten Charaktere und Spiele auf.
| Charakter    | DK | DKC | DKC2 | DKC3 | DKCR | DKCTF | DK64 | DKJR | DKL | DKL2 | DKL3 | DKA |
| ------------ | -- | --- | ---- | ---- | ---- | ----- | ---- | ---- | --- | ---- | ---- | --- |
| Bluster Kong | ×  | ×   | ×    | ×    | ×    | ×     | ×    | ×    | ×   | ×    | ×    | ✓   |
| Candy Kong   | ×  | ✓   | ✓1,4 | ✓1,4 | ×    | ×     | ✓    | ✓    | ×   | ×    | ×    | ✓   |
| Chunky Kong  | ×  | ×   | ×    | ✓1,4 | ×    | ×     | ✓    | ×    | ×   | ×    | ×    | ×   |
| Cranky Kong  | ✓2 | ✓   | ✓    | ✓    | ✓    | ✓     | ✓    | ✓    | ✓3  | ×    | ×    | ✓   |
| Diddy Kong   | ×  | ✓   | ✓    | ✓3   | ✓    | ✓     | ✓    | ✓    | ✓   | ✓    | ✓3   | ✓   |
| Dixie Kong   | ×  | ×   | ✓    | ✓    | ×    | ✓     | ×    | ✓    | ×   | ✓    | ✓    | ✓   |
| Donkey Kong  | ×2 | ✓   | ✓3   | ✓3   | ✓    | ✓     | ✓    | ✓    | ✓   | ✓3   | ✓3   | ✓   |
| Funky Kong   | ×  | ✓   | ✓    | ✓    | ×    | ✓     | ✓    | ✓    | ×   | ✓    | ×    | ✓   |
| General Zack | ×  | ×   | ×    | ×    | ×    | ×     | ×    | ×    | ×   | ×    | ×    | ✓   |
| Kiddy Kong   | ×  | ×   | ×    | ✓    | ×    | ×     | ×    | ×    | ×   | ×    | ✓    | ×   |
| King K. Rool | ×  | ✓   | ✓    | ✓    | ×    | ×     | ✓    | ✓    | ✓   | ✓    | ✓    | ✓   |
| Klubba       | ×  | ×   | ✓    | ×    | ×    | ×     | ×    | ×    | ×   | ✓    | ×    | ×   |
| Kremlings    | ×  | ✓   | ✓    | ✓    | ×    | ×     | ✓    | ✓    | ✓   | ✓    | ✓    | ✓   |
| Lanky Kong   | ×  | ×   | ×    | ✓1,4 | ×    | ×     | ✓    | ✓    | ×   | ×    | ×    | ×   |
| Mario        | ✓  | ×   | ✓4   | ×    | ×    | ×     | ×    | ×    | ×   | ✓4   | ×    | ×   |
| Swanky Kong  | ×  | ×   | ✓    | ✓    | ×    | ×     | ×    | ×    | ×   | ×    | ×    | ×   |
| Tiki Tong    | ×  | ×   | ×    | ×    | ✓    | ×     | ×    | ×    | ×   | ×    | ×    | ×   |
| Tikis        | ×  | ×   | ×    | ×    | ✓    | ×     | ×    | ×    | ×   | ×    | ×    | ×   |
| Tiny Kong    | ×  | ×   | ✓1,4 | ✓1,4 | ×    | ×     | ✓    | ✓    | ×   | ×    | ×    | ×   |
| Wrinkly Kong | ×  | ×   | ✓    | ✓    | ×    | ×     | ✓    | ✓    | ×   | ✓    | ✓    | ×   |

1 Nur im Game-Boy-Advance-Remake.
2 Der damalige Donkey-Kong-Charakter ist der heutige Cranky Kong.
3 Nur in der Spieleanleitung, Hintergrundgeschichte oder Videosequenzen.
4 Nur ein sonstiger Cameo-Auftritt.
✓ = Kommt im jeweiligen Spiel vor.
× = Kommt im jeweiligen Spiel nicht vor.